# 近鉄特急

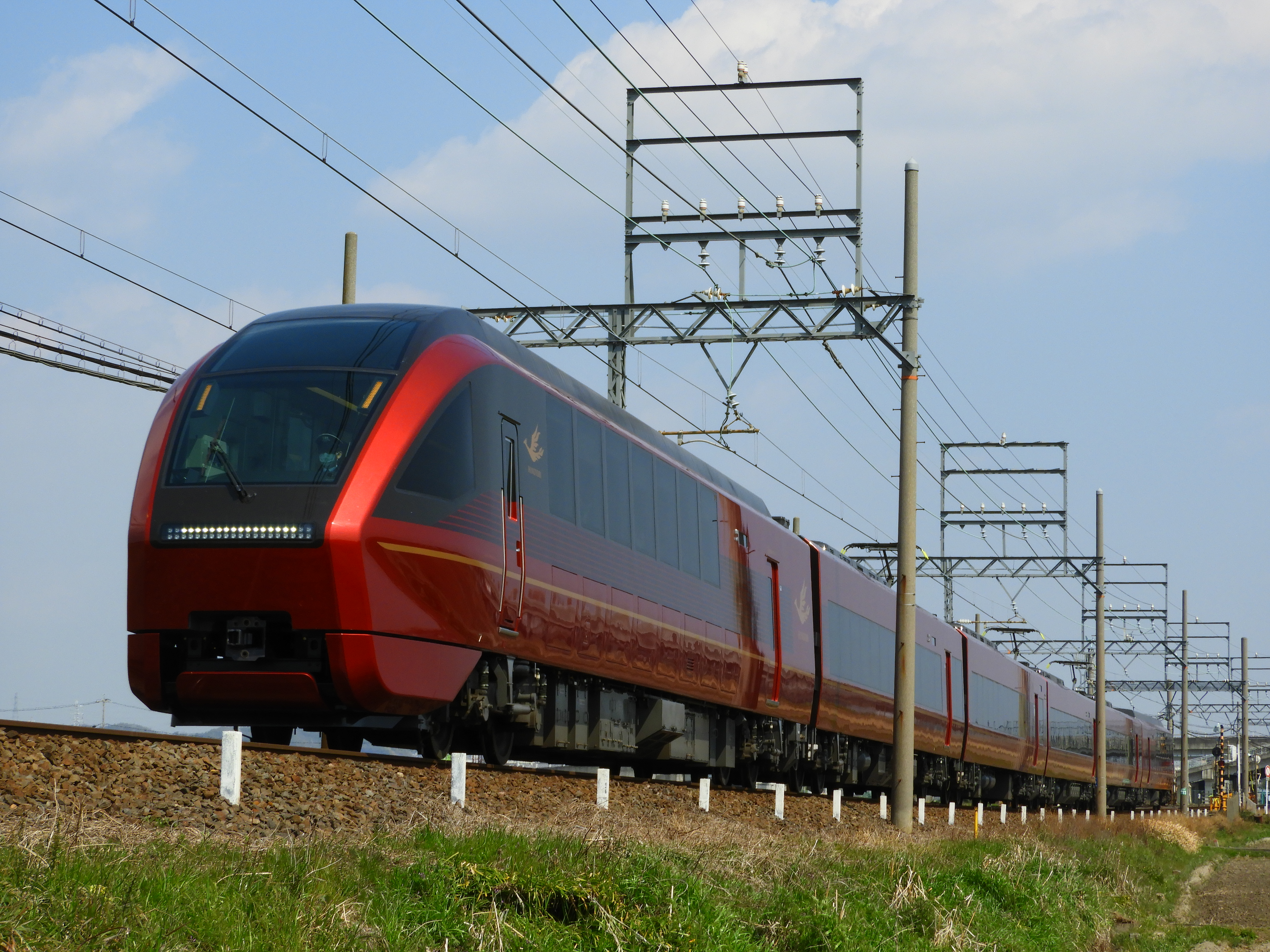
名阪甲特急向けの車両80000系「ひのとり」

近鉄特急（きんてつとっきゅう）とは、近畿日本鉄道（近鉄）が運行している、特急列車の総称・ブランドである。運賃に加えて、座席指定制の特急料金が必要である。大阪市、京都市、名古屋市と奈良県、三重県北中部を結ぶ近鉄の鉄道路線網で広く運行されている。
近鉄特急の歴史については「近鉄特急史」を、近鉄特急のダイヤ変更の詳細については「1987年までの近畿日本鉄道ダイヤ変更」「1988年からの近畿日本鉄道ダイヤ変更」をそれぞれ参照のこと。

## 概要

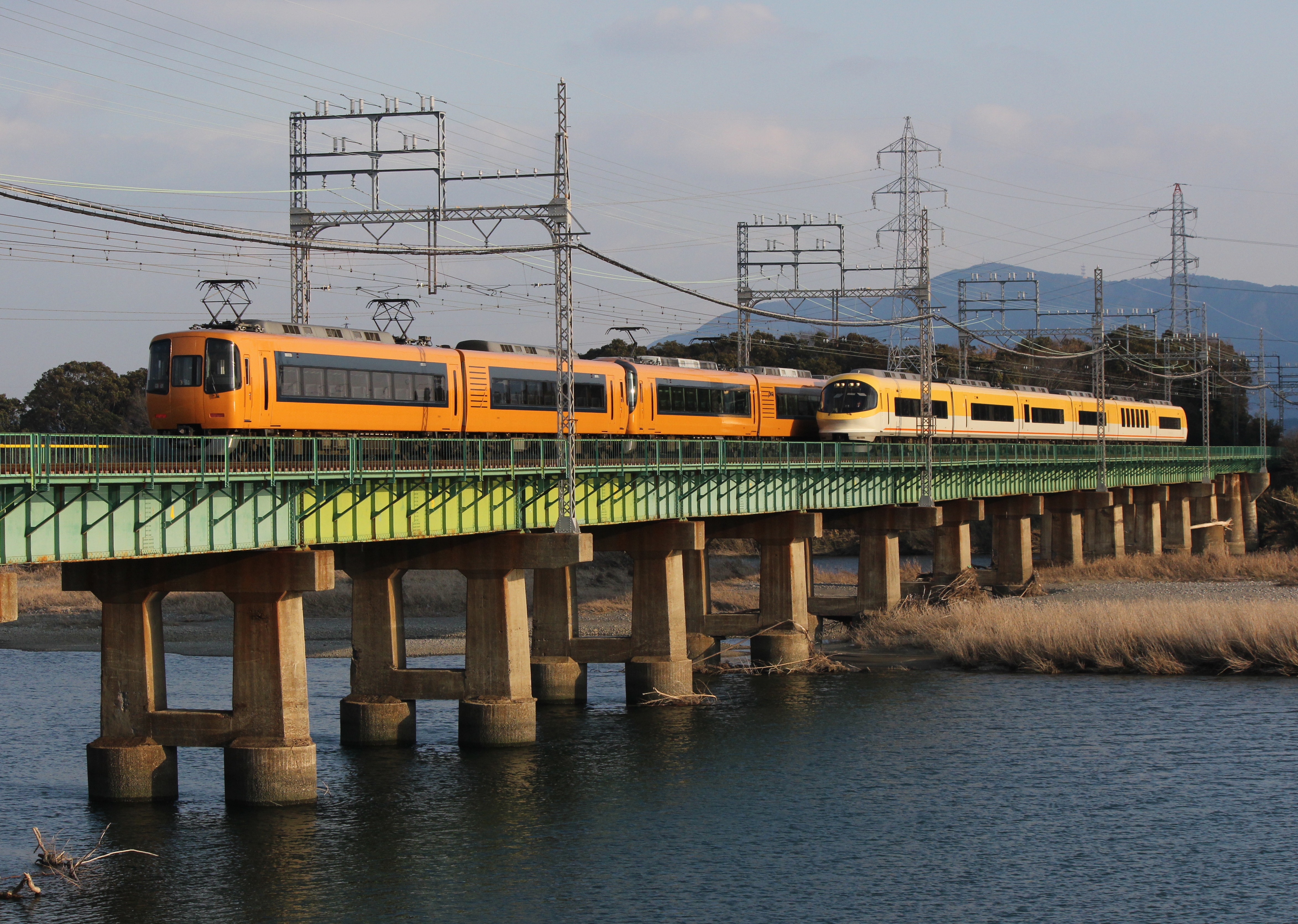
近鉄特急は高頻度運転のため特急同士のすれ違いも多い（小俣駅 - 宮町駅間）

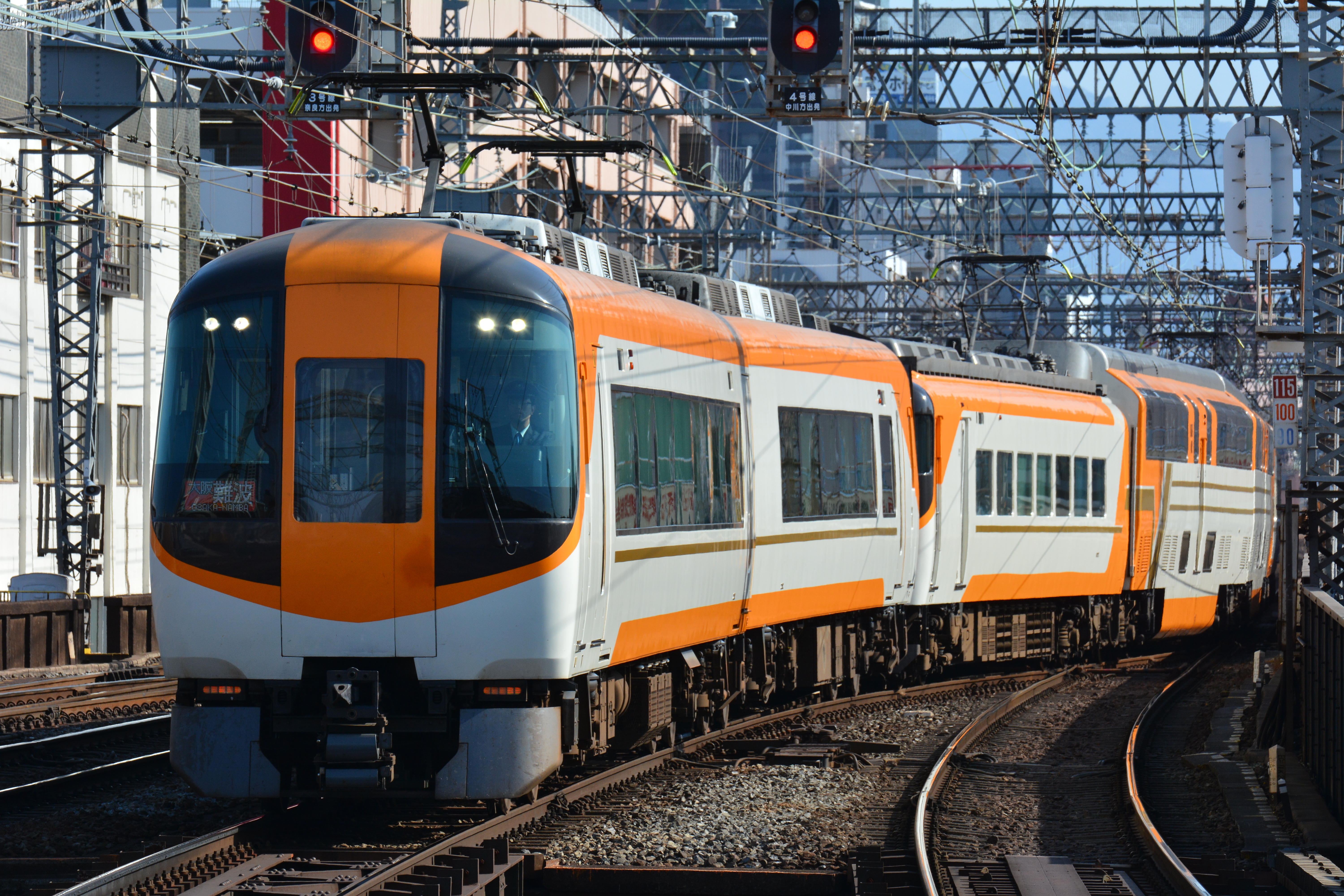
異なる編成同士を繋いで需要の多寡に対応する弾力性の高さも近鉄特急の特徴

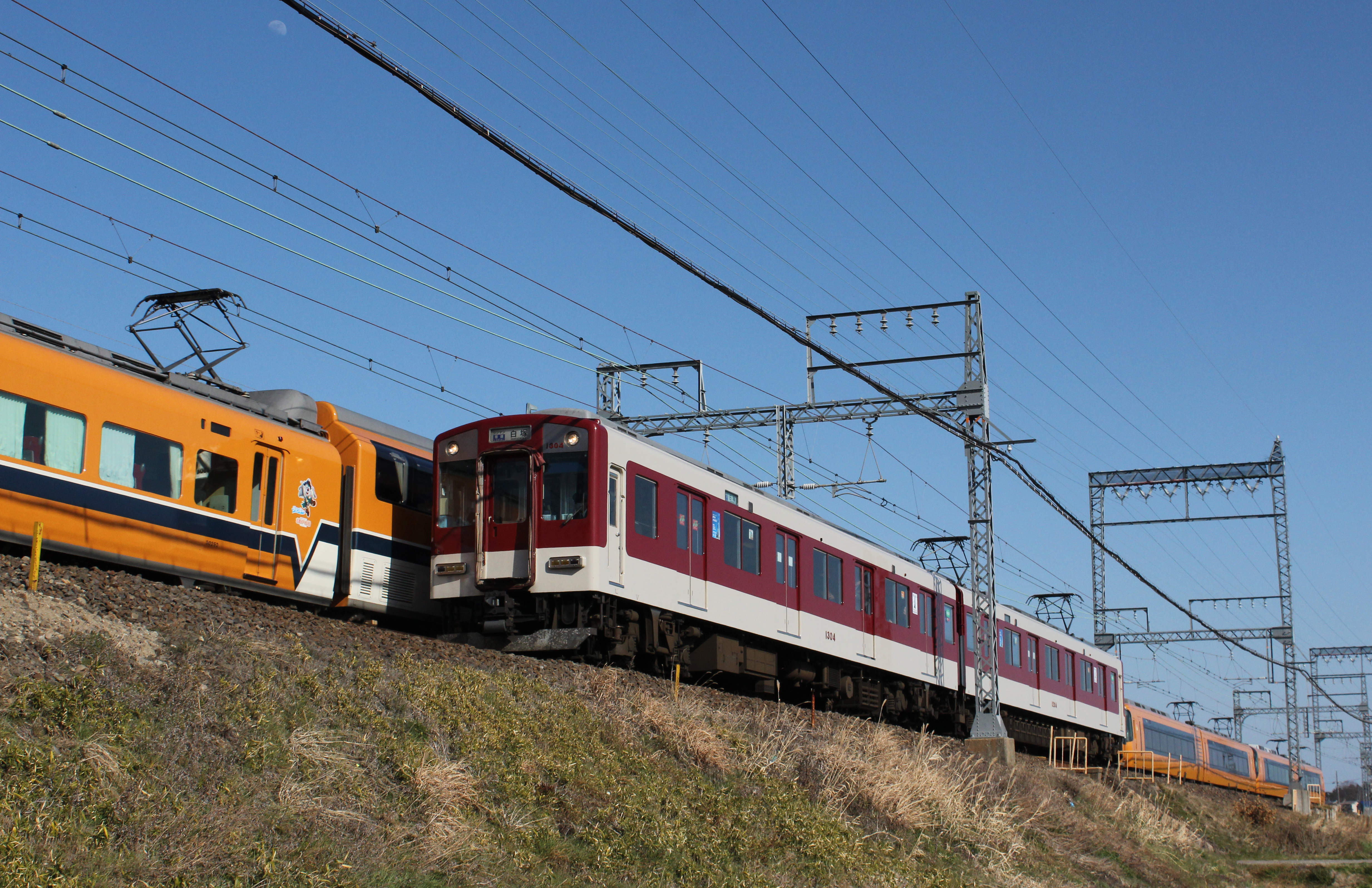
山田線漕代駅-櫛田駅間における2両編成ワンマンローカル列車（手前）と8両編成特急の離合。輸送密度が低い同線や鳥羽線、志摩線など閑散線区の採算確保のため特急運行は必要不可欠である。

近鉄の鉄道路線網は大阪市、京都市、名古屋市という政令指定都市のほか、三重県の津市や四日市市など地方都市、奈良県の奈良市や橿原市、飛鳥地方、吉野地方、三重県の伊勢志摩といった観光地を結んでいる。近鉄は、路線の大半で特急を運行し、都市間輸送や通勤、レジャー・観光など様々な輸送ニーズに対応した特急運用を行なっている。
運行頻度・本数は私鉄最大で、複数系統が全路線の約8割をくまなく走行し、広大な特急ネットワークを形成している。また、系統の異なる特急が各接続駅で相互に連絡のうえ、系統間を跨いだ移動の自由度、およびフリークエントサービスを提供している。
近鉄は特急専用車両を定期列車としての特急で用いる（団体専用列車に充てることもある）。JRグループ各社のように特急車両を特急運用以外の用途（ホームライナーや快速列車、普通列車）に用いる事例や、南海特急の「サザン」のように一般通勤車と併結をしたり、京阪の「プレミアムカー」のように一般車両（自由席）と混成したりする運用も存在しておらず、一般通勤車両および運用とは厳格に区別されている。全列車が全席指定で、JRのような有料自由席もない。座席は回転式リクライニングが基本で、伊勢志摩観光向けとしてソファタイプのグループ席も用意されている。

### 特急ネットワーク
現在1日約400本を運行する近鉄特急も、1947年の創始時、大阪市と名古屋市の本数は1日4本（2往復）であった。その後、同区間で国鉄の優等列車と競合しながら着実に需要を伸ばし、1963年までに路線改良や特急車両の増備を経て、名阪特急など都市間連絡を主体とした特急が3系統、78本（1963年9月21日ダイヤ変更時点）まで増発された。
しかし、1964年10月の東海道新幹線開業を転機として運行体系を抜本的に見直す必要に迫られた。大阪市と名古屋市の都市間輸送におけるスピードと頻度において、近鉄の名阪特急は新幹線に太刀打ちすることは不可能で、また料金面で大差がないことから大きくシェアを落とすことが予想された。近鉄特急は創始以来、大阪 - 名古屋間特急を主体として営業展開を行ってきていたため、新幹線の出現によって瓦解の危機に直面する。この状況に対して、時の近鉄社長の佐伯勇は「名阪間で新幹線に勝てないのは自明の理」と認識したうえで、新幹線の高速輸送によって東京圏から近畿・中部地区の観光地まで概ね3時間の範囲に収まることを逆手に取り、新幹線から来た客を近鉄名古屋駅や京都駅で乗換えてもらい自社線内の観光地に誘致し、新たな需要を喚起する方針に転じた。
この戦略の転換によって都市と観光地を結ぶ系統が相次いで新設された。そして主要幹線を特急が縦横に駆け回り、各接続駅で特急列車同士の乗継に配慮したダイヤとしたことから、その堅密に連携された特急網をして特急ネットワークと称され、その運行スタイルは今に至る近鉄特急の特徴となっている。制度の面からも、乗り継ぎの際の特急料金の算定方式や、特急券の発券様式を利便性の高いスタイルにすることで、特急ネットワークをバックアップしている。

### 特急運営について
近鉄沿線には過疎地域や山間部が多く、大都市圏並の輸送量を持つ路線の割合は全体の30%に過ぎず、残りの70%は閑散路線で構成されている。このことは、大都市圏を中心に路線を展開し、その営業距離が近鉄よりも遥かに短い阪急電鉄や東急電鉄などの各電鉄会社と比較しても近鉄路線全体の採算状態が芳しくないことを示している。近鉄と同様な広域路線網を首都圏に持つ東武鉄道と比較しても、近鉄は首都圏の通勤通学輸送という巨大な収益源がない分、不利な状況に置かれている。その弱点をカバーするために、閑散路線を経由する形で沿線に散らばる大都市、中小都市、観光地を特急列車で有機的に結合したうえ、旅客流動を創出して採算を得ている。そのために特急専用車両を使用し、全席指定、かつ高速輸送、そして旅客の需要に合わせた運用を行い、それらのサービスの見返りとして、運賃とは別に特急料金を徴収して長大路線の維持管理運営を行なう原資としている。近鉄が歴史的に特急運営及び特急車両の質的改善にこだわりを見せる要因の一つが、このような事情にあるとされている。

## 特急列車の系統・運行概況
現在、近鉄特急の各列車には列車愛称が存在しないため、本節では各列車の解説手段として、近鉄部内で呼び慣わしている系統名を用いる。
現在、近鉄特急には、大阪・京都・名古屋を起点に、各地方都市・観光地を結ぶ運行系統が8つ存在し、例えば、この内の大阪 - 名古屋間系統の場合は「名阪」と称する。この定義に沿って8つの系統名を言い表せば、名阪（めいはん）、阪伊（はんい）、名伊（めいい）、京伊（けいい）、京橿（けいかし）、京奈（けいな）、阪奈（はんな）、吉野（よしの）で、以下その順番で解説する。また、本節では系統名の下に特急と付記して「名阪特急」と記述する。なお、他社で使用されている「快速特急」「準特急」などの公式的な派生種別は存在しない。
近鉄部内における分類として、名阪、阪伊、名伊の3系統については、速達タイプの停車駅の少ない特急を甲特急、主要駅停車タイプの特急を乙特急と区別の上呼称し、速達タイプと主要駅停車タイプとに分けていないその他の列車では、単に特急と呼称している。本項でも解説の便宜上、それに倣う。ただし「しまかぜ」「青の交響曲（シンフォニー）」「あをによし」については、甲・乙の区別とは別に観光特急として分類され、近鉄公式の刊行物やホームページでも「観光特急」と称されている。よって、本項では「近鉄特急」や「特急」の呼称の他にも、特記する必要のある部分については「甲特急」「乙特急」「観光特急」との呼称も使用する。また、一部駅時刻表には停車パターンを「終着駅1文字＋アルファベット」(例えば「阪H」や「伊A」など)で掲示している。
「アーバンライナー」「伊勢志摩ライナー」「しまかぜ」「さくらライナー」「青の交響曲（シンフォニー）」「ひのとり」「あをによし」などの名称は、車両固有の名称であって列車名ではない。ただし「しまかぜ」（50000系電車）と「青の交響曲（シンフォニー）」（16200系電車）と「あをによし」（19200系電車）のように、観光特急専用車両で運用する特急列車については、近鉄が既存の特急とは別に観光特急として案内していることから「観光特急しまかぜ」「観光特急青の交響曲（シンフォニー）」「観光特急あをによし」の節で別途解説する。
本節では編成表も掲載しているが、掲載対象は時刻表に使用車両の記載がある固定編成系列を主体とした。なお、汎用特急車両については、運用日直前まで車種および両数が確定しないため一例だけを例示するか割愛した。
各系統の運行区間と停車駅を下図に示す。図では主要駅に停車する標準的な特急（乙特急および特急）と、長距離を直通で結ぶために途中の駅にはほとんど停車しない速達型の特急（甲特急および観光特急）を分けて示し、天理駅・湯の山温泉駅方面などの臨時運行は除外した。なお、名阪間の途中駅始発・終着の列車については慣例上、中川短絡線を経由する列車のみ名阪特急として扱い、大阪難波駅 - 伊賀神戸駅間内相互のみを運行する列車は阪伊特急、近鉄名古屋駅 - 津駅間内相互のみを運行する列車は名伊特急として扱う。
近鉄特急運行系統と停車駅（2014年10月10日時点）

### 名阪特急（大阪 - 名古屋間）

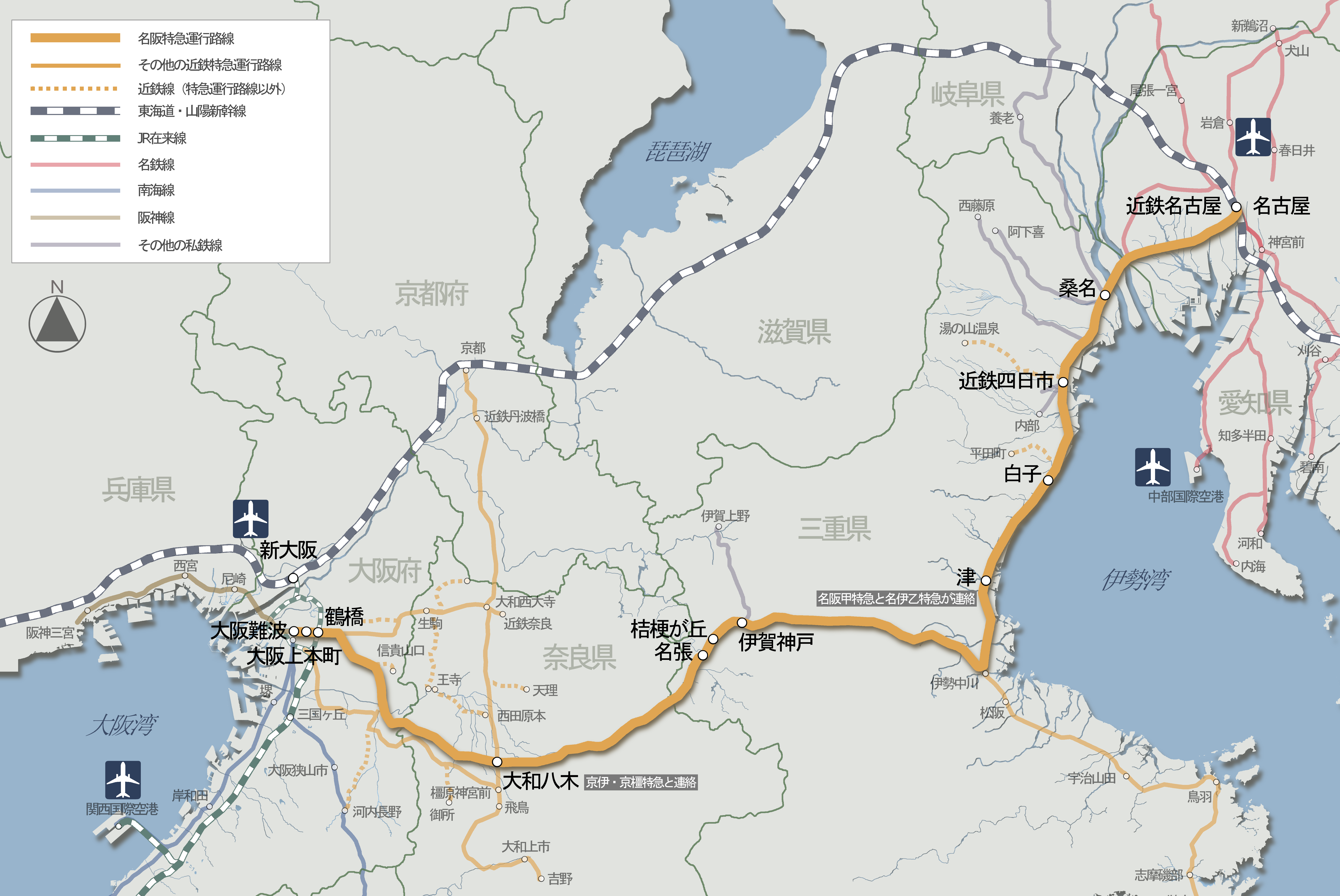
名阪特急運行路線図

名阪（めいはん）特急は大阪難波駅・大阪上本町駅・名張駅 - 近鉄名古屋駅間に運行され、鶴橋駅 - 近鉄名古屋駅間を原則、津駅のみに停車する甲特急（案内上は「停車駅の少ない名阪特急」）と、三重・奈良両県内の主要駅に停車する乙特急（案内上は「主要駅に停車する名阪特急」）の2種類がある。大阪線と名古屋線を直通するため、途中の伊勢中川駅には入線せず、同駅手前に設けられた短絡線でショートカットする。
列車ダイヤは、大阪難波駅・近鉄名古屋駅とも甲特急は毎時00分発（両駅とも7:00 - 21:00発）とし、土休日には大阪難波駅6時発、近鉄名古屋駅8時20分発と、10時、16 - 18時台の大阪難波駅20分発と近鉄名古屋駅25分発が加わる。乙特急は30分発（両駅とも6:30 - 21:30）とし、早朝の近鉄名古屋駅発（5:58発・平日は大阪上本町行、土休日は大阪難波行）が追加される。大阪難波発の列車のうち平日の乙特急の大半と、土休日の甲特急の大半が大阪難波駅で阪神なんば線方面からの快速急行の接続を受けるダイヤになっている。甲特急は上下列車とも津駅で名伊乙特急と接続し、甲特急が停車しない白子、近鉄四日市、桑名の各駅と大阪を連絡する。また、乙特急は大和八木駅にて京伊特急や京橿特急と接続して愛知県や三重県と奈良県、京都府間における都市間連絡の役割も担う。名阪乙特急の設定は1時間に1本となっているが、名伊乙特急と阪伊乙特急が伊勢中川駅で接続するため、大阪と名古屋線沿線都市、あるいは名古屋と大阪線沿線都市との連絡は1時間あたり実質2本となる。
名阪特急の列車番号は、下りを奇数、上りを偶数とする原則の例外とされる。これは大阪に向かう名阪特急が名古屋線で下りとして走行しても、中川短絡線経由で大阪線に入線した際に、大阪線の上りに変化するため（逆もまた同じである）、奇数偶数に捉われない番号を付与しているためである。00分発の甲特急の場合、大阪から名古屋へ向かう特急は発車時刻に合わせた番号として、これとは逆方向の名古屋から大阪ゆきの場合は50をプラスする（7時00分なら大阪難波発は7列車、名古屋発は57列車）。また、30分発の乙特急はさらに100をプラスする（8時30分なら大阪難波発は108列車、名古屋発は158列車）。甲特急のうち、20分前後発で大和八木駅にも停車するものは300をプラスする（大阪難波16時20分発は316列車、名古屋16時25分発は366列車）。白子駅、近鉄四日市駅、桑名駅にも停車する甲特急は00分発は600をプラスし、20分前後発のものは700をプラスする（大阪難波21時00分発は621列車、名古屋7時17分発は757列車）。乙特急のうち、20分発のものは800をプラスして区別している。
21000系「アーバンライナー」の登場当初は、この列車番号を「アーバンライナー○号」として旅客案内に用いていたほか、80000系「ひのとり」でも上記の法則に則り「ひのとり○列車」として旅客案内している。
主要駅間の所要時間
大阪難波駅 - 近鉄名古屋駅間：約2時間05分 - 2時間33分 (189.7km)
大阪難波駅 - 近鉄四日市駅間：約1時間50分 - 1時間59分 (152.8km)
大阪難波駅 - 津駅間：約1時間20分 - 1時間30分 (123.2km)
大和八木駅 - 近鉄名古屋駅間：約1時間37分 - 1時間52分 (152.9km)
大和八木駅 - 近鉄四日市駅間：約1時間12分 - 1時間25分 (116.0km)
停車駅
- （ ）は一部の列車が停車。
- 太字は始発・終着駅。

甲特急「ひのとり」
大阪難波駅 - 大阪上本町駅 - 鶴橋駅 -（大和八木駅）- 津駅 -（白子駅）-（近鉄四日市駅）-（桑名駅）- 近鉄名古屋駅
- 大和八木駅には以下の列車が停車する
  - 平日
    - 大阪難波駅7 - 10時発と16 - 17時発の近鉄名古屋行き
    - 近鉄名古屋駅7 - 10時発と夕方17時以降の大阪難波行き
（2025年2月22日のダイヤ変更から増発される7時17分発は除く）

  - 土休日
    - 大阪難波駅6 - 10時発と10時と16 - 18時（毎時20分）発の近鉄名古屋行き
    - 近鉄名古屋駅7 - 9時（毎時20分）発と夕方以降の大阪難波行き

- 白子駅・近鉄四日市駅・桑名駅には大阪難波駅21時00分発が停車する。
  - 2025年2月22日のダイヤ変更から、平日朝の近鉄名古屋駅7時17分発と夜の大阪難波駅21時20分発の2本が追加される。

乙特急「アーバンライナー」
大阪難波駅 - 大阪上本町駅 - 鶴橋駅 - 大和八木駅 - 名張駅 -（桔梗が丘駅）-（伊賀神戸駅）- 津駅 - 白子駅 - 近鉄四日市駅 - 桑名駅 - 近鉄名古屋駅
- 早朝に名張駅発近鉄名古屋行きと、近鉄名古屋駅発大阪上本町行き（平日のみ）が設定されている。
  - 2025年2月22日のダイヤ変更で、最終で近鉄名古屋駅22時20分発名張行きが設定される。

- 伊賀神戸駅は早朝と夜の大阪方面行きと早朝の近鉄名古屋行きが停車する。
- 桔梗が丘駅は早朝の大阪方面行きのみが停車する。

使用車両・編成
甲特急の車両は80000系「ひのとり」、乙特急の車両は21020系「アーバンライナーnext」や21000系「アーバンライナーplus」が充当される。なお「ひのとり」は2020年3月14日のダイヤ改正から導入された新型特急で、乗車の際には特急料金の他に、「ひのとり」特別車両料金が必要となる。「ひのとり」は順次投入され2021年2月13日より甲特急は全列車「ひのとり」で、乙特急は全列車「アーバンライナー」で統一された。専用車両が充当される甲特急は早期に喫煙ルーム以外禁煙となったが、健康増進法の改正により2020年3月1日からは近鉄特急全列車で同様の施策が取られたため、他の特急列車との間で禁煙施策に差はなくなっていた。

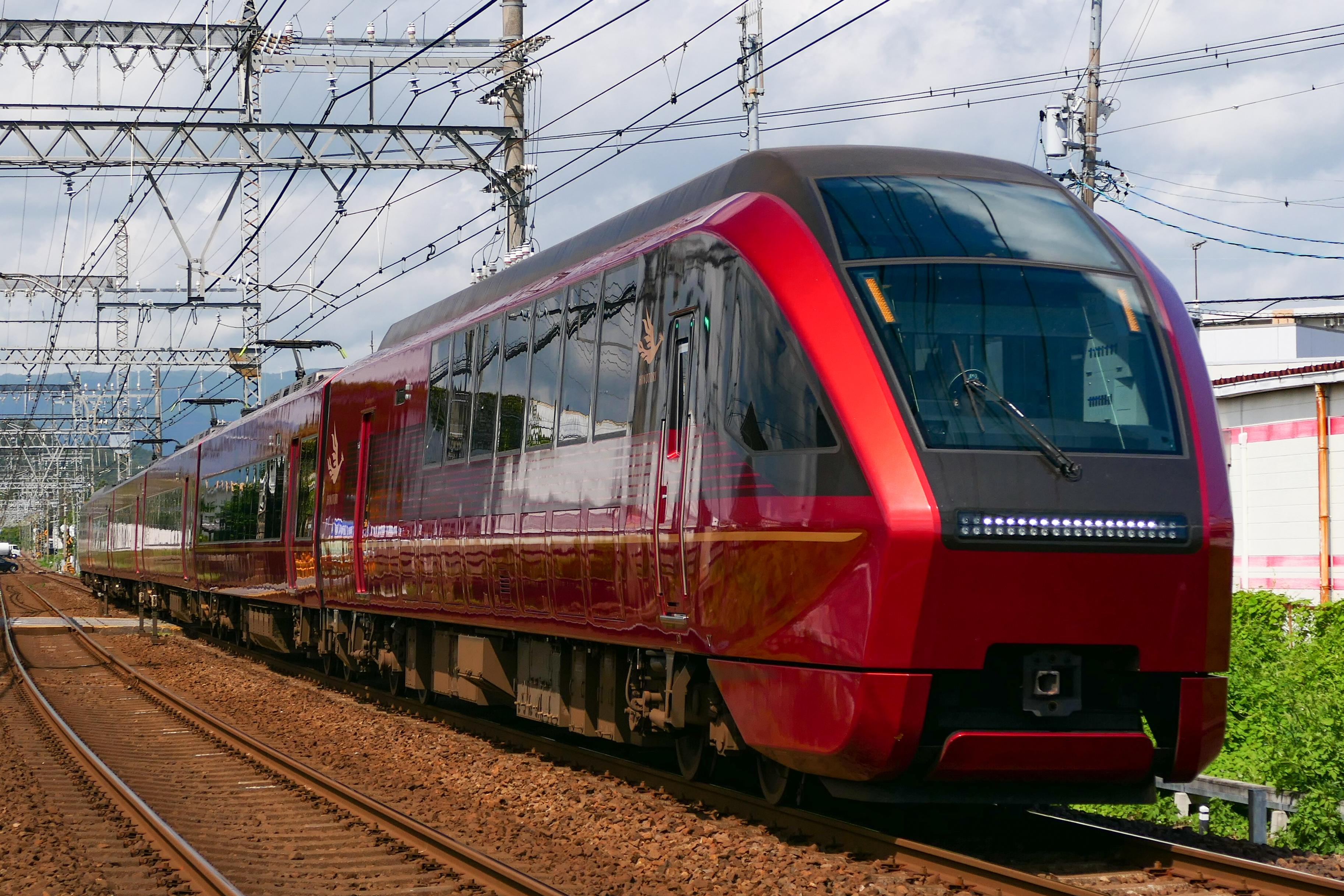
大阪線川合高岡駅付近を走行する80000系
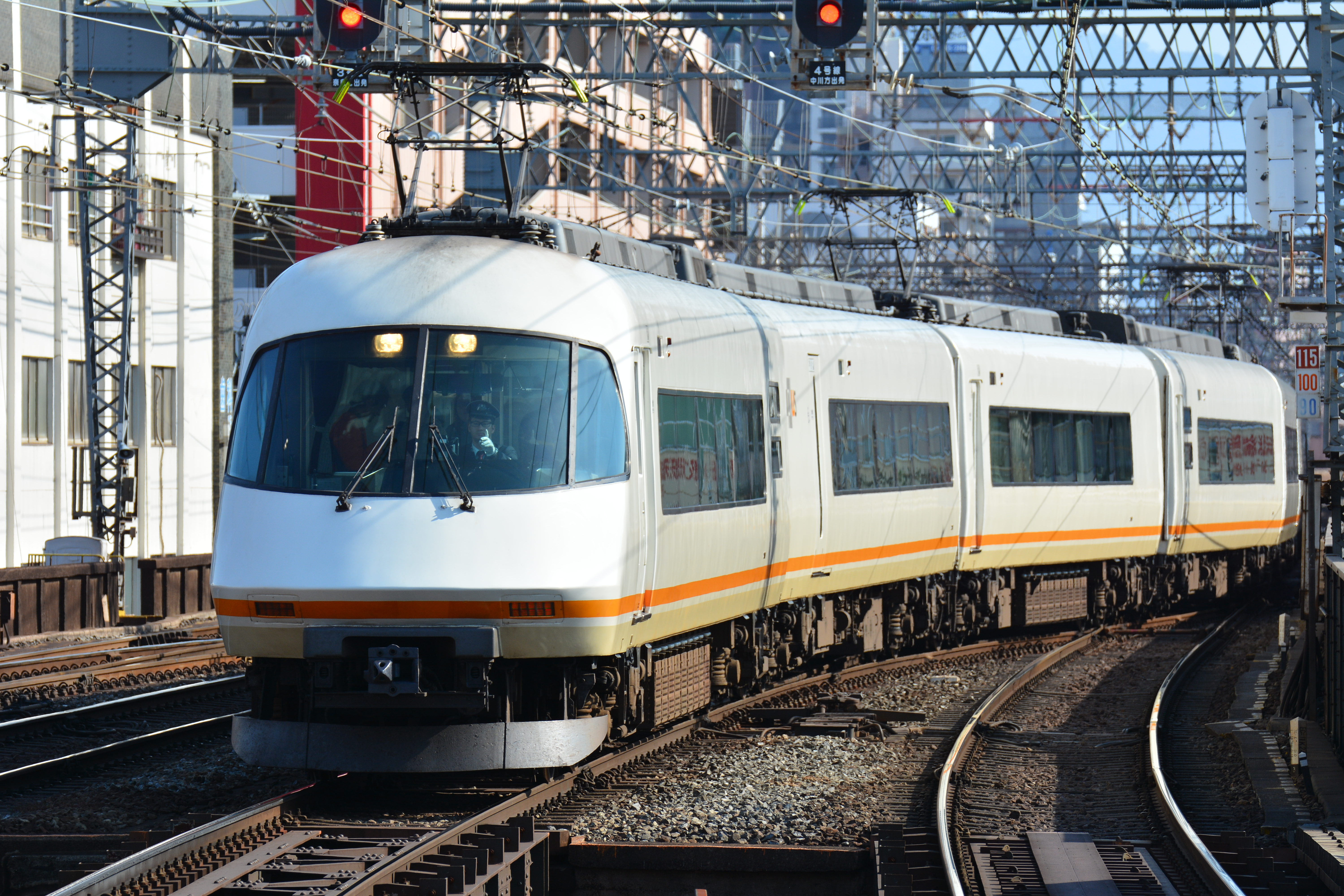
鶴橋駅に到着する21000系
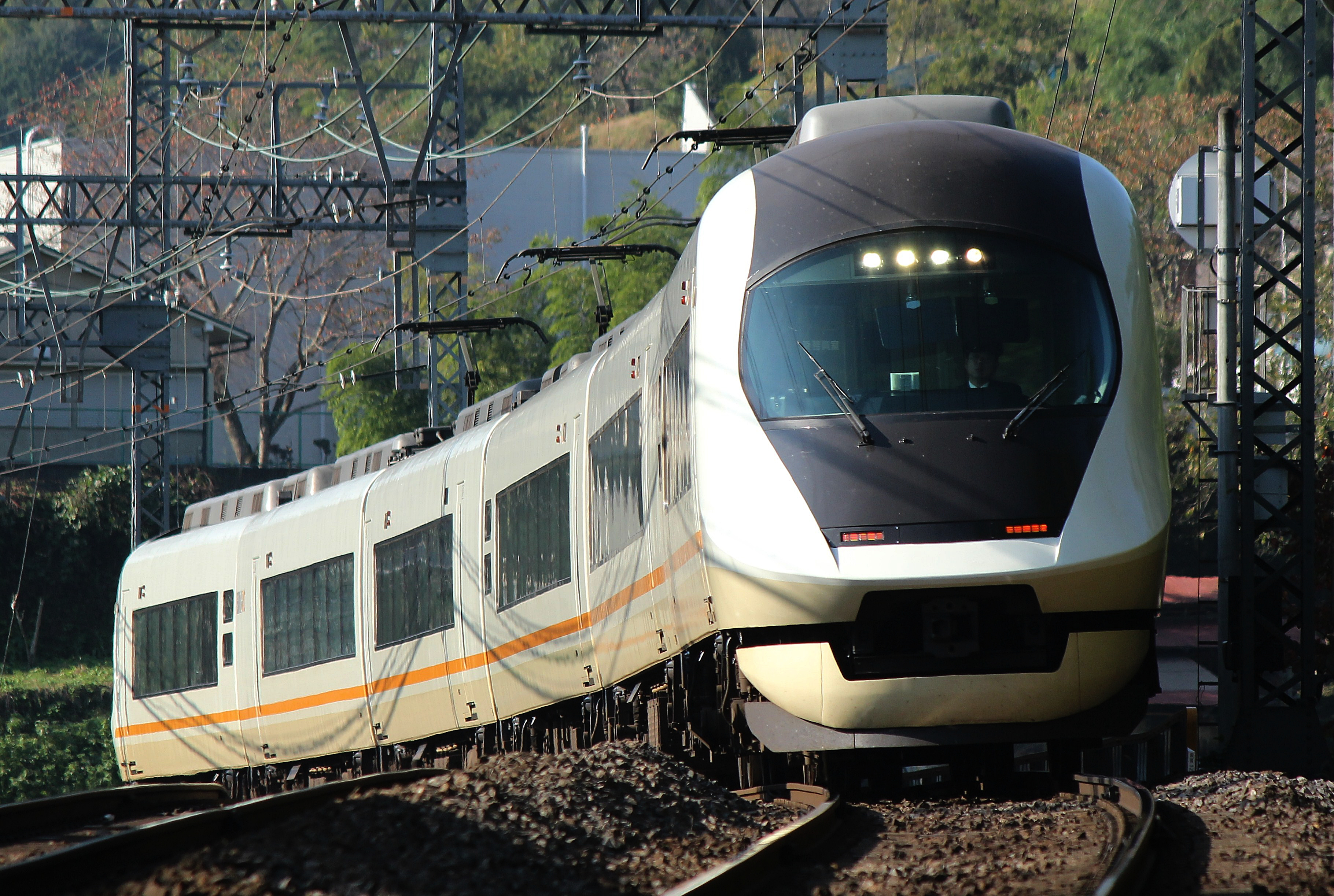
大阪線三本松駅付近の急坂を駆け上る21020系

沿革
系統自体は近鉄特急の中では最も古く、1947年10月に上本町駅（現・大阪上本町駅） - 近畿日本名古屋駅（現・近鉄名古屋駅）間で運転を開始している。当時は大阪線と名古屋線の軌間が異なっていたことから、伊勢中川駅で乗り換えを要した。1948年7月からは大阪線側の名阪特急が宇治山田駅まで延長され、名阪特急には伊勢連絡の役割も付与された。1959年12月には名古屋線の軌間拡幅工事完成に伴いダイヤ変更を実施、新製された10100系に置き換えて名阪間乗り換えなしの直通運転が開始されたが、伊勢中川駅には停車して、伊勢中川駅 - 宇治山田駅間の短区間特急と接続することで伊勢連絡は継続された。しかし、その翌月（1960年1月）には伊勢中川駅を無停車化して（実際はスイッチバックのための運転停車）鶴橋駅 - 近畿日本名古屋駅間でノンストップ運転を開始、名阪特急における伊勢連絡は廃止された。また、この時から乙特急が設定された。1961年3月29日には中川短絡線が開通して伊勢中川駅におけるスイッチバックを廃止した（当初は甲特急のみが短絡線を経由していたが、1963年3月21日から乙特急も短絡線を経由）。1964年10月に東海道新幹線が開業すると甲特急のシェアは大きく低下したが、1967年以降乙特急は途中駅間利用の利便性から乗車率が年々向上して本数も増加の一途を辿り、衰退傾向の甲特急とは対照的な動きを見せた （これ以後の甲特急の動向は「新幹線と近鉄名阪特急」にて後述）。1970年3月21日からは難波線開業によって近鉄難波駅（現・大阪難波駅）発着に改められた。1990年3月からは朝晩の甲特急が津駅と大和八木駅に停車して以降は年毎に停車列車が拡大され、2012年3月ダイヤ変更をもって全ての甲特急が津駅停車となったことにより、ノンストップ運行は終了し、津駅で前後を行く名伊特急の接続を受けるダイヤとなった。2016年3月19日のダイヤ変更により、近鉄名古屋駅発の甲特急が土休日に1本増発された。また近鉄名古屋駅6時発（2020年3月14日変更後は5時58分発）の甲特急（土休日のみ）が乙特急に格下げされ、大阪難波駅21時発の甲特急の停車駅が、後続の名伊乙特急の廃止に伴い白子駅、近鉄四日市駅、桑名駅が追加されるとともに、伊賀神戸駅に停車する乙特急が増加した。さらに途中駅始発の区間運転列車が廃止された。

#### 新幹線と近鉄名阪特急
| 整備中の名阪特急車両が競合する東海道新幹線と顔を会わせる（米野駅 - 近鉄名古屋駅間） |  | 大阪難波駅はOsaka Metro御堂筋線改札口と近接し、南海本線とも地下道で結ばれている。大阪ミナミの地の利を生かして新幹線に対抗する。 |
| 整備中の名阪特急車両が競合する東海道新幹線と顔を会わせる（米野駅 - 近鉄名古屋駅間） |  | 大阪難波駅はOsaka Metro御堂筋線改札口と近接し、南海本線とも地下道で結ばれている。大阪ミナミの地の利を生かして新幹線に対抗する。 |

名阪特急は東海道新幹線の開通直後は所要時間・運賃の両面で優位性を失った。特に新幹線と直接競合する甲特急は大打撃を受け、名阪間における近鉄のシェアは、1964年上期の69.4%から、1965年には32.7%、1966年には19%とわずか2年で大幅に下落した。そして凋落傾向のシェアに連動して、編成も短縮され、1編成として成り立つ最小単位の2両ないし3両による運用が常態化した。その後も新幹線における「ひかり」の料金値下げ（「こだま」との料金格差の廃止）や「ひかり」への自由席設定などが追い討ちをかけ、1976年3月18日のダイヤ改正では甲特急の削減を実施し同時に全列車を2両編成運転とした。
ところが、1976年11月に実施された国鉄の運賃・料金大幅引上げを契機として、名阪特急は運賃面で優位となったことから、家族連れを中心に乗客数が急速に増加に転じた。これに併せて翌1977年1月18日のダイヤ改正では早くも全列車2両編成での運転を見直し、3両ないし4両編成の列車も再び設定され、1980年3月18日のダイヤ改正では甲特急の2両編成の列車が消滅し、最低編成両数は3両編成となった。
その後も国鉄の運賃・料金の値上げは繰り返し実施されたこともあり、名阪特急の乗客数の伸びは著しく、甲特急の編成は乙特急のそれと同様に長大化され、3ないし4両編成の列車のほか、5両から最大8両の編成で運転される列車が出るなどした。この傾向に拍車をかけるため、1988年3月には、21000系（アーバンライナー）が6往復の甲特急に投入された。効果として、最大6分の所要時間短縮もさることながら、綿密なマーケティングリサーチを行なって車両やサービスに反映したことが功を奏し、結果的に名阪特急全体で概ね1割の需要増加を見た。この成功により、甲特急全列車の21000系化と、21000系の一部8両編成化が実施された。
その後、数回の近鉄の料金値上げ（JRは消費税導入時および消費税率改定時を除き、運賃・料金ともに据え置いている）や国鉄分割民営化後の新幹線の利便性向上、バブル崩壊後の景気悪化ならびにモータリゼーションによる乗客減（2000年代以降の新名神高速道路や第二京阪道路の開通に伴うマイカーや高速バスへの転移など）も加わって、21000系投入以前の実績に逆戻りしているが、割引率の高いクーポン券の導入やユニバーサル・スタジオ・ジャパンの開業も手伝って、ある程度の回復を果たしている。
2020年3月14日からは、国内の鉄道車両では初となる全席バックシェル完備などの設備充実を図った新型車両である80000系「ひのとり」を導入し、高い快適性で新幹線に対抗する。
名阪間の所要時間は、東海道新幹線が新大阪駅 - 名古屋駅間で最速48分、地下鉄でのアクセス時間を加えても難波駅 - 名古屋駅間は1時間20分前後となっている。また、フリークエンシーも近鉄が時間あたり片道2本（他に伊勢中川駅乗換え列車が1本）であるのに対し、新幹線は概ね10本となっており、双方で不利な近鉄特急は以下の条件で対抗している。
運賃・料金
正規料金では、大阪難波駅 - 近鉄名古屋駅間が運賃、特急料金込みで4,790円（アーバンライナーのレギュラーシート）、新大阪駅 - 名古屋駅間が運賃と新幹線特急料金込みで6,470円（通常期のひかり・こだまの指定席）で、近鉄が1,680円安い（通常期ののぞみの指定席よりは1,890円、のぞみ・ひかり・こだまの自由席利用よりは1,150円安い）。なお、「エクスプレス予約」及び「スマートEX」で利用可能な「EXこだまファミリー早特3」（名阪間片道4,280円）を購入の場合は、近鉄特急より安くなるが、エクスプレス予約またはスマートEXの会員登録が必要なことや、こだま号限定で3日前までの予約かつ2名以上の利用に限られること、繁忙期に設定除外日が設けられているなどのデメリットがある。
これがグリーン車になると近鉄が圧倒的に有利となる。大阪難波駅 - 近鉄名古屋駅間のプレミアムシート料金が900円に対し、新大阪駅 - 名古屋駅間のグリーン料金は3,010円、特にシートピッチで大きな差があり、「ひのとり」のプレミアムシートは東北・北海道・上越・北陸新幹線のグランクラスを超える1,350mmに対し、東海道新幹線のグリーン車は1,160mmである。
利便性
近鉄は大阪市南部の繁華街ミナミの中心である難波に直接乗り入れており、乗り換えを必要としない。また、Osaka Metroや南海本線、阪神なんば線との結節点となる難波にターミナル駅を置くため、特に大阪の東部・南部と名古屋の間での利用は近鉄の方が距離が短い。このほか、2012年3月より甲特急を津駅に停車させることにより、大阪ないし名古屋と津駅間の速達性を向上させた。

### 阪伊特急（大阪 - 伊勢志摩間）

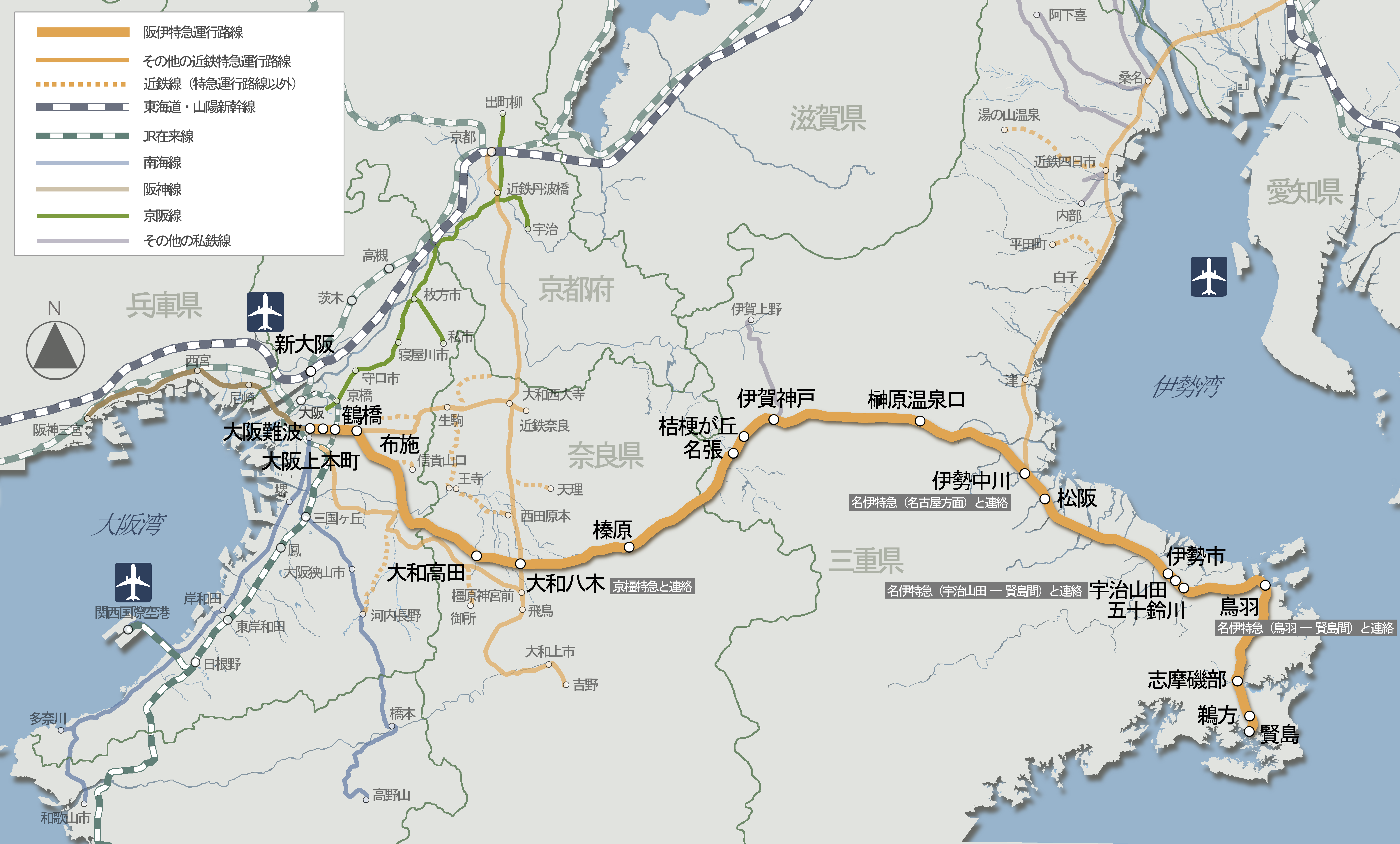
阪伊特急運行路線図

阪伊（はんい）特急は、大阪と伊勢志摩を結ぶ特急で、大阪難波駅・大阪上本町駅 - 名張駅・伊賀神戸駅・松阪駅・宇治山田駅・五十鈴川駅・鳥羽駅・賢島駅間に列車が設定されている。名阪特急と同様に、停車駅の少ない甲特急と、主要駅停車の乙特急がある。乙特急は伊勢中川駅で名伊乙特急、大和八木駅で京橿特急と相互に接続し、名阪乙特急もしくは京伊特急の補完列車としての役割も兼ねる。従って、名阪特急の停車しない大和高田駅・榛原駅などから名古屋方面への利用を可能とする他、京都線内特急停車駅と名古屋線内特急停車駅との連絡も可能としている。
2021年7月3日のダイヤ変更前は基本的に毎時2本が設定され、うち1本が難波線と志摩線直通の大阪難波駅 - 賢島駅間の運行（朝8時台、9時台は大阪上本町駅始発）、残り1本が大阪上本町駅 - 宇治山田駅、五十鈴川駅（土休日の始発のみ）間もしくは鳥羽駅間の区間運行で、それぞれが交互に運行されていた。宇治山田駅ないし鳥羽駅止まりの特急で志摩線内に行く場合は後述の志摩線直通の名伊特急が連絡した。上り大阪方面行も同様で、志摩線内から乗車の場合、直近の列車が名古屋ゆき名伊特急の場合は鳥羽駅や五十鈴川駅、宇治山田駅にて始発の阪伊特急が連絡した。
2021年7月3日のダイヤ変更で、阪伊乙特急において昼間時間帯の一部列車を削減（臨時列車化）したため、毎時1本の運行となった。日中の阪伊乙特急の削減に伴い大阪難波駅発着の全ての乙特急が榊原温泉口駅に停車するようになり、大阪上本町駅発着を含め全ての乙特急が停車するようになった（2024年3月16日のダイヤ変更から通過列車が再設定）。夕方以降の大阪上本町駅発の乙特急が新たに大和高田駅・榛原駅・桔梗が丘駅にも停車し、大和高田駅・榛原駅は夕方以降の乙特急が全て停車するようになった。日中の大阪上本町駅発着の乙特急の削減により布施駅に停車する列車は朝の下り2本と夕方の上り2本（土休日は3本）に変更された。夕方から深夜帯については運行区間も短縮され、名張駅止まりが最短区間となる。また20時以降は全列車が大阪難波駅始発となる。2024年3月16日のダイヤ変更から設定された土休日の大阪難波駅9時40分発は乙特急の全列車停車駅のみに停車する、また多客期に臨時の乙特急2往復が同じ停車駅パターンで運転される。
甲特急は土休日のみ1往復となっている。下りは大阪難波駅を9時20分に、上りは賢島駅を15時に発車し、乙特急とは別枠で設定されている。過去には2021年7月3日ダイヤ変更時に大阪難波駅9時45分発 鳥羽駅行きが新設され、甲特急停車駅に加えて大和八木駅に停車していたが、前述通り2024年3月16日のダイヤ変更から土休日の大阪難波駅9時40分発の乙特急に格下げされた。また、かつては多客期に臨時の甲特急が2往復運転されており、その場合は大和八木駅を加えた甲特急の停車駅の運用で行われていた。2024年3月16日のダイヤ変更からこの臨時特急も乙特急に格下げされた。
主要駅間の所要時間
大阪難波駅 - 名張駅間：約1時間 (69.2km)
大阪難波駅 - 宇治山田駅間：約1時間41分 - 1時間52分 (139.2km)
大阪難波駅 - 賢島駅間：約2時間24分 - 2時間33分 (176.9km)
停車駅
- （ ）は一部の列車が停車。
- 太字は始発・終着駅。

甲特急
大阪難波駅 - 大阪上本町駅 - 鶴橋駅 - 伊勢市駅 - 宇治山田駅 - 鳥羽駅 - 志摩磯部駅 - 鵜方駅 - 賢島駅
乙特急
大阪難波駅 - 大阪上本町駅 - 鶴橋駅 - （布施駅） - （大和高田駅） - 大和八木駅 - （榛原駅） - 名張駅 - （桔梗が丘駅） - （伊賀神戸駅） - （榊原温泉口駅） - 伊勢中川駅 - 松阪駅 - 伊勢市駅 - 宇治山田駅 - 五十鈴川駅 - 鳥羽駅 - 志摩磯部駅 - 鵜方駅 - 賢島駅
- 土休日の大阪難波駅9時40分発と多客期の臨時特急は乙特急の全列車停車駅のみに停車する。
- 布施駅は大阪上本町駅発着の朝の下りと夕方の上りの一部の列車が停車する。
- 大和高田駅・榛原駅・伊賀神戸駅は大阪難波駅発着の列車（土休日の大阪難波駅9時40分発と多客期の臨時特急を除く）と大阪上本町駅発着の一部の列車が停車する。
- 榊原温泉口駅は土休日の大阪難波駅9時40分発と多客期の臨時特急を除くすべての列車が停車する。
- 桔梗が丘駅は朝の上りと夕方の下りの一部と夜間の下り列車が停車する。

- 停車駅の詳細は以下の表を参照（2024年3月時点）。

| 運行本数                  | 大阪難波駅 | 大阪上本町駅 | 鶴橋駅 | 布施駅 | 大和高田駅 | 大和八木駅 | 榛原駅 | 名張駅 | 桔梗が丘駅 | 伊賀神戸駅 | 榊原温泉口駅 | 伊勢中川駅 | 松阪駅 | 伊勢市駅 | 宇治山田駅 | 五十鈴川駅 | 鳥羽駅 | 志摩磯部駅 | 鵜方駅 | 賢島駅 | 備考 |
| ------------------------- | ---------- | ------------ | ------ | ------ | ---------- | ---------- | ------ | ------ | ---------- | ---------- | ------------ | ---------- | ------ | -------- | ---------- | ---------- | ------ | ---------- | ------ | ------ | --- |
| 一日1往復 （土休日のみ）  | ■          | ■            | ■      | －     | －         | －         | －     | －     | －         | －         | －           | －         | －     | ■        | ■          | －         | ■      | ■          | ■      | ■      | 甲特急「伊勢志摩ライナー」 |
| 一日0.5往復（土休日のみ） | ■          | ■            | ■      | －     | －         | ■          | －     | ■      | －         | －         | －           | ■          | ■      | ■        | ■          | ■          | ■      |            |        |        | 乙特急 |
| 毎時1往復                 | ■          | ■            | ■      | －     | ■          | ■          | ■      | ■      | －         | ■          | ■            | ■          | ■      | ■        | ■          | ■          | ■      | ■          | ■      | ■      | 乙特急 |
| 朝夕のみ                  | ●          | ■            | ■      | －     | ■          | ■          | ■      | ■      | ■          | ■          | ■            | ■          | ■      |          |            |            |        |            |        |        | 乙特急 桔梗が丘駅に停車する特急は、朝の松阪駅発の上りと午後の大阪難波・上本町駅発の下り （土休日の一部は五十鈴川・鳥羽駅発着）              |
| 朝夕のみ                  |            | ■            | ■      | ■      | －         | ■          | －     | ■      | －         | －         | ■            | ■          | ■      | ■        | ■          | □          | □      |            |        |        | 乙特急 布施駅に停車する特急は2021年7月3日のダイヤ変更で毎時1往復から朝の大阪上本町駅発下り2本、午後の鳥羽駅発上り2本（土休日は3本）に削減。 |

- ■：全列車停車
- □：上りのみ停車。下りは直通しない。
- ●：一部の列車は発着しない。
- ○：大部分通過、一部の列車が停車。
- －：通過

使用車両・編成
甲特急は23000系「伊勢志摩ライナー」で運用される。乙特急は汎用特急車両の他、23000系「伊勢志摩ライナー」、30000系「ビスタカー」も投入される。夜の大阪難波駅発名張行きは21000系「アーバンライナー」での運用もある。なお「伊勢志摩ライナー」「ビスタカー」は車両検査のため汎用特急車両に差し替える場合がある。汎用特急車両及び「ビスタカー」で運用される列車は基本的に4両で運用されることが多いが、ラッシュ時や繁忙期には編成両数が増加し、最大8両での運用が行われる。また正月ダイヤを中心に大阪上本町駅 - 鳥羽駅間の列車に10両での運用が設定されたこともあった（鳥羽駅 - 賢島駅は特急停車駅のホーム有効長が8両までなので10両編成の場合は後部2両は鳥羽で切り離される）。また名張以東では利用客数が低下することもあって、6両以上の列車は名張駅で後部編成を切り離して、名張駅以東を4両で運用する列車も多く存在する。

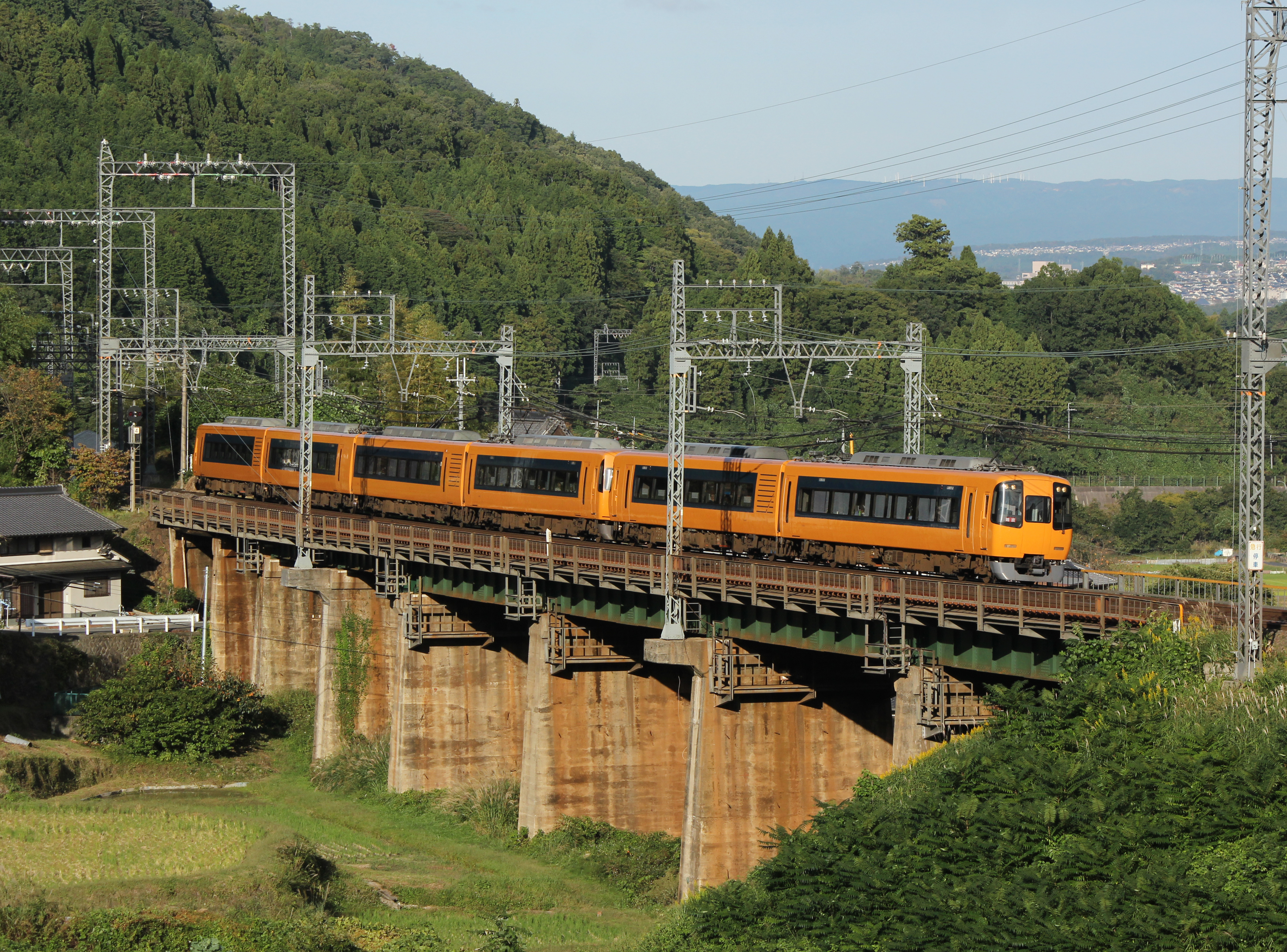
大阪線三本松駅 - 室生口大野駅間をゆく22000系6両編成
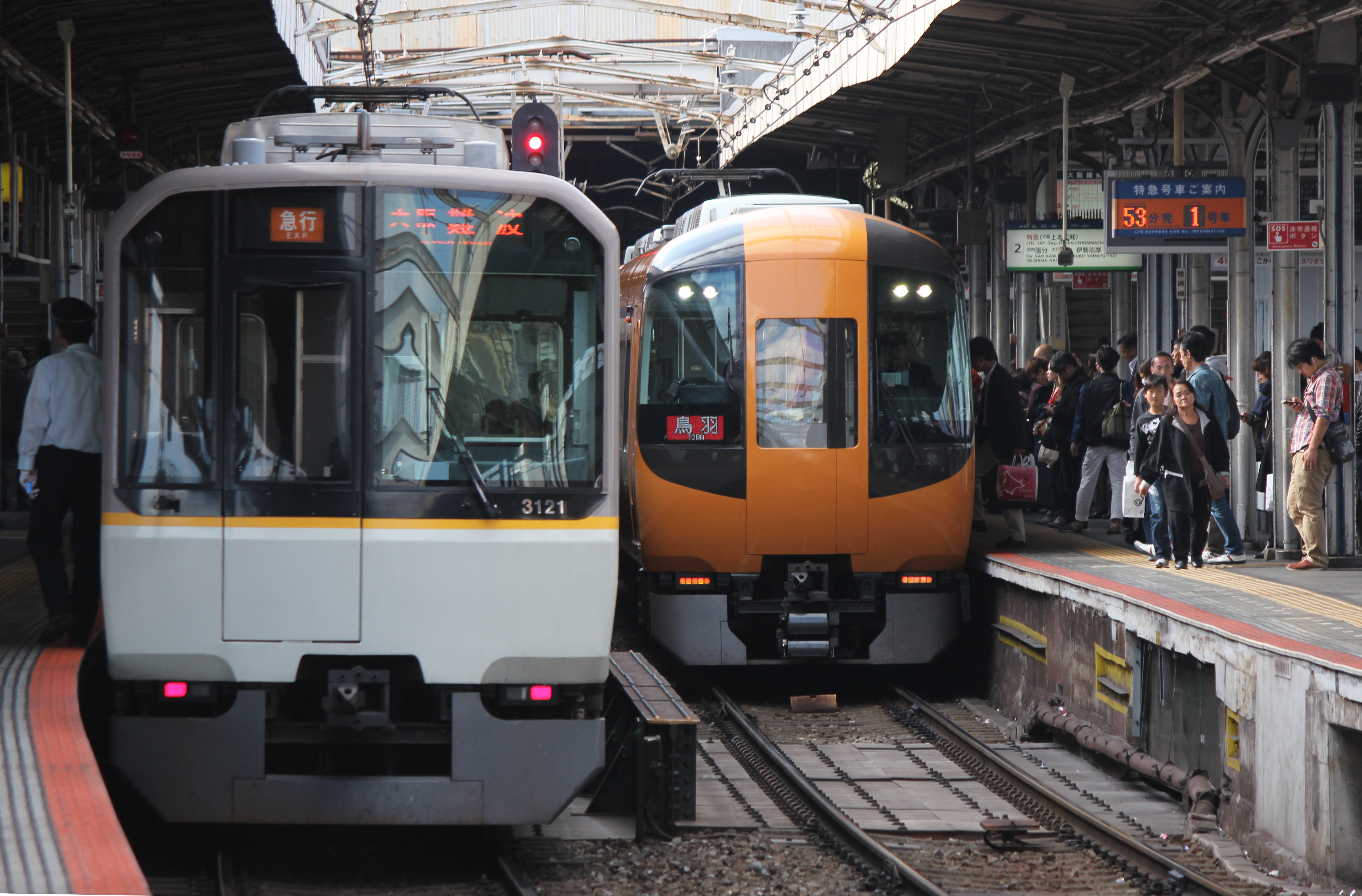
大阪上本町駅発着列車は上本町、鶴橋の両駅で難波直通列車と使用するホームが異なる（鶴橋駅）

沿革
本系統は1948年7月、軌間の相違から分割運転されていた名阪特急の大阪線側、上本町駅 - 伊勢中川駅間を宇治山田駅に延長する形で誕生している。しかし、名古屋線の改軌完了後の1959年12月ダイヤ変更で名阪特急は統合され、従来は大阪 - 伊勢間が直通であった運行体系が、伊勢中川駅乗り換えのうえ、この時に新設された伊勢中川駅 - 宇治山田駅間の短区間特急と接続する形態に変更された。翌1960年1月には名阪甲特急が鶴橋駅 - 近畿日本名古屋駅間をノンストップ運転化するため、伊勢中川駅を無停車化したことで伊勢連絡がなくなるため、上本町駅 - 宇治山田駅間に乙特急5往復が新たに設定された。以後、高度経済成長の波に乗って運行本数も拡大され、1967年には甲特急も設定された（1970年までは週末のみ運行）。1994年の志摩スペイン村開業により甲特急を一部時間帯は1時間当たり片道2本とするなど増発が図られたが、その後のバブル崩壊による乗客減のほか、マイカー観光の増加など観光ニーズの多様化とリゾートブームの終焉によって伊勢志摩観光の需要が低迷したため、観光列車としての性格が強い甲特急は逐次本数が減少し、平日は運転取りやめになった。

### 名伊特急（名古屋 - 伊勢志摩間）

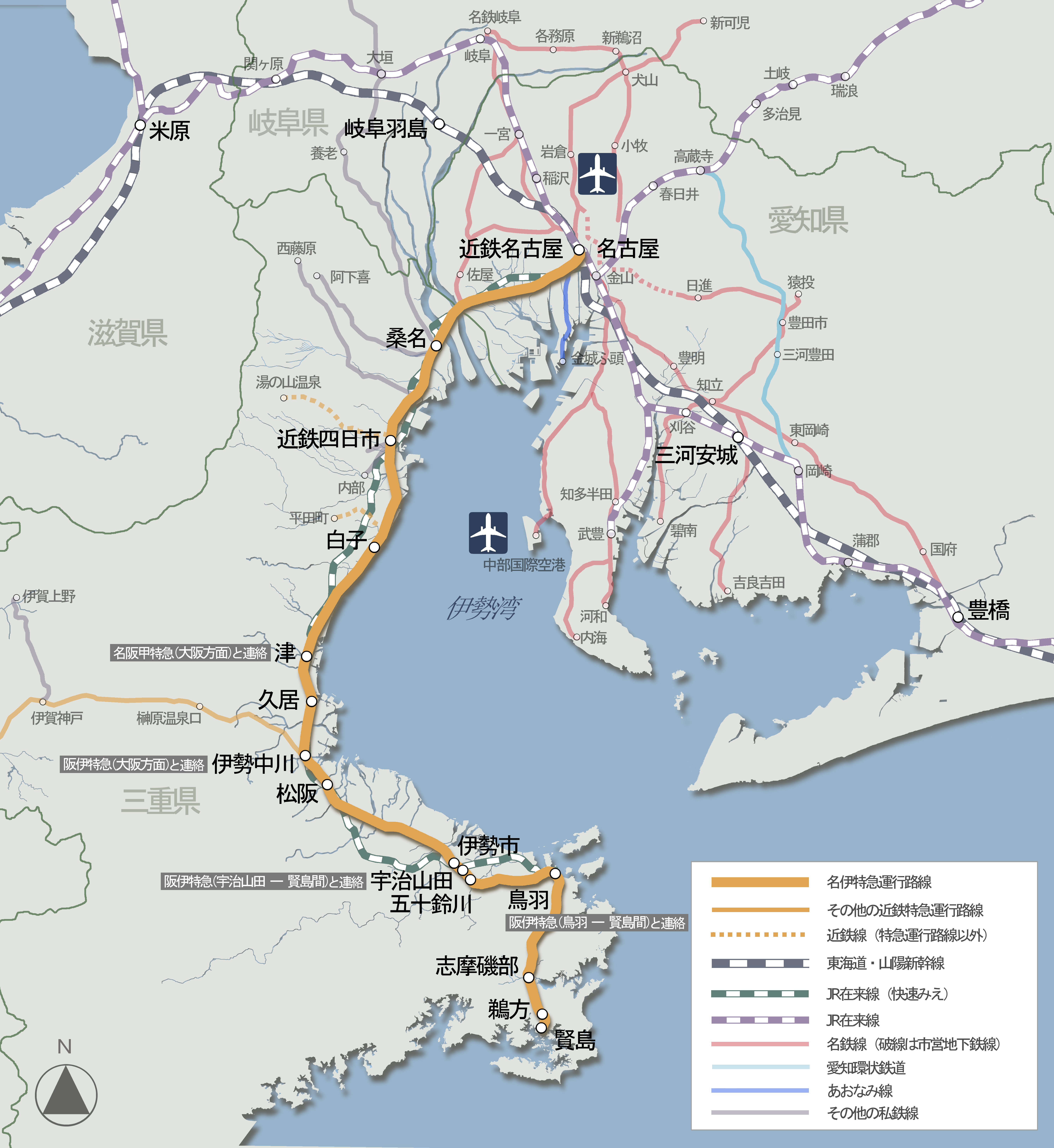
名伊特急運行路線図

名伊（めいい）特急は、名古屋と伊勢志摩を結ぶ系統で、近鉄名古屋駅 - 津駅・松阪駅・宇治山田駅・五十鈴川駅・鳥羽駅・賢島駅間で運行されている。阪伊特急と同じく、甲乙両タイプが設定されている。一部の乙特急は伊勢中川駅で阪伊乙特急と連絡し、名阪間のフリークエンシーを高めているほか、さらに一部は津駅で名阪甲特急に接続し、大阪と白子、近鉄四日市、桑名の各駅を連絡している。
列車本数は近鉄特急中最大である。ビジネス利用の多い上り朝時間帯と下り夕方時間帯に本数が多く、日中は上下それぞれ1時間あたり2本運行が基本である。ただし近鉄名古屋駅から桑名駅、近鉄四日市駅、白子駅までの移動であれば、運行区間が重複する名阪乙特急も本数に加わることから、1時間に3本、20分ヘッドの運行となる（津駅まではさらに名阪甲特急も加わり1時間あたり4本）。志摩線直通の列車と宇治山田駅または鳥羽駅止まりの列車が交互に設定され、後者で志摩線に向かう場合は志摩線直通の阪伊特急が連絡する場合もある。上りも概ね同様の運行・連絡体系だが、五十鈴川駅始発化するなどの違いもある。また下りの場合、志摩線直通列車は19時台の運行で終了となり、以降は終着駅で各駅停車による接続となる。深夜になるにつれて運行区間も短くなり、最終は津駅止まりである。甲特急は近鉄名古屋駅と賢島駅間の運行で、土休日のみ1往復となっている。下りは近鉄名古屋駅を9時25分、上りは賢島駅を14時40分に発車し、乙特急とは別枠で設定されている。
主要駅間の所要時間
近鉄名古屋駅 - 近鉄四日市駅間：約23分 - 30分 (36.9km)
近鉄名古屋駅 - 津駅間：約45分 - 52分 (66.5km)
近鉄名古屋駅 - 宇治山田駅間：約1時間16分 - 1時間28分 (107.1km)
近鉄名古屋駅 - 賢島駅間：約2時間2分 - 2時間12分 (144.8km)
停車駅
甲特急(賢島駅行き「伊勢志摩ライナー」/近鉄名古屋駅行き「アーバンライナーnext」「アーバンライナーplus」)
近鉄名古屋駅 - 津駅 - 伊勢市駅 - 宇治山田駅 - 鳥羽駅 - 志摩磯部駅 - 鵜方駅 - 賢島駅
乙特急
近鉄名古屋駅 - 桑名駅 - 近鉄四日市駅 - 白子駅 - 津駅 - （久居駅） - 伊勢中川駅 - 松阪駅 - 伊勢市駅 - 宇治山田駅 - 五十鈴川駅- 鳥羽駅 - 志摩磯部駅 - 鵜方駅 - 賢島駅
- （　）は一部の列車が停車
- 太字は始発・終着駅。
- 久居駅には朝の上りと夕方から夜間にかけての下りが停車する。
- F1日本GPが開催される土休日には白子駅発着の臨時特急が運転される。
- 停車駅の詳細は以下の表を参照（2024年3月時点）。

| 運行本数                                         | 近鉄名古屋駅 | 桑名駅 | 近鉄四日市駅 | 白子駅 | 津駅 | 久居駅 | 伊勢中川駅 | 松阪駅 | 伊勢市駅 | 宇治山田駅 | 五十鈴川駅 | 鳥羽駅 | 志摩磯部駅 | 鵜方駅 | 賢島駅 | 備考                                                    |
| ------------------------------------------------ | ------------ | ------ | ------------ | ------ | ---- | ------ | ---------- | ------ | -------- | ---------- | ---------- | ------ | ---------- | ------ | ------ | ------------------------------------------------------- |
| 一日1往復 （土休日のみ）                         | ■            | －     | －           | －     | ■    | －     | －         | －     | ■        | ■          | －         | ■      | －         | ■      | ■      | 甲特急                                                  |
| 毎時1往復 (上りは朝時間帯、下りは夕時間帯を除く) | ■            | ■      | ■            | ■      | ■    | －     | ■          | ■      | ■        | ■          | ■          | ■      | ■          | ■      | ■      | 乙特急 津、松阪、五十鈴川、鳥羽、賢島発着便あり。       |
| 毎時1往復 (上りは朝時間帯、下りは夕時間帯のみ)   | ■            | ■      | ■            | ■      | ■    | ■      | ■          | ■      | ■        | ■          | ■          | ■      | ■          | ■      | ■      | 乙特急 松阪、宇治山田、五十鈴川、鳥羽、賢島発着便あり。 |

使用車両・編成
汎用特急車両を軸に、23000系「伊勢志摩ライナー」や21020系「アーバンライナーnext」、21000系「アーバンライナーplus」も投入される。。名古屋線内の特急停車駅のホーム長は最大8両までの対応となっているため、本系統の最大編成両数は8両までとなっている。甲特急は2024年3月16日からダイヤ変更により車両が変更され、近鉄名古屋駅発 賢島駅行きは「伊勢志摩ライナー」、賢島駅発 近鉄名古屋駅行きは「アーバンライナーnext」「アーバンライナーplus」で運行する。

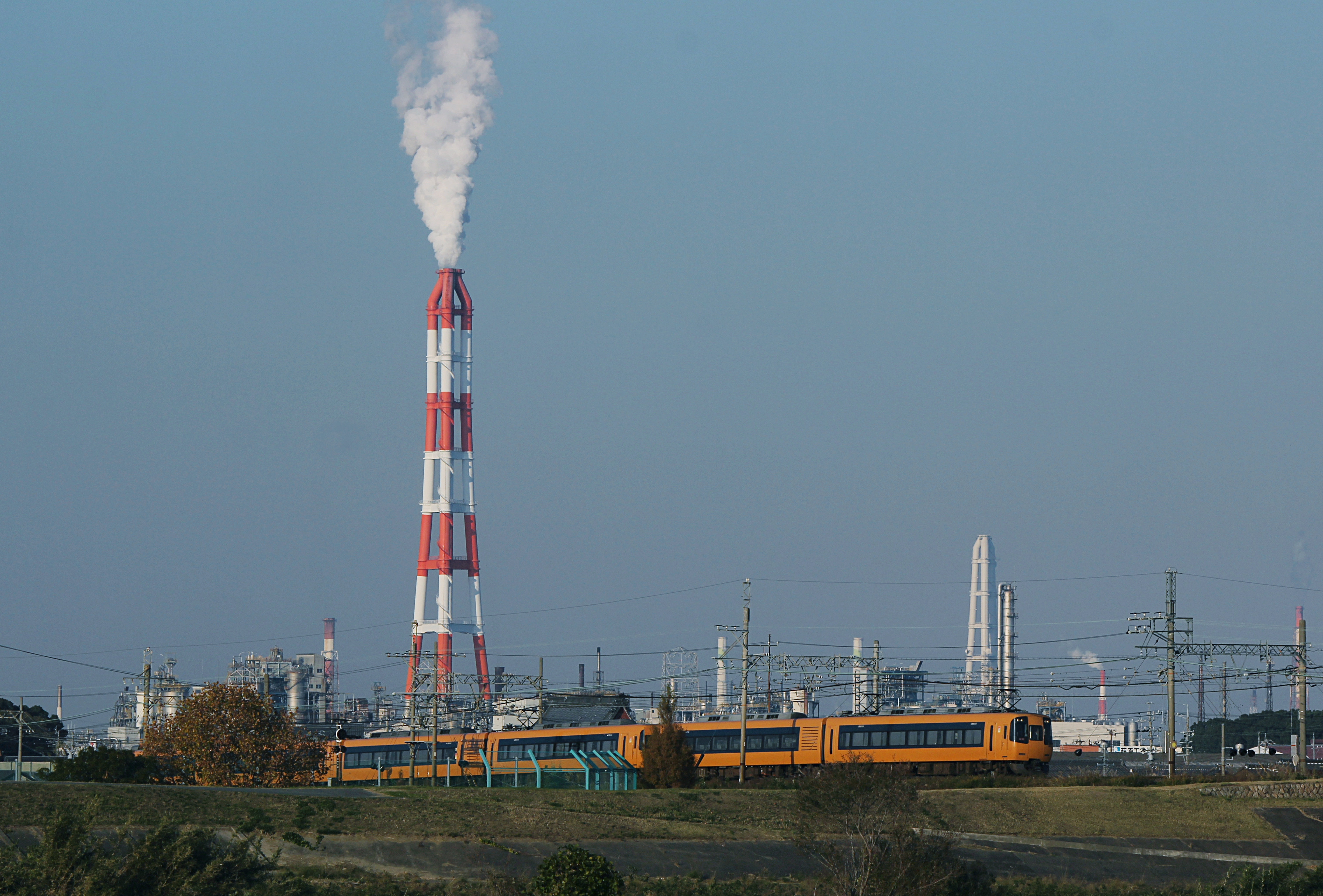
重化学工業地帯の四日市付近を通過する22000系
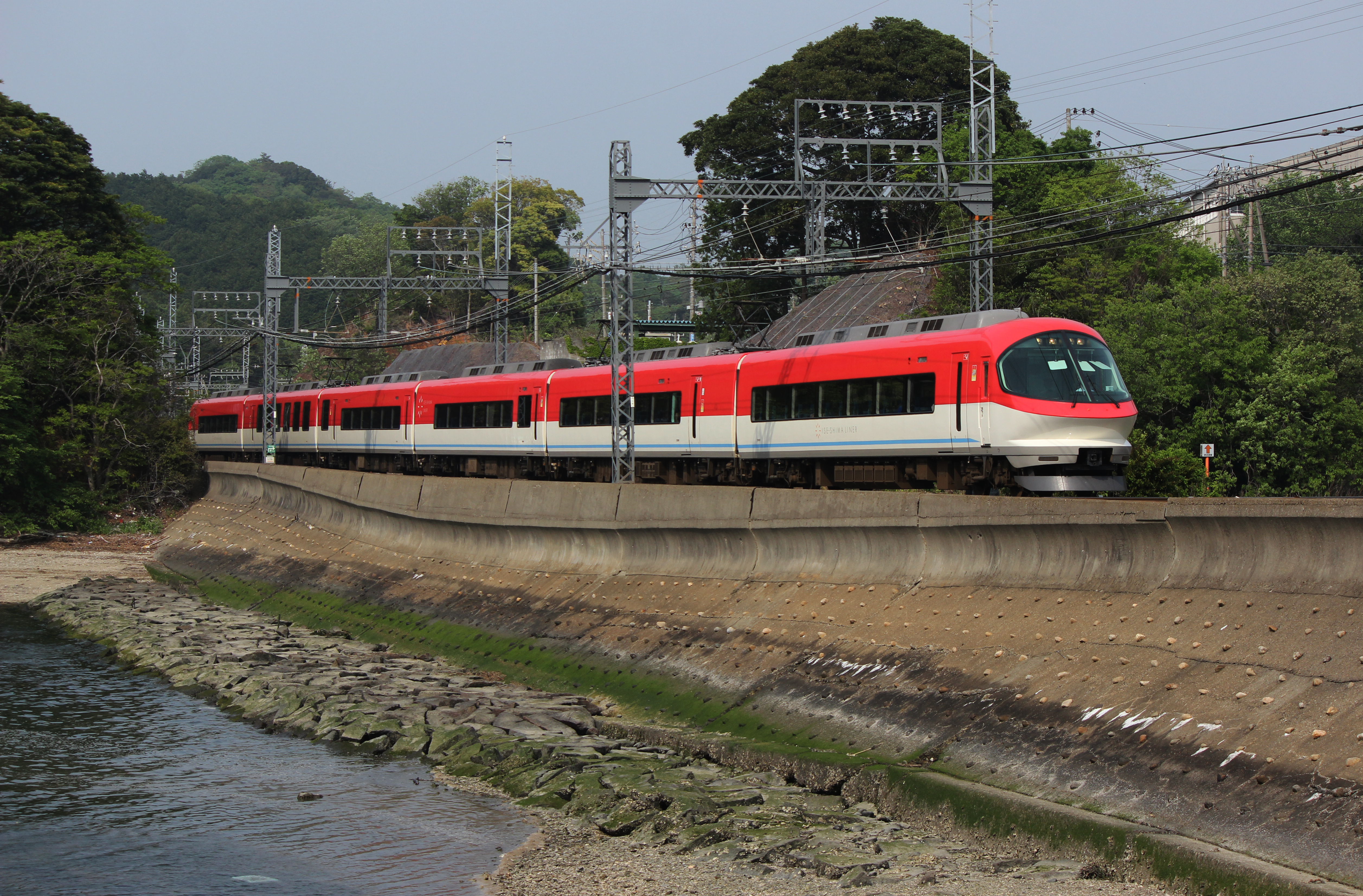
土日祝日ダイヤにて名伊甲特急に充当される23000系

沿革
本系統の設定は1960年1月だが、名古屋と伊勢を連絡すること自体は1948年7月から開始されている。これは当時、軌間の相違から分割運転されていた名阪特急の名古屋線側（近畿日本名古屋駅 - 伊勢中川駅間）と、宇治山田駅まで延長された大阪線側の名阪特急を、伊勢中川駅で接続させることで名古屋と伊勢を連絡したものである。1959年12月には名古屋線の改軌に伴い、分割運転していた名阪特急は統合のうえ、上本町駅 - 近畿日本名古屋駅間で直通運転が開始されたが、この時に設定された伊勢中川駅と宇治山田駅間を結ぶ短区間特急と接続させることで名伊連絡とした。しかし、翌1960年1月、名阪甲特急の伊勢中川駅無停車化によって伊勢連絡がなくなったことによる代替として、近畿日本名古屋駅 - 宇治山田駅間に乙特急5往復が新たに設定された。従って、名阪・阪伊・名伊の3系統は設定の経緯からして密接に関係している。1965年10月には甲特急も設定された（宇治山田行きのみ伊勢市駅停車、近畿日本名古屋行きは無停車）。当初は5往復だったこの系統も、名古屋駅で旧国鉄との接点を持っていることから東海道新幹線の開業を機に自社路線の観光客引込みの手段として重要視され、また、中部経済圏の発展と共にビジネス需要の増加もあって増発を重ねた。しかし、後述の「快速みえ」の設定をはじめモータリゼーションの進展、伊勢志摩観光の低調もあって2000年代までは輸送量は低下傾向にあり、阪伊と同様平日の甲特急は運転取りやめとなった。

#### 快速「みえ」と名伊特急

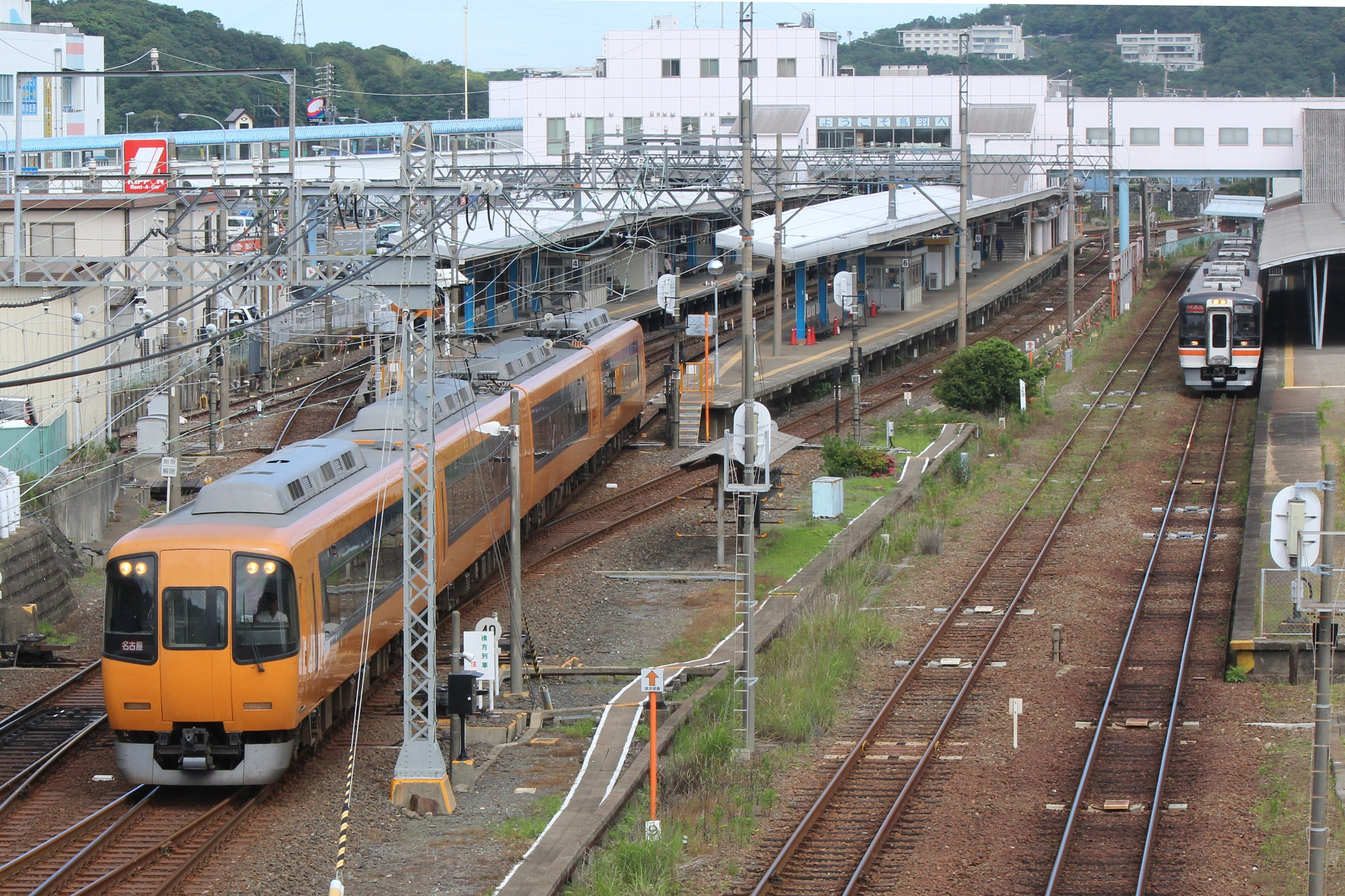
名古屋行き近鉄特急と名古屋行き快速みえが並ぶ（鳥羽駅）

名古屋駅-鳥羽駅では、近鉄に並行するJR・伊勢鉄道に快速列車「みえ」号が設定されている。運行を開始した当初、下り列車は名古屋毎時10分発だったが、2003年10月のダイヤ改正以降は名伊特急が設定されない名古屋毎時35分発、2013年3月以降は37分発（8時 - 17時）に運行されるパターンダイヤになっている。なお、近鉄では名阪乙特急が近鉄名古屋駅を毎時30分に発車し、近鉄名古屋駅 - 津駅間にて競合するが、「みえ」は単線区間で列車交換を行なうため、津駅へは乙特急が先着する。名古屋駅 - 津駅の運行頻度も近鉄特急が名阪特急と合わせて1時間あたり4本と多い。
料金面では、近鉄特急は全席指定で特急料金が必要であるのに対し、「みえ」は指定席を除いて乗車券以外の追加料金は不要であり、また伊勢鉄道線経由の運賃合算分を考慮に入れても近鉄特急より安くなる。例えば、近鉄特急の近鉄名古屋駅 - 松阪駅間2,870円と比べて、快速みえは1,650円で1,220円下回る。さらに「快速みえ得ダネ4回数券」では、一枚当たりの金額が同一区間の近鉄運賃をも下回るため、近鉄特急のみならず急行にも対抗する。

### 京伊特急（京都 - 伊勢志摩間）

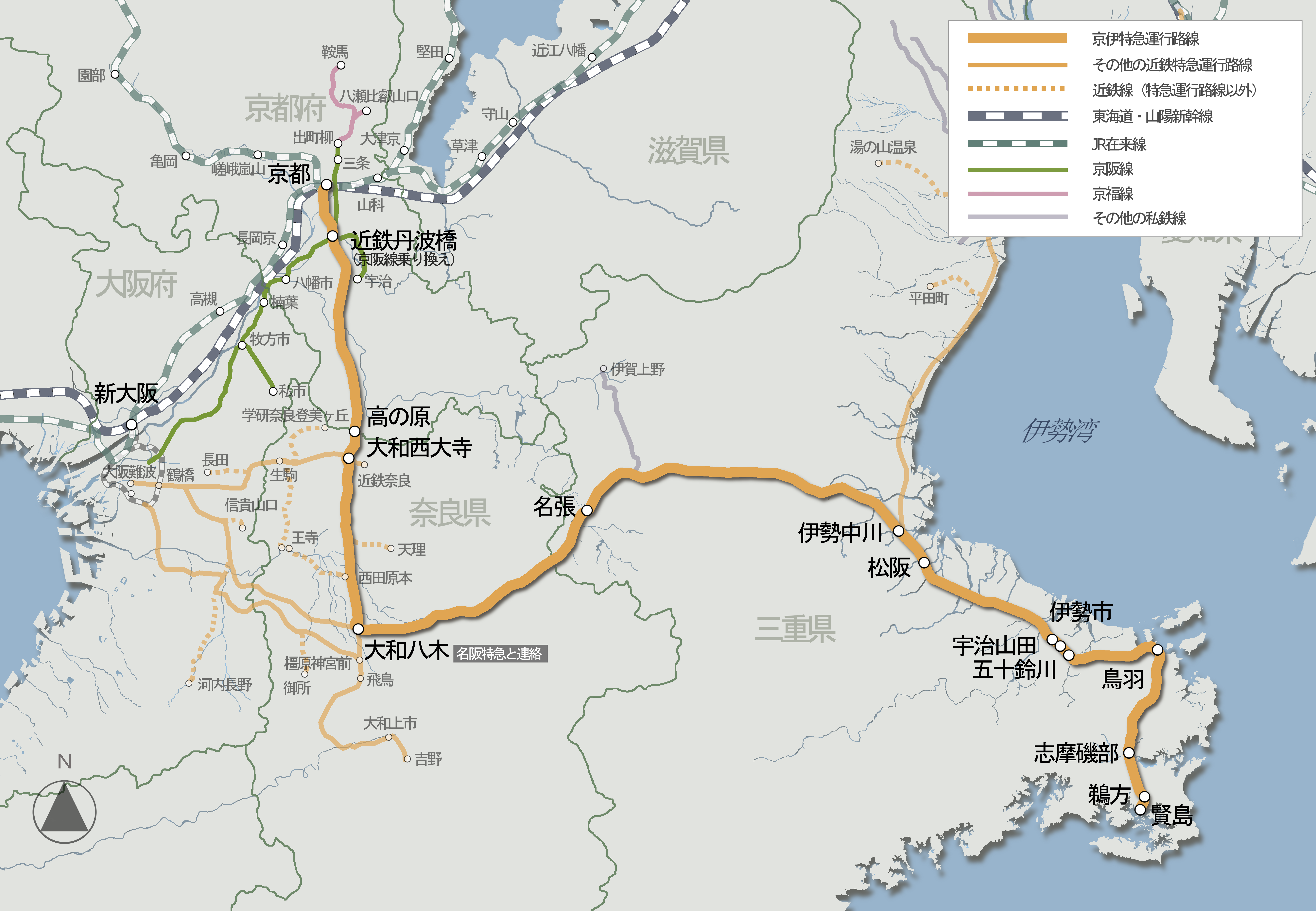
京伊特急運行路線図

京伊（けいい）特急は京都市と伊勢志摩を結ぶ特急列車で、京都駅 - 名張駅・松阪駅・宇治山田駅・鳥羽駅・賢島駅間で運転されている。近鉄は大阪方面に新幹線との接続駅を持っていないことから、西日本（中国地方、四国地方、九州地方）からの新幹線利用者およびJR在来線利用者に対する伊勢志摩への観光客輸送の使命を担っている。名古屋線特急停車駅から大和西大寺駅・近鉄丹波橋駅・京都駅への連絡や、阪伊乙特急の実質増発の役目を担うほか、大和八木駅 - 新ノ口駅間は大阪線と橿原線を結ぶ短絡線を走行することから、名阪乙特急と相互接続の際は大和八木駅2階の大阪線ホーム上での乗換を可能としている。
運行形態は下り（京都から伊勢志摩方面ゆき）が京都駅を朝8・9時台、夕方17時台に発車する各1本ずつ、上りが京都駅に9時前、10時半頃、17時半頃、18時半頃に到着する上下合わせて3.5往復が設定され、平日は京都7時台着の上りが1本、土休日は京都7時台発の下り1本と京都11時半頃着の上り1本が加わる。
主要駅間の所要時間
京都駅 - 宇治山田駅間：約2時間2分 - 2時間9分 (157.5km)
京都駅 - 賢島駅間：約2時間47分 - 2時間50分 (195.2km)
大和西大寺駅 - 宇治山田駅間：約1時間32分 - 1時間36分 (122.9km)
停車駅
京都駅 - 近鉄丹波橋駅 - （高の原駅） - 大和西大寺駅 - 大和八木駅 - （榛原駅） - 名張駅 - （榊原温泉口駅） - 伊勢中川駅 - 松阪駅 - 伊勢市駅 - 宇治山田駅 - 五十鈴川駅 - 鳥羽駅 - 志摩磯部駅 - 鵜方駅 - 賢島駅
- （ ）は一部の列車が停車
- 太字は始発・終着駅。
- 高の原駅には朝の上り列車（平日3本、土休日4本）と京都駅を夕方に発車する下り1本が停車する。榛原駅には名張駅始発の朝の上り1本のみ停車する。榊原温泉口駅には朝の上り列車（平日2本、土休日3本）が停車する。
- 停車駅の詳細は以下の表を参照（2024年3月時点）。

| 運行本数                   | 京都駅 | 近鉄丹波橋駅 | 高の原駅 | 大和西大寺駅 | 大和八木駅 | 榛原駅 | 名張駅 | 榊原温泉口駅 | 伊勢中川駅 | 松阪駅 | 伊勢市駅 | 宇治山田駅 | 五十鈴川駅 | 鳥羽駅 | 志摩磯部駅 | 鵜方駅 | 賢島駅 | 備考                  |
| -------------------------- | ------ | ------------ | -------- | ------------ | ---------- | ------ | ------ | ------------ | ---------- | ------ | -------- | ---------- | ---------- | ------ | ---------- | ------ | ------ | --------------------- |
| 上り2本/下り1本（休日2本） | ■      | ■            | －       | ■            | ■          | －     | ■      | －           | ■          | ■      | ■        | ■          | ■          | ■      | ■          | ■      | ■      |                       |
| 下り2本                    | ■      | ■            | ●        | ■            | ■          | －     | ■      | －           | ■          | ■      | ■        | ■          | ■          | ■      |            |        |        | うち1本は高の原停車。 |
| 上り2本（休日3本）         | ■      | ■            | ■        | ■            | ■          | －     | ■      | ■            | ■          | ■      | □        | □          |            |        |            |        |        |                       |
| 上り1本（休日0本）         | ■      | ■            | ■        | ■            | ■          | ■      | ■      |              |            |        |          |            |            |        |            |        |        | 平日のみ運行          |
| 上り停車本数（平日）       | 5      | 5            | 3        | 5            | 5          | 1      | 5      | 2            | 4          | 4      | 2        | 2          | 2          | 2      | 2          | 2      | 2      |                       |
| 下り停車本数（平日）       | 3      | 3            | 1        | 3            | 3          | 0      | 3      | 0            | 3          | 3      | 3        | 3          | 3          | 3      | 1          | 1      | 1      |                       |

- ■：全列車停車
- □：一部の列車のみ直通、全列車停車。
- ●：大部分停車、一部の列車が通過。
- ○：大部分通過、一部の列車が停車。
- －：通過

使用車両・編成
汎用特急車両のほか、23000系「伊勢志摩ライナー」が投入される列車もある。列車編成は、京都線・橿原線を走行する関係上、最大6両までとなっている。
沿革
本系統は後述する京橿特急と同様、東海道新幹線の高速輸送によって、関東の旅客を近鉄沿線の観光地へ呼び込むことを目的として1966年12月に設定された。運転開始当初は2往復を設定。京橿特急が大和八木駅で阪伊特急との乗り換えの不便をかこっていたのに対し、本系統は乗り換えなしの直通運転とすることを狙いとした。しかし、京都線・橿原線と大阪線・山田線で架線電圧が異なり、車両限界も異なっていたため、専用の狭幅18m級車体を備えた複電圧車である18200系が用いられた。設定当初は単独運転となっていたが、大阪線の単線区間の運行可能本数の制限から、大阪線系特急が増発され、京伊特急も5往復に増発された翌1967年12月より大和八木駅 - 宇治山田駅間について阪伊乙特急との併結運転に変更された。新青山トンネル開通に伴う大阪線全線複線化完成によって輸送力に余裕が生じた1976年3月より再び単独運行に戻され、同時にほぼ全ての列車が大和八木駅 - 松阪駅間無停車となり、甲特急と乙特急の中間的な性格を有する列車となった。その後の需要低迷により2003年3月より名張駅と伊勢中川駅に全ての列車が停車するようになり、閑散時間帯の一部列車について大和八木駅 - 賢島駅間で阪伊乙特急との併結が27年ぶりに復活した。併結列車については榛原駅・伊賀神戸駅・五十鈴川駅にも停車した。2012年3月20日のダイヤ改正から、全列車が五十鈴川駅に、朝の上り1本と夕方の下り1本が高の原駅に停車をしている。また、このダイヤ改正でこの系統が大幅に削減（朝夕に計4往復のみの運行で、昼間時は京橿特急へ変更し、大和八木で阪伊乙特急に接続）され、阪伊乙特急との併結運転も取りやめとなった。2018年3月17日のダイヤ変更で設定された土休日の宇治山田駅発京都行きは西ノ京駅にも停車したが、2022年12月17日のダイヤ変更で停車駅から除かれた。
1970年の賢島駅直通以降の運行距離は195.2kmで、全系統中最長であるが、日中1時間ヘッドの時代においてさえ京都と伊勢志摩を直通する旅客は稀で、京都 - 奈良間、奈良県と三重県、愛知県（大和八木駅乗り換え）間の利用客がメインであった。

### 観光特急「しまかぜ」（大阪・京都・名古屋 - 伊勢志摩間）
| カフェ車両（2階） |  | プレミアムシート車両 |
| カフェ車両（2階） |  | プレミアムシート車両 |

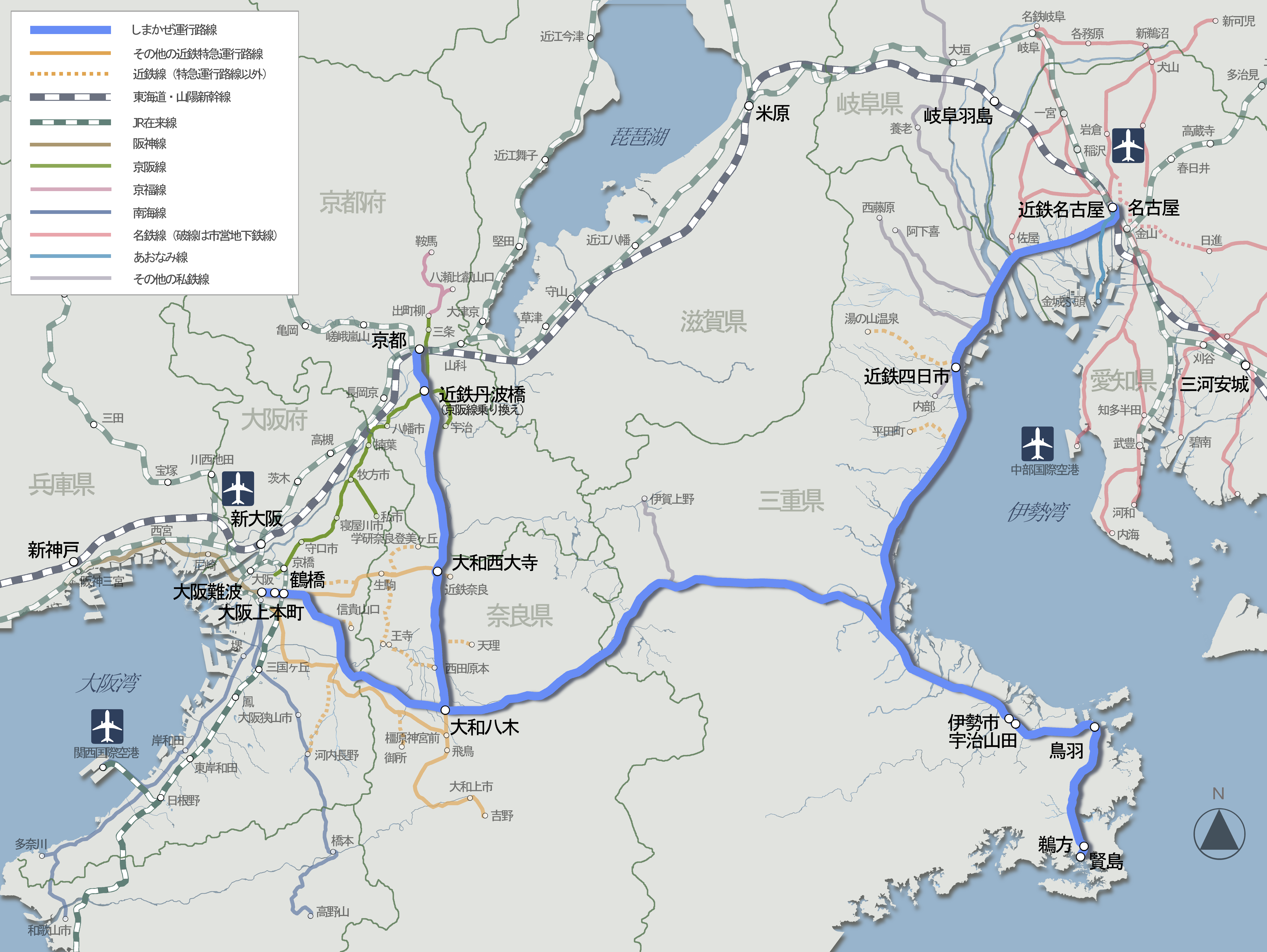
「しまかぜ」運行路線図

運休日を除く週6日運転（ただし春休み・夏休み・ゴールデンウィーク・年末年始時は毎日運転。一方で車両の全般検査時には長期運休を実施）で大阪難波駅・京都駅・近鉄名古屋駅 - 賢島駅間を各1往復している。運休日は原則的に大阪難波駅発着は火曜日、京都駅発着は水曜日、近鉄名古屋駅発着は木曜日となっている。「しまかぜ」に乗車する場合、特急料金の他に「しまかぜ」特別車両料金、個室を利用する場合は「しまかぜ」特別車両料金に上乗せする形で個室料金が必要である。
3往復とも下りは10時台の出発で、伊勢神宮外宮最寄り駅の伊勢市駅、宇治山田駅には12時前後、賢島駅には13時前後の到着となり、上りは各終着駅に17 - 18時台の到着となる。これは新幹線で連絡の場合、東京や広島では朝は8時頃出発、夜は20時前に到着可能な時間設定であり、博多方面でも早朝6時台の新幹線「のぞみ」を利用すれば京都駅および名古屋駅で「しまかぜ」に連絡しており、逆方向も当日中の到着が可能である。
車内で最もスタンダードな座席のプレミアムシートでも横に3列配置でシートピッチは1,250mm、座席に本革を使用のうえレッグレストとマッサージ機能を装備するなど、JRのグリーン車を凌ぎグランクラスに迫るハイレベルな構成となっている。また、1号車と6号車はハイデッキ構造（床面が平床車よりも72cm高い）で天井部まで窓が周り込む展望車両である。そのほか、個室が2部屋（洋風と和風タイプを用意）、セミコンパートメントのサロン席が3ボックス（1ボックス4人以上6人までの利用が可能）用意される。また、観光特急であることからそれに相応しいサービスが実施されている。専属アテンダントが4名乗車のうえ、乗客の出迎え、見送りをはじめ、車内販売や記念乗車証・おしぼりの配布を行う。この他、カフェにおいて「海の幸ピラフ」や「松阪牛カレー」、「海の幸皿うどん」、ワイン、伊勢志摩オリジナルのスイーツやビールが提供される。一部のメニューはカウンターで購入後、プレミアムシートで味わうことも出来るほか、各個室ではルームサービスも実施する。
主要駅間の所要時間
大阪難波駅 - 賢島駅間：約2時間20分 (176.9km)＼大阪難波駅 - 宇治山田駅間：約1時間40分 (139.2km)
京都駅 - 賢島駅間：約2時間50分 (195.2km)＼京都駅 - 宇治山田駅間：約2時間5分 (157.5km)
近鉄名古屋駅 - 賢島駅間：約2時間 (144.8km)＼近鉄名古屋駅 - 宇治山田駅間：約1時間20分(107.1km)
停車駅
阪伊系統
大阪難波駅 - 大阪上本町駅 - 鶴橋駅 - 大和八木駅 - 伊勢市駅 - 宇治山田駅 - 鳥羽駅 - 鵜方駅 - 賢島駅
京伊系統
京都駅 - 近鉄丹波橋駅 - 大和西大寺駅 - 大和八木駅 - 伊勢市駅 - 宇治山田駅 - 鳥羽駅 - 鵜方駅 - 賢島駅
名伊系統
近鉄名古屋駅 - 近鉄四日市駅 - 伊勢市駅 - 宇治山田駅 - 鳥羽駅 - 鵜方駅 - 賢島駅
- 太字は始発・終着駅。
- 甲特急と同格・千鳥停車の関係にあり、阪伊甲特急が通過する大和八木駅と名伊甲特急が通過する近鉄四日市駅が停車駅になっている一方で、全ての甲特急が停車している津駅と志摩磯部駅は通過する。

使用車両・編成
50000系の限定運用である。本系列が3編成のみの在籍で毎日各地から3往復の運用を行っていることから、多客期を除き、原則毎週1回の運休日を設け、車両検査などを行っている。重要部検査・全般検査といった大規模検査時には長期間運休する可能性がある。

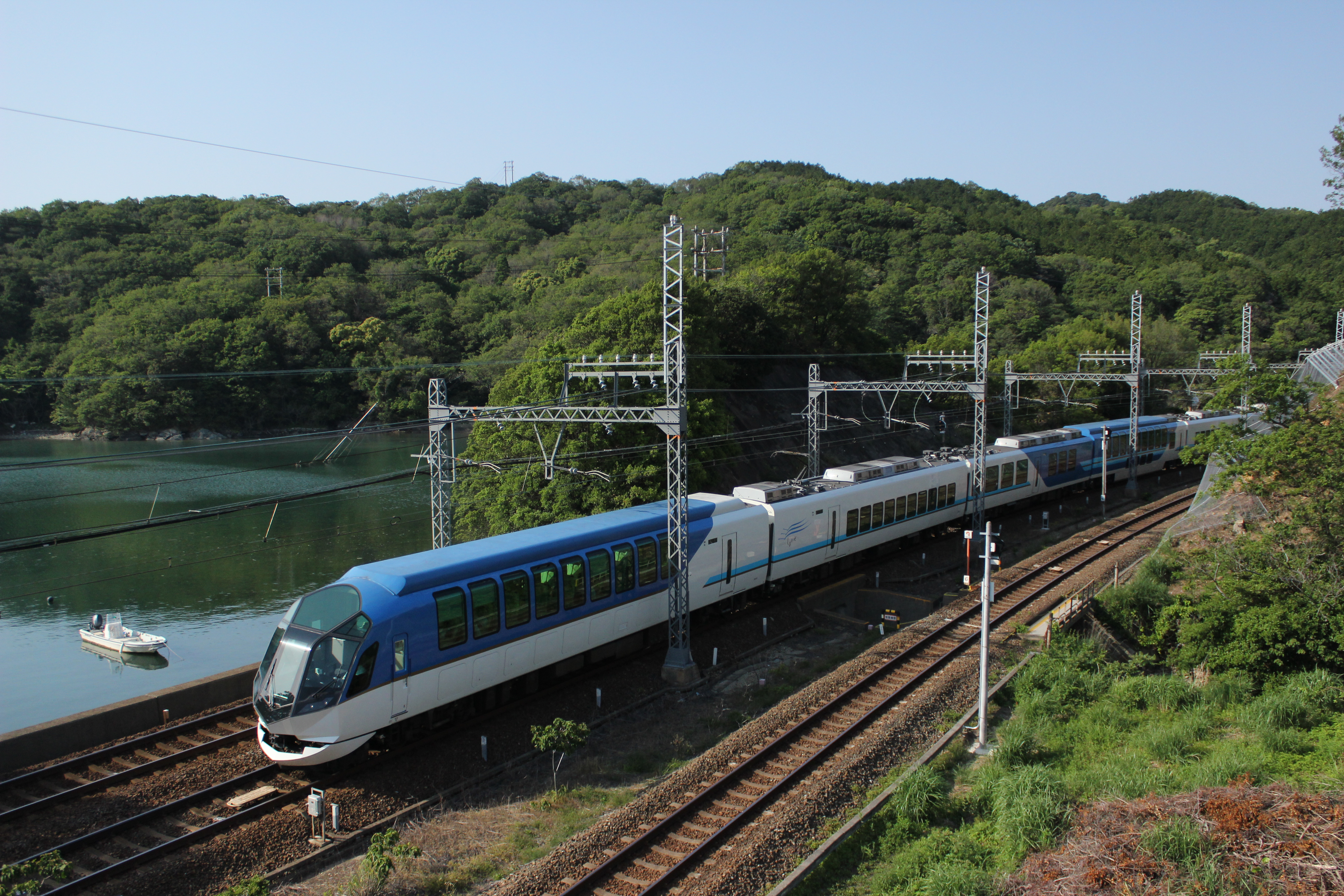
上りは夕刻の運行
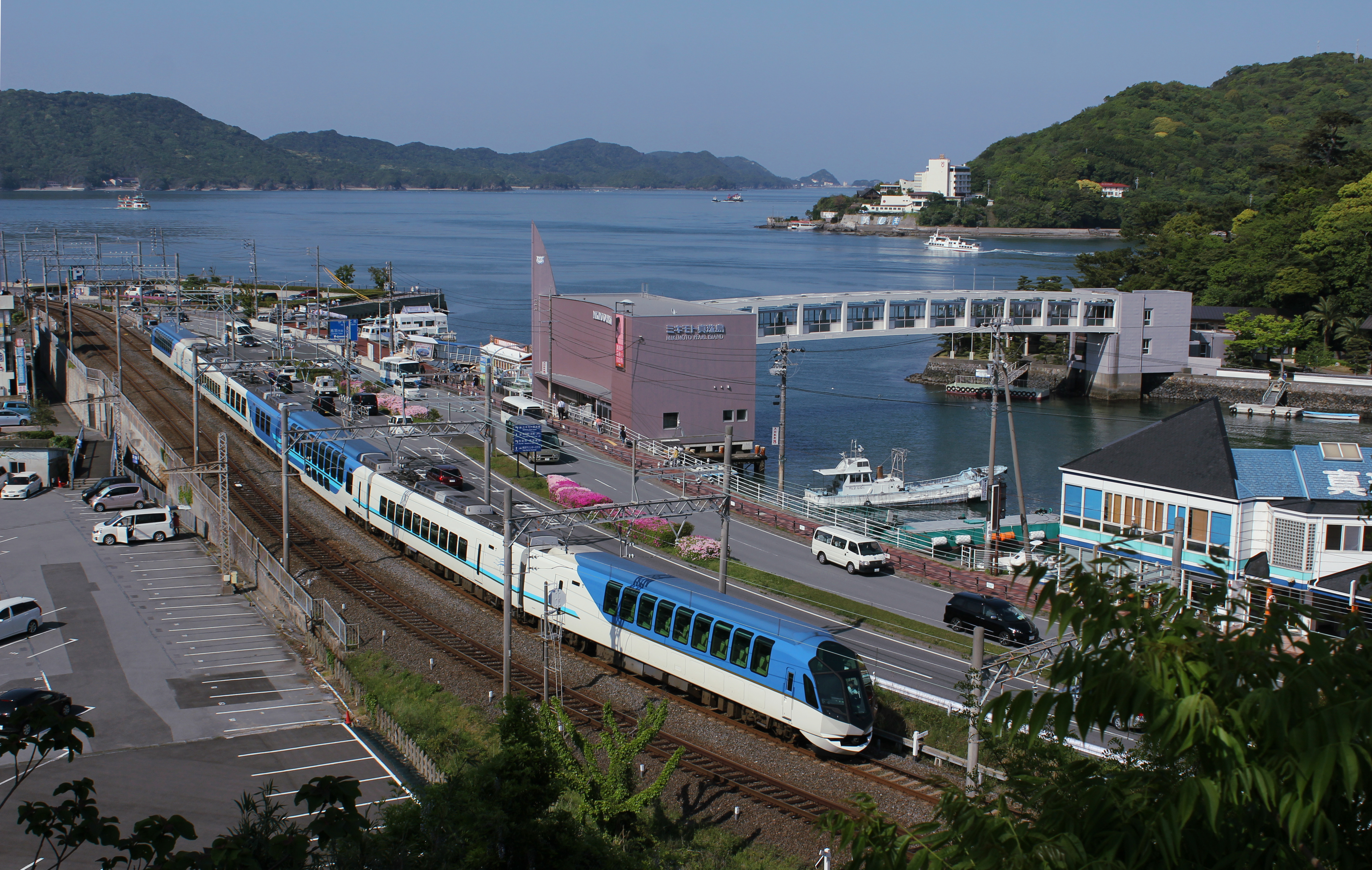
観光地の鳥羽付近をゆく50000系「しまかぜ」

沿革
2013年（平成25年）3月21日から運行を開始した。大阪難波、近鉄名古屋の両駅から賢島駅まで各1日1往復が設定されたが、2014年（平成26年）10月10日から京都駅 - 賢島駅間でも運用を開始した。

### 京橿特急（京都 - 橿原間）

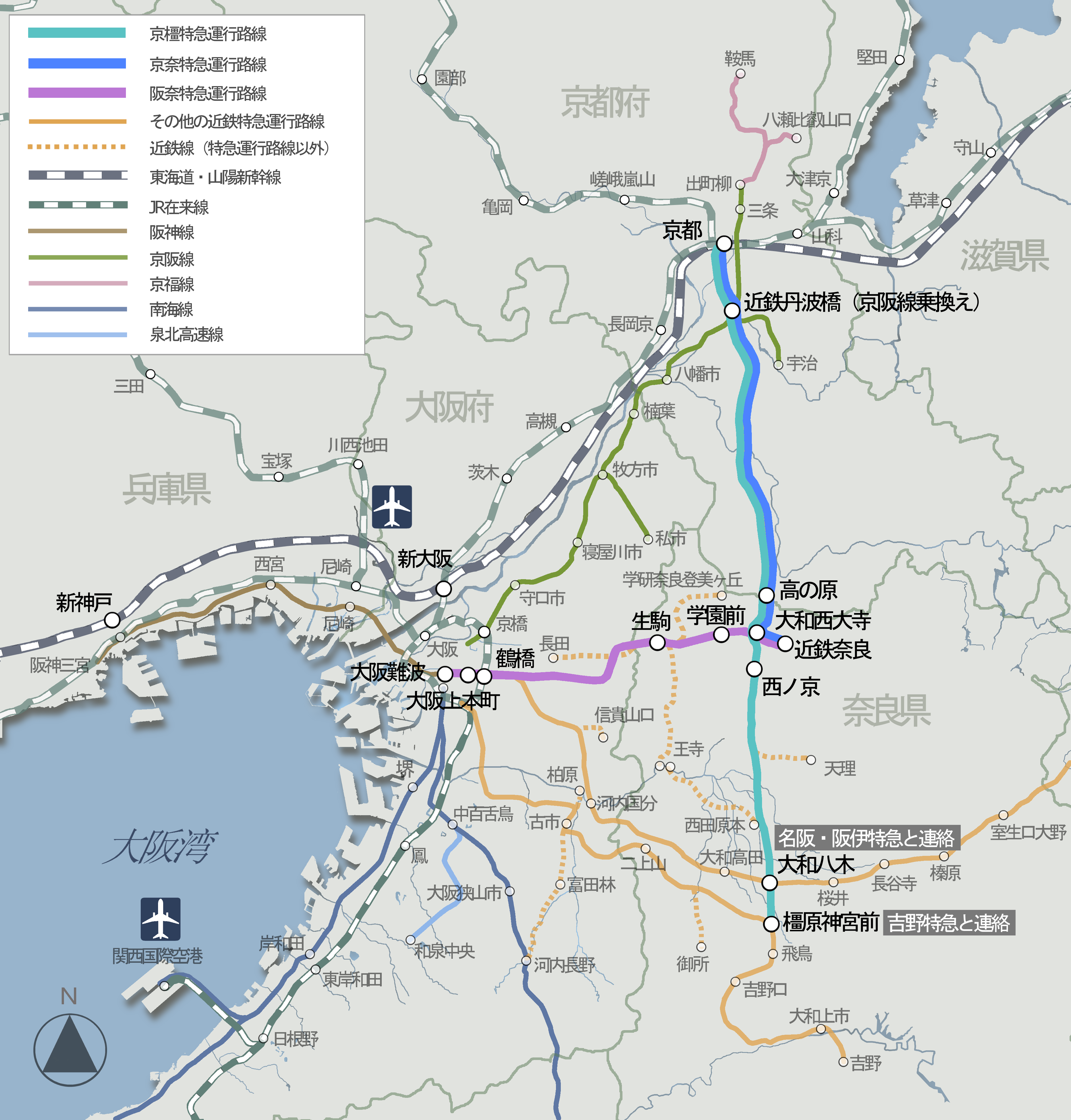
京橿・京奈・阪奈特急の運行路線を一括表示

京橿（けいかし）特急は、京都と奈良県中部の橿原市を結ぶ列車で、京都駅・大和西大寺駅 - 橿原神宮前駅間を運行している。本系統は京都駅における新幹線、JR在来線との接続の他に、近鉄丹波橋駅において京阪沿線（枚方・出町柳・三条など）との接続を図るほか、西ノ京駅を唐招提寺、薬師寺、垂仁天皇陵への歴史・観光施設散策への利便性の観点から日中時間帯に限って停車させている。大和八木駅では阪伊、名阪乙特急と接続して三重県、愛知県の各都市および観光地と連絡し、橿原神宮前駅では吉野特急と接続のうえ近鉄線内の各都市から吉野、大峰山等の吉野熊野国立公園一帯への観光輸送の橋渡しとしての役割を担っている。
終日毎時2本運行が基本である。ただし、朝夕の京伊特急が運行される時間帯は、京都駅 - 大和八木駅間で運行区間が重複するため、1時間間隔となる。なお、一部は京都線内には入らず、大和西大寺・橿原神宮前間のみを運転する列車もある。
主要駅間の所要時間
京都駅 - 橿原神宮前駅間：約55分 (58.4km)
京都駅 - 大和八木駅間：約50分 (55.1km)
京都駅 - 大和西大寺駅間：約30分 (34.6km)
停車駅
京都駅 - 近鉄丹波橋駅 - （高の原駅） - 大和西大寺駅 - （西ノ京駅） - 大和八木駅 - 橿原神宮前駅
- （　）は一部の列車が停車
- 太字は始発・終着駅。
- 高の原駅は大和西大寺駅を始発から10時07分までに発車する上り列車（京奈特急を除く）と京都駅を15時以降に発車する下り列車が停車する。西ノ京駅は日中の列車が停車する。
- 停車駅の詳細は以下の表を参照（2020年3月時点）。

| 運行時間帯＼駅名         | 京都駅 | 近鉄丹波橋駅 | 高の原駅 | 大和西大寺駅 | 西ノ京駅 | 大和八木駅 | 橿原神宮前駅 | 備考                                   |
| ------------------------ | ------ | ------------ | -------- | ------------ | -------- | ---------- | ------------ | -------------------------------------- |
| 主に日中                 | ■      | ■            | －       | ■            | ●        | ■          | ■            | 西ノ京は日中に停車                     |
| 朝の北行、夕方・夜の南行 | ■      | ■            | ■        | ■            | ○        | ■          | ■            | 西ノ京は南行のみ平日1本・休日3本が停車 |

- ■：全列車停車
- ●：大部分停車、一部の列車が通過。
- ○：大部分通過、一部の列車が停車。
- －：通過

使用車両・編成
汎用特急車両のほか、23000系「伊勢志摩ライナー」が本系統の運用に入る。汎用特急は通常は4両で運用されることが多いが、列車によっては6両で運用されるものもある。

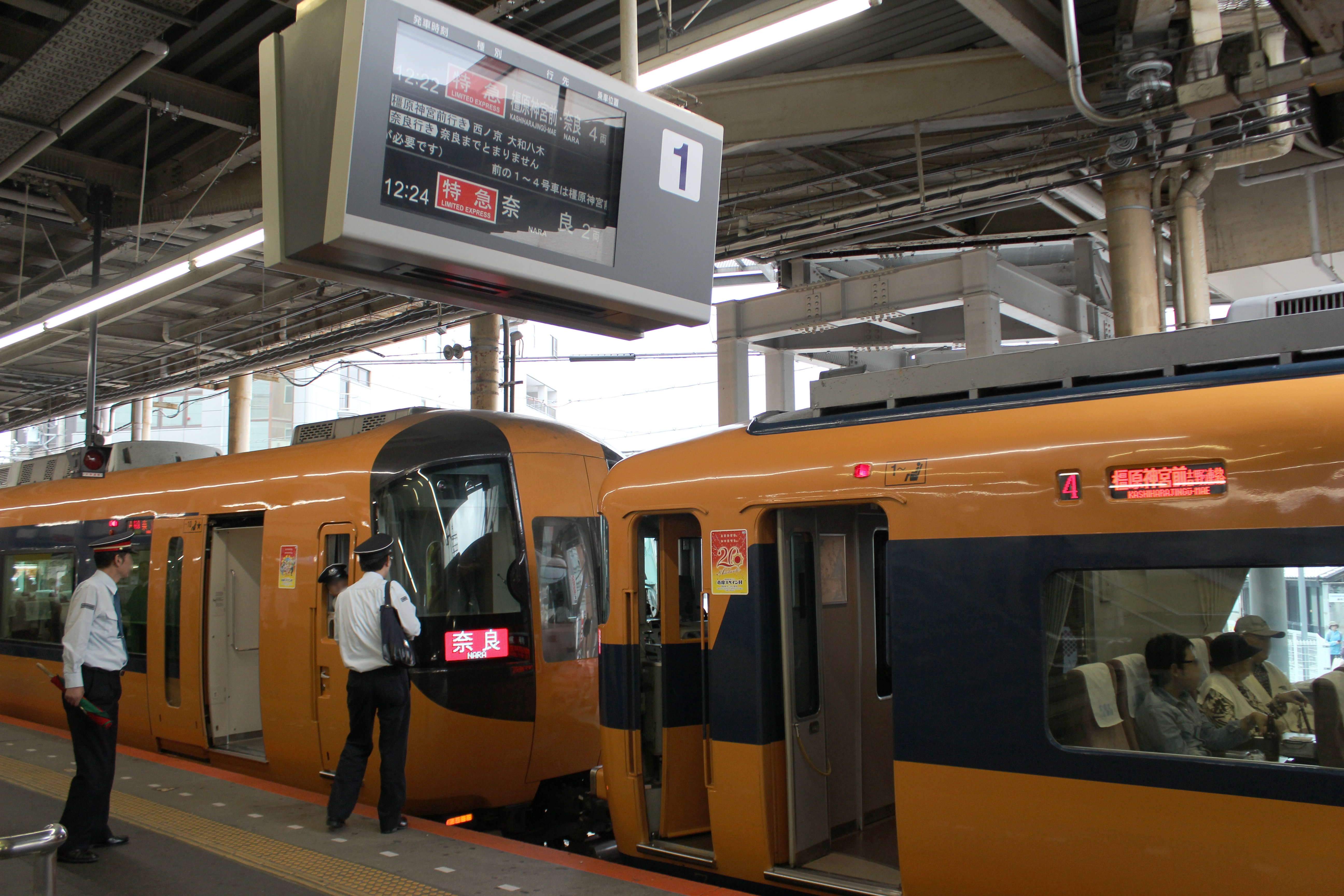
かつてはデータイムの京橿特急は一部列車が京奈特急と併結運転を行っていた（大和西大寺駅）
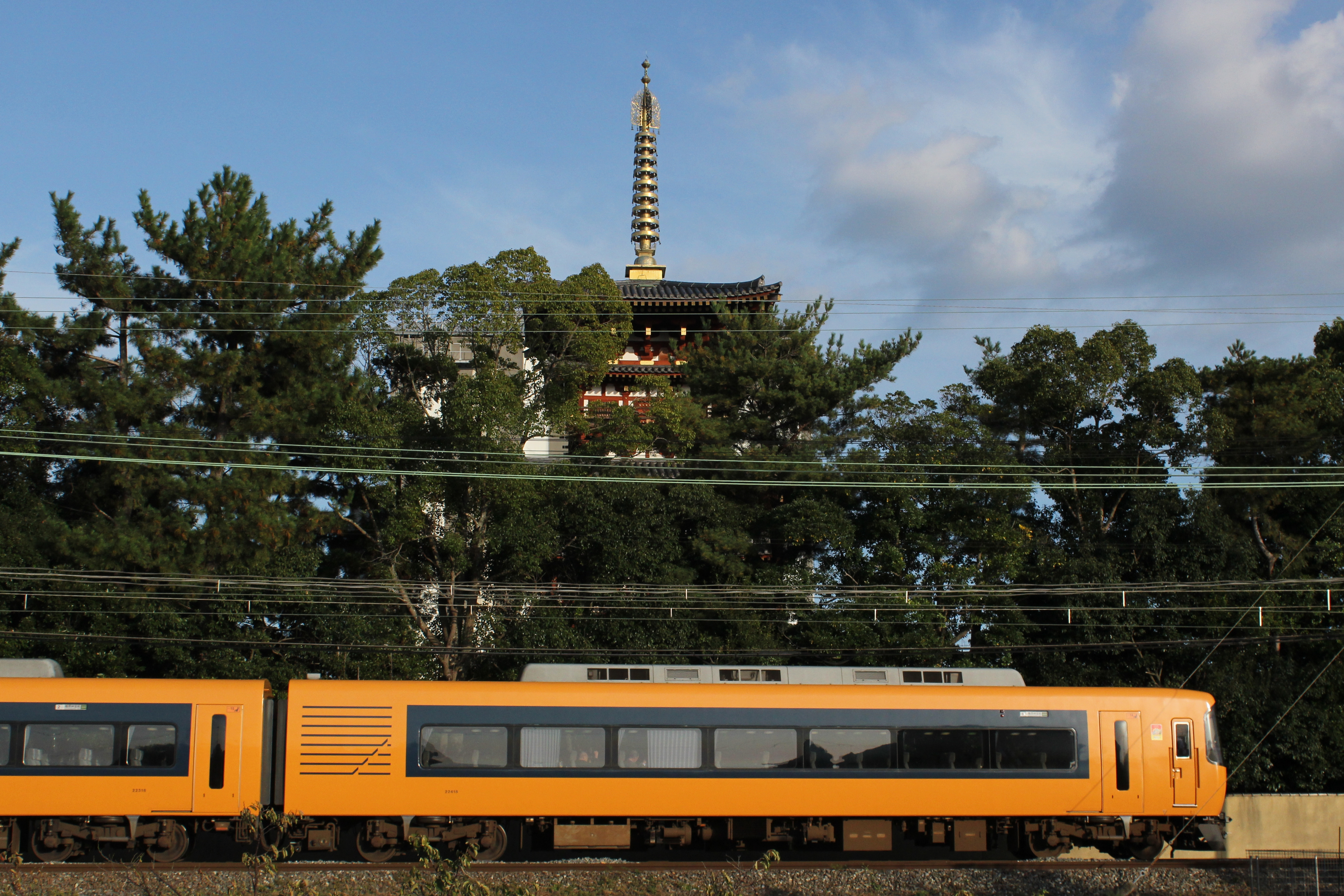
薬師寺西塔の傍らを駆け抜ける京橿特急

沿革
1964年10月1日に運行開始、当初は6往復が設定された。この系統は、関東から東海道新幹線で来た客を京都駅乗換えのうえ近鉄沿線の観光地に呼び込み、名阪間における旅客の減少分をカバーすることを狙いとした。また、大阪線・名古屋線・山田線以外の線区で初めて設定された系統でもあり、従来が都市間輸送をメインとする運行体系の近鉄特急を、都市と観光地を連絡することに方針転換させると同時に、以後拡大していく特急ネットワークの端緒ともなった。翌年には、後述する吉野特急の新設に伴って、橿原神宮前駅接続のうえ、吉野・大台ケ原方面への連絡輸送も開始された。2012年3月20日のダイヤ改正から6年間は、昼間の一部列車が京奈特急と併結して運転していた。同時に日中の京伊特急廃止を補完するため毎時1本から毎時2本に増やした。

### 京奈特急（京都 - 奈良間）
京奈（けいな）特急は、京都市と奈良市を結ぶ列車で、京都駅 - 大和西大寺駅・近鉄奈良駅間で運転されている。後述する阪奈特急と同様、京都駅 - 近鉄奈良駅間39.0kmという短距離を運行する特急であるが、こちらは京都市・奈良市の二つの古都を結ぶことから、観光的側面や東海道新幹線を利用した客を奈良方面へ輸送する側面が強く、ほぼ毎時1 - 2本運行している。
運行区間の大部分となる京都駅 - 大和西大寺駅間は、京橿、京伊の両特急と重複することもあって、特急の運行密度が最も高い時間帯で1時間で4本、10 - 20（平均15）分間隔となる。
主要駅間の所要時間
京都駅 - 近鉄奈良駅間：約35分 (39.0km)
近鉄丹波橋駅 - 近鉄奈良駅間：約30分 (33.0km)
停車駅
京都駅 - 近鉄丹波橋駅 - （高の原駅） - 大和西大寺駅 - 近鉄奈良駅
- （　）は一部の列車が停車
- 太字は始発・終着駅。
- 高の原駅は大和西大寺駅を始発から12時25分までに発車する上り列車（あをによしを除く）と、京都駅を15時以降に発車する下り列車が停車する。

使用車両・編成
京奈特急は京伊特急と京橿特急の西大寺車庫への車両回送を兼ねていることから汎用特急車両のほか、23000系「伊勢志摩ライナー」が本系統の運用に入る。汎用特急車両を使用する列車は、2両、4両、6両で運用される。

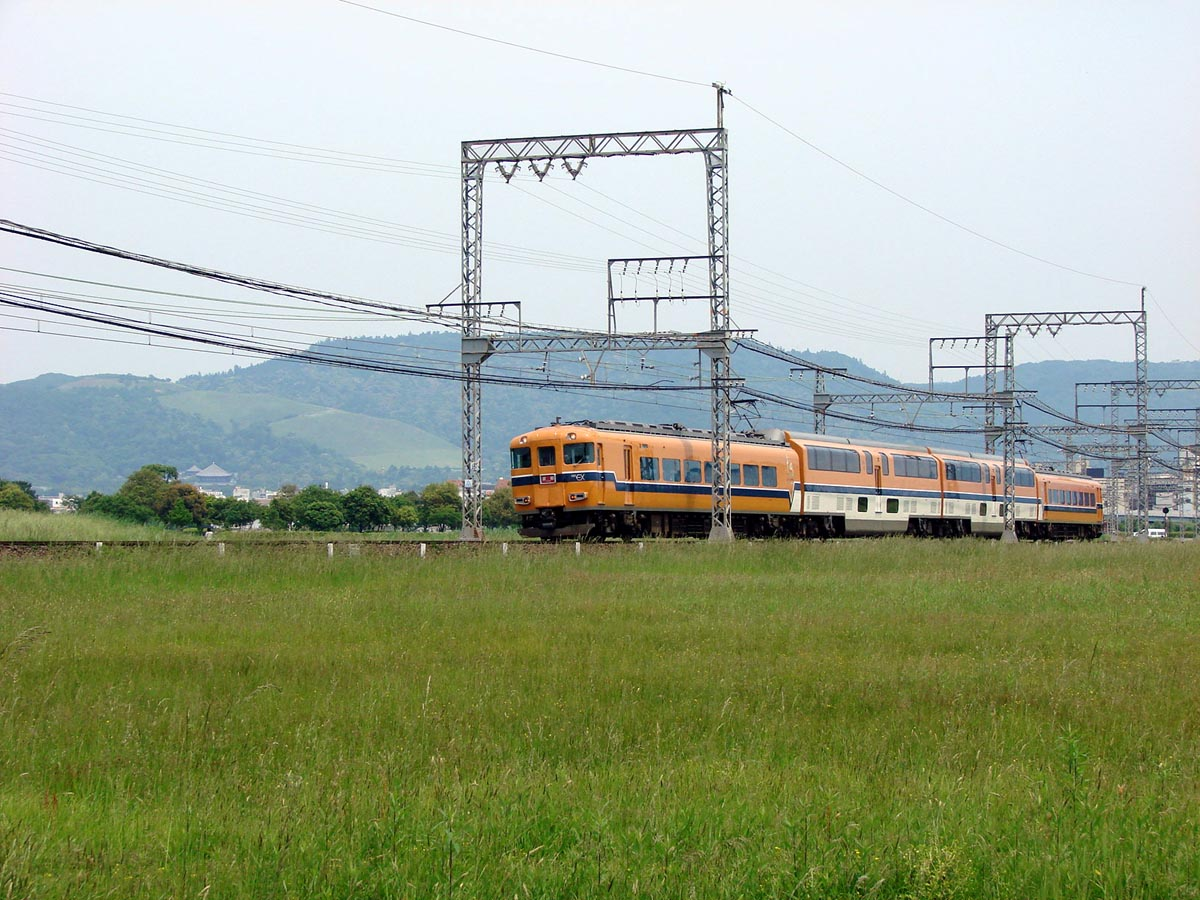
東大寺や若草山を背後にして走る京奈特急（新大宮駅 - 大和西大寺駅間）

沿革
京橿特急より2か月遅れの1964年12月1日から運転を開始した。京橿特急の京都駅における2時間の運用間合を活用するための設定で、当初は5往復であった。後述の阪京特急運転時は、京奈特急のダイヤ枠の一部が阪京特急に振り替えられていたが、同列車は1992年に廃止された。2012年3月20日のダイヤ変更から6年間は昼間の一部列車が京都駅 - 大和西大寺駅間を京橿特急と併結して運転していた。これにより日中は毎時1本の単独列車と毎時1本の併結列車による1時間2本運転となった（変更前は単独列車のみの毎時2本）。併結列車は大和西大寺駅での増解結作業の影響でダイヤ変更前と比べて約5分所要時間が延びていた。2018年3月17日のダイヤ変更で併結運転が解消され単独列車のみの毎時2本に戻った。なお、長年全列車が京都駅 - 近鉄奈良駅間での運転となっており、2018年のダイヤ変更で45年ぶりに京都駅 - 大和西大寺駅間の特急が土休日に1往復設定されたが、大和西大寺行きは2020年3月14日のダイヤ変更で近鉄奈良行きに延長されて消滅し、大和西大寺駅発も2022年4月29日から運転開始の観光特急「あをによし」に置き換えられて消滅したが、2022年12月17日のダイヤ変更で京都駅 - 大和西大寺駅間の特急が上下ともに再設定された。

### 阪奈特急（大阪 - 奈良間）
阪奈（はんな）特急は、大阪と奈良市を結ぶ列車で、大阪難波駅 - 大和西大寺駅・近鉄奈良駅間で運転されている。その運行距離32.8kmの短さから所要時間は35分前後で、同区間を走る快速急行及び急行と比べても大差はない（快速急行停車駅の差も近鉄日本橋駅と新大宮駅の2駅のみ）。また、フリークエンシーも後者が10分間隔で圧倒的であることから、特急の存在意義は着席保証とハイグレードサービスに限定される。また、当区間は通勤路線としての性格も大きいことから、この系統は着席ニーズに応える通勤特急としての色彩も強い。
運行スタイルは下り（大阪から奈良方面ゆき）が朝の1本と夕刻から夜間の運行で、上りは朝10時台までと夕刻から夜間に設定されている。また、下りの夜間は概ね1時間2本の運行となる。阪奈特急の設定されない時間帯には快速急行や急行が大阪難波駅（および阪神電鉄線） - 近鉄奈良駅間の速達輸送の役目を担っている。
主要駅間の所要時間
大阪難波駅 - 近鉄奈良駅間：約35分 (32.8km)
大阪難波駅 - 生駒駅間：約20分 (20.3km)
停車駅
大阪難波駅 - 大阪上本町駅 - 鶴橋駅 - 生駒駅 - 学園前駅 - 大和西大寺駅 - 近鉄奈良駅
- 太字は始発・終着駅。

使用車両・編成
阪奈特急は阪伊特急と名阪特急の一部車両の西大寺車庫への車両回送を兼ねていることから、汎用特急車両のほか、21000系「アーバンライナーplus」、21020系「アーバンライナーnext」、23000系「伊勢志摩ライナー」、80000系「ひのとり」も阪奈特急で運用される。かつては汎用特急車両で運用される列車のうち、平日早朝の上り1本は10両で運用されていたが、2025年2月22日のダイヤ変更で8両に減車された。

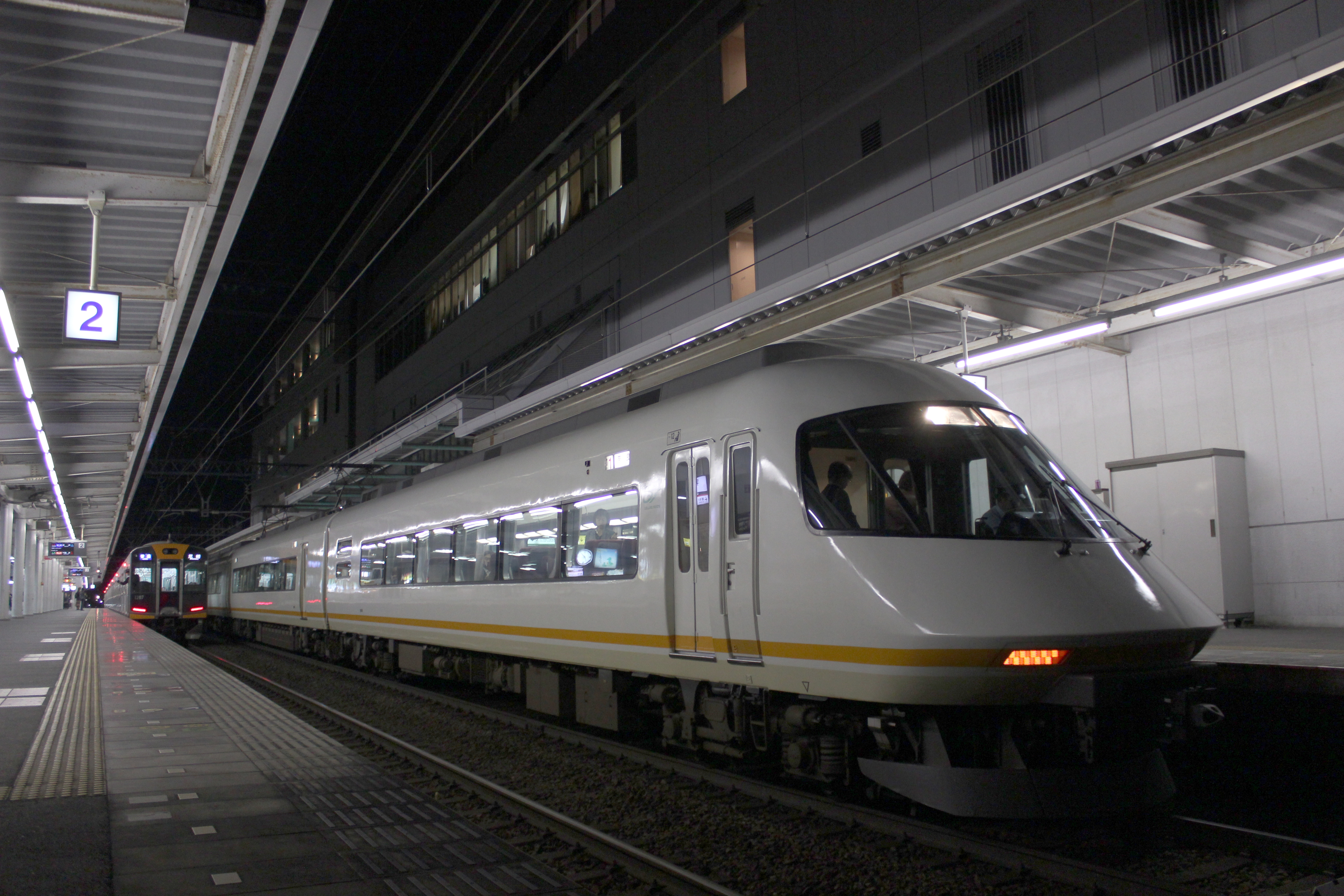
一部の運転に使用される21000系使用の阪奈特急（学園前駅）

沿革
本系統は、1973年9月に運転を開始した。1976年3月のダイヤ変更以降は日中も1時間間隔で運行されていたが、1999年3月のダイヤ改正にて利用率が低かった平日日中の特急（上下合わせて12本）は廃止された。なお、1956年11月から阪奈特急の運転開始される前の奈良線では通勤形車両を使用する料金不要の「特急」が設定されていたが、これは1972年11月に停車駅を追加のうえで快速急行に種別を改めている。

### 観光特急「あをによし」（大阪 - 奈良 - 京都間）
2022年4月29日から運休日を除く週6日運転（ただし春休み・夏休み・ゴールデンウィーク・年末年始時は毎日運転）で大阪難波駅 - 近鉄奈良駅 - 京都駅間を1往復、近鉄奈良駅 - 京都駅間を2往復の計3往復で運行を開始、2022年12月17日のダイヤ変更で近鉄奈良駅 - 京都駅間が1往復増発し、計4往復で運転している。運休日は原則的に木曜日となっている。大阪発着の編成は近鉄奈良駅を経由し同駅で方向転換するため、大和西大寺駅を2度経由することになるが、京都線方面からの発着のみ客扱いで停車する（大阪難波方面の発着時は通過）。列車名は奈良にかかる枕詞から採り、車体の塗装は冠位十二階など上古に紫色が高貴とされたことから紫檀メタリックを選んだ。
停車駅
大阪難波駅 - 大阪上本町駅 - 鶴橋駅 - 生駒駅 - 学園前駅 - 近鉄奈良駅 - 大和西大寺駅 - 近鉄丹波橋駅 - 京都駅
- 太字は始発・終着駅。

使用車両・編成
12200系を改造した19200系を導入。
料金
「あをによし」の乗車には通常の特急券に加えて、「あをによし」特別車両券が必要である。また、大阪難波駅 - 鶴橋駅間と近鉄丹波橋駅および大阪難波駅 - 生駒駅間と京都駅の相互間の乗車時に限り、運転開始から当分の間は特急料金が割引される（下記の表は割引適用のもの）。なお、ツインシートに1人で乗車の場合には、乗車する本人の特急券・特別車両券に加え、子供1人分の特急券・特別車両券が必要となる。大阪難波駅 - 京都駅間の列車は経路上、大和西大寺駅 - 近鉄奈良駅間を2度通ることになるが、この区間にまたがって乗車する場合、当該区間の特急料金・運賃は不要である。
| 主な利用区間       | 通常         | 通常             | ツインシートを1人で利用する場合 | ツインシートを1人で利用する場合 |
| 主な利用区間       | 特急料金(円) | 特別車両料金(円) | 特急料金(円)                    | 特別車両料金(円)                |
| ------------------ | ------------ | ---------------- | ------------------------------- | ------------------------------- |
| 大阪難波～京都     | 790          | 210              | 1190                            | 320                             |
| 大阪難波～近鉄奈良 | 520          | 210              | 780                             | 320                             |
| 近鉄奈良～京都     | 520          | 210              | 780                             | 320                             |

### 吉野特急（大阪 - 吉野間）

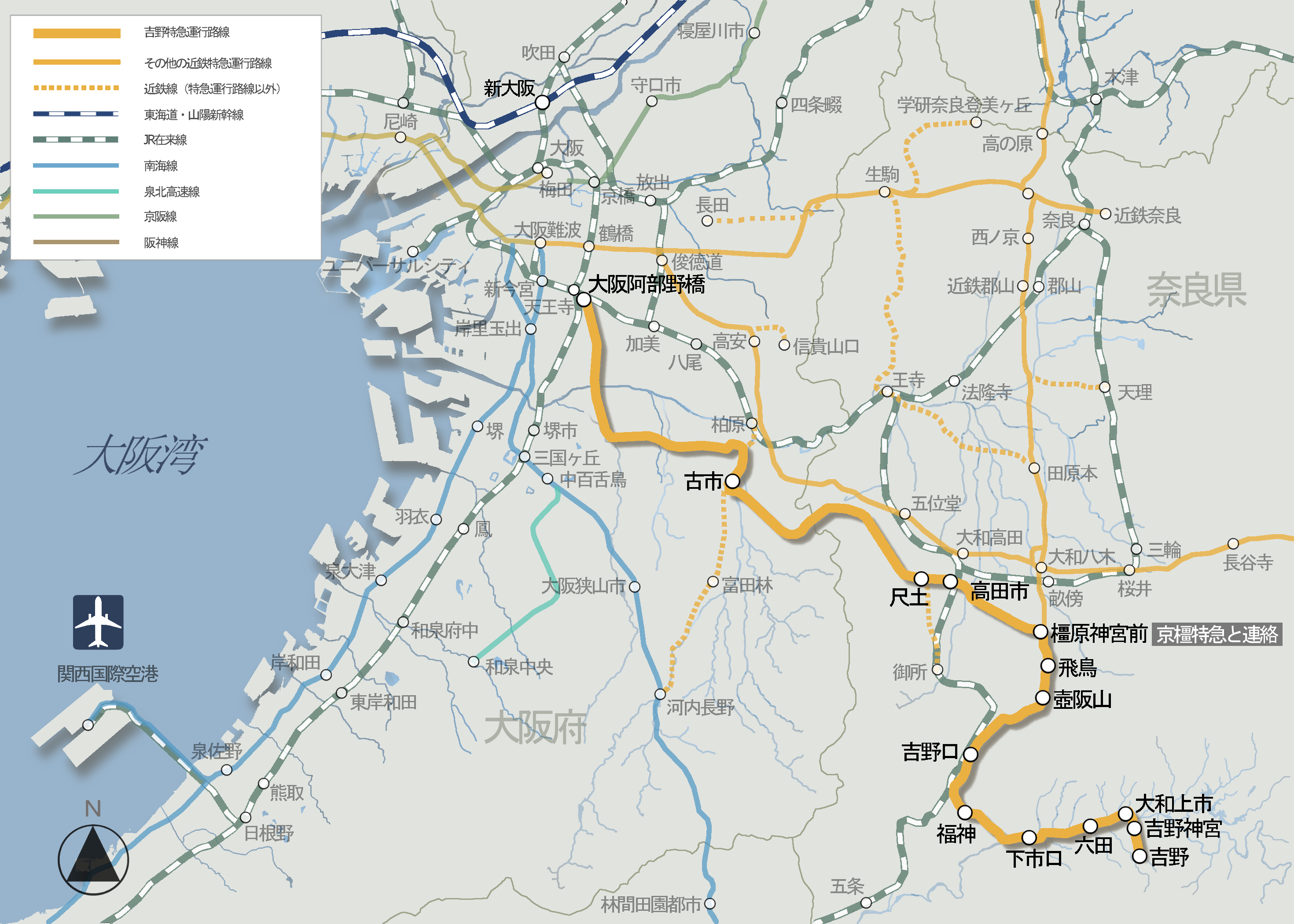
吉野特急運行路線図

吉野（よしの）特急は、大阪と奈良県中部の吉野町を結ぶ列車で、大阪阿部野橋駅 - 橿原神宮前駅・吉野駅間で運転されている。南大阪線・吉野線は、歴史的経緯から軌間が1067mm（狭軌）で、ほかの特急が走る路線の1435mm（標準軌）と異なっているため、直通運転ができず運行系統上は独立している。大阪方面から橿原神宮・飛鳥（明日香）・吉野・大台ケ原・大峰山（橿原神宮前駅下車バス連絡、かつては大和上市駅または下市口駅からバスが出ていた）への観光客輸送と、前述した京橿特急との連絡輸送、そして通勤輸送を担っている。吉野線に入らない南大阪線内区間運転の列車も吉野特急と称する。
概ね朝ラッシュ時は30 - 50分間隔、日中は1 - 2時間間隔、夕ラッシュ時は30分間隔で運行される。
橿原神宮前駅 - 吉野駅間は吉野線の前身である吉野鉄道開業以来の急峻な山岳線であり、急カーブと勾配の連続する単線であることから、その所要時間は同区間の急行の最速列車と比べて大差はない（日中の標準的な所要時間差は約15分に拡大）。また、南大阪線内も、前身の大阪鉄道時代の線形を引き継いでいるために急カーブが随所に存在することから最高速度が大阪線・名古屋線系統より20km/h低い110km/hに設定されており、他線区の特急と比べて全区間の表定速度が低く抑えられている。
主要駅間の所要時間
大阪阿部野橋駅 - 吉野駅間：約1時間15分 (64.9km)
大阪阿部野橋駅 - 橿原神宮前駅間：約35分 (39.7km)
橿原神宮前駅 - 吉野駅間：約40分 (25.2km)
停車駅
大阪阿部野橋駅 - （古市駅） - 尺土駅 - 高田市駅 - 橿原神宮前駅 - 飛鳥駅 - 壺阪山駅 - 吉野口駅 - 福神駅 - 下市口駅 - 六田駅 - 大和上市駅 - 吉野神宮駅 - 吉野駅
- （　）は一部の列車が停車
- 太字は始発・終着駅。
- 古市駅は朝のラッシュ時の上りと夜間の下りの列車が停車する。
- 飛鳥駅・福神駅・大和上市駅・吉野神宮駅は2021年1月6日より、吉野駅は2021年10月1日より無人化されている。

使用車両・編成
汎用特急車両の他、26000系「さくらライナー」が使用され、当該系列で運用される列車ではイニシャルのSLを図案化したロゴタイプが時刻表に掲示される。さくらライナーでは、平日早朝に橿原神宮前から大阪阿部野橋間で2本連結した8両での運用が実施されていたが2024年3月16日のダイヤ変更で廃止された。汎用特急車両での運用は2両を基本としているが、朝晩を中心に編成両数が増加する。

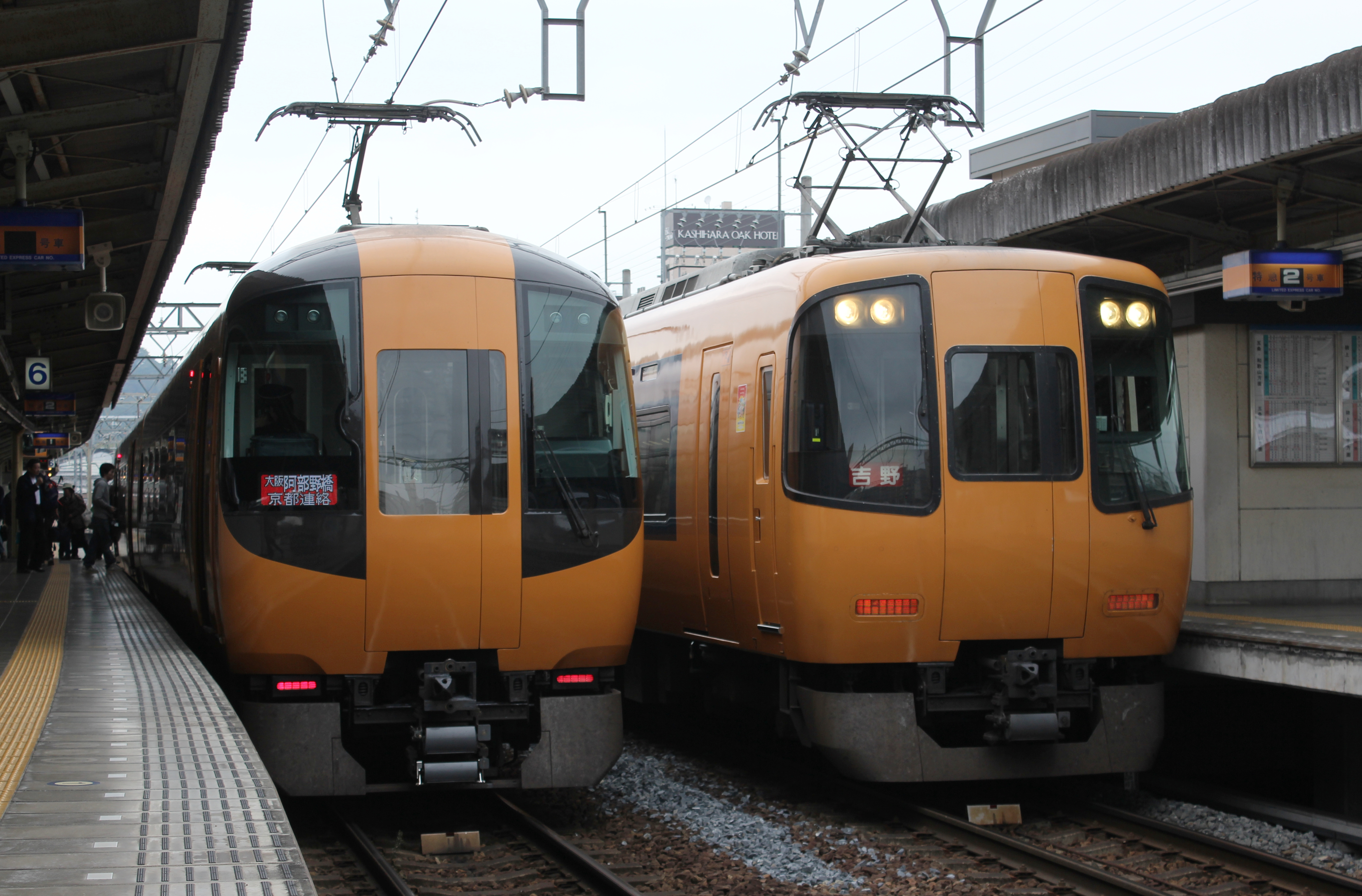
大阪阿部野橋ゆきは京橿特急と連絡する（橿原神宮前駅）

沿革
前述の京橿特急と同様のコンセプトで設定された系統であり、東海道新幹線の出現により都市間連絡から都市対観光地を結ぶ方針に力点を移す過程で設定されたのが本系統である。当初は新幹線開業日より運行開始された京橿特急と同時に設定される予定だったが、当時大阪阿部野橋駅 - 吉野駅間で運行されていた快速「かもしか」（1961年までは不定期特急）のモ5820形では、性能はもとより接客設備の面でも有料特急のネットワークにはめ込むには無理があったため、翌1965年の16000系の竣工を待ったうえでの運行とされた。こうして同年3月18日より1日6往復（うち不定期列車3往復）で運転を開始し、全列車が橿原神宮駅駅（現・橿原神宮前駅）で京橿特急と連絡することで特急ネットワーク拡充の一端を担った。運転開始当初の途中停車駅は、橿原神宮駅駅・下市口駅・大和上市駅・吉野神宮駅の4駅のみであったが、吉野地区への観光客の減少による飛鳥・葛城地区での新たな観光需要の掘り起こしや、通勤需要をはじめとする日常的利用者の増加のため平成に入ってから停車駅が次々と追加され、1999年のダイヤ変更で11駅（2012年のダイヤ変更で一部列車は12駅）となり、特に吉野線内においては半数以上の駅に停車する形態となった。このため大阪阿部野橋駅 - 吉野駅間の最速列車の到達時間は、運転開始当初の68分から76分に伸びた。この改正を機に南大阪・吉野線内利用の場合に限り特急料金の距離加算をやめ、一律500円（現在は520円）とした。改正前は大阪阿部野橋駅 - 吉野駅間の全線を乗車した場合、870円（当時）であったが大幅に値下げされた。

### 観光特急「青の交響曲（シンフォニー）」（大阪 - 吉野間）
運休日を除く週6日運転（ただし春休み・夏休み・ゴールデンウィーク・年末年始時は毎日運転）で大阪阿部野橋駅 - 吉野駅間を2往復している。運休日は原則的に水曜日となっている。2021年7月3日のダイヤ変更までは、運休日であっても一般特急車により同時刻・同停車駅で代走運転を実施していたが、この場合は「青の交響曲」の愛称は付かなかった。
吉野桜開花期間中（例年4月）は運行体制が変更される。運行開始当初は、平日は橿原神宮前駅 - 吉野駅間のみ臨時運行され、土休日は一部の日のみ早朝時間帯に運行された。2021年は「青の交響曲」は臨時快速急行と同じパターン（古市駅は通過）の臨時ダイヤで1往復運転された。このため橿原神宮前駅で一般特急の待避を行い、大阪阿部野橋駅 - 吉野駅間の所要時間は102 - 106分と、通常ダイヤよりも26 - 30分遅く運転された。
「青の交響曲（シンフォニー）」に乗車する場合、特急料金の他に「特別車両料金」が必要である。
停車駅
大阪阿部野橋駅 - 尺土駅 - 高田市駅 - 橿原神宮前駅 - 飛鳥駅 - 壺阪山駅 - 吉野口駅 - 福神駅 - 下市口駅 - 六田駅 - 大和上市駅 - 吉野神宮駅 - 吉野駅
使用車両・編成
6200系を改造した16200系が導入されている。

## 臨時運行の系統

### 天理発着臨時特急
天理教月次祭（毎月26日）やその他天理教の祭事時に、天理臨として天理線の天理駅発着の臨時特急列車が設定される。
2025年2月現在では朝の京都発、午前（平日のみ）と午後の京都行きが運行されている。近鉄のウェブサイトでも案内されており、一般客でも利用可能となっている。
停車駅
京都駅 - 近鉄丹波橋駅 - 大和西大寺駅 - （西ノ京駅） - 天理駅
- （　）は一部の列車が停車
- 太字は始発・終着駅。
- 西ノ京駅は午後の上り列車のみ停車する。

2020年3月14日のダイヤ変更前までは近鉄名古屋駅発着も運行されていた（近鉄のウェブサイトには掲載されず、建前上は団体列車扱い）。2両編成で、近鉄名古屋駅 - 大和八木駅では名阪乙特急と併結し運行されていた。これ以降は大和八木駅での、定期の名阪乙特急と伊勢方面又は名張駅方面発着の団体臨時列車（近鉄天理線#臨時列車参照）との乗り換えを推奨している。

### 大晦日終夜運転
| 初詣特急に充当の鳥羽行き21000系（宇治山田駅） |  | 阪伊（桜井駅停車）の初詣特急に充当の30000系（宇治山田駅） |
| 初詣特急に充当の鳥羽行き21000系（宇治山田駅） |  | 阪伊（桜井駅停車）の初詣特急に充当の30000系（宇治山田駅） |

近鉄では沿線各地にある神社や仏閣への初詣を目的に毎年、大晦日夜から元旦にかけての終夜運転を実施しており、併せて特急も運転している。1990年代後半以降は運転本数が減少傾向となっている。2000年代以降では以下の系統で運行されている。
阪伊特急
大阪方面行の一部の列車が桜井駅に臨時停車する（伊勢方面行は停車しない）。甲特急タイプの列車は2012年大晦日以降はいったん設定がなくなっていたが、2022年元旦以降は上り1本が設定されている。伊勢神宮内宮最寄りの五十鈴川駅始発の列車もある。また、23000系や21000系・21020系での運用もある。2021年大晦日以降は80000系「ひのとり」での運用もある。志摩スペイン村のカウントダウンイベントがあった1994年 - 2010年の大晦日（2004年を除く）は賢島駅まで運行されていたが、2011年以降はイベントが中止されたため鳥羽駅が南限となっている。
名伊特急
30分 - 1時間間隔で運転され、現在では全て乙特急の停車駅となっている。1990年代は近鉄名古屋駅 - 宇治山田駅間で近鉄四日市駅・津駅・伊勢市駅のみに停車する速達列車もあった。2021年大晦日以降は80000系「ひのとり」での運用もある。久居駅には、2021年大晦日以降に停車している。
京伊特急
2008年大晦日以前は全列車単独運転だったが、それ以降は阪伊乙特急との併結運転を行っている。2012年大晦日以降は定期列車では見られなくなった併結運転が終夜運転時のみ実施され、従来停車していた榛原駅・伊賀神戸駅の他に榊原温泉口駅・高の原駅にも停車している。また早朝には鳥羽発京都行きが運転される。2021年大晦日では本数が削減され下り1本を除いて単独運転になっている。2023年元旦以降は単独運転の1往復のみとなっている。近鉄丹波橋駅には、2002年の定期特急停車以前から終夜運転時のみ停車していた（京橿特急・京奈特急も同じ）。
京橿特急・京奈特急
2018年大晦日時点、両系統は京伊特急の間合い運用の側面が強く、本数にばらつきがある（奈良発京都行は毎時1本、その他は終夜運転時間帯を通じて1 - 2本）。高の原駅には、2012年大晦日以降停車している。
阪奈特急
1983年大晦日から1990年代まで運行されていた。それ以来長らく設定がなかったが、2024年元旦に2往復が運転された。
吉野特急
大阪阿部野橋駅 - 橿原神宮前駅間のみ運行される。古市駅には、2012年の一部の定期特急停車以前から終夜運転時のみ停車していた。
なお、名阪特急は運行されないが、伊勢中川駅での乗り継ぎで名阪間の移動は可能である。

## 過去に運行されていた系統

### 奈伊特急
奈伊（ない）特急は、奈良市と伊勢志摩を結ぶ列車で、1970年3月に1往復のみ設定された。京都駅 - 伊勢志摩間を走る京伊特急の起点駅を近鉄奈良駅に変更した以外は京伊特急とほぼ同一の運行形態であった。またその線路配置の関係で、後述する阪京特急と同じく大和西大寺駅で方向転換を行った。京伊特急同様、大和八木駅 - 賢島駅間は阪伊乙特急と併結して運行された。
1972年11月7日に京伊特急に統合されて廃止された。以降は近鉄奈良駅から伊勢方面に直通する特急列車は設定されていない。

### 阪京特急
阪京（はんけい）特急は、大阪と京都市を結ぶ列車で、近鉄難波駅（現在の大阪難波駅） - 京都駅間で運転し、1973年3月に設定された。
奈良線の布施駅 - 大和西大寺駅間では初の有料特急列車であり、大和西大寺駅で方向転換を行った。1974年時点では奈良線内では阪奈特急と合わせて1時間間隔で設定されていた。その後1976年3月のダイヤ変更で奈良線・京都線内とも独立した時刻での設定となった後、1980年3月のダイヤ変更での京都線15分ヘッド化以降は京都発の時刻は京奈特急のそれ（0分または30分）に合わせられていた（下記の例外である末期の21時15分発を除く）。なお、奈良線内では阪奈特急とは別時刻で運行され、阪京特急運行時は1時間当たり2本の特急となっていた。
当時国鉄の新快速が同等の区間を29分（京都駅 - 大阪駅間）、阪急の特急が40分弱（河原町駅 - 梅田駅間）、京阪の特急が46分（三条駅 - 淀屋橋駅間）で走破していたのに対し、同特急は近鉄難波駅 - 京都駅間に58分 - 62分を要していたが、京都から生駒市や大阪ミナミへは唯一の直通列車であった。
1984年時点の近鉄時刻表によると、基本的には昼間時に2往復と夕方ラッシュ時に1往復のみ運転していたが、末期の1990年3月15日ダイヤ変更時の近鉄時刻表では、京都駅発の片道1本が夕方ラッシュ時の19時発より夜間時間帯の21時15分発に繰り下げられていたことが確認できる。
阪奈特急と京奈特急に系統分割される形で1992年3月変更で消滅した。
なお、前述通り2022年4月29日より運行開始の観光特急「あをによし」が大阪難波駅 - 近鉄奈良駅 - 京都駅間にも1往復設定されることになり、列車の性格や方向転換する駅は異なるものの、大阪難波駅 - 京都駅間を直通する定期特急が30年ぶりに設定された。

### 湯の山特急
| 12400系 湯の山特急（名張駅） |  | 22000系使用のサマーライナー |
| 12400系 湯の山特急（名張駅） |  | 22000系使用のサマーライナー |

大阪・名古屋と三重県北西部に位置する湯の山温泉を結ぶ列車で、新幹線開業を契機とした特急ネットワーク拡充の一環として1965年7月に運転を開始し、近鉄難波駅（現・大阪難波駅）・近鉄名古屋駅 - 近鉄四日市駅 - 湯の山温泉駅間を運行していた（1983年以前は原則として上本町駅（現・大阪上本町駅）発着）。総称は湯の山特急であるが、発着地により区別する必要があるときは、大阪・名古屋・四日市発着のそれぞれについて、阪湯特急・名湯特急・四湯特急と呼称されていた。
1971年12月8日からは近鉄四日市駅付近の高架化工事により、湯の山線への直通を一旦中止して湯の山線内のみの運転（同改正当時5往復）となったが、高架工事が1973年に完成後、その翌年の1974年9月20日より上本町駅発着1往復、近鉄名古屋駅発着1往復（土休日は2往復）が単独運行で再開した。この頃が最盛期であり、1976年のダイヤ変更までの間、全系統合わせて平日6往復・土休日7往復運行されていた。
なお、運転開始から1967年までと1974年の直通再開から1980年までの間、大阪発の湯の山特急は名阪乙特急のスジを利用した単独運転であった。1980年には名阪乙特急のスジから独立して単独運転となった後、1983年から1998年まではそれまでの上本町駅発着から近鉄難波駅発着となり、名阪乙特急との併結運転のうえ、湯の山線が分岐する近鉄四日市駅の構内配線の都合上、白子駅で分割・併合していた。
1974年以降、名古屋行きの列車は名湯特急として独立した運行ダイヤを組んでいた。近鉄名古屋駅始発は1983年に廃止され、以後1997年まで湯の山温泉駅発近鉄名古屋行き1本のみであった。
湯の山観光の足として長きにわたって親しまれたが、西名阪自動車道・東名阪自動車道開通による観光客のマイカーへの転移もあって、次第に利用客が減少し、末期の2002年3月には近鉄四日市駅 - 湯の山温泉駅間の線内のみを土休日に限り2往復するという運行形態（ただし、近鉄四日市駅で名阪乙特急と接続する）となったが、乗客数の減少はいっそう進み、2004年3月のダイヤ変更をもって廃止となった。
その後、2008年には御在所ロープウェイ開通50周年と鈴鹿国定公園指定40周年を記念し7月下旬から8月上旬の土日祝日計9日間に近鉄名古屋駅 - 湯の山温泉駅間で臨時特急が運転された。また、2009年にも「湯の山温泉サマーライナー」として同じく7月下旬から8月上旬の土日祝日計9日間に近鉄名古屋駅 - 湯の山温泉駅間で臨時特急が運転された。車両は2008年・2009年ともに、12200系が2両編成で運転された。2010年、2011年も同様に運行され、22000系が2両編成で使用された。2012年の「湯の山温泉サマーライナー」は運行日が7月中旬から8月下旬までの毎週土曜日計7日間に変更し、車両も22600系2両編成に変更された。以降、2017年まで毎年「湯の山温泉サマーライナー」が運行されたが、2018年以降は設定がなくなった。
2019年には1月中旬から2月下旬の土日計9日間に近鉄四日市 - 湯の山温泉間（片道のみ）で臨時特急「樹氷ライナー」が運転された。それ以降の運行実績はない。

### 伊勢中川 - 宇治山田間特急
名古屋線改軌後の1959年12月12日変更で、特急の系統を上本町 - 宇治山田間と伊勢中川 - 近畿日本名古屋間から上本町 - 近畿日本名古屋間の直通運転に再編した際、宇治山田駅への接続を維持するため、山田線内のみを運転する列車として、伊勢中川 - 宇治山田間の特急が設定された。
翌1960年1月20日変更で、従来の名阪特急については伊勢中川駅を運転停車に変更したが、代わって名阪間の準特急（のちの乙特急）が登場し、伊勢中川駅から宇治山田駅への接続用として引き続き設定された。この時点での停車駅は松阪・伊勢市（宇治山田行のみ）で2往復運行され、所要時間は24 - 26分であった。
1963年3月21日変更で名阪乙特急が中川短絡線経由となったことにより廃止された。

## 過去に臨時運行されていた系統
湯の山特急は、「過去に運行されていた系統」を参照。

### 名奈特急

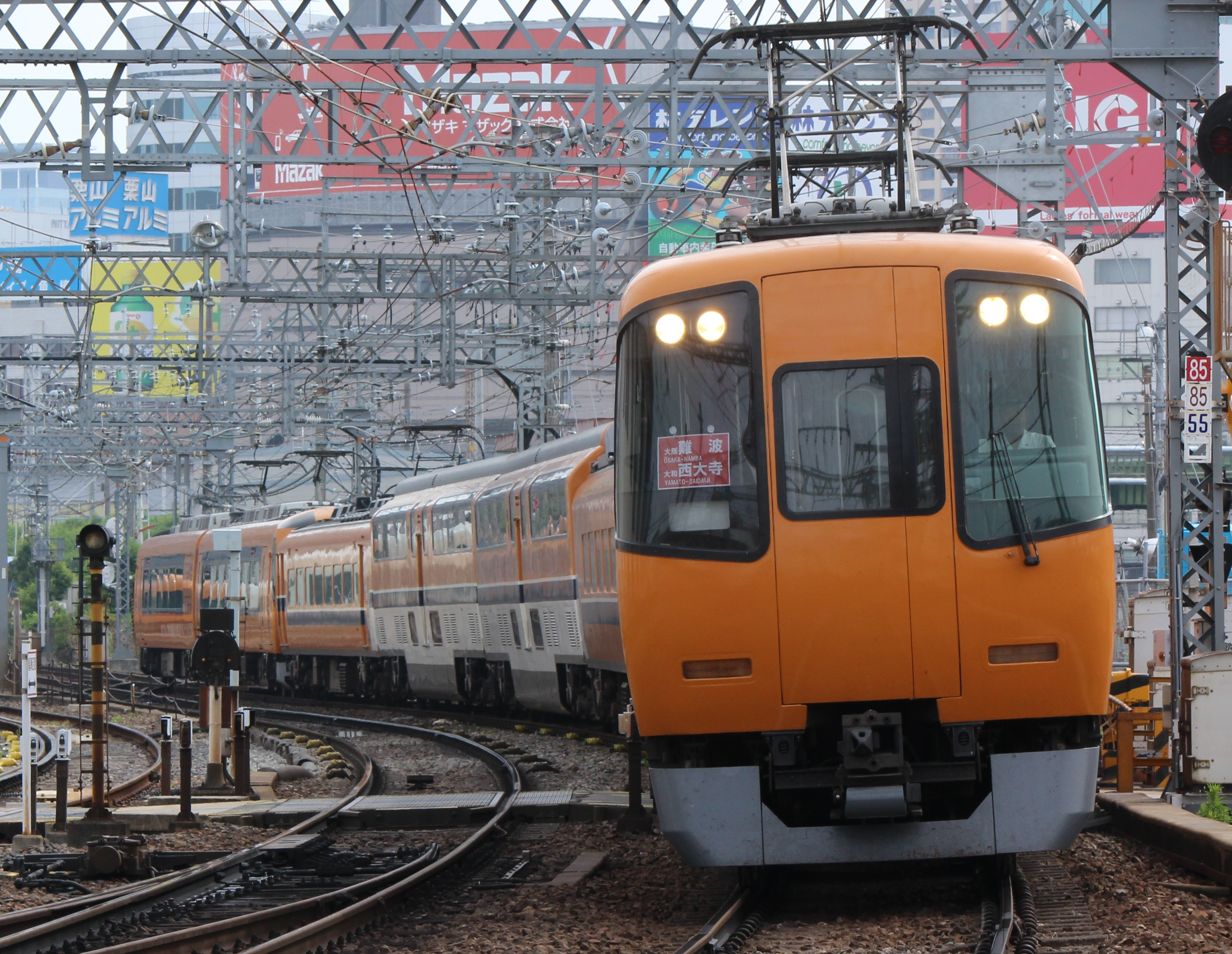
名奈特急は名阪特急と併結運転を実施する。最後尾2両が大和西大寺ゆき

名奈（めいな）特急は、名古屋市と奈良市を結ぶ臨時列車であった。当初は平城遷都1300年祭に伴い、近鉄名古屋駅 - 大和西大寺駅間にて、会期中の土曜・休日（運休日あり）に1往復運転された。
同祭終了後の2011年以降も春・秋季の土曜・休日を中心に臨時列車として継続的に運転され、2011年4月以降の設定分からは西ノ京駅が新たな停車駅に加わった。上記の天理発着臨時特急と同じく、近鉄名古屋駅 - 大和八木駅間は名阪乙特急と併結していた。車両は、2両編成の22600系 (Ace) が限定で使用された。
しかし、2016年3月19日ダイヤ変更では、設定が取り止めとなった。

## ダイヤの特徴

### 系統同士の乗り継ぎ
| 概ね10 - 20分間隔で頻発する近鉄特急だが、異系統と連絡することでフリークエンシーの向上を図る。LCDに連絡する旨の案内文が見える（近鉄名古屋駅） |  | 賢島行き名伊乙特急（左）と大阪難波行き阪伊乙特急（右）が伊勢中川駅にて連絡。この両特急は伊勢中川駅発車後、宇治山田駅と大和八木駅でも他の特急と連絡を行う。  |  | 大阪難波行き名阪特急（左）と京都行き京伊特急（右奥）が大和八木駅で連絡 |
| 概ね10 - 20分間隔で頻発する近鉄特急だが、異系統と連絡することでフリークエンシーの向上を図る。LCDに連絡する旨の案内文が見える（近鉄名古屋駅） |  | 賢島行き名伊乙特急（左）と大阪難波行き阪伊乙特急（右）が伊勢中川駅にて連絡。 この両特急は伊勢中川駅発車後、宇治山田駅と大和八木駅でも他の特急と連絡を行う。 |  | 大阪難波行き名阪特急（左）と京都行き京伊特急（右奥）が大和八木駅で連絡 |

近鉄特急のネットワークを強く現しているのが、異なる系統同士の組み合わせによる移動の自由度およびフリークエントサービスの高さである。阪伊乙特急と名伊乙特急を伊勢中川駅で接続させ、名阪乙特急の代替とすることはその一例で、通常1時間に1本しかない名阪乙特急も、この2系統の組み合わせによって2本の頻度となる。例えば名古屋からの名伊乙特急は伊勢中川駅発車後、鳥羽駅で同駅止まりの阪伊特急と連絡して志摩線直通を行い、一方、伊勢中川駅で接続した大阪行き阪伊乙特急は、さらに大和八木駅で京橿特急と接続して奈良、京都方面へ連絡する。大阪、京都、名古屋、伊勢志摩、橿原神宮前駅など異なる地域を発車した各特急は接続となる駅で有機的に絡み合っている。
乗り継ぎ駅は、伊勢中川、大和八木、橿原神宮前、大和西大寺の各駅以外にも、宇治山田、鳥羽、津などジャンクション以外の駅も対象となる 。
この時、乗り継ぐ列車ごとに1枚ずつ特急券を発券しては利便性を損ねるため、30分以内の3回乗り継ぎ4列車まで1枚の特急券にまとめて表記し、心理的に1本の列車で移動する感覚を持ってもらうよう配慮している。
また、乗り継ぎにおいて、特急料金の計算を各列車毎ごとの計算ではなく、全区間通しの距離で計算する「キロ通算特急料金」を採用している。例えば、大和西大寺駅 - 桑名駅間の移動にて、途中、大和八木と伊勢中川の両駅乗換えの場合、各列車ごとの計算では、大和西大寺駅 - 大和八木駅間520円、大和八木駅 - 伊勢中川駅間920円、伊勢中川駅 - 桑名駅間920円で、合計2,360円となるが、通算の場合は、大和西大寺駅 - 桑名駅間149.7kmに対する特急料金1,640円で、これにより720円分負担が軽減される（詳細は以下「料金制度」を参照のこと）。

### 乗り継ぎ駅の特徴
| 伊勢中川駅全景乗換えが容易な構造  |  | 大和八木駅は橿原線と大阪線が立体交差する |
| 伊勢中川駅全景 乗換えが容易な構造 |  | 大和八木駅は橿原線と大阪線が立体交差する |

特急乗り継ぎ駅の特徴として伊勢中川駅と大和八木駅の事例を挙げる。
伊勢中川駅は大阪線、名古屋線、山田線が合流する要所で、第二次世界大戦前の参宮急行電鉄の時代からジャンクションとして機能してきた。ホームの両側に、阪伊乙特急と名伊乙特急がほぼ同時に到着し、乗客は階段を昇り降りすることなく同一平面上で乗り換えが出来る。さらに、歩行の負荷を減らすため、できる限り乗り継ぎ前と乗り継ぎ先の車両の位置が近くなるような号車番号で特急券が発券される。
大和八木駅は大阪線と橿原線が立体交差する駅で、東海道新幹線開業を契機とした特急ネットワークの転換期における重要な役割を果たした。現在も名阪と京橿、名阪と京伊、阪伊と京橿の各特急間で連携が行なわれる。この内、名阪と京伊は2階の同一ホームで乗換えが可能で、他は上下移動を伴っての連絡となる。

### 続行運転
| 大和八木駅で接続をとる名阪乙特急と京伊特急。京伊特急は名阪乙特急の後を追って伊勢中川付近までの約74kmに渡って2分間隔で続行する。 |  | 鳥羽駅にて先着している志摩線直通の名伊特急が追いかけてきた鳥羽駅止まりの阪伊特急の連絡を受ける。この両列車の運転間隔も2分。 |  | 阪伊乙特急の後方に続行する阪伊甲特急が確認できる（山田線漕代駅 - 斎宮駅間）。 |
| 大和八木駅で接続をとる名阪乙特急と京伊特急。京伊特急は名阪乙特急の後を追って伊勢中川付近までの約74kmに渡って2分間隔で続行する。 |  | 鳥羽駅にて先着している志摩線直通の名伊特急が追いかけてきた鳥羽駅止まりの阪伊特急の連絡を受ける。この両列車の運転間隔も2分。 |  | 阪伊乙特急の後方に続行する阪伊甲特急が確認できる（山田線漕代駅 - 斎宮駅間）。 |

系統が重複する大阪線、名古屋線、山田線、鳥羽線などでは、特定の時間帯に特急の運転間隔が詰まって特急のすぐ後ろを特急が続行することも多い。該当例を述べる。
- 名古屋発の名伊乙特急は津駅で、あとから発車する大阪難波行き名阪甲特急と接続を取るが、名古屋発車時点では両列車の運転間隔は10分であったものが甲特急は途中駅無停車のため津駅に到着する頃には5分程度まで接近していく。これにより桑名・近鉄四日市・白子の各駅から津駅での乗り継ぎで大阪方面に向かうことができる。
- 阪伊特急と名伊特急は山田線や鳥羽線では運転区間が重複する。このため、鳥羽駅又は宇治山田駅止まりの特急があとから追いかけてきた賢島行き特急に接続をとる際は、重複する区間において3分間隔で追いかける側の特急が続行する。なお賢島行き特急が先行する場合もある。この場合は後続列車の終着駅でしばらく停車し、接続をとってから発車する[182]。2021年7月3日のダイヤ変更でこの事例は大幅に減少している[65][66]。
- 大阪難波発名古屋行き名阪乙特急は大和八木駅の同一ホームで京都発の京伊特急と接続をとるが、両列車は大和八木駅から中川短絡線までの74kmにわたって2 - 3分間隔で続行運転する。ただし、京伊特急の本数削減によりこの事例は減少している。

一方で、京都線、橿原線、南大阪線系統の特急は10 - 30分、あるいは1時間おきの概ね等間隔運行となっている。

### 同格待避
近鉄特急は停車駅が少ない速達型の特急（甲特急）と各主要駅に停車する特急（乙特急）が混在するため、特に乙特急の直後に甲特急が運行される場合は甲特急が乙特急に接近していく。それでも終着駅まで逃げ切ることや、追いつく直前に別方面に分岐していけば問題はないが、ダイヤの都合上先行を維持できない場合は途中駅で追い抜きを行う。この新幹線以外ではあまり例を見ない特急が特急を追い抜く同格待避が行われている例としては土休日の鳥羽15時15分発大阪上本町行阪伊乙特急が伊勢中川で賢島発京都行き特急「しまかぜ」に追い抜かれるほか、大阪難波駅を21時に発車する名阪甲特急が名張駅で阪伊乙特急を、土休日ダイヤのみ近鉄名古屋駅を8時20分に発車する名阪甲特急が名張駅で阪伊乙特急を追い抜いているなどの事例がある。

## 料金制度

### 特別急行料金
近鉄では現在、全ての特急列車で乗車券のほかに特別急行券（特急券）を要する。特急券は原則乗車日の1ヶ月前の10時30分から発売される。
特急料金は通年同額で、繁忙期、閑散期の区別はない。また、全席指定のため自由席の設定や、それに絡めた値引き制度もない。
| ゾーン | キロ程    | 特別急行料金（円） |
| ------ | --------- | ------------------ |
| 1      | 1 - 40    | 520                |
| 2      | 41 - 80   | 920                |
| 3      | 81 - 140  | 1,340              |
| 4      | 141 - 180 | 1,640              |
| 5      | 181 -     | 1,930              |

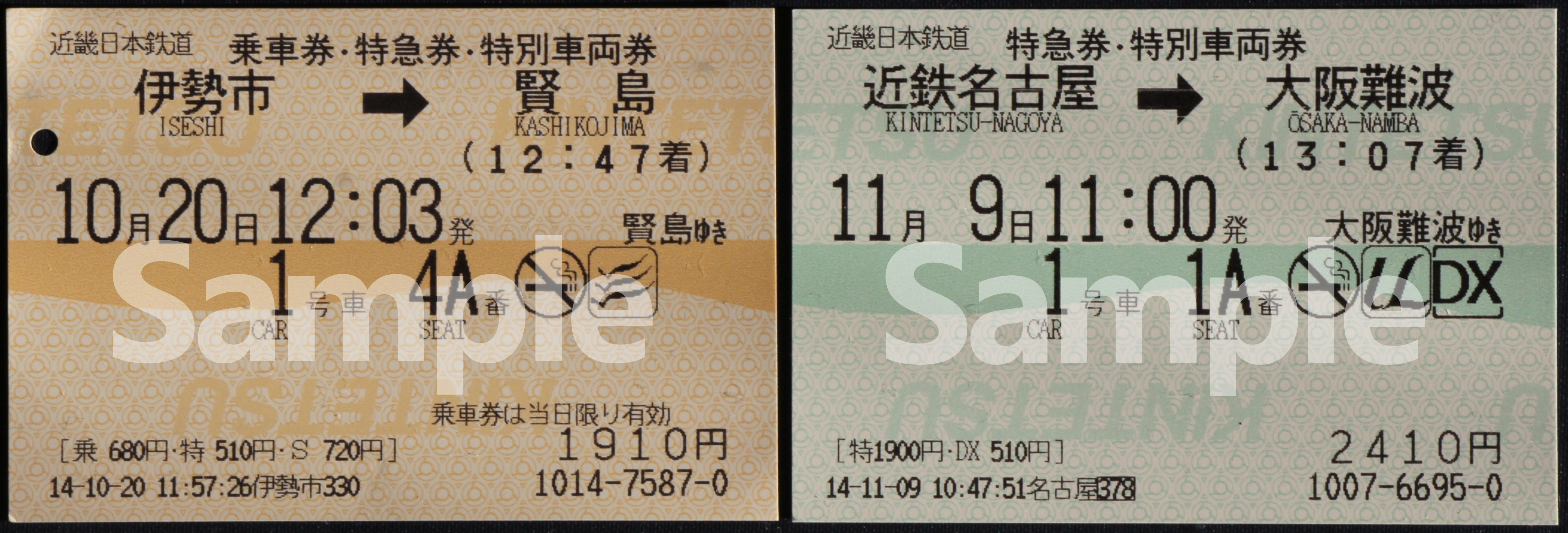
各種特急券
画像左：乗車券付特急券（しまかぜ特別車両券併用）
画像右：特急券のみのタイプ（特別車両券併用）

ただし、南大阪線・吉野線の線内相互間のみ利用の場合は、キロ程にかかわらずゾーン1（520円）となる。
サロンカー（セミコンパートメント席）
| 伊勢志摩ライナーのサロンカー |  | ビスタEXのグループ専用席 |
| 伊勢志摩ライナーのサロンカー |  | ビスタEXのグループ専用席 |

実際の利用人数に応じた料金で利用可能。
グループ専用席
ビスタEXの2階建車両の階下席を3 - 5名用のグループ専用席として発売する。グループ全員が同じ区間を利用し、特急券も1枚にまとめられる場合に発行。

### 特別車両料金
キロ数に応じて値段が異なる（こども半額）。アーバンライナー、伊勢志摩ライナー、さくらライナー、しまかぜ、ひのとり、青の交響曲（シンフォニー）、あをによしに設置。しまかぜ、ひのとり、青の交響曲（シンフォニー）、あをによしは全車特別車両。
1989年3月31日までは、デラックス料金（当時はアーバンライナーのみ設定）には通行税が課税されており、当時の特急券には「通行税を含む」旨の表示があった。
| ゾーン | キロ程    | 特別車両料金（円） | 特別車両料金（円） | 特別車両料金（円） | 特別車両料金（円） |
| ゾーン | キロ程    | しまかぜ料金       | デラックス料金     | ひのとり           | ひのとり           |
| ゾーン | キロ程    | しまかぜ料金       | デラックス料金     | プレミアム料金     | レギュラー料金     |
| ------ | --------- | ------------------ | ------------------ | ------------------ | ------------------ |
| 1      | 1 - 40    | 740                | 210                | 300                | 100                |
| 2      | 41 - 80   | 740                | 210                | 400                | 100                |
| 3      | 81 - 140  | 840                | 320                | 600                | 200                |
| 4      | 141 - 180 | 1,050              | 420                | 800                | 200                |
| 5      | 181 -     | 1,160              | 520                | 900                | 200                |

### 個室料金
「しまかぜ」の和風個室・洋風個室（1編成あたり各1箇所／いずれも定員は4名で、3名もしくは4名で発売）を利用の場合は人数分の特急料金・「しまかぜ」特別車両料金に加えて個室料金（1室あたり1,050円）が必要となる（和風個室・洋風個室は乗車区間が大和八木駅 - 伊勢市駅間または近鉄四日市駅 - 伊勢市駅間を含む場合に限り利用可能）。なお、サロン席（1編成あたり3箇所あり、1箇所あたりの定員は6名で、4名以上で発売）は人数分の特急料金・「しまかぜ」特別車両料金で利用できる。

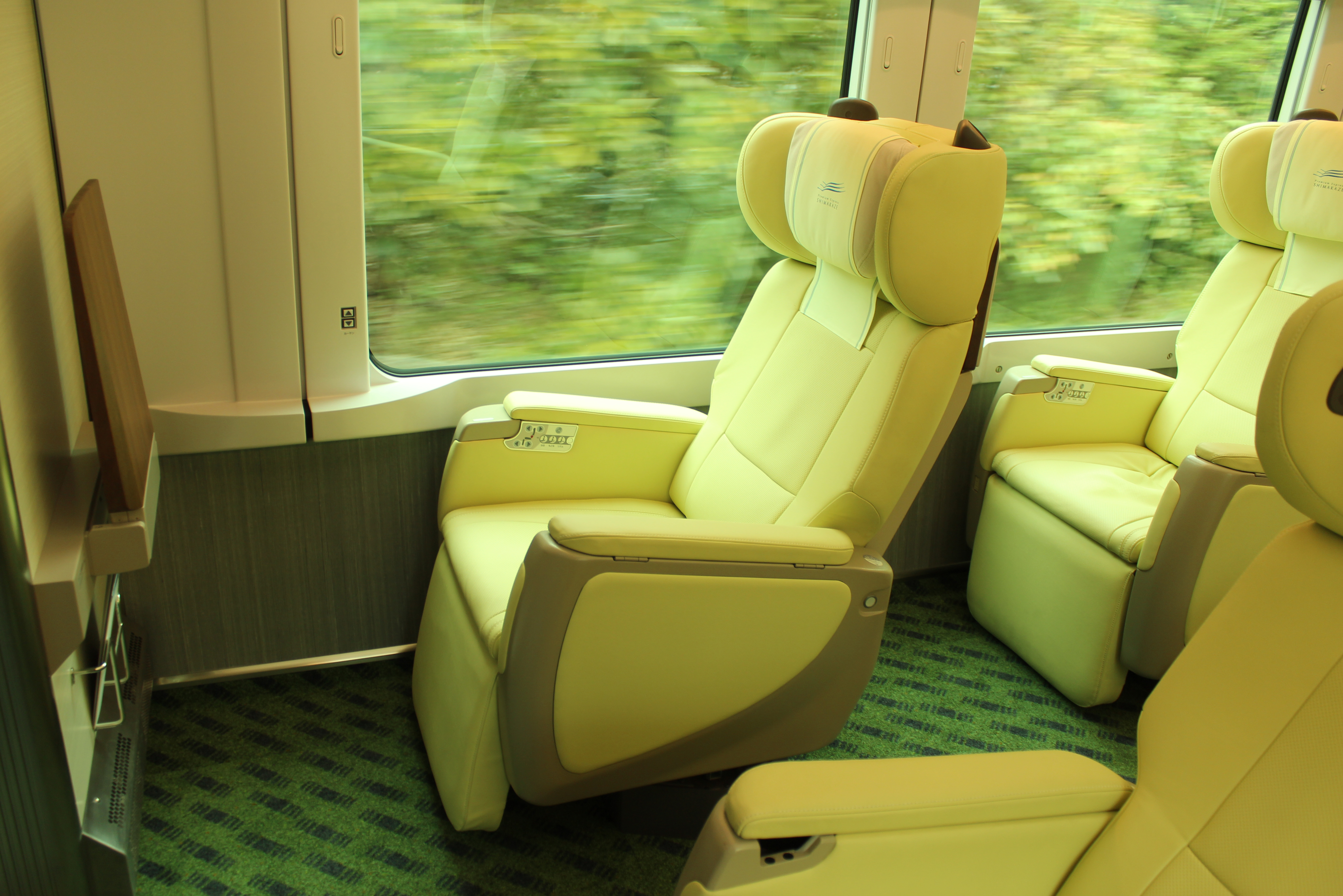
「しまかぜ」の座席（プレミアムシート）
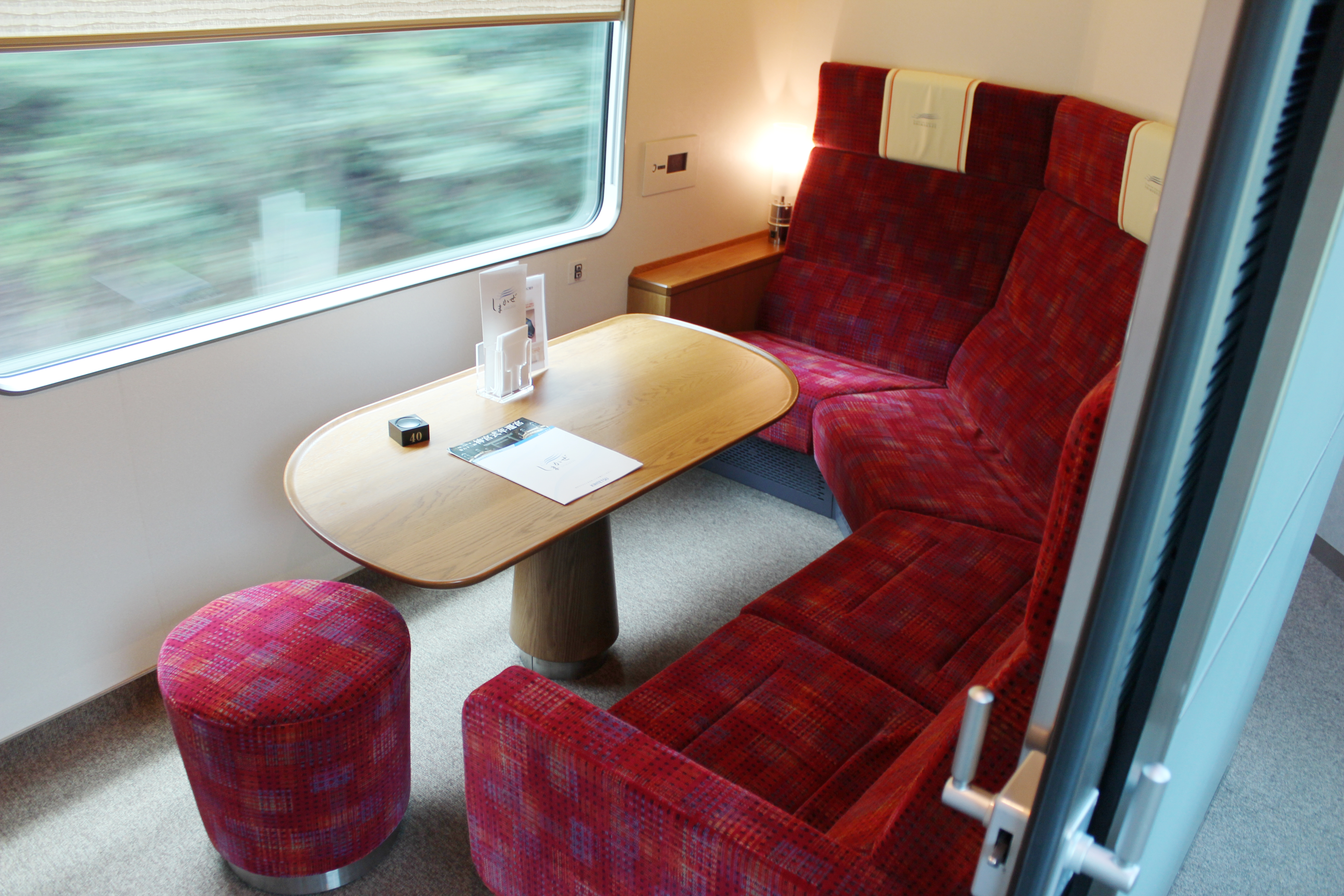
「しまかぜ」の個室（洋風タイプ）
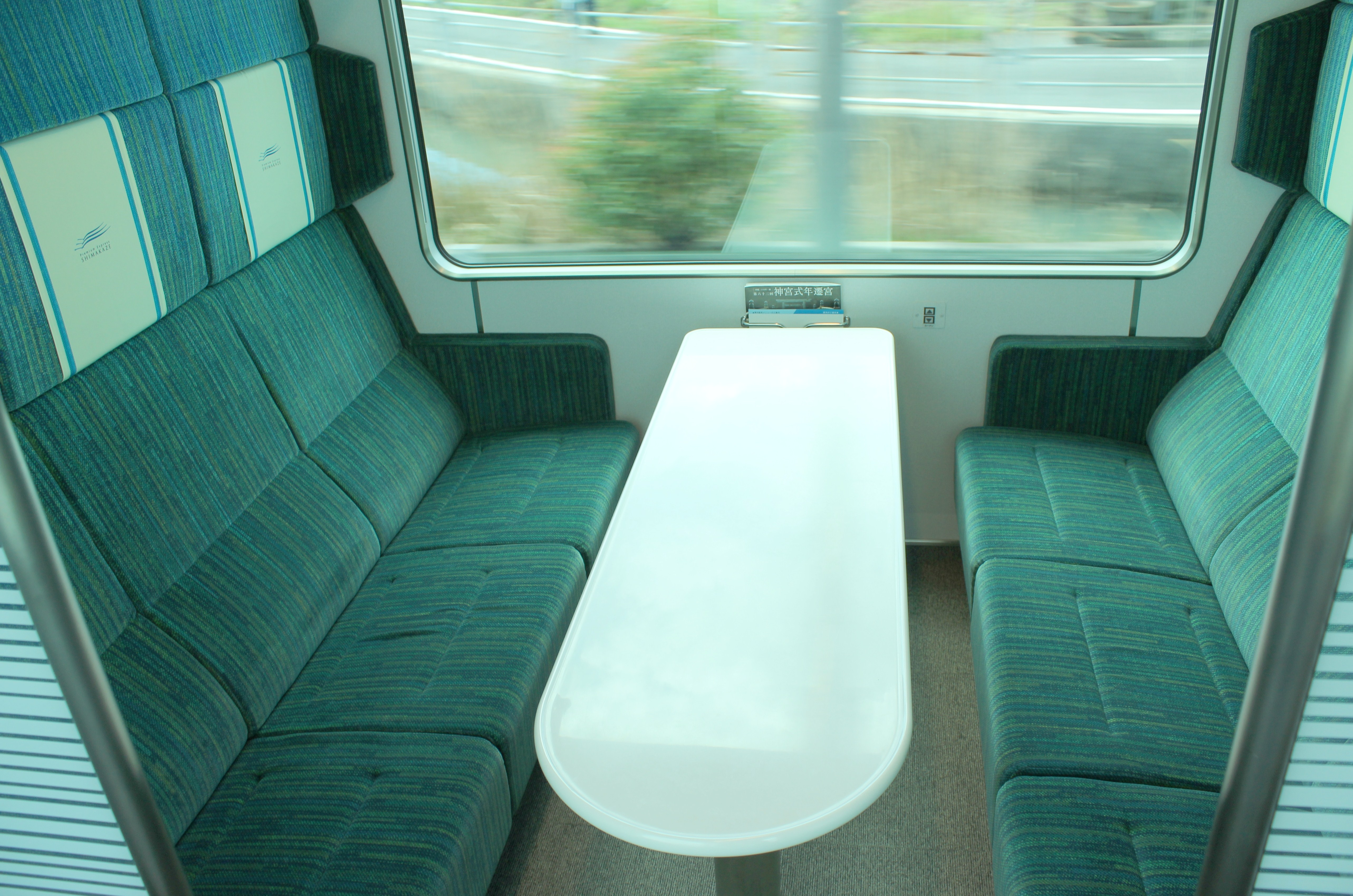
「しまかぜ」のサロン席

### 補足

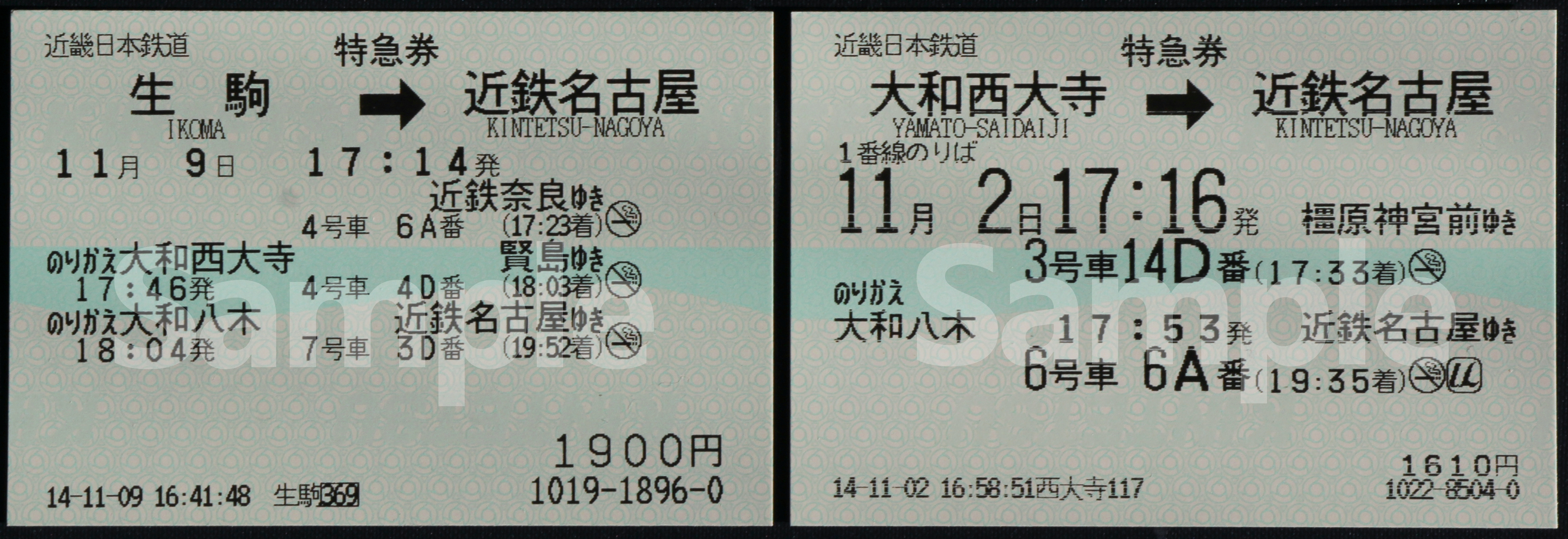
複数列車を乗り継ぎ通算のうえ1枚で発行した特急券の例

特急の乗継
1966年1月20日の運賃ならびに特急料金改正以降は、事前に特急券を購入する時に限られるが、他系統の特急同士を30分以内に乗り継ぐ場合は、料金は通算する（乗り継ぎの回数は問わない）。なお、座席予約システム上3回の乗り換えで4列車まで（券売機やインターネット予約では2回の乗り換えで3列車まで）を1枚の特急券で発売可能としている。ただし、「しまかぜ」同士で乗り継ぐ場合は乗り継ぎ料金は通算されない。また、「あをによし」は他の特急との乗り継ぎの特急券は発売できない。乗り継ぎ料金制度も参照。
遅れの場合
事故や天災その他によるダイヤの乱れで到着が所定より1時間以上遅れたり、発車が1時間以上遅れて利用を止めた場合は、特急料金が全額払い戻される。ただし、回数特急券や特急カードの場合は指定取消の処置を採る代わりに払い戻しは一切しない。
定期券での特急利用
近鉄特急は全列車（観光特急「しまかぜ」「青の交響曲（シンフォニー）」「あをによし」を含む）で普通乗車券の代替として定期乗車券（定期券）の利用を認めている。

## 特急券の発売箇所
| 駅の特急券発売窓口（近鉄名古屋駅）  |  | ホームでも有人発売を行う（一部駅） |
| 駅の特急券発売窓口 （近鉄名古屋駅） |  | ホームでも有人発売を行う（一部駅） |

| ホーム・コンコース設置式特急券自動発売機（機器の更新により写真のタイプは既に撤去されている） |  | 定期券・特急券自動発売機（機器の更新により写真のタイプは既に撤去されている） |
| ホーム・コンコース設置式特急券自動発売機（機器の更新により写真のタイプは既に撤去されている） |  | 定期券・特急券自動発売機（機器の更新により写真のタイプは既に撤去されている） |

### 近鉄の駅
特急停車駅のほか、一部の主要駅で発売している。特急券窓口ではクレジットカードの利用が可能で、特急券自動発売機（新型）でもクレジットカードや全国相互利用サービス対応の交通系ICカードを使用することができる。またKIPS クレジットカード、KIPS ICOCAカード、KIPS PiTaPaカードでの支払いでは、料金分のKIPSポイントが付与される。
窓口で購入する場合は、直近の列車は行き先のみ係員に告げるだけで購入できるが、列車を選ぶ場合は発車時刻も告げる（例：「50分の鳥羽」）。そのほか、乗車人数や座席種別、窓側通路側、乗車日等の指定があれば告げる。なお、特急列車同士の乗継はコンピューターが自動検索のうえ発券している。
2000年代終わり頃から、窓口の合理化が進められ、発売時間を短縮する駅、窓口を自動券売機へ置き換える駅のほか、発売そのものを取りやめる駅が増加している。その一方で、JRのアシストマルスに類似したオペレーター対応可能の「リモートサポート付定期券特急券自動発売機」が2018年から設置されている。
- 飛鳥駅、福神駅、大和上市駅、吉野神宮駅は2021年1月より、吉野駅は2021年10月より無人化されているが[203]、自動券売機で購入可能である[196]。
- 榊原温泉口駅など、有人駅であるが自動券売機のみで発売している駅もある[196]。

### 旅行会社
以下16社の旅行会社で近鉄の特急券や乗車券を取り扱っている。
近畿日本ツーリスト、JTB（現在は団体旅行・企画型個人旅行のみ）、日本旅行、農協観光、東武トップツアーズ、名鉄観光サービス、南海国際旅行、阪急交通社、奈良交通、読売旅行、京王観光、西鉄旅行、名阪近鉄旅行、三重交通、共立観光

### 近鉄以外の私鉄の駅
伊賀線が近鉄の路線であった時代から上野市駅の窓口には近鉄の特急券発券システム「ASKAシステム」が設置されており、伊賀鉄道移管後も継続して発売されている。
阪神電気鉄道でも、阪神なんば線が延伸開業し近鉄と直通運転を開始した2009年3月20日より、神戸三宮駅で近鉄特急券の取り扱いを開始し、特急券と乗車券の発行を行っている。当初は駅長室の窓口に「ASKAシステム」を設置していたが、その後駅改良工事により西口の定期券売り場に移設しており、ここで取り扱っている。
養老線が近鉄の路線であった時は養老駅・西大垣駅・大垣駅で発売していたが、移管とともに発売を終了している。また近鉄内部線の駅であった日永駅でも有人駅時代に発売していた。

### 車内
特急券を購入せずに乗車した場合、車内で車掌から座席無指定（着席保証なし）の特急券を購入する必要がある。座席指定を受けた特急券を所持する乗客が乗車してきた場合は、席を移動したり立席する必要がある。
立席承知の特急券発券は急ぎの乗客に対する救済目的の処置であるため、座席無指定（立席）でも座席指定と同額の特急料金を支払う必要がある。

## 近鉄インターネット予約・発売サービス
パソコンやスマートフォンから特急券の仮予約又は購入ができるサービス。会員登録なしでも利用できるが、クレジットカードによる購入のみの限定されたサービスとなる。利用可能時間は5時30分 - 23時45分。仮予約時の特急券の受取りは、近鉄特急券取扱駅窓口および対応する特急券自動発売機で可能。
なお、インターネットが普及する以前は、名阪特急の電話予約サービスを行っていたが、2008年度で終了した。

### 近鉄特急積立金サービス
従来のクレジットカードに加え、あらかじめ積み立てた現金で特急券購入時の決済が可能なサービス。このサービスを利用するためには、会員登録をしたうえで駅の特急券窓口などに備え付けてある「近鉄特急チケットレス積立金カード」の番号を登録する。クレジットカードの場合と同様に、netポイントも加算される。
積立は現金により「定期券・特急券自動発売機」・「特急券自動券売機」・「特急券発売窓口」でチャージする。退会時に払い戻しするためには払い戻し手数料520円が必要であるが、積立金残額が520円に満たない場合は残額全部が払い戻し手数料となる。クレジットカードと積立金カードを両方登録することも可能だが、支払い手段の併用はできない。

### 近鉄特急チケットレスサービス
インターネット予約・発売サービスにて特急券を購入した際、特急券の受取り不要で特急に乗車できるサービス。
2022年現在ではインターネット予約・発売サービスで購入・決済した特急券はチケットレスが原則となっており、スマートフォンの画面に購入した特急券の内容を表示させるか、パソコンの画面を印刷することにより特急券として使用できる。チケットレスサービスを利用する際は、決済に利用したクレジットカードや近鉄特急チケットレス積立金カードを所持する必要がある。これはトラブル発生時に、特急券購入者本人であるかを確認するためである。
購入後も指定の列車の発車時刻前に限り、初回購入日から3ヶ月後の同一日の前日まで、かつ、その時刻において発売できる他の特急券に3回まで手数料無料で変更が可能である。購入後に乗車人員が減るなどした場合は、220円の手数料が必要となる。
なお、このサービスでのチケットレス化は特急券（デラックス券、サロン券等含む）のみで、乗車する際には別途乗車券（ICカード乗車券、定期券、回数券カードなどを含む）が必要となる。

### 近鉄特急netポイントサービス
インターネット予約・発売サービスで会員登録のうえ特急券を購入すると、購入額の10%を還元し、次回の特急券購入時にポイントで支払いが出来るサービス。乗車の翌月1日に付与され、有効期限は1年（取得した翌年同月末まで）で、特急券の購入（引換え）に充てることができるが、現金など他の支払い手段と併用することはできない。
そのほかに、KIPSクレジットカード、KIPSポイントカードで貯めたポイントを特急券購入に充てることも可能（所定の手続きが必要）

## 割引切符
近鉄 名阪まる得きっぷ
大阪難波駅 - 近鉄名古屋駅間の乗車券・特急券をセットにした回数券タイプのもので、レギュラーシート用とデラックスシート用の二種類が存在し、それぞれ5枚つづりと10枚つづりがある。同区間は運賃・特急料金合わせてレギュラーシート利用で4,260円であるが、レギュラーシート用まる得きっぷだと5枚つづりで18,000円（1枚あたり3,500円・約16%引）、10枚つづりは33,500円（1枚あたり3,250円・約22%引）となる。有効期間は発売日から3ヶ月間となっていた。
なお、同きっぷは2017年12月30日を持って発売を終了した。利用も含めた完全な終了は、2018年3月30日。
伊勢志摩ビスタ4/吉野路ビスタ4
伊勢市以南の区間および吉野線内で利用できる4回分1,240円の特急料金回数券（通常料金510円の区間で1回あたり約310円・40%引き）。有効期間は発売日から3ヶ月間。
伊勢・鳥羽・志摩スーパーパスポート まわりゃんせ
沿線各地から伊勢志摩への往復に近鉄特急が利用可能で、松阪駅 - 賢島駅間の近鉄線（特急を含む）のほか、伊勢志摩のバス、定期船に乗り放題で、現地の複数の観光施設に入場可能なクーポン券。大人9,800円、子人5,300円。
伊勢神宮参拝きっぷ
関西発と東海発で発売される前売限定きっぷ。発駅からフリー乗車区間（松阪駅 - 賢島駅間）への往復に近鉄特急が利用可能で、フリー乗車区間と三重交通バス（伊勢エリア内の指定区間）が3日間乗り放題。特典として、伊勢志摩地域にあるオリックスレンタカー各店舗でレンタカーが約30％の特別割引で借りられ、伊勢神宮内宮～伊勢志摩近鉄リゾート各ホテル間のシャトルバス「パールシャトル」に片道1回限り乗車可能である。有効期間は乗車開始日から3日間。関西発が大人6,600円、子供3,300円、東海発が大人5,900円、子供2,950円。
青春18きっぷなどが使用できないJR各社の特急列車とは異なり、乗車券の制限はない。上記以外の割引乗車券（週末フリーパス、名阪ビジネス回数きっぷなど）でも特急券との併用は可能。

## 特急座席予約システム（ASKAシステム）

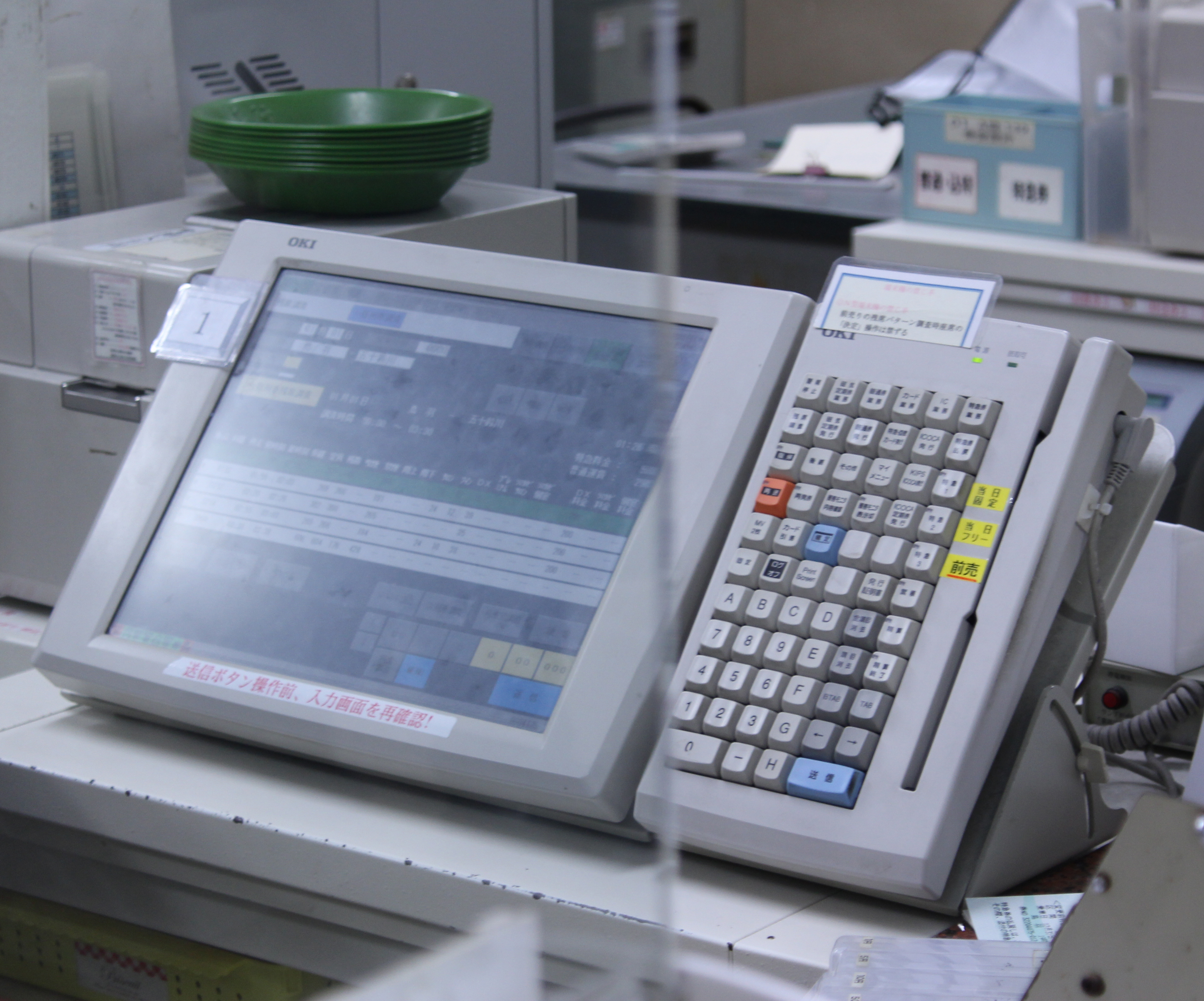
特急券発売窓口のASKAシステム端末機

近鉄には、ASKA (All-round Services by Kintetsu and its Agencies)「アスカ」 システムと呼ばれる、JRのMARS（マルス）システムにあたる乗車券類発売システムがある。

### コンピューター構成
コンピューターは2台で構成されており、1台を本番系としてASKAシステム用コンピューターとして使い、残り1台を予備系としつつその他の目的（特急座席予約以外、グループ会社向け）としても使用している。本番系コンピューターに異常が発生した時は、自動的に予備系に切り替わりシステムの継続稼働を確保する。また、インターネット予約や車掌用座席確認システムに対応するため、サーバーを経由してホストコンピューターに接続し、処理の一部をサーバーで行っているものも存在する。なお、コンピューター運営については、近鉄情報システムに委託されている。

### 主な歴史
| 印刷式初期の旧特急券 |  | 磁気エンコード式初期の旧特急券（1986年） |
| 印刷式初期の旧特急券 |  | 磁気エンコード式初期の旧特急券（1986年） |

- 1960年（昭和35年）：日本電気（NEC）製専用機による特急座席予約システムが開始された。当時は、特急券その物の発行（印刷）は行われず、端末機に表示された号車・席番を特急券に転記していた。
- 1970年（昭和45年）：汎用機（メインフレーム）による座席予約システムが開始され、端末機での発券が可能になった。同時にホストコンピューターをNEC製からUNIVAC製（現在のBIPROGY）に変更されている。
- 1971年（昭和46年）：近畿日本ツーリストコンピューターと接続。
- 1976年（昭和51年）：日本交通公社（現在のジェイティービー）コンピューターと接続。
- 1979年（昭和54年）：特急券自動券売機使用開始。
- 1984年（昭和59年）：日本旅行コンピューターと接続。
- 1987年（昭和62年）3月1日：特急座席予約システムを、オンライン乗車券発行システム（定期券発行が主）・企画旅行システム（旅行業務）を含めた総合的なシステム「ASKA (All-round Services by Kintetsu and its Agencies) システム」へ移行。これ以降、近鉄の特急座席予約システムが「ASKA（アスカ）」と呼ばれるようになる。
- 1990年（平成2年）：定期券自動券売機使用開始（銀行用ATMを流用。支払はKIPSカードのみ）。
- 1994年（平成6年）：特急残席表示器使用開始。
- 2001年（平成13年）：インターネット予約・発売開始。
- 2002年（平成14年）：定期券・特急券自動券売機使用開始。

典拠：『鉄道ピクトリアル』（第505号）1988年12月臨時増刊号、39頁・『鉄道ピクトリアル』（第727号）2003年1月臨時増刊号、電気車研究会、25 - 27頁

## 特急に使用される車両

### 現役車両
近鉄特急車両は標準軌線用と狭軌線用が存在する。
特急ネットワークの主力は車両正面に貫通路を有する車両で、標準軌と狭軌の枠内であれば系統を問わずに運用され、系列や新旧の別なく相互に連結可能な車両群である。このため、汎用特急車と称される。一方、特定の用途に絞って運転される列車群（ひのとり、アーバンライナー、伊勢志摩ライナー、しまかぜ、ビスタEX、さくらライナー、青の交響曲（シンフォニー）、あをによし）は指定列車として固定的に運用される。ただし、ビスタEXは貫通構造のため、汎用車と一体的な運用を行うことがある。
標準軌線区
- 19200系「あをによし」
- 80000系「ひのとり」
- 50000系「しまかぜ」
- 21020系「アーバンライナーnext」
- 21000系「アーバンライナーplus」
- 23000系「伊勢志摩ライナー」
- 30000系「ビスタEX」
- 汎用特急車
  - 22600系「Ace」
  - 22000系「ACE」
  - 12400系・12410系・12600系「サニーカー」

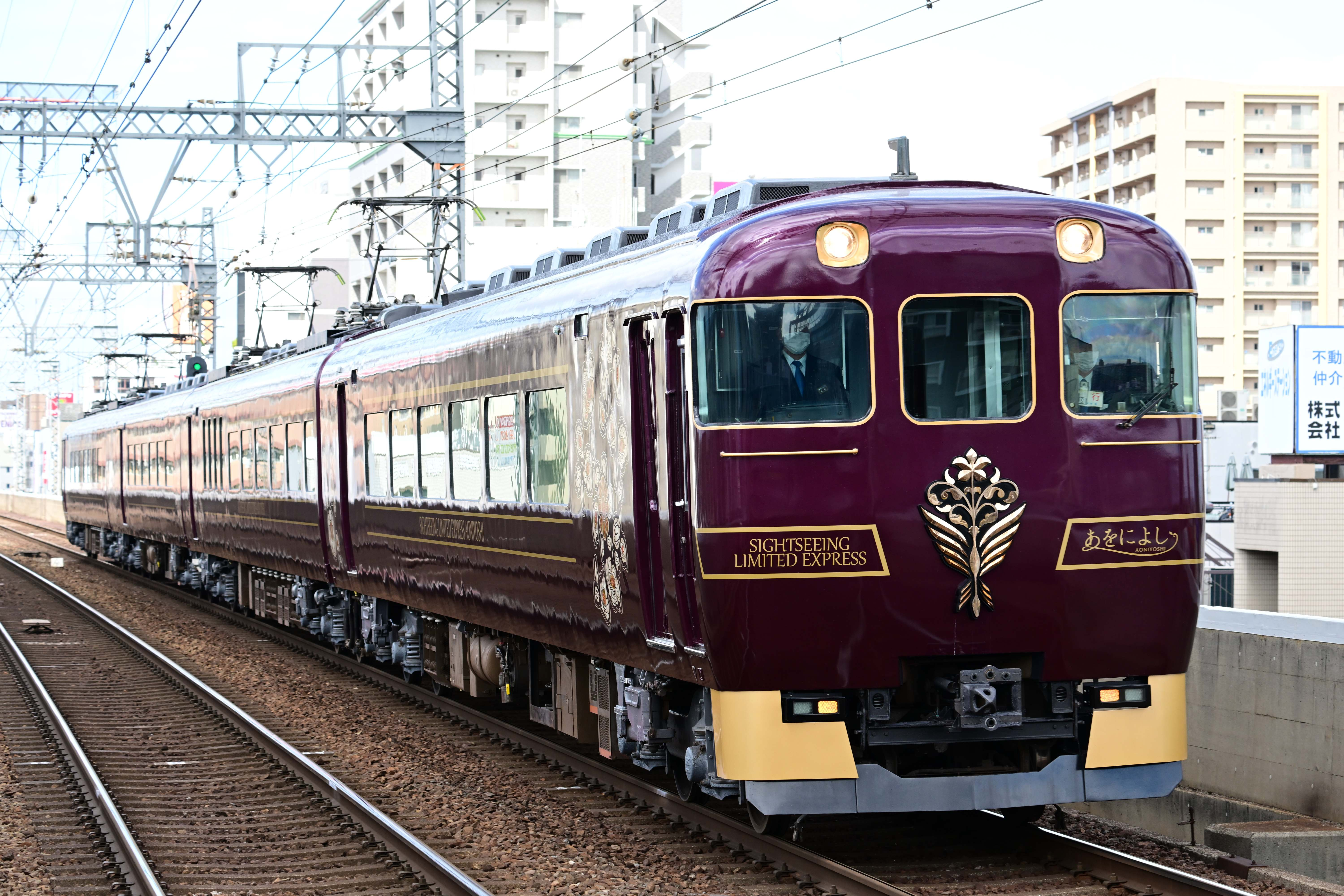
「あをによし」
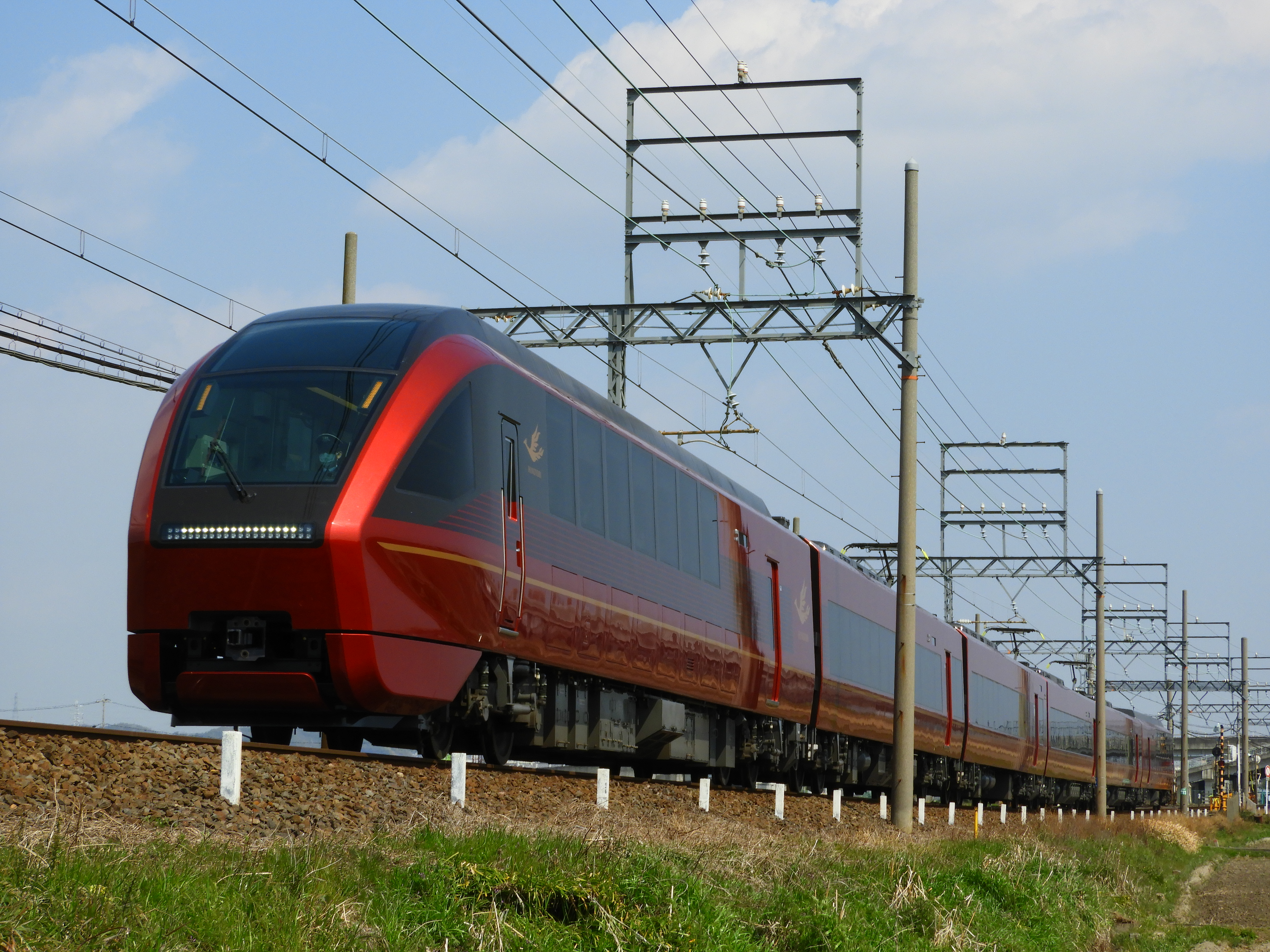
「ひのとり」
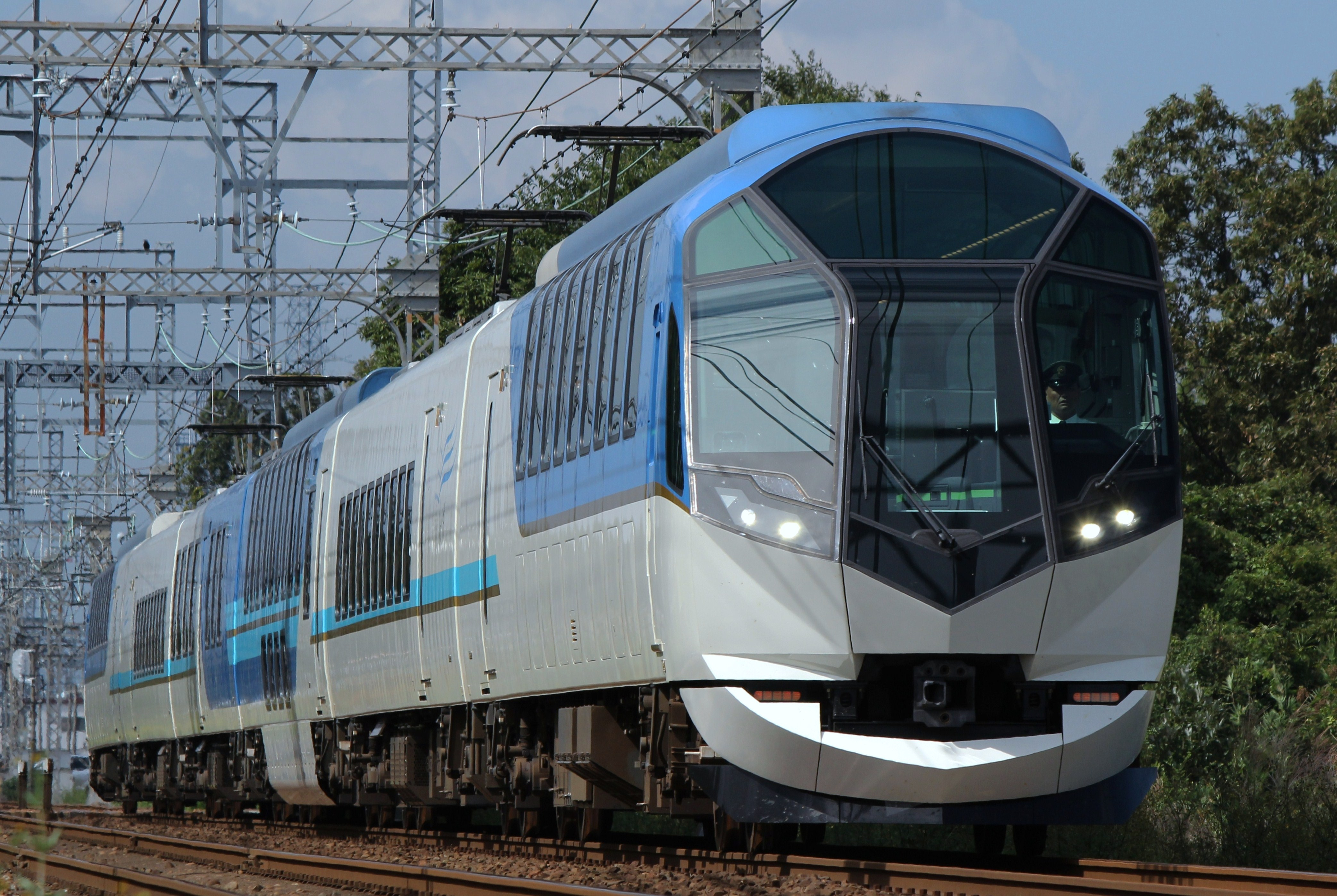
「しまかぜ」
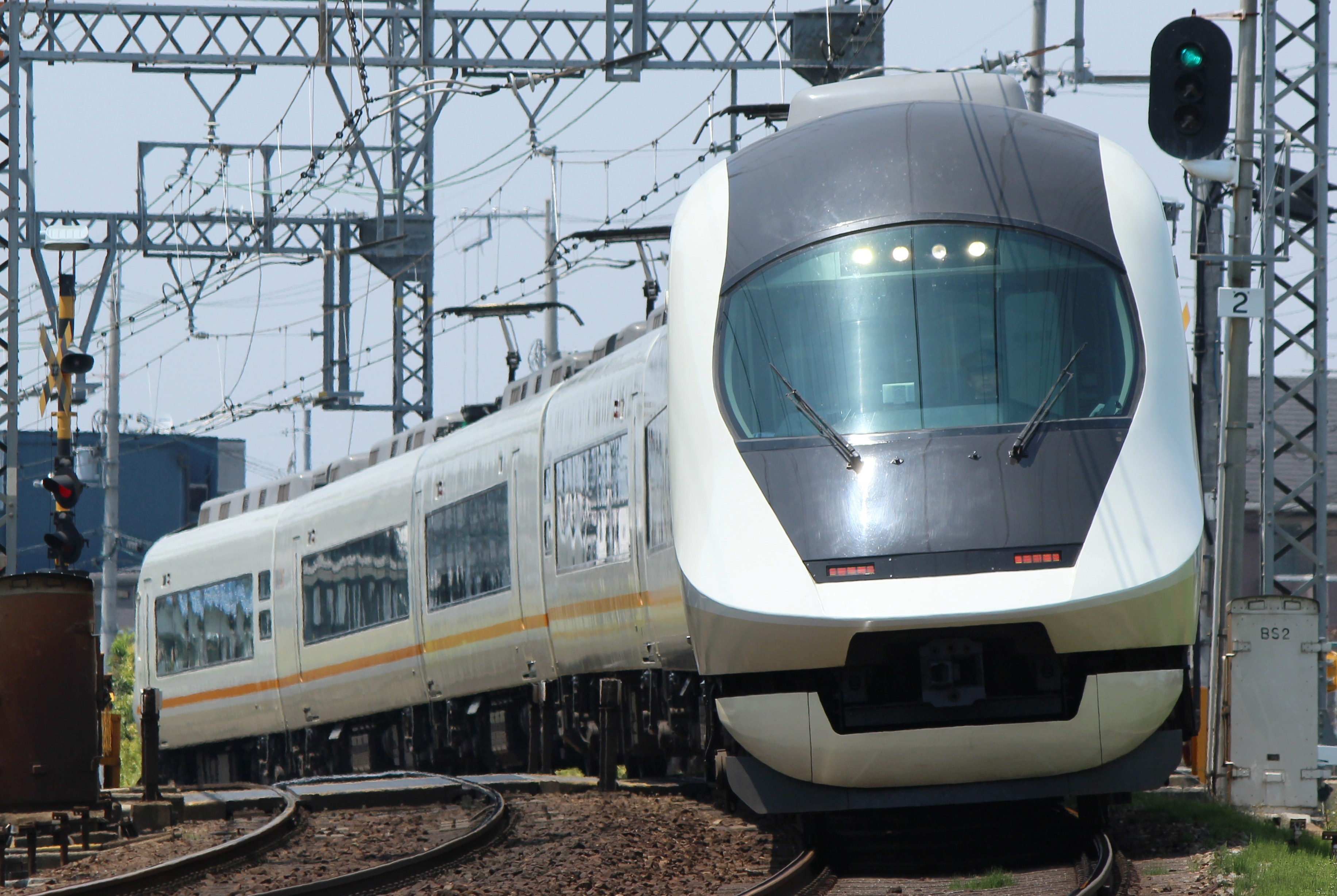
「アーバンライナーnext」
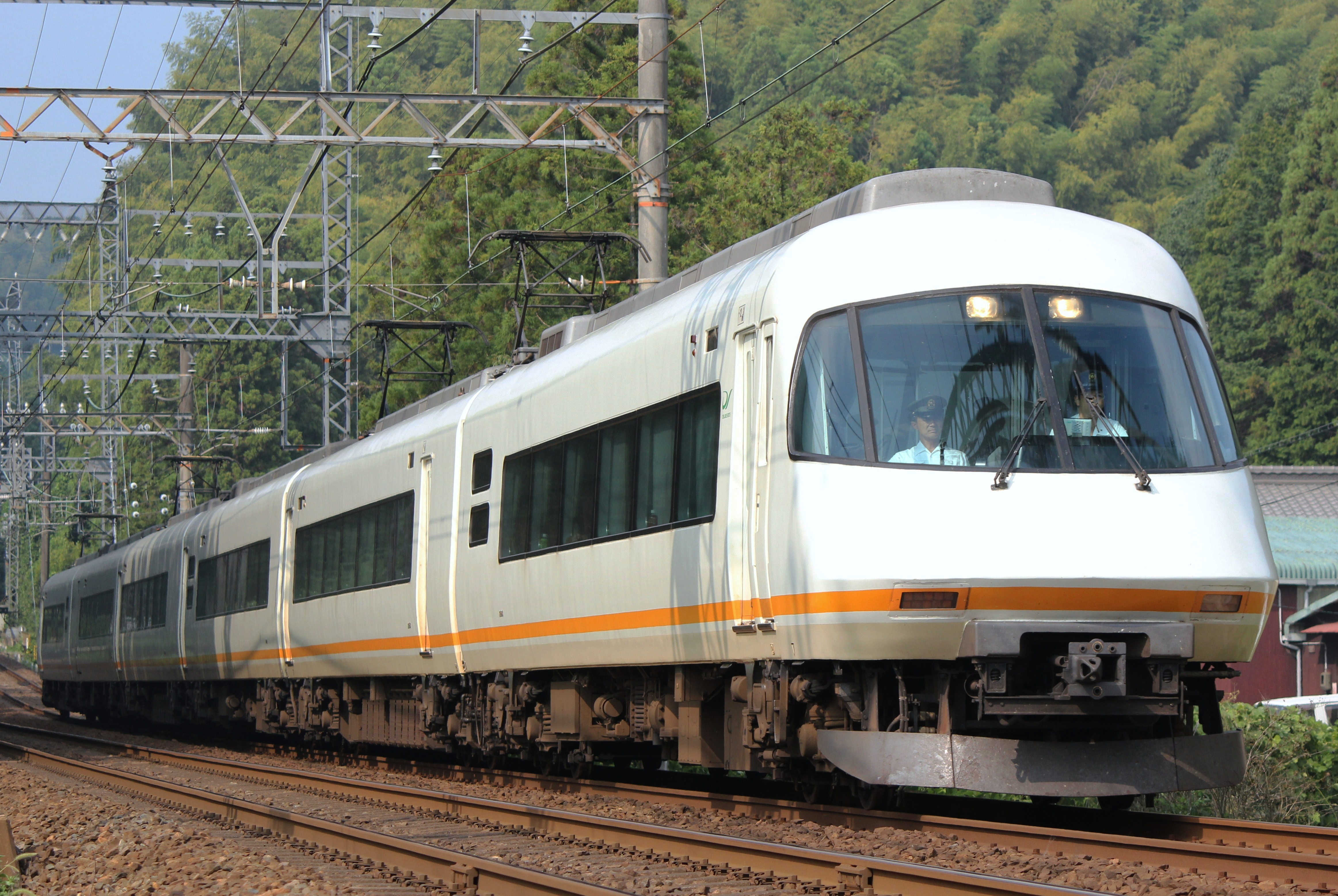
「アーバンライナーplus」
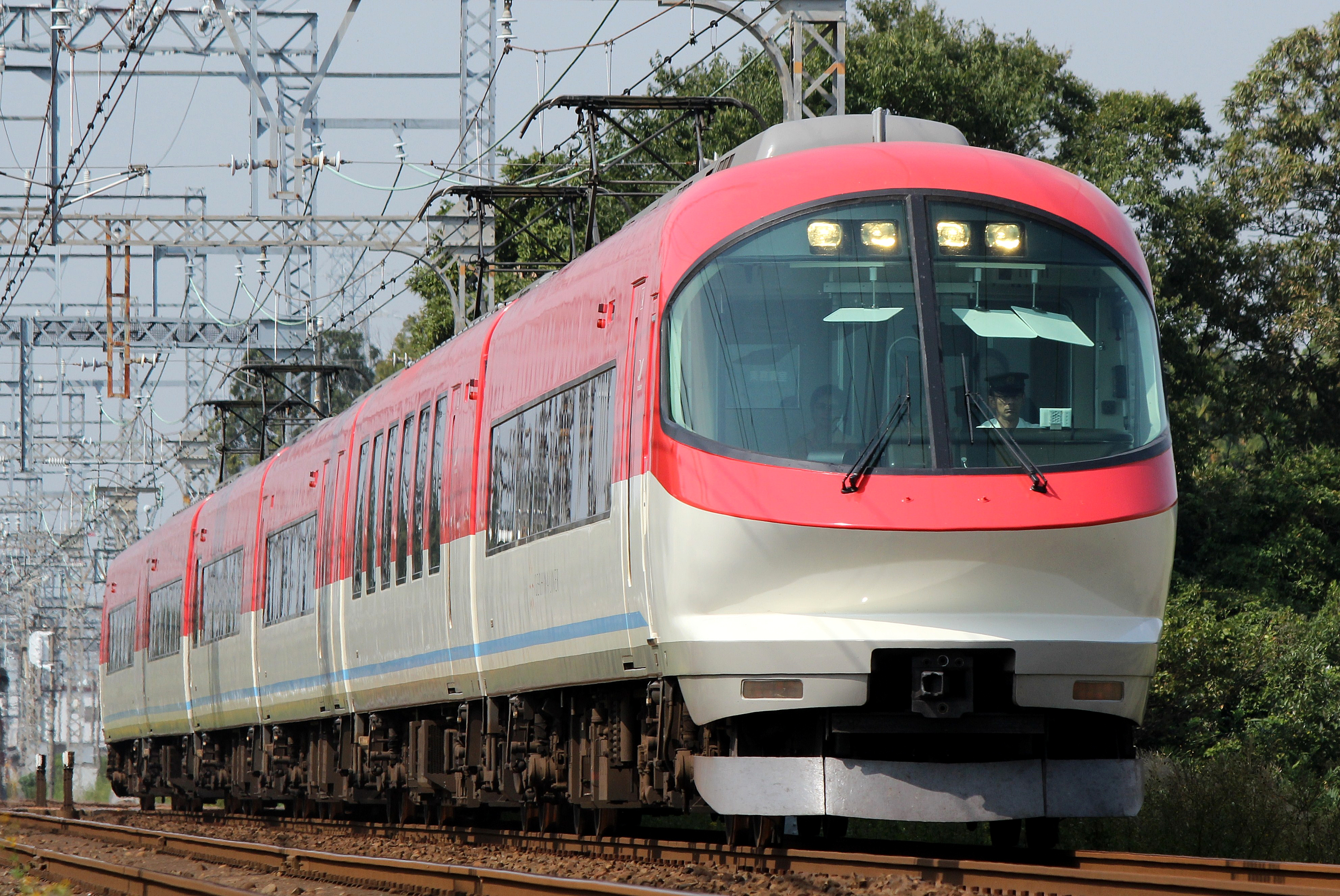
「伊勢志摩ライナー」
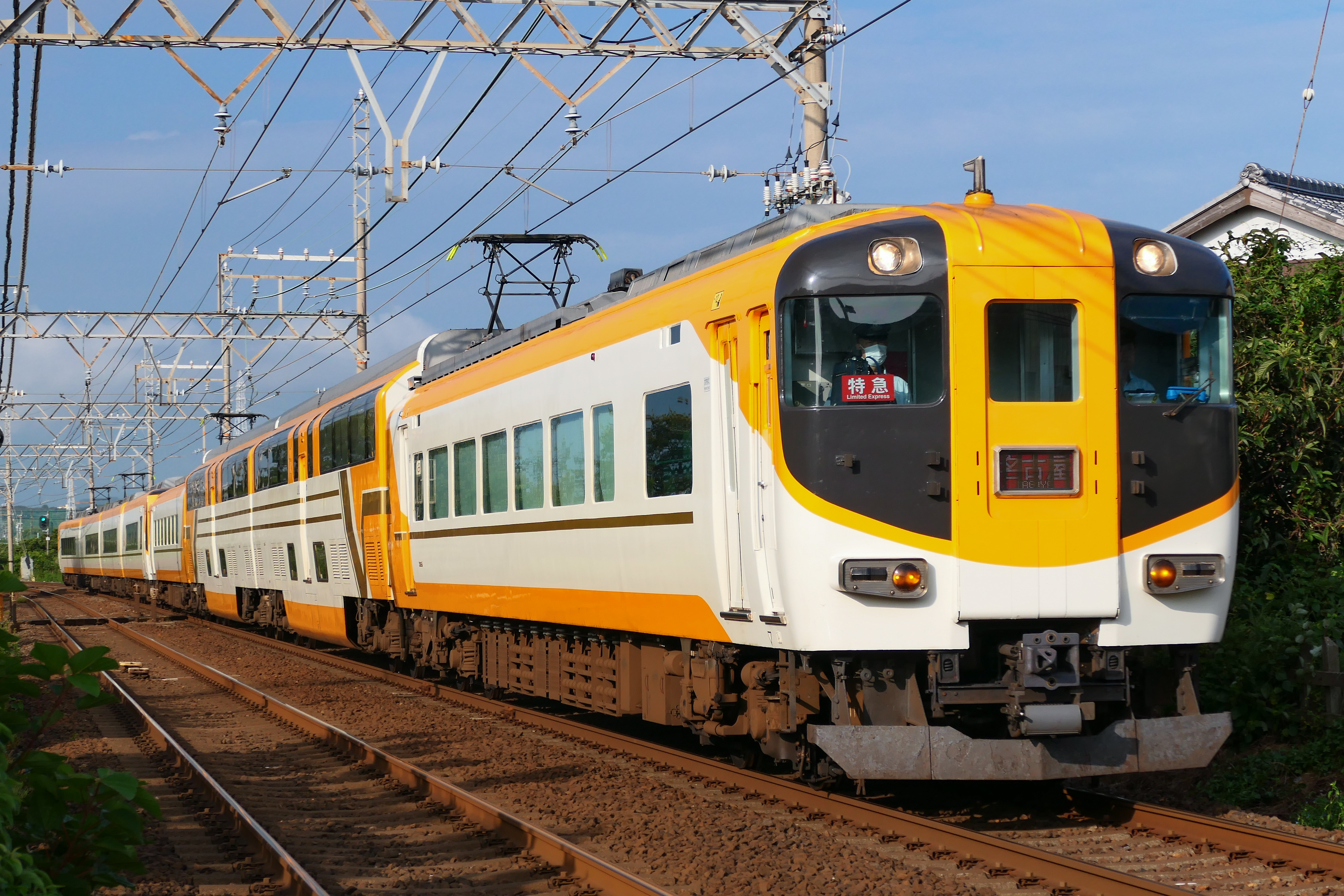
「ビスタEX」
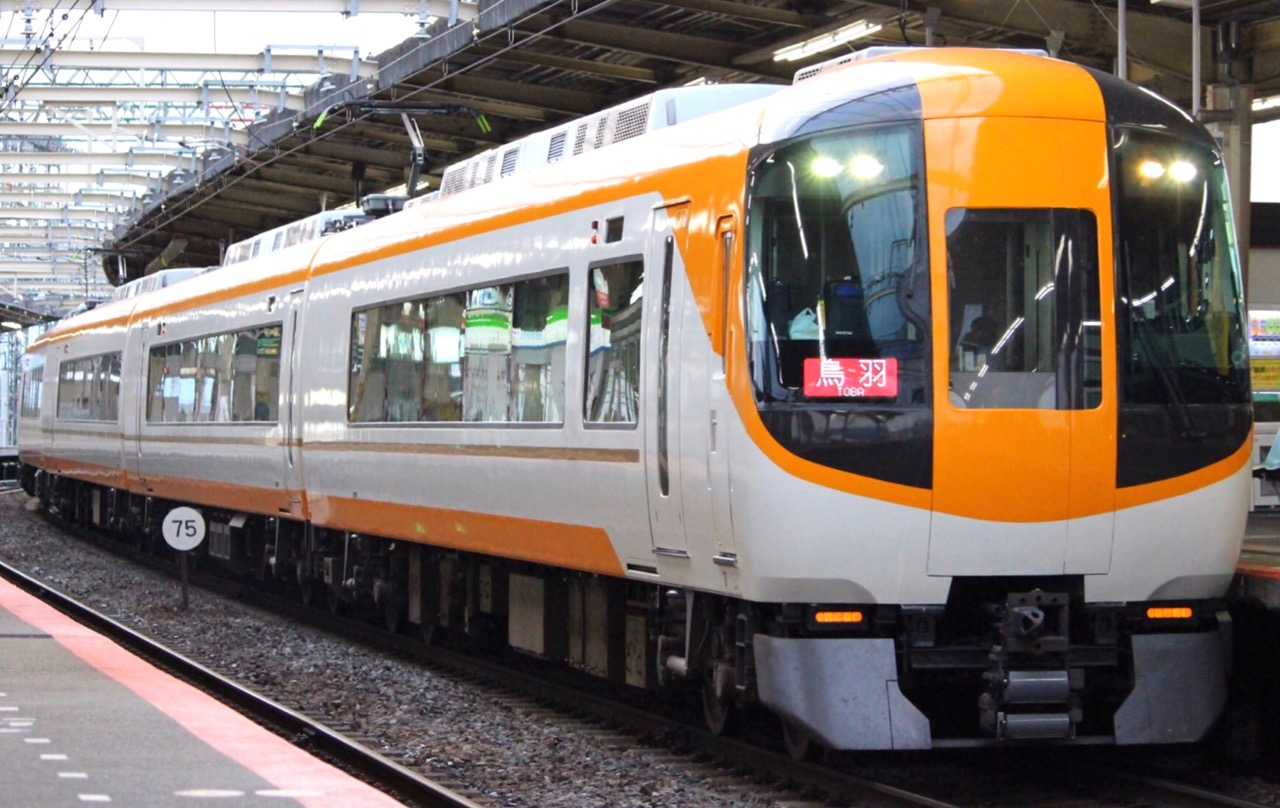
「Ace」
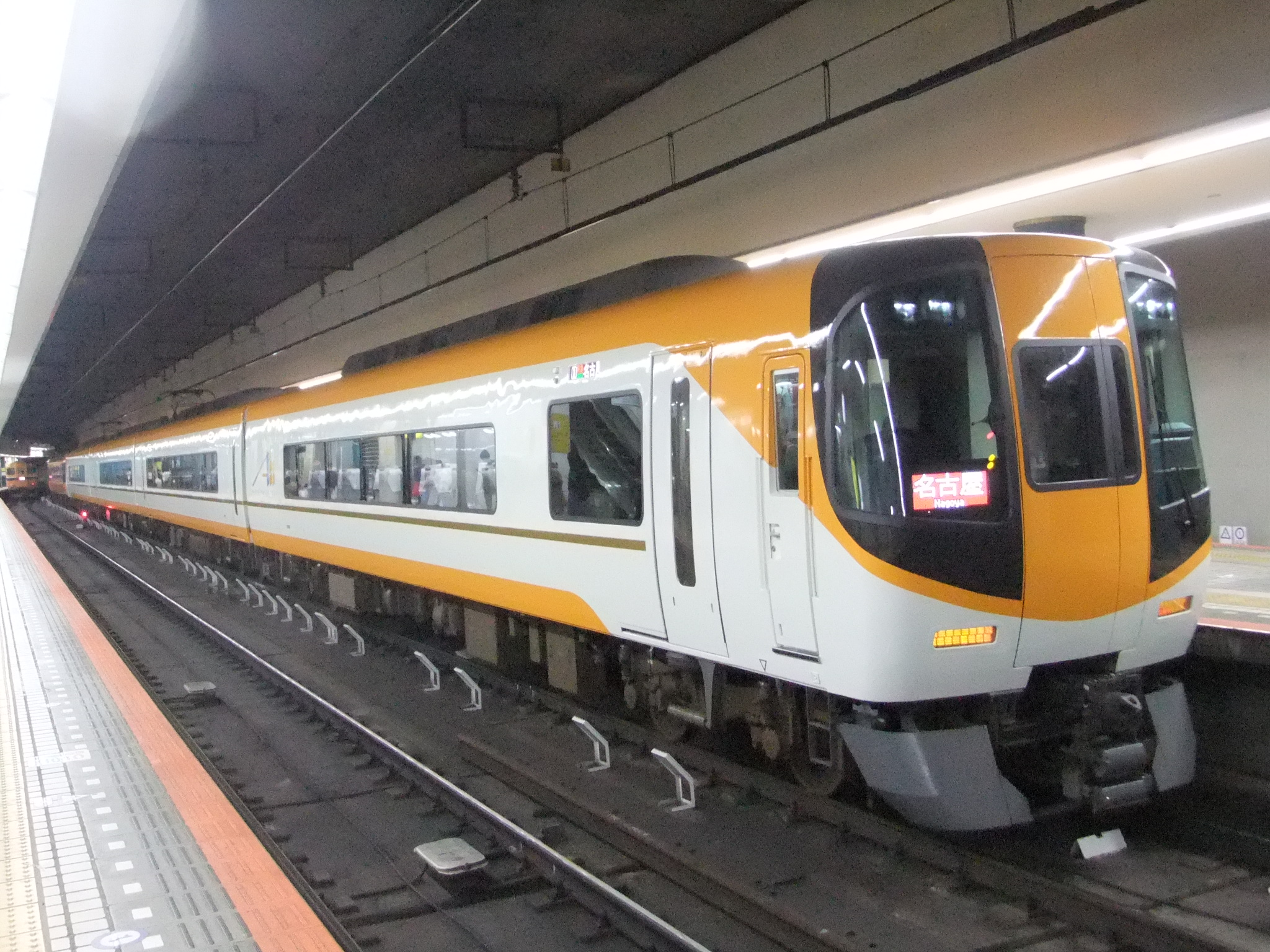
「ACE」
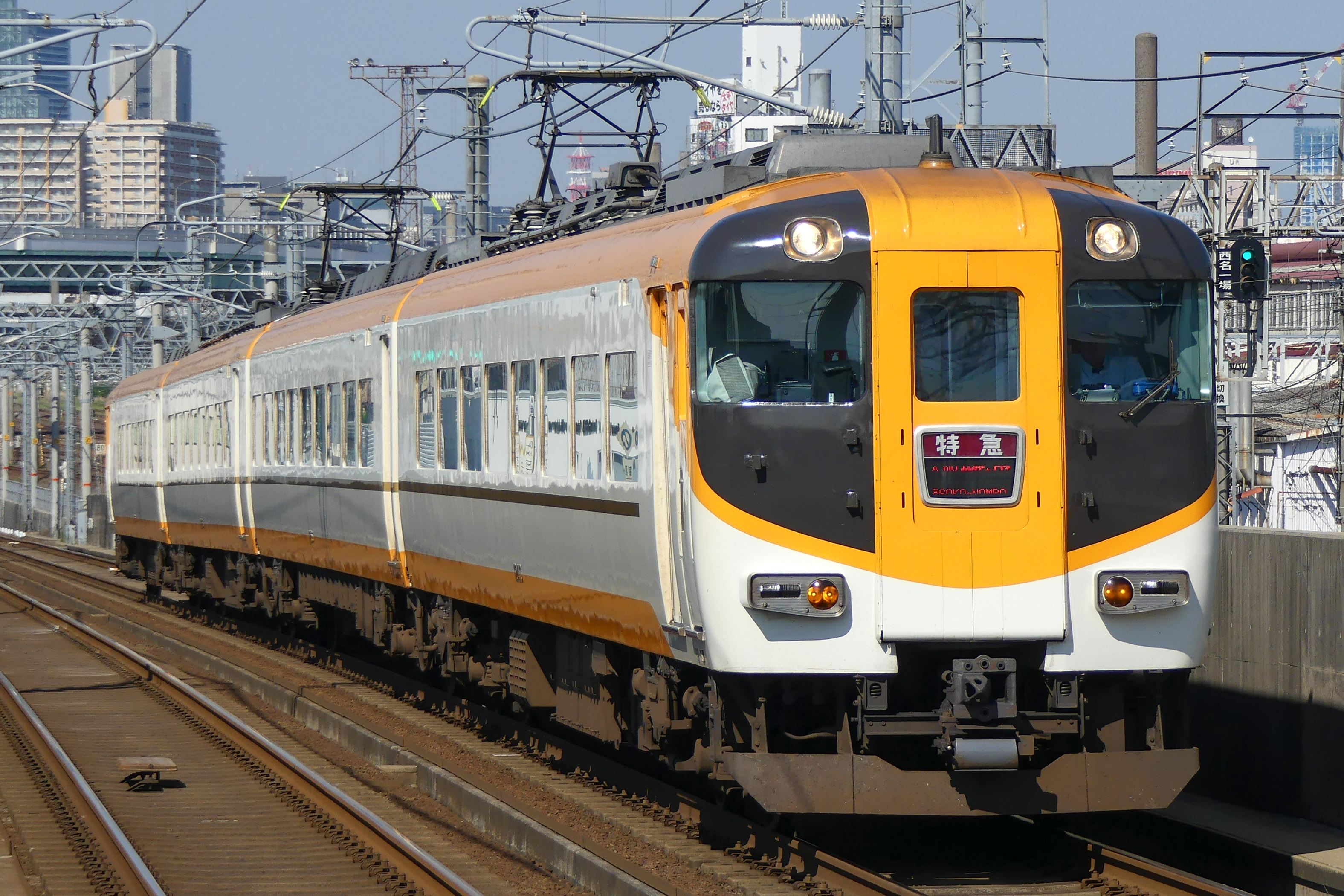
「サニーカー」

狭軌線区（吉野特急）
- 16200系「青の交響曲（シンフォニー）」
- 26000系「さくらライナー」
- 汎用特急車
  - 16600系「Ace」
  - 16400系「ACE」
  - 16000系・16010系

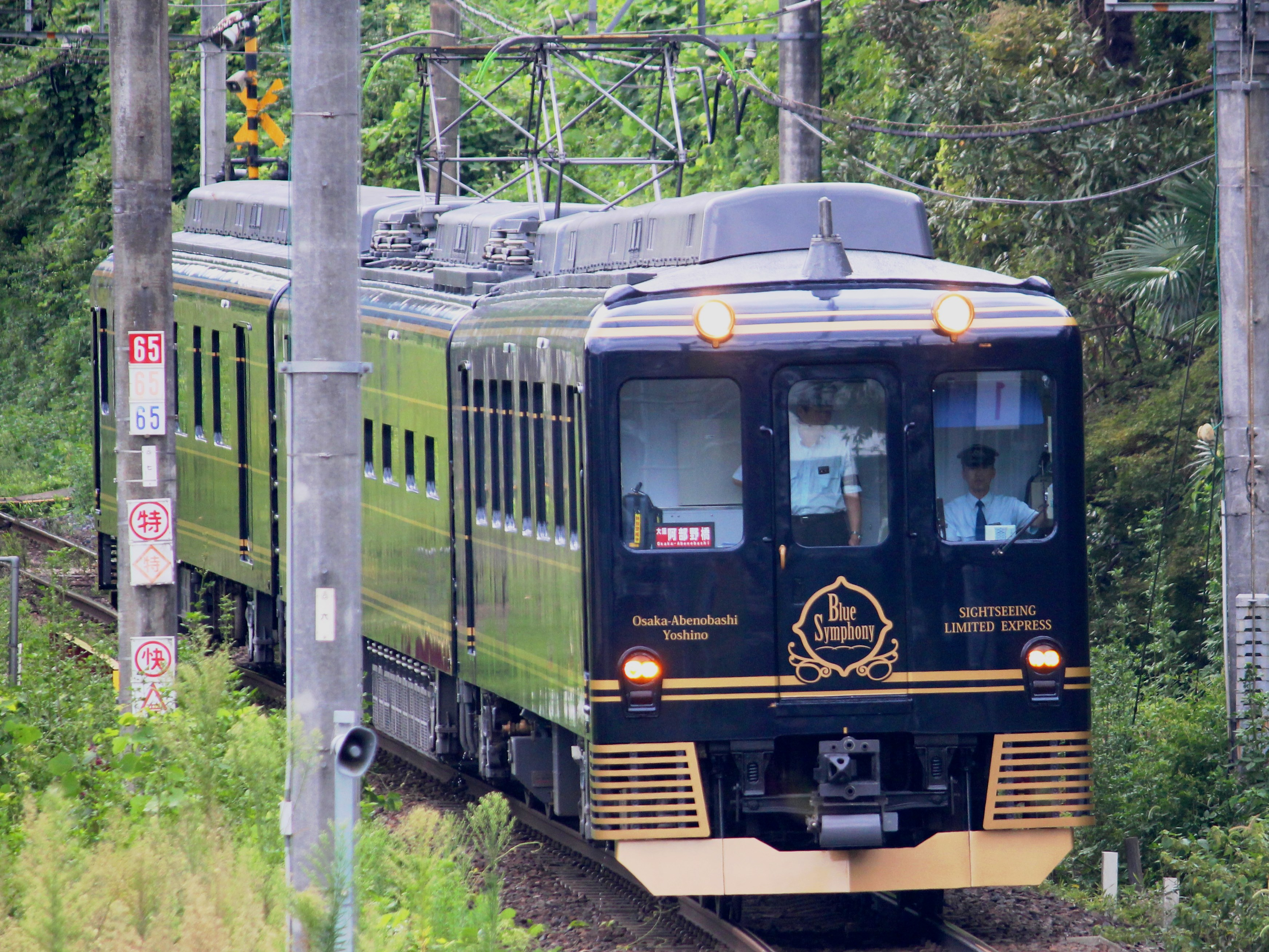
「青の交響曲（シンフォニー）」
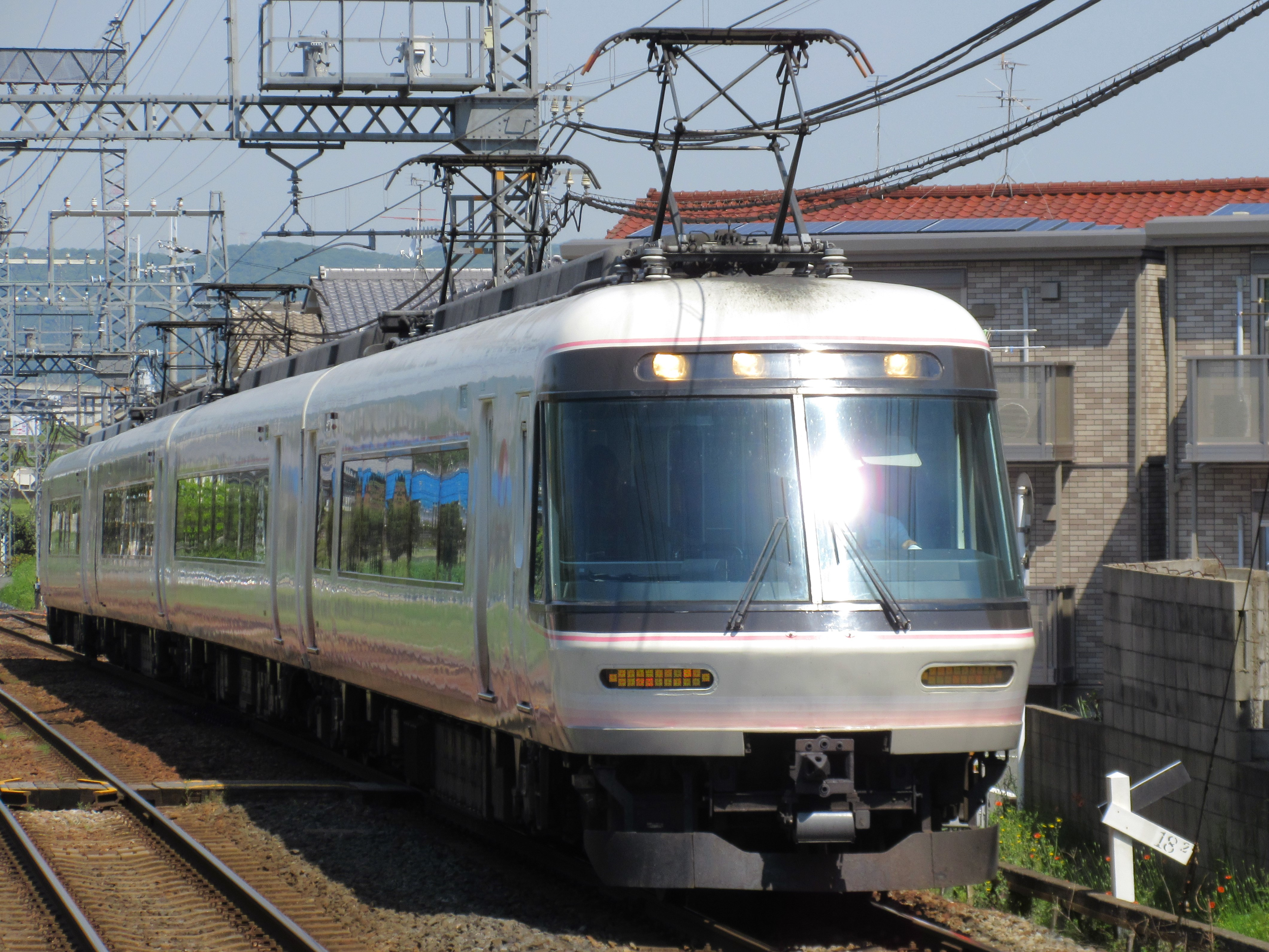
「さくらライナー」
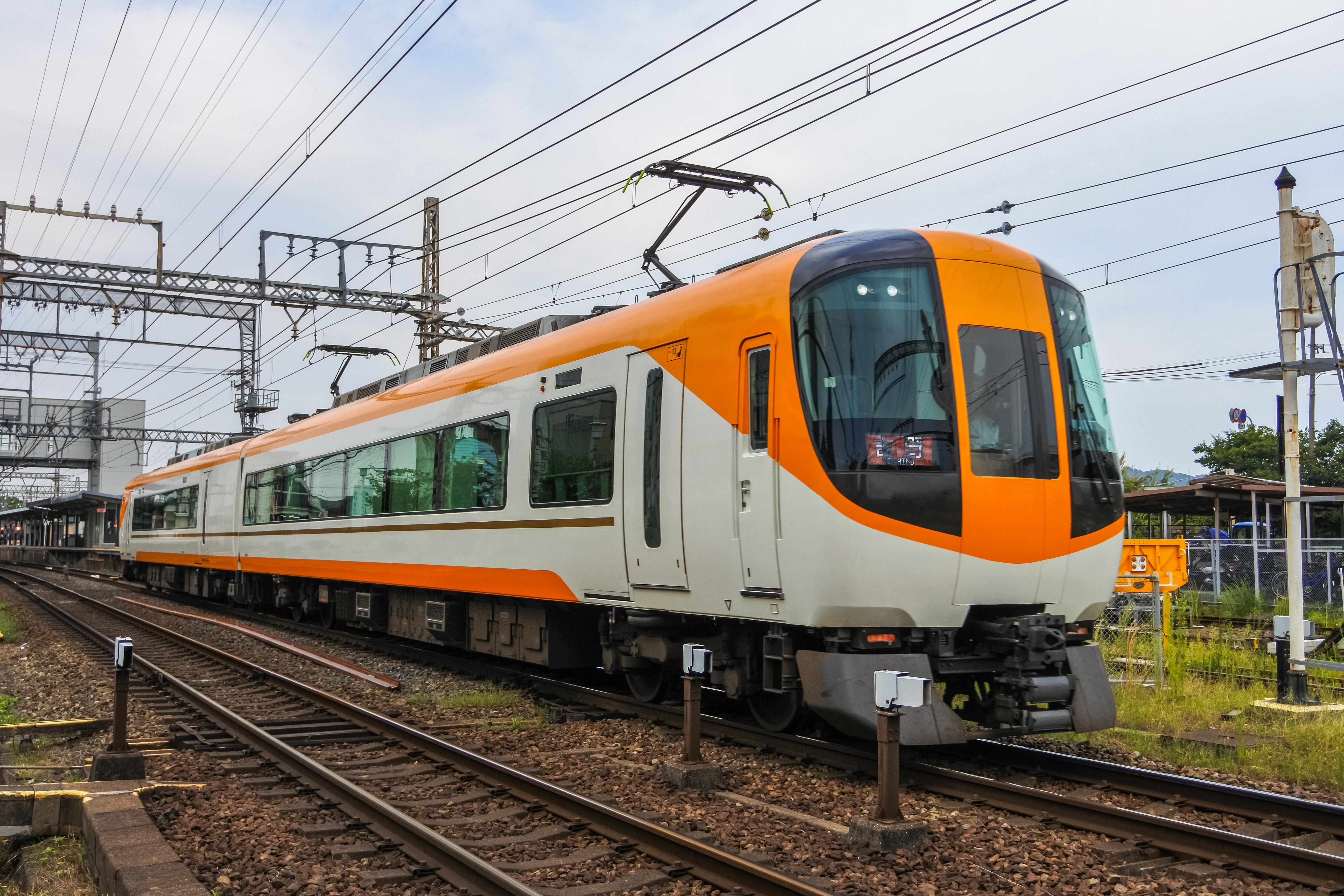
「Ace」
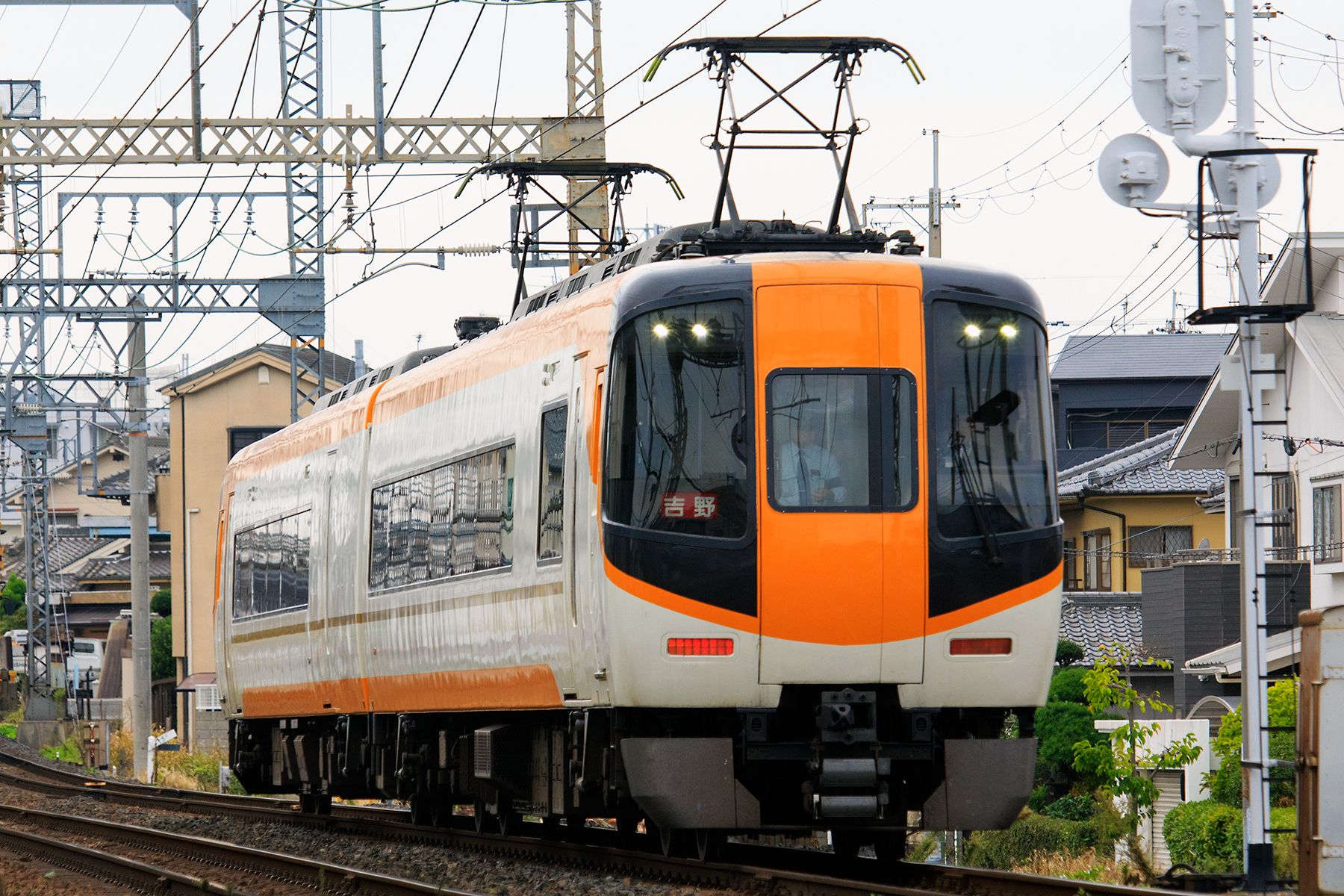
「ACE」
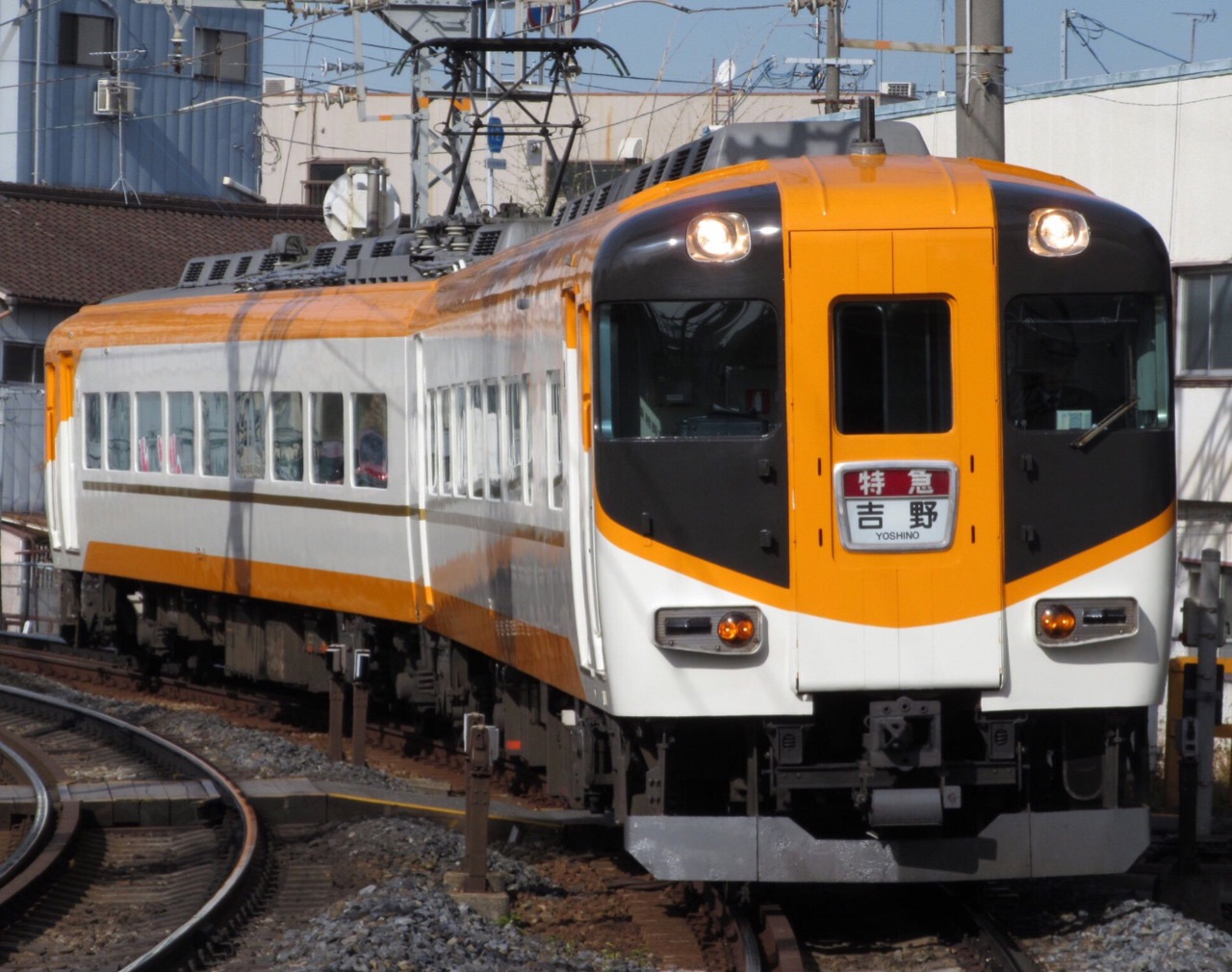
16010系
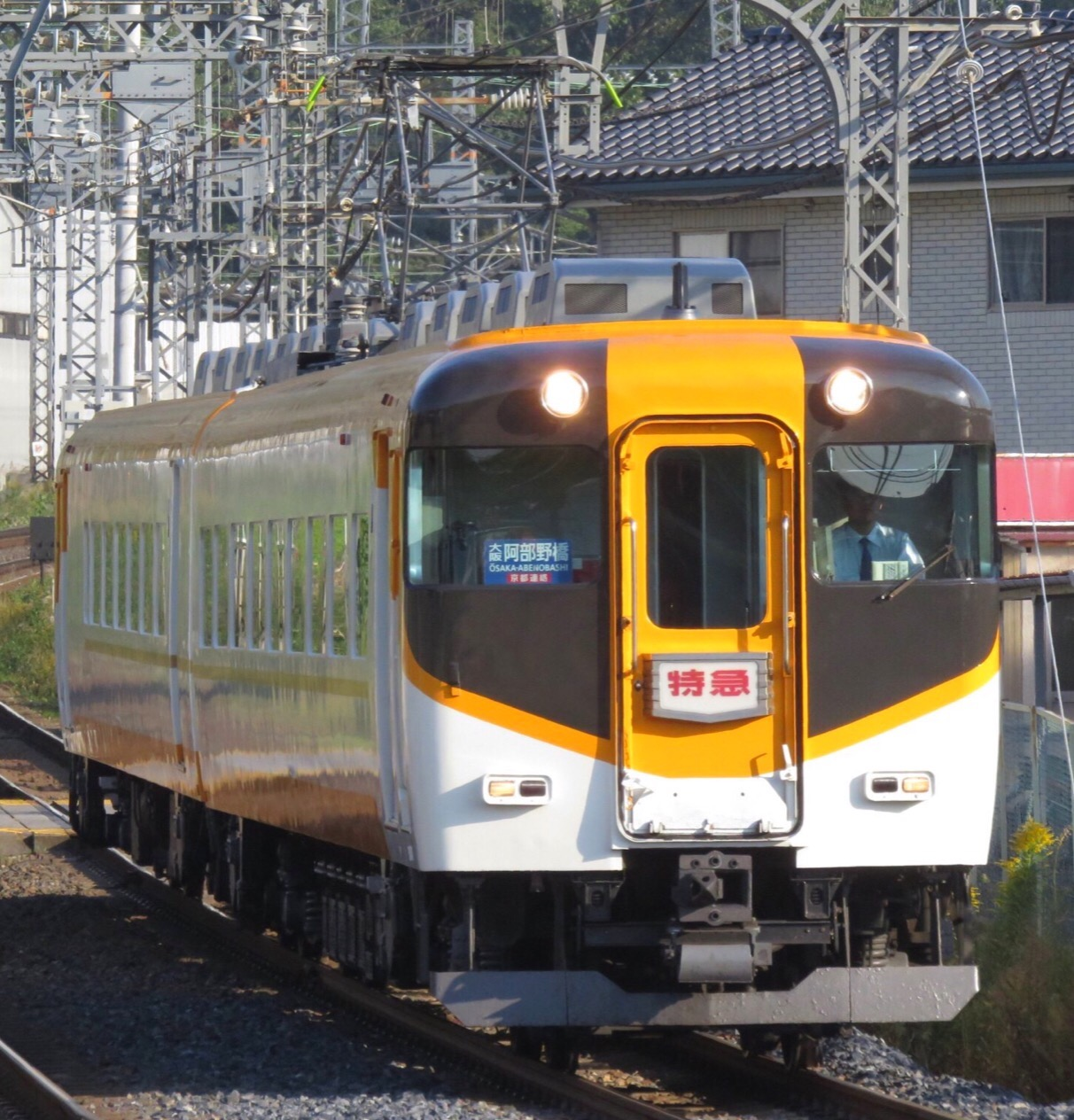
16000系

### 過去に使用されていた車両
- 2200系・2227系
- 2250系
- 6301形（名古屋線用）
- 6401系（名古屋線用）
- 6421系（名古屋線用）
- 6431系（名古屋線用）
- 680系・683系（京橿・京奈特急用）

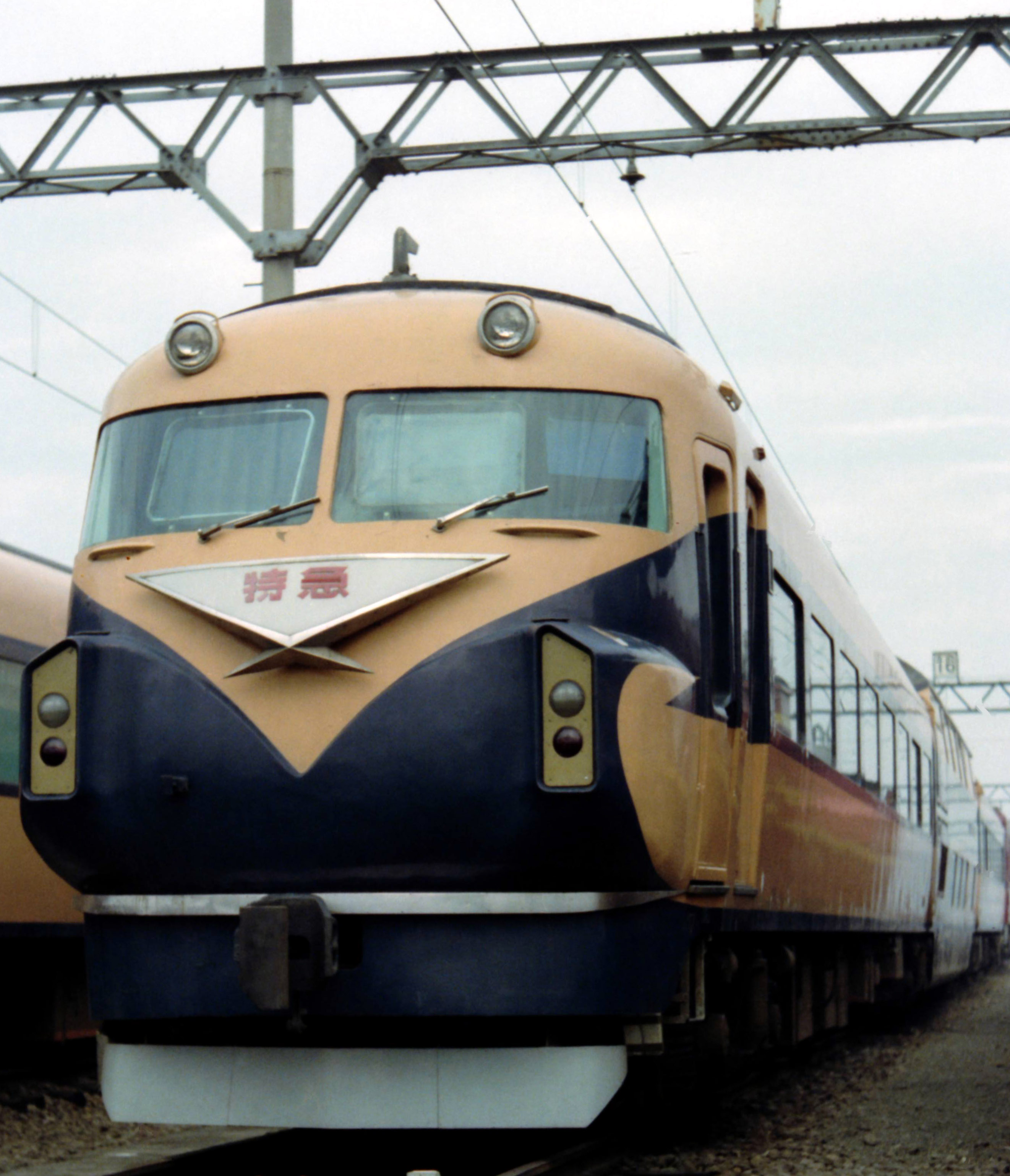
1960年代から1980年代製の特急車両のモデルとなった10100系。名阪間軌間統一事業の象徴的車両でもある。

- 5820形「かもしか」（南大阪線用・現在運用中の一般車とは異なる）
- 10000系「ビスタカーI世」
- 10100系「ビスタカーII世」
- 20100系「あおぞら」（主に臨時列車用）
- 10400系「エースカー」
- 11400系「新エースカー」
- 18000系（京奈・京橿特急用）
- 18200系「ミニエースカー」[225]（京伊特急用）
- 18400系「ミニスナックカー」（京伊特急用）
- 12000系「スナックカー」
- 12200系「新スナックカー」

### 用途変更車両
1958年以降に新造された特急車両（6431系を除く）で、後に用途変更された車両は2014年現在までに18200系、18400系、12200系の3形式である。いずれも団体車両化された。この内、18200系「あおぞらII」と18400系「あおぞらII」は全廃され、現時点では12200系から改造された「新あおぞらII」（12249F以外は15200系に改番）と15400系「かぎろひ」が在籍している。

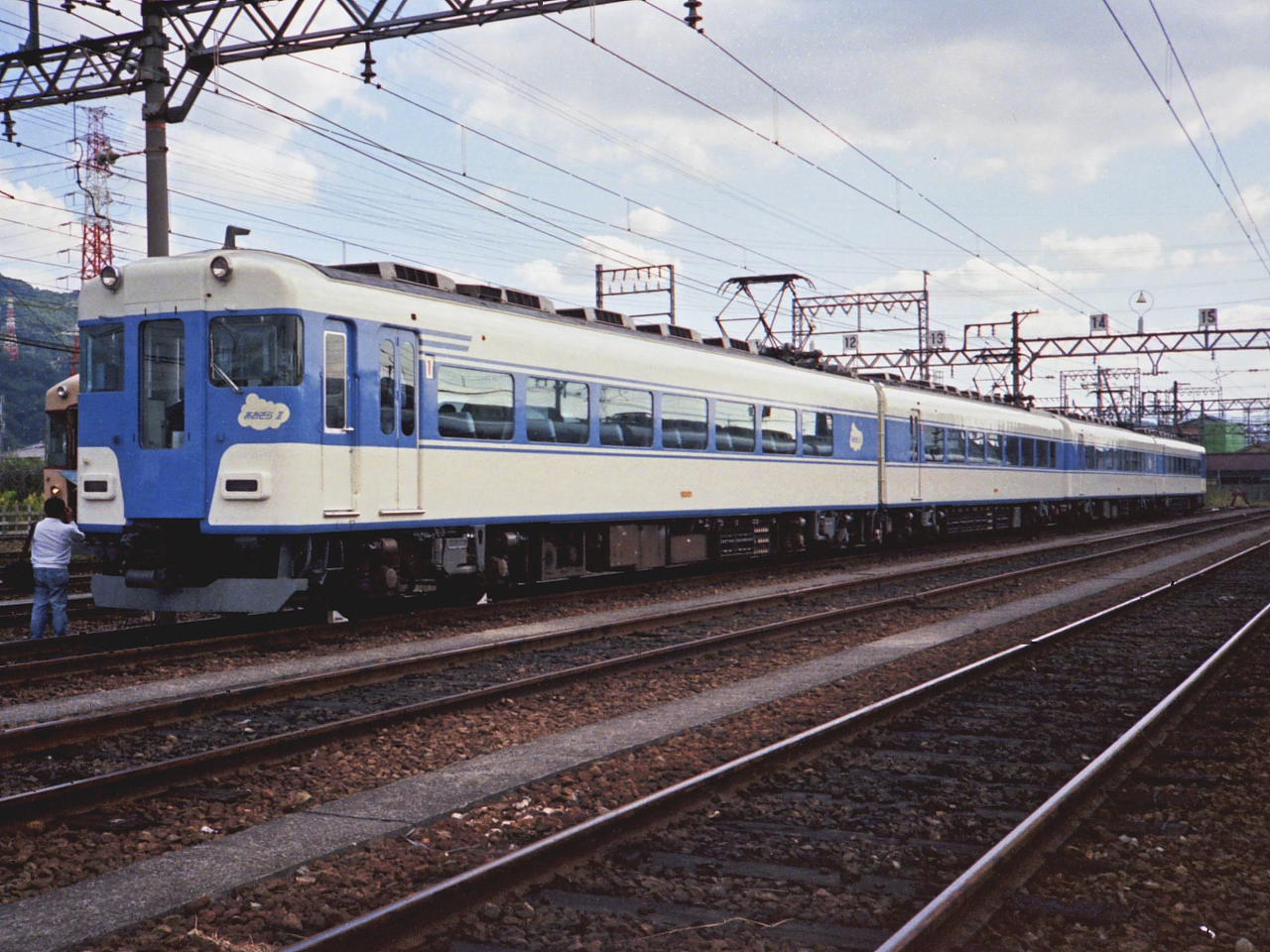
18200系「あおぞらII」
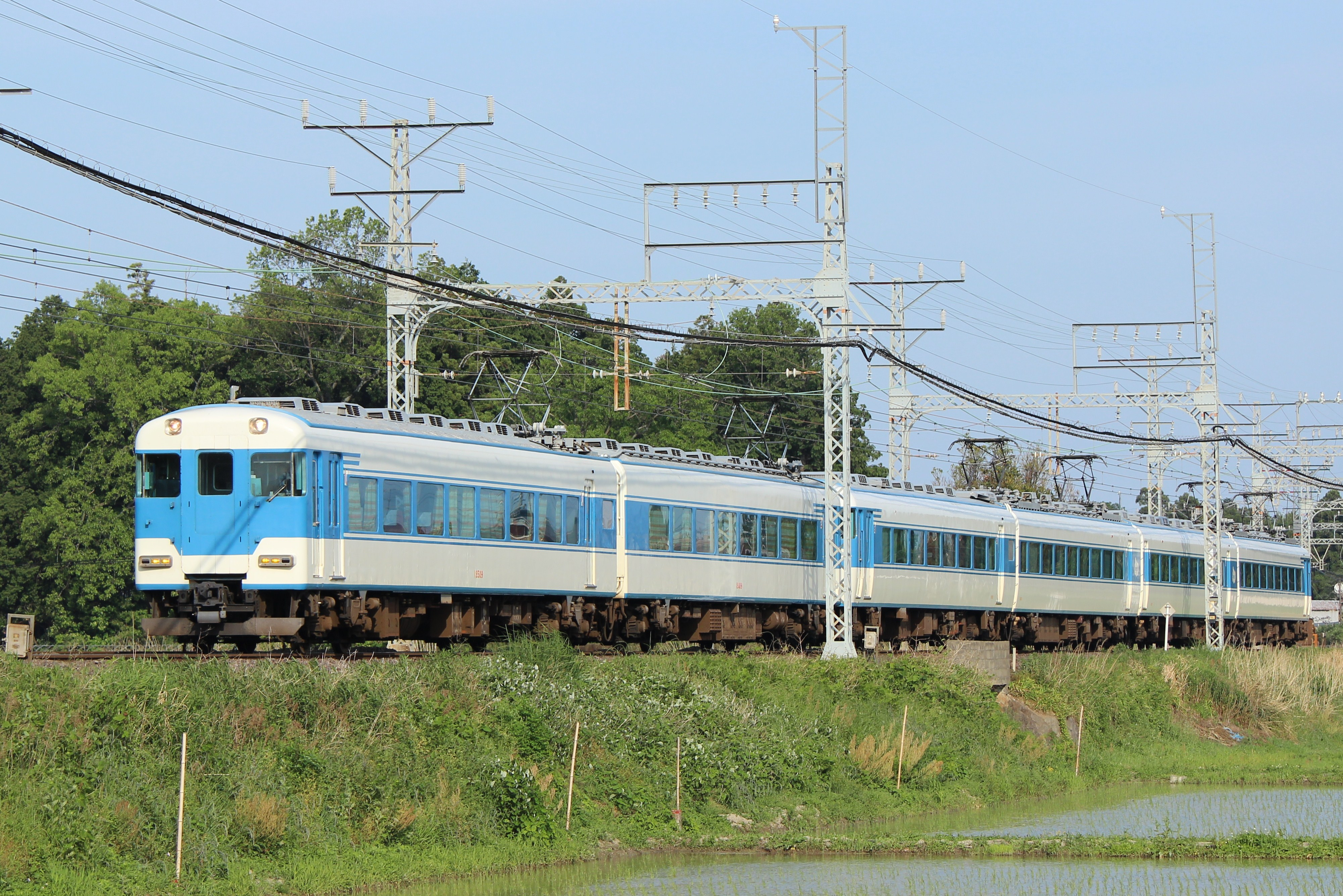
18400系「あおぞらII」
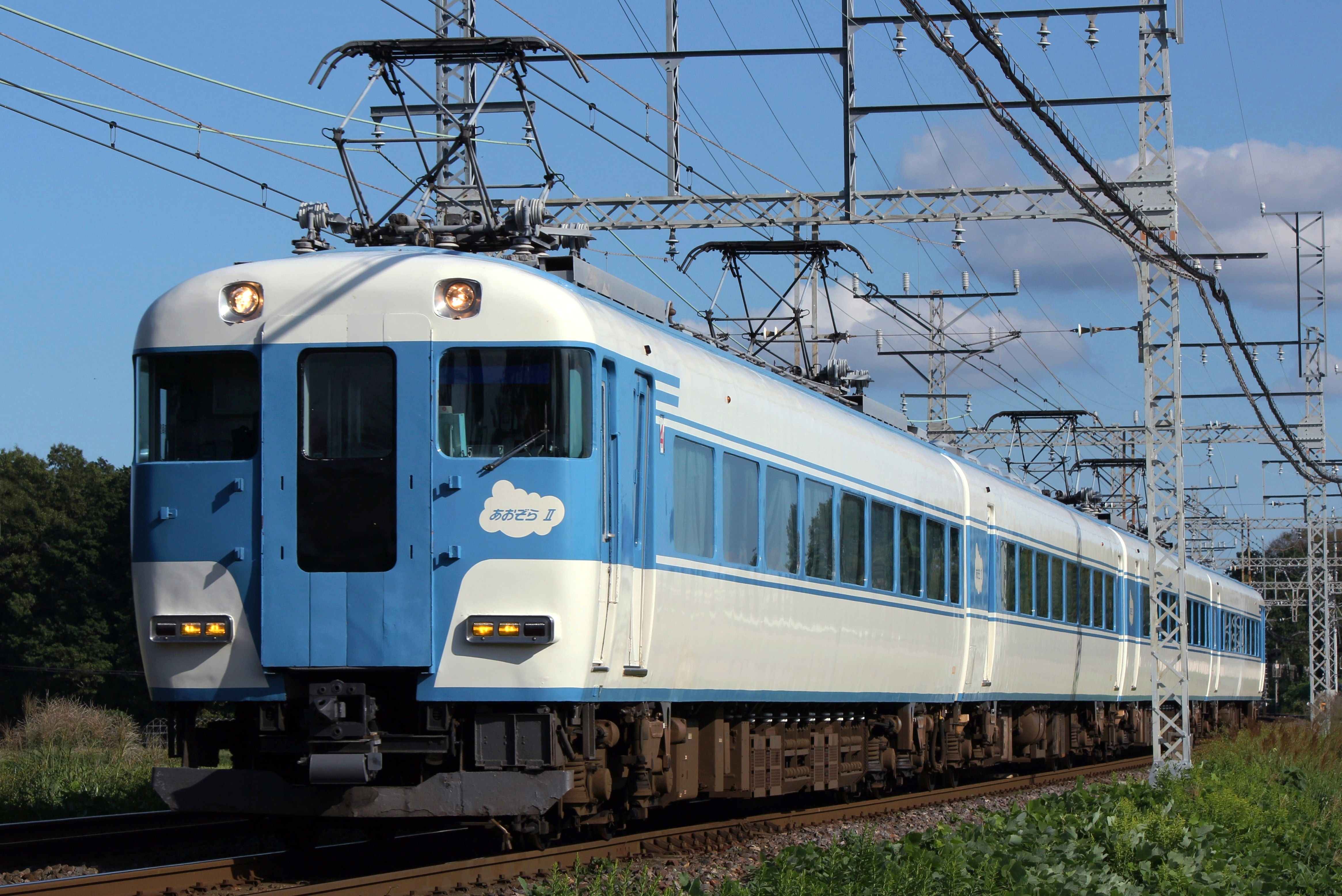
15200系「新あおぞらII」
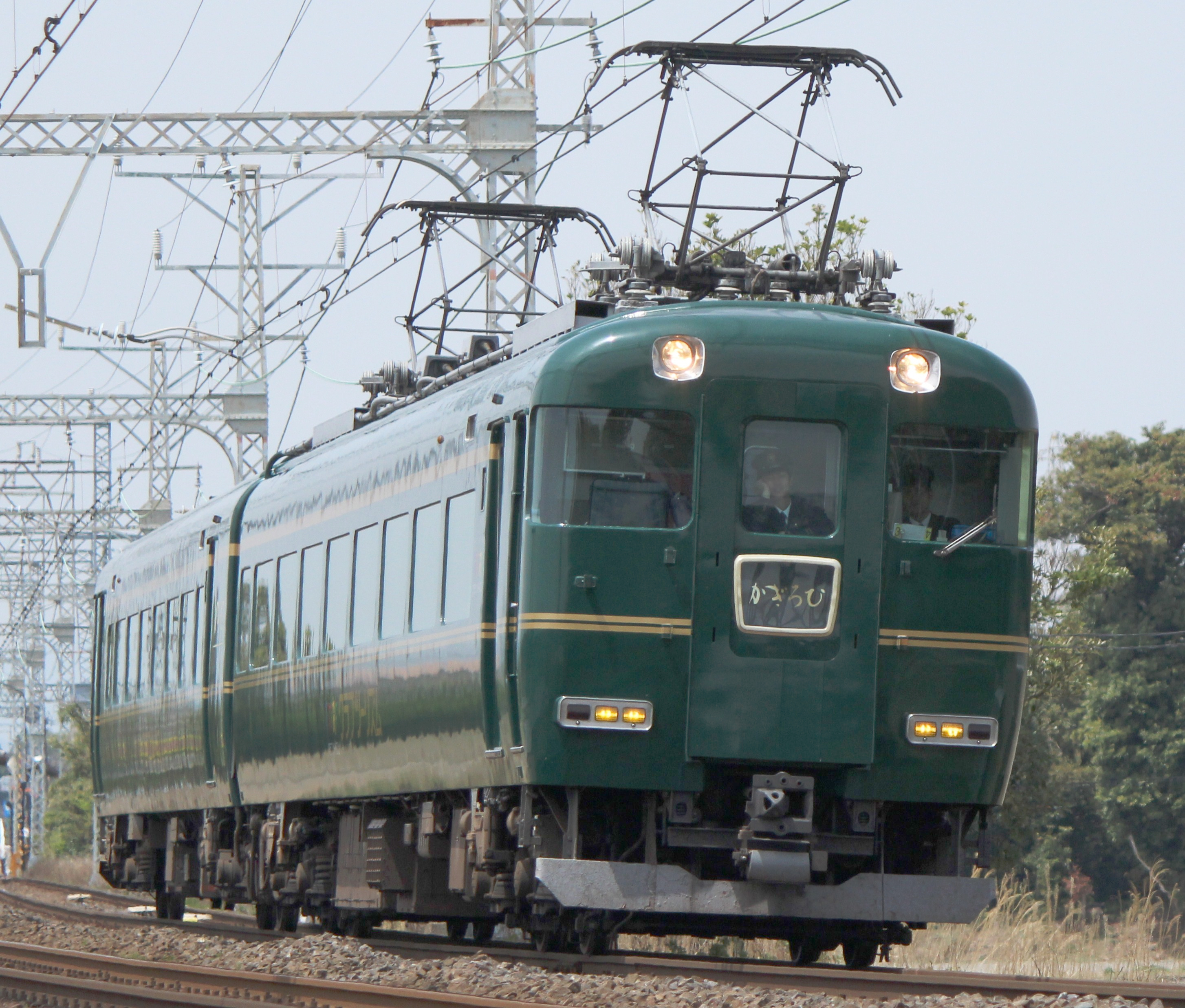
15400系「かぎろひ」

### 車両の変遷
本節では、車両の歴史的流れを容易に把握できるよう、3つの節目に区切った。
区分の基準は、車両の用途やコンセプトを優先し、機械的側面は二の次とした。従って、680系はWN駆動で新性能車両にカテゴライズされても、一般車の格上げ改造車である点で特急専用車としてのコンセプトが希薄のため第I期に挿入し、18000系は釣り掛け駆動の旧性能車の部類に属しても、車体は格下げを前提としないことから特急専用車としてのコンセプトが強固なため第II期に入れた。また、21000系と26000系は直流直巻モーターと抵抗制御方式であり、その点では第II期に属しても車両コンセプトが全く異なるため、コンセプトを一にし、交流誘導モーター及びVVVFインバータ制御方式の22000系以降のグループと同列に扱った。16200系についても、一般車からの格上げ改造車であるが、大量輸送・高効率性を求める車両ではなく、観光輸送・コンセプトである「ゆったりとした時間を楽しむ、上質な大人旅」の観点から第III期に入れた。

解説にあたり、なるべく個々の車両の解説は簡略化し、節目の中から俯瞰で車両を捉えた。
| 左側の写真は420系（元6421系）の車内。一般車化された後も残されたクロスシート。右側の写真は420系の改良型である430系（元6431系）。製造当初から格下げが意図され、格下げ後は予定通り車両中央部の窓を埋めて3扉化された |  | 左側の写真は420系（元6421系）の車内。一般車化された後も残されたクロスシート。右側の写真は420系の改良型である430系（元6431系）。製造当初から格下げが意図され、格下げ後は予定通り車両中央部の窓を埋めて3扉化された |
| 左側の写真は420系（元6421系）の車内。一般車化された後も残されたクロスシート。右側の写真は420系の改良型である430系（元6431系）。製造当初から格下げが意図され、格下げ後は予定通り車両中央部の窓を埋めて3扉化された |  | |

#### 第I期 2200系以降6431系までのグループ（1940年代後半 - 1960年代前半）
この車両群は戦後復興期、戦前製の急行用車両を応急的に特急仕様に整備したことに始まり、なかには特急専用車として新製された車両もあるにせよ、あくまでも次代の特急車が登場するまでの過渡期的な位置づけと見なされ、将来の一般用途への格下げが前提とされた。このため特急用車両としてはいかにも中途半端な位置づけで、特急専用車としてのコンセプトも希薄であった。車体は戦前製の2200系に端を発する両運転台ないし片運転台式の2ドアクロスシートが踏襲された。また、同一ゲージ車両であれば1両単位で混結可能で、この点、編成単位でシステムを構成する後の車両群とは機器構成上の考え方が大きく異なっていた。また、駆動方式も吊り掛け式で、基礎ブレーキも自動空気式とされ、旧来の域を出なかった。従って、10100系が出現すると早くも格下げが開始され、11400系の増備をもって全車一般車化された。
しかし、2250系で確立された軽量車体構造をはじめ、3次車以降で採用されたシュリーレン台車の技術は、10000系の開発に大いに寄与した。またそれらの技術は、特急車のみならず800系に始まる高性能一般車の開発にも大きく寄与した。また、当時の国鉄との激しい競争のなかで採用された冷房装置をはじめ、シートラジオの装備は、現在に至る顧客重視のサービスマインドの基礎を成した。

#### 第II期 10000系以降12600系までのグループ（1950年代後半 - 現在）

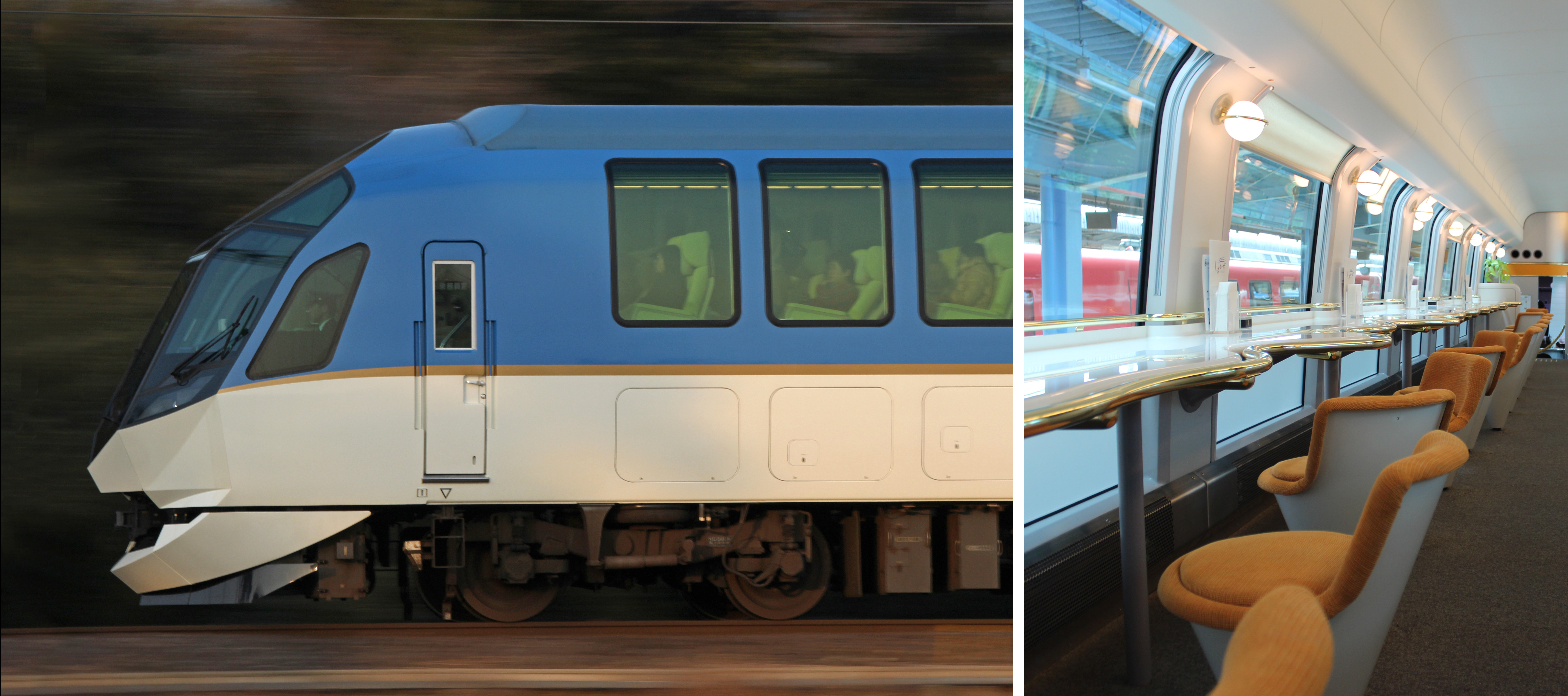
乗客のニーズを全面的に汲み取り、それまでの供給側の都合を排した50000系。効率重視の時代では考えられなかった設備を持っている。

| 効率重視時代の象徴ともいうべき18400系の車内と12200系の外観 |  | 効率重視時代の象徴ともいうべき18400系の車内と12200系の外観 |
| 効率重視時代の象徴ともいうべき18400系の車内と12200系の外観 |  |                                                            |

第I期の車両群が、格下げ、混結を前提、および旧来の性能であったことに比べ、当車両群は編成を固定し、将来の格下げを前提としないことから特急専用系列としてのコンセプトが鮮明になった。また、WN駆動、電磁直通ブレーキ、ユニット単位による制御方式の採用等、新性能化した。居住性も飛躍的に向上し、10000系で回転式クロスシートが採用され、続く12000系から回転式リクライニングシートにステップアップした。窓ガラスは車内空調前提のペアガラスの固定式で、折戸式ドアを採用のうえで戸袋を廃止した。そのほか、調理設備はじめ2階建構造など付帯設備を設けた車両もあるが、概して当車両群で共通することは、個々のニーズを拾うことよりも、大量輸送、高効率性が命題とされた点にある。また、当車両群は正面貫通式および共通した客室を持つため、個性に乏しく、似たり寄ったりのデザインであることも特徴で、それは系列の別なく、軌間の異なる南大阪線系統を除く全系統で共通運用が組まれた効率重視の時代を色濃く反映したものとなっている。
第II期車両群でも一目置かれる2階建構造は、シンボル性の強調と同時に定員を増すことによる運用効率のアップと座席1人あたりの建造費圧縮の意図もある。当時の近鉄は出来る限り多くの座席を用意して乗客を迎えることを特急営業のポリシーとしていたことから、10100系もこの考え方のもとに設計された。特に当該系列は連接構造のため、ボギー車2両分の台車で3両分の収容力を持つ輸送効率の高さをも併せ持っている。30000系の場合は観光需要を当て込んだ内装とされたが、座席は大量輸送の時代を反映して2階客室端部は固定式とされた。従って大量輸送に重点が置かれていることから、改めて第II期車両群に属することが理解される。その意味において、後年製造された50000系のカフェ車両は、1両全体が定員度外視であり、同じ2階建構造ながら製作意図が全く異なる。
ここに挙げた車両群は、拡充期にあった特急ネットワークを完成に導くために大量投入されたもので、なかでも12200系は168両に渡って増備され、ネットワーク形成に大いに寄与した。

| 1988年以降は個々のニーズに対応する設備へと舵を切った（左：21000系デラックスカー、右：23000系サロンカー いずれも登場時の画像） |  | 1988年以降は個々のニーズに対応する設備へと舵を切った（左：21000系デラックスカー、右：23000系サロンカー いずれも登場時の画像） |
| 1988年以降は個々のニーズに対応する設備へと舵を切った（左：21000系デラックスカー、右：23000系サロンカー いずれも登場時の画像） |  | |

#### 第III期 21000系以降のグループ（1980年代後半 - 現在）
需要が供給を上回ることで一定の輸送量を確保できた時代は、大量輸送で効率重視かつ均一的な車両で運用していれば事足りていた訳であり、第II期車両群はそれに該当した。しかし、経済の発展に伴う生活水準の向上や、社会を取り巻く環境の変化に伴って客側の選択肢が増すと、必ずしも近鉄特急を選ぶ必要性が無くなり、他の選択肢に流れていくことは十分に考えられていた。その選択肢とは、移動手段で言えば自動車、JR線、他社線である。娯楽で言えば日本国内及び日本国外の様々な観光地への旅行、あるいは多彩化した趣味・嗜好・行動などが該当する。この問題については後の「競合関係にあるもの」でも述べる。しかし、数ある選択肢の中から近鉄特急（あるいは近鉄沿線の観光地）を選んでもらうには、旅客のニーズに応えることが必要で、この点、大量輸送が主目的の第II期車両群では選んでもらうだけの魅力に乏しい。そこで、集客を得るには個々のニーズを拾うことが最も適切であるとの考えを具現化したのが第III期車両群である。
この車両群以降、多様化するニーズに対して運営者目線から利用者目線に転換するための外部デザイナーの活用や、利用客へのアンケート調査を実施のうえ、車両設備やサービスに反映させる姿勢が鮮鋭化し、この結果、長らく均一の似たり寄ったりの客室から一転して、高品質の客室、横3席配置の特別車両、グループ専用車両（サロン、個室）、チルト機構付き座席、分煙策、男女別トイレ等の各々異なる設備を用意して対応する契機となった。そのほか、座席の前後間隔についても拡大の一途を辿ることで定員を減らして占有空間を重視する方向へと転換され、この点でも大量輸送の時代とは方向性が異なっている。
21000系以来始まったその傾向は、50000系及び80000系によって一層推し進められている。
第II期と第III期の主要な違いとして、コストダウンの要請による機器類の進化がある。電気指令式ブレーキ、交流誘導電動機、VVVFインバータ制御、ボルスタレス台車、静止形インバータの採用がそれで、22000系以降の流れとなっている。

## 車内

### 客室
客室は昨今の社会ニーズの多様化によって様々なタイプが用意され、旅の目的に応じて選択できる。

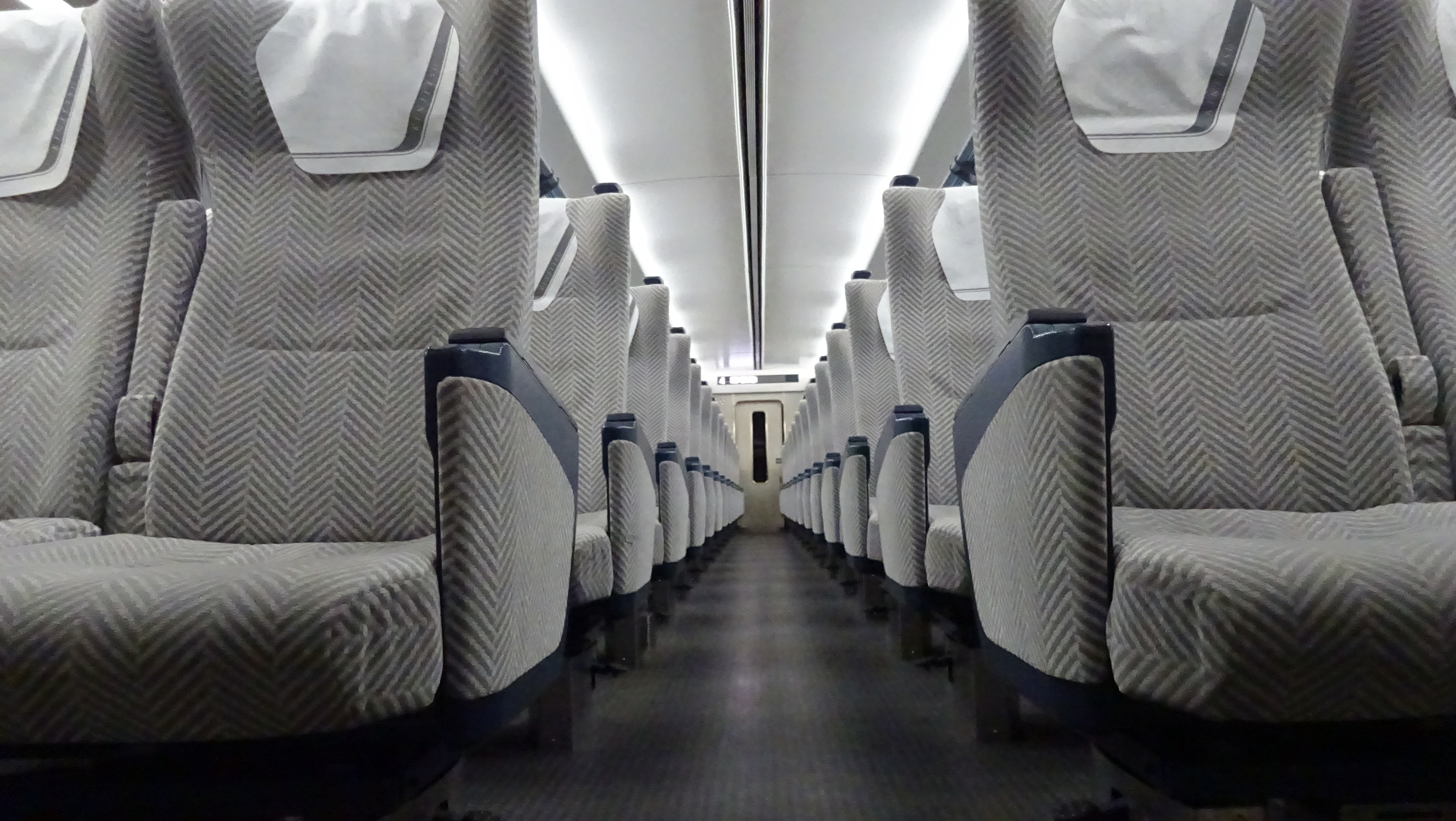
レギュラータイプ （ACE）
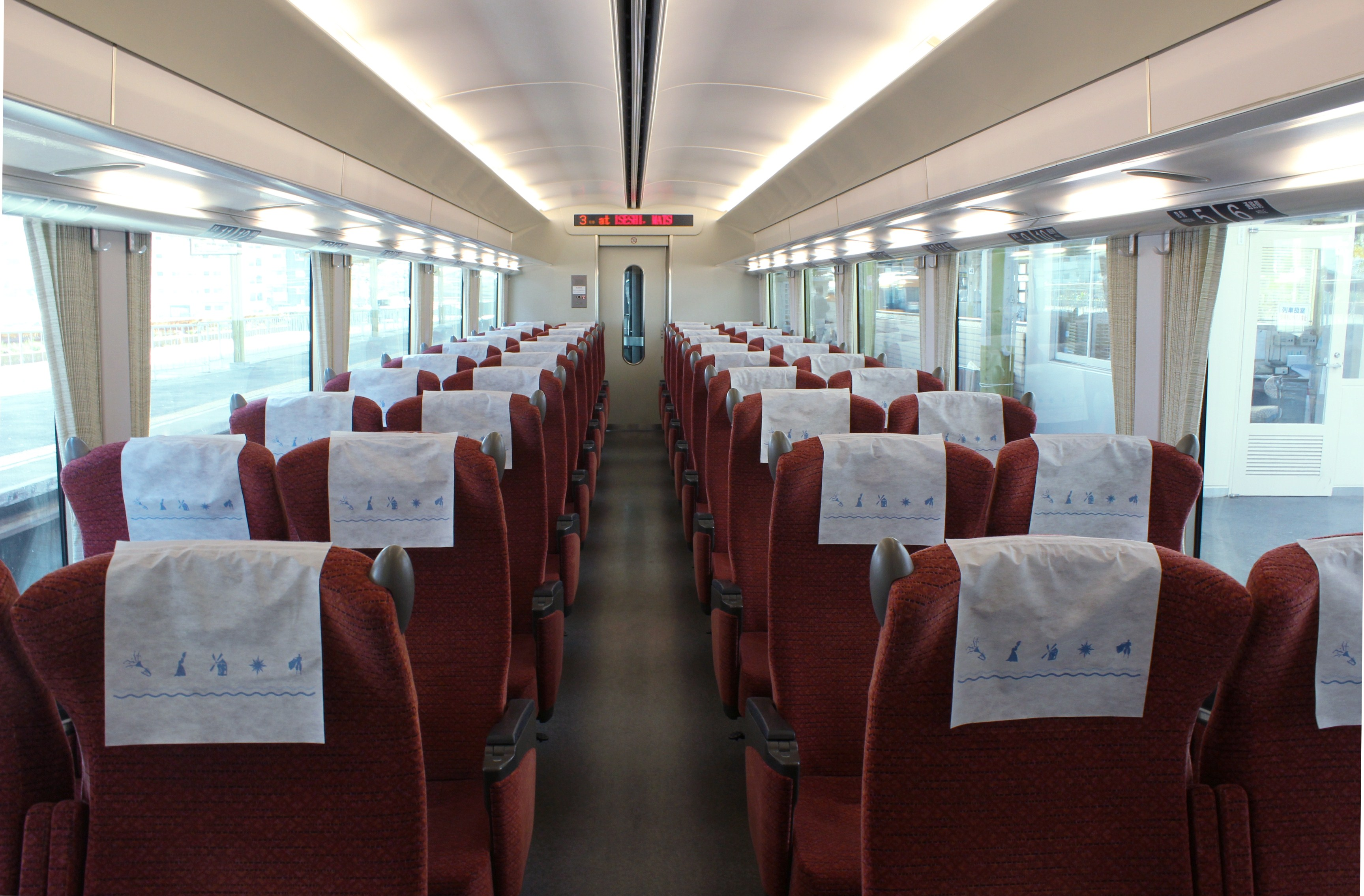
レギュラータイプ （Ace）
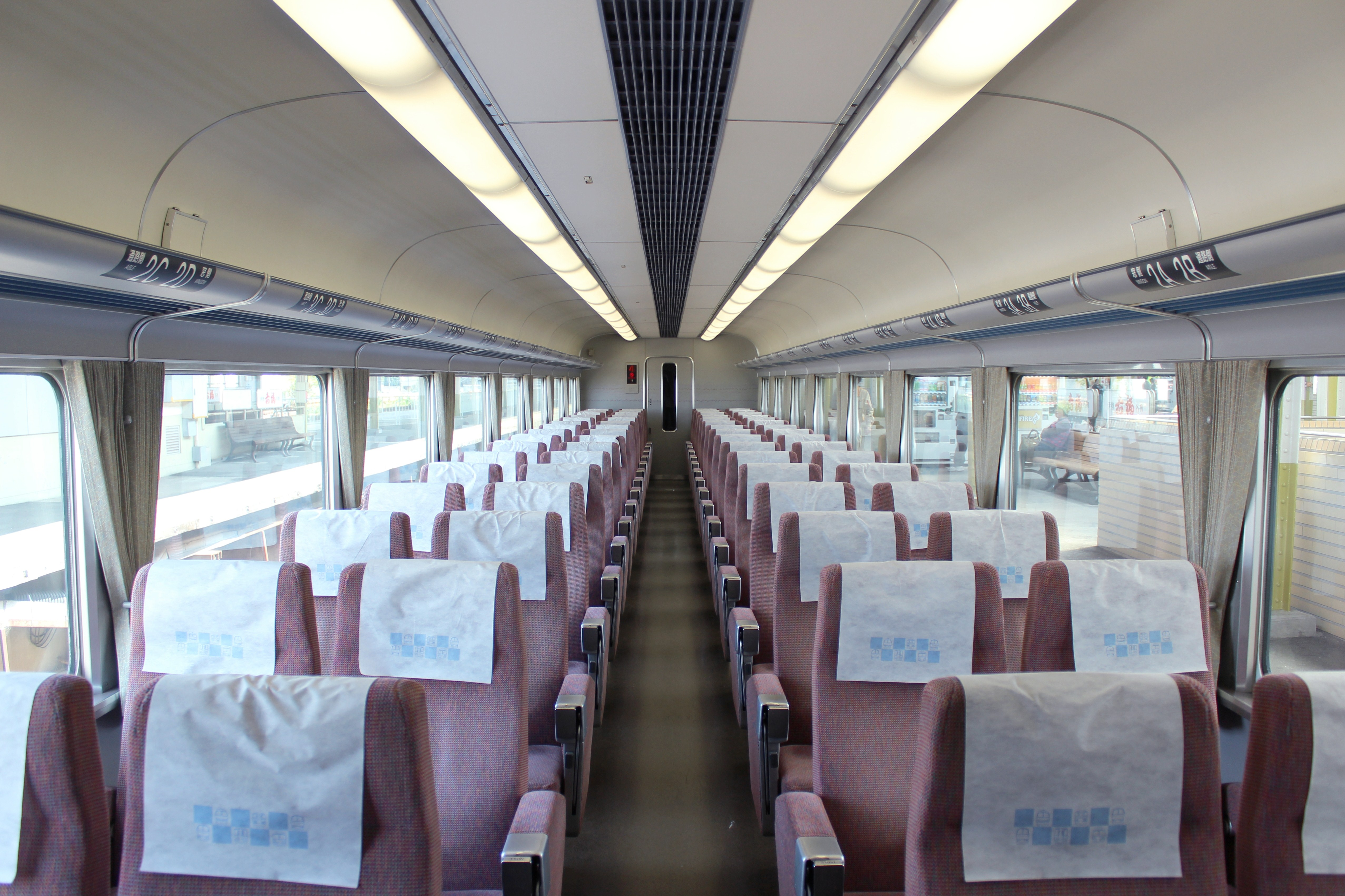
レギュラータイプ （サニーカー）
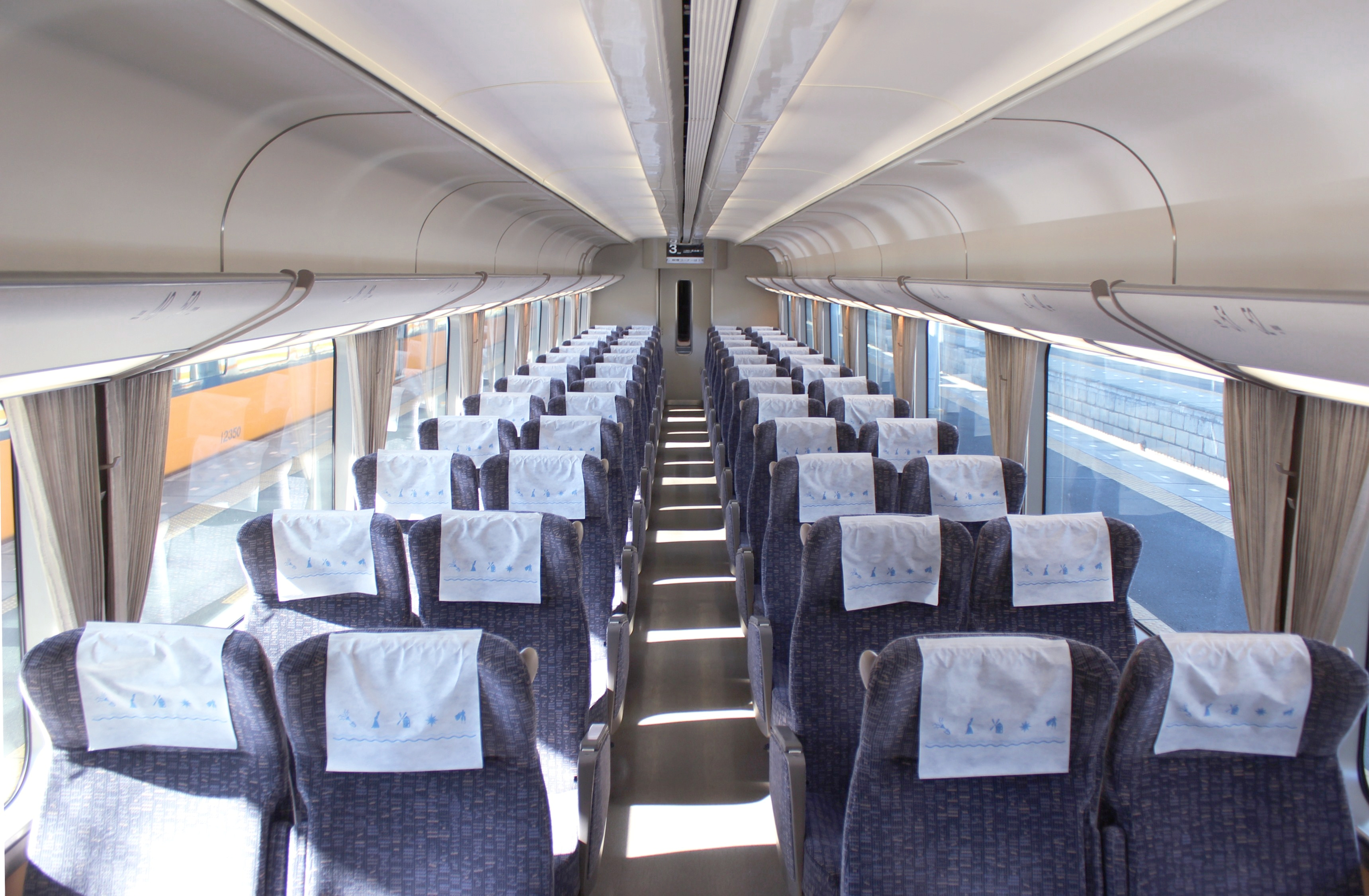
レギュラータイプ （アーバンライナー）
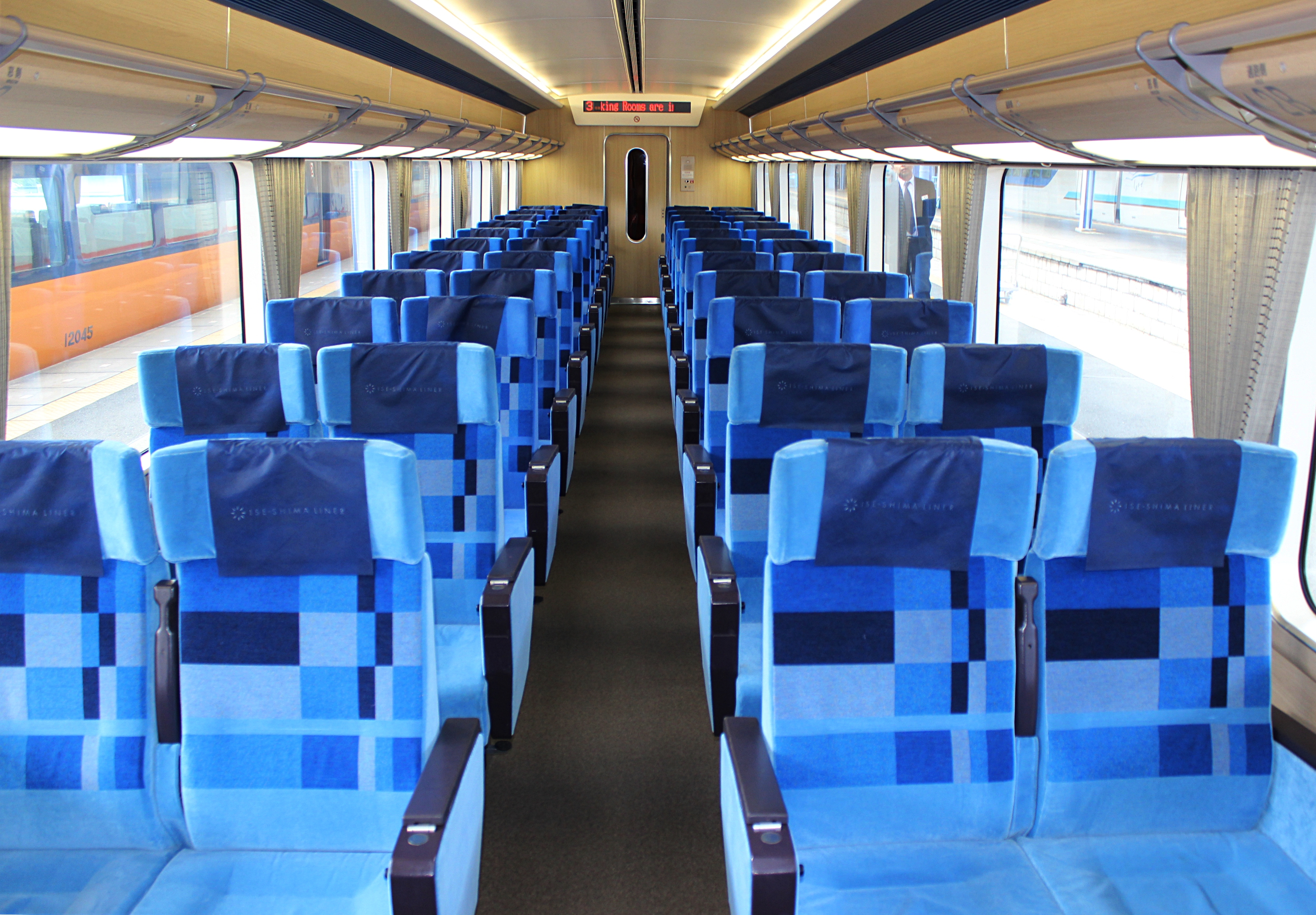
レギュラータイプ （伊勢志摩ライナー）
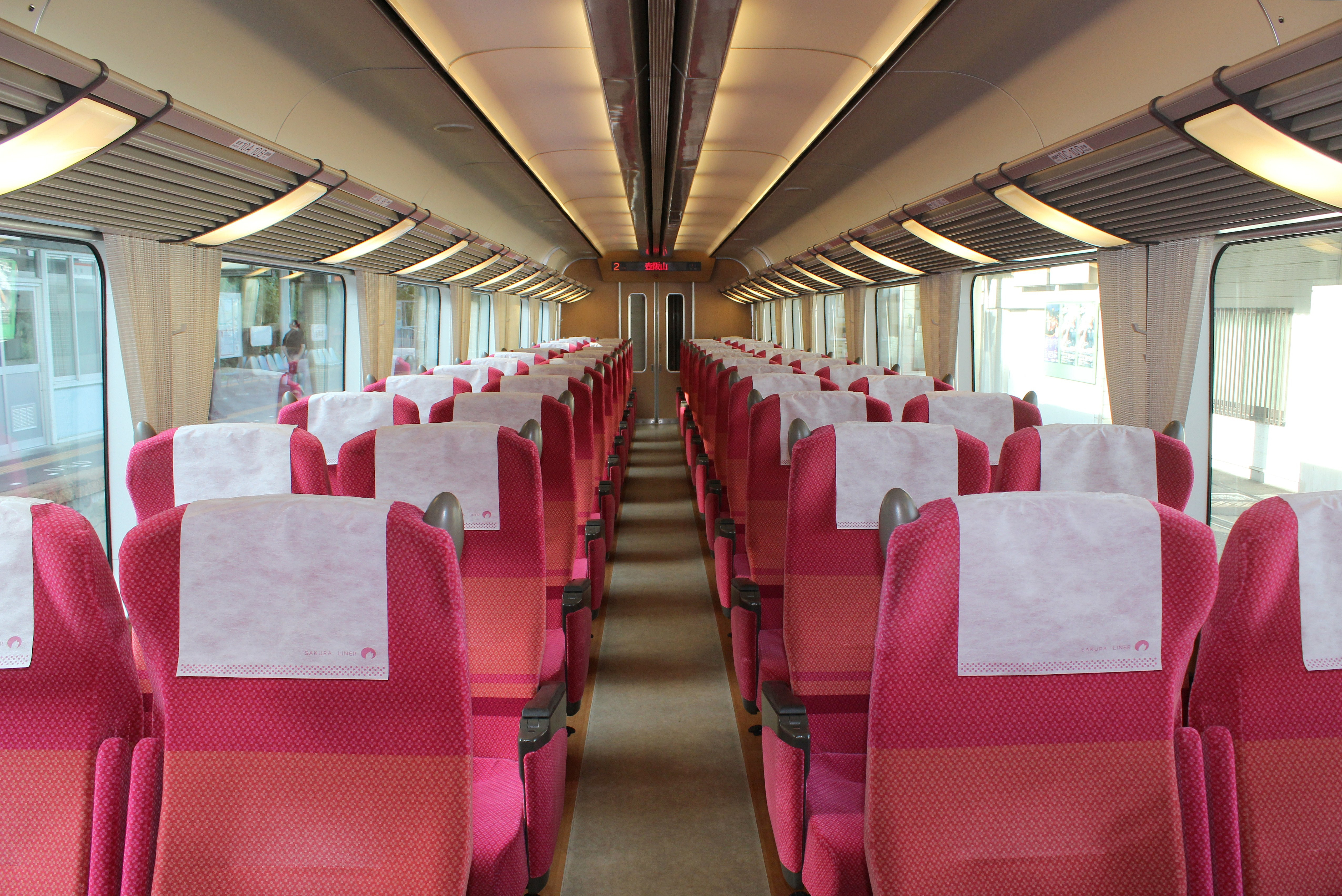
レギュラータイプ （さくらライナー）
レギュラー車両 （ひのとり）
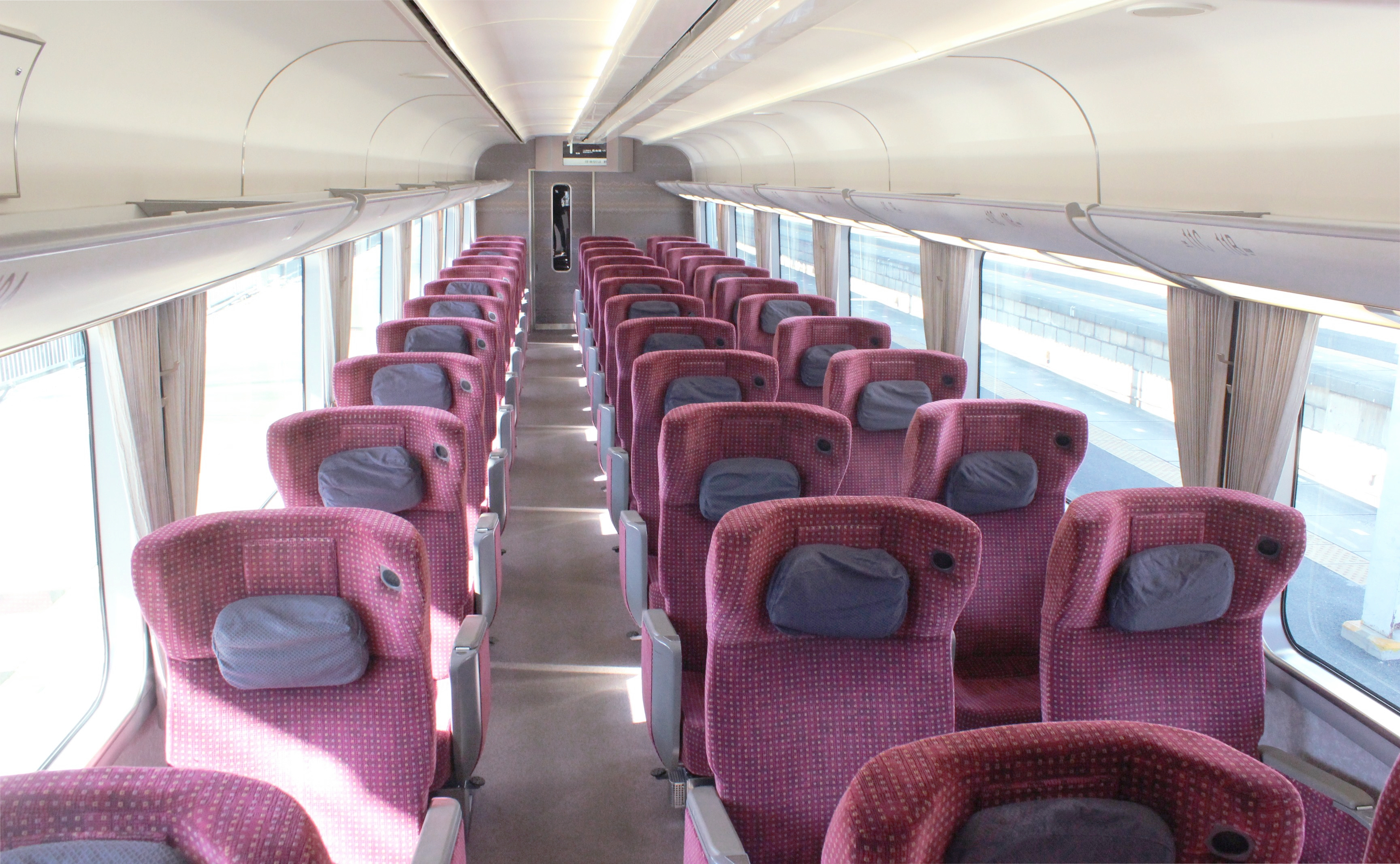
デラックスカー （アーバンライナー）
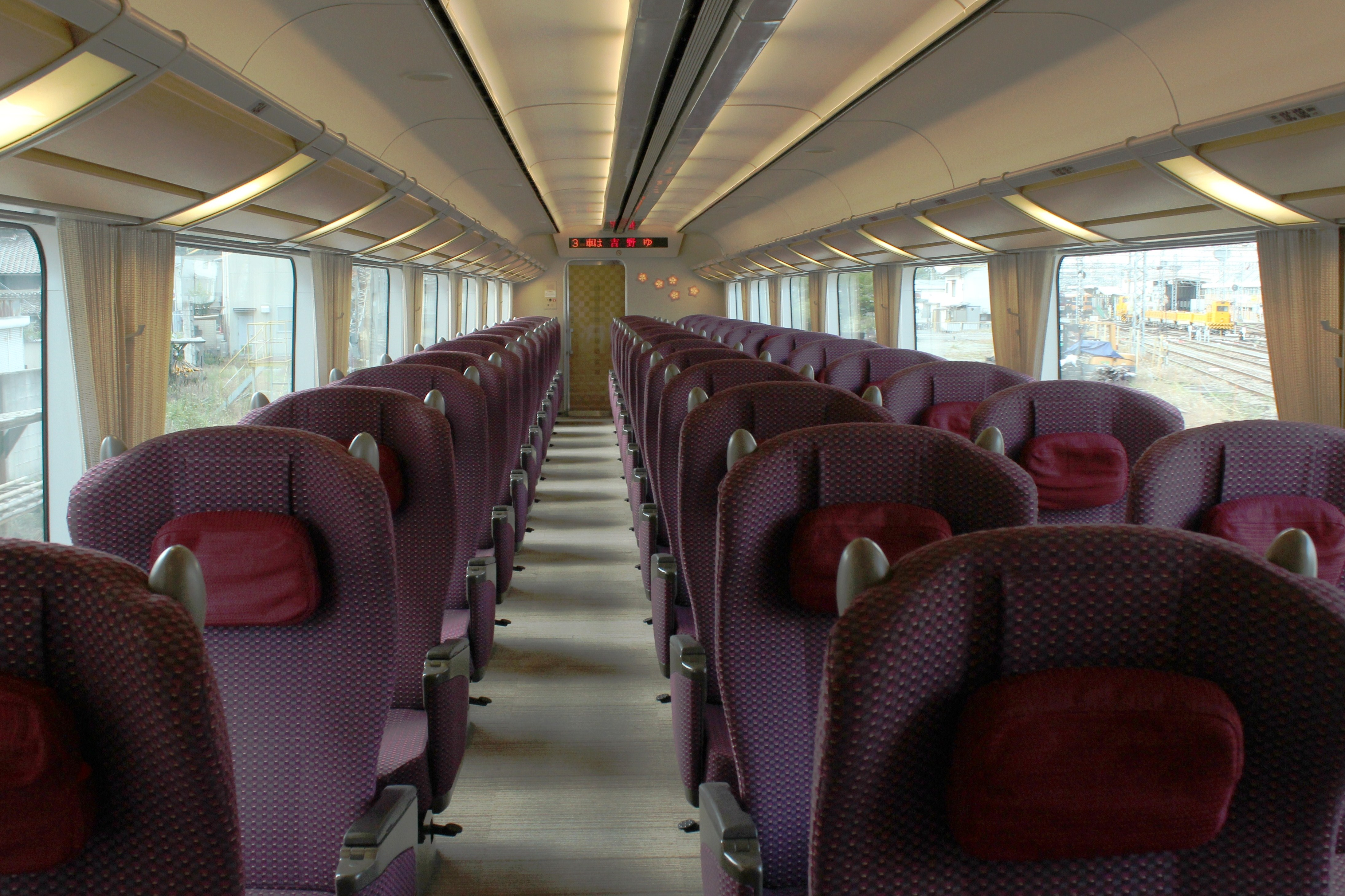
デラックスカー （さくらライナー）
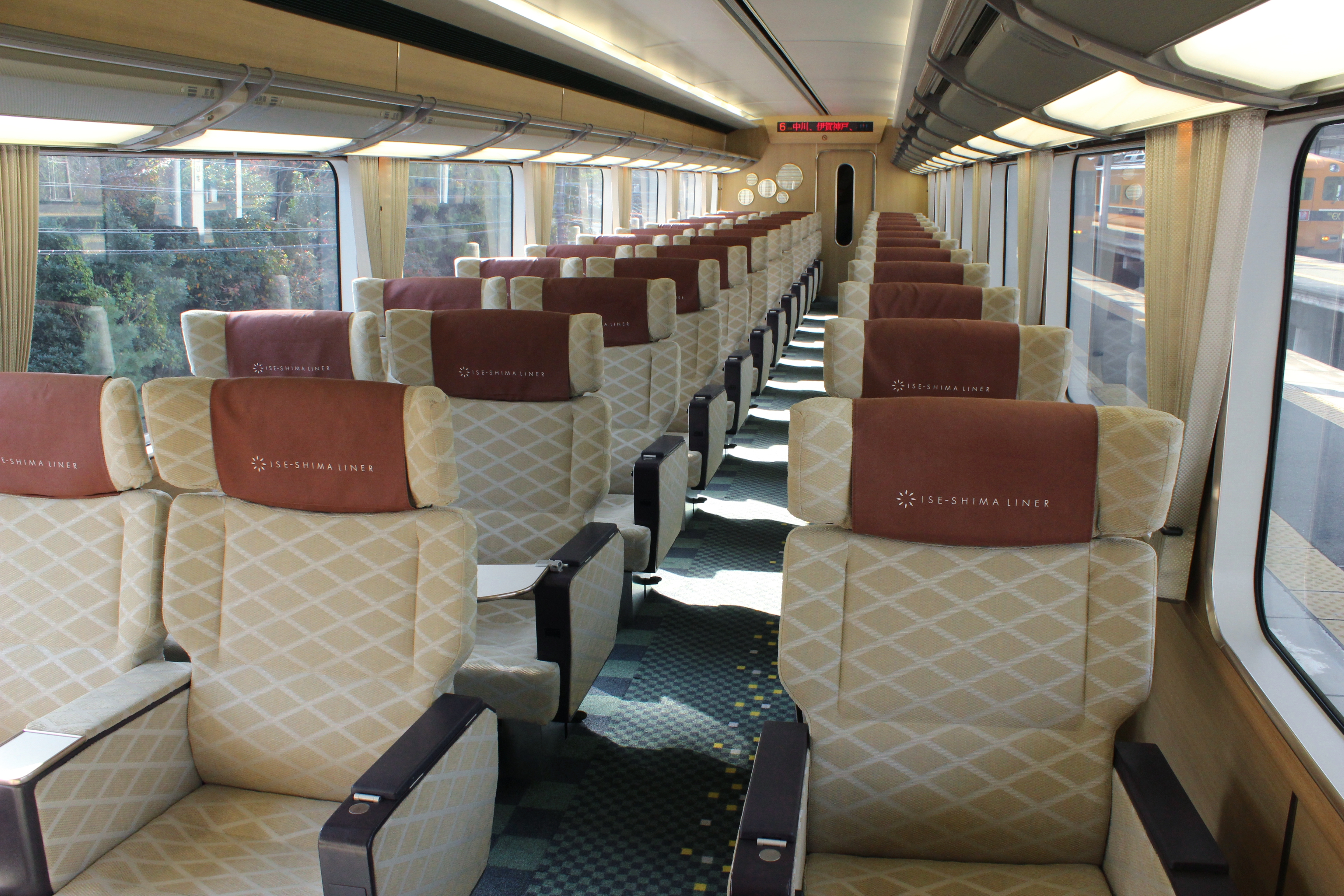
デラックスカー （伊勢志摩ライナー）
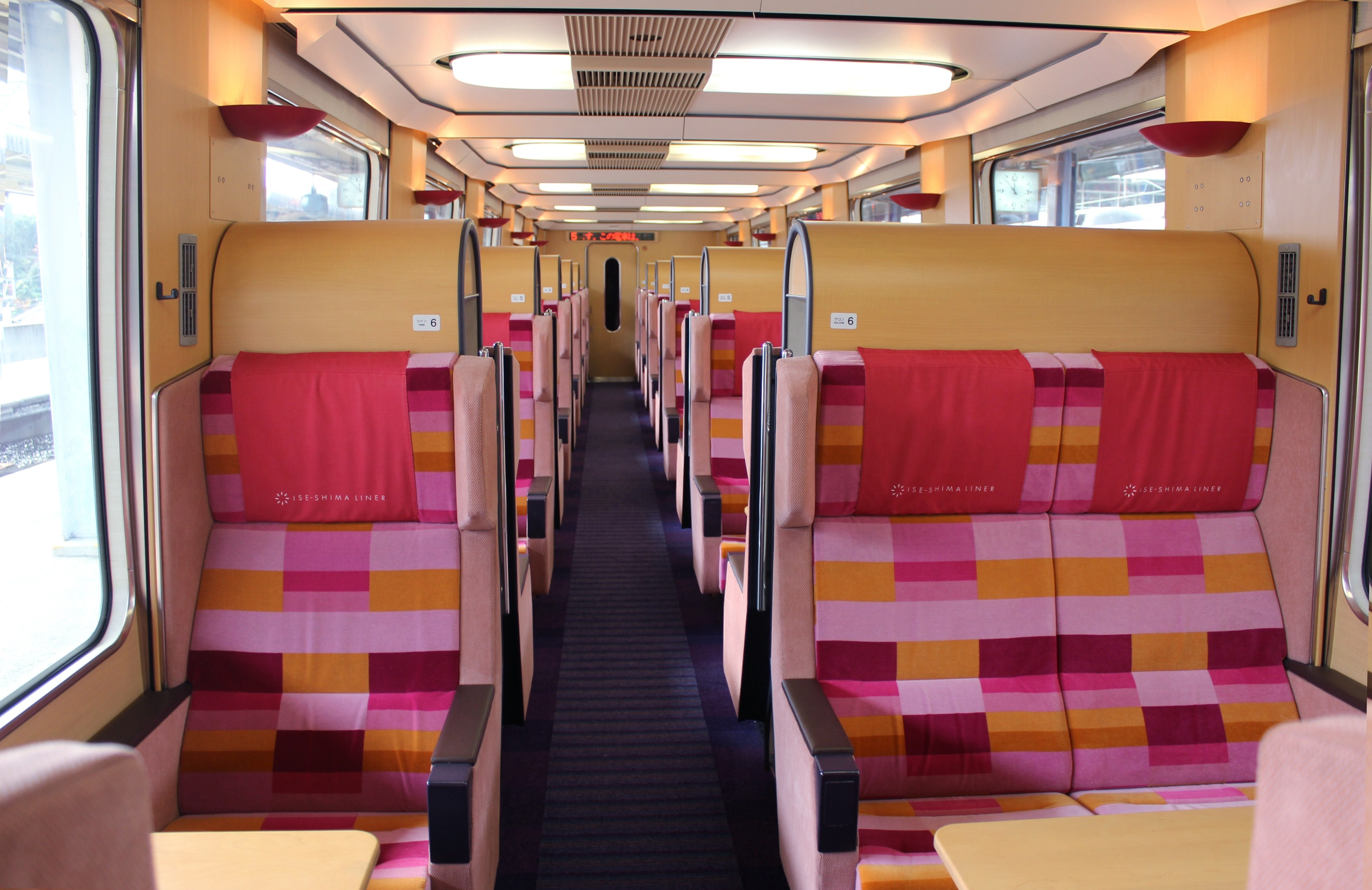
サロンカー （伊勢志摩ライナー）
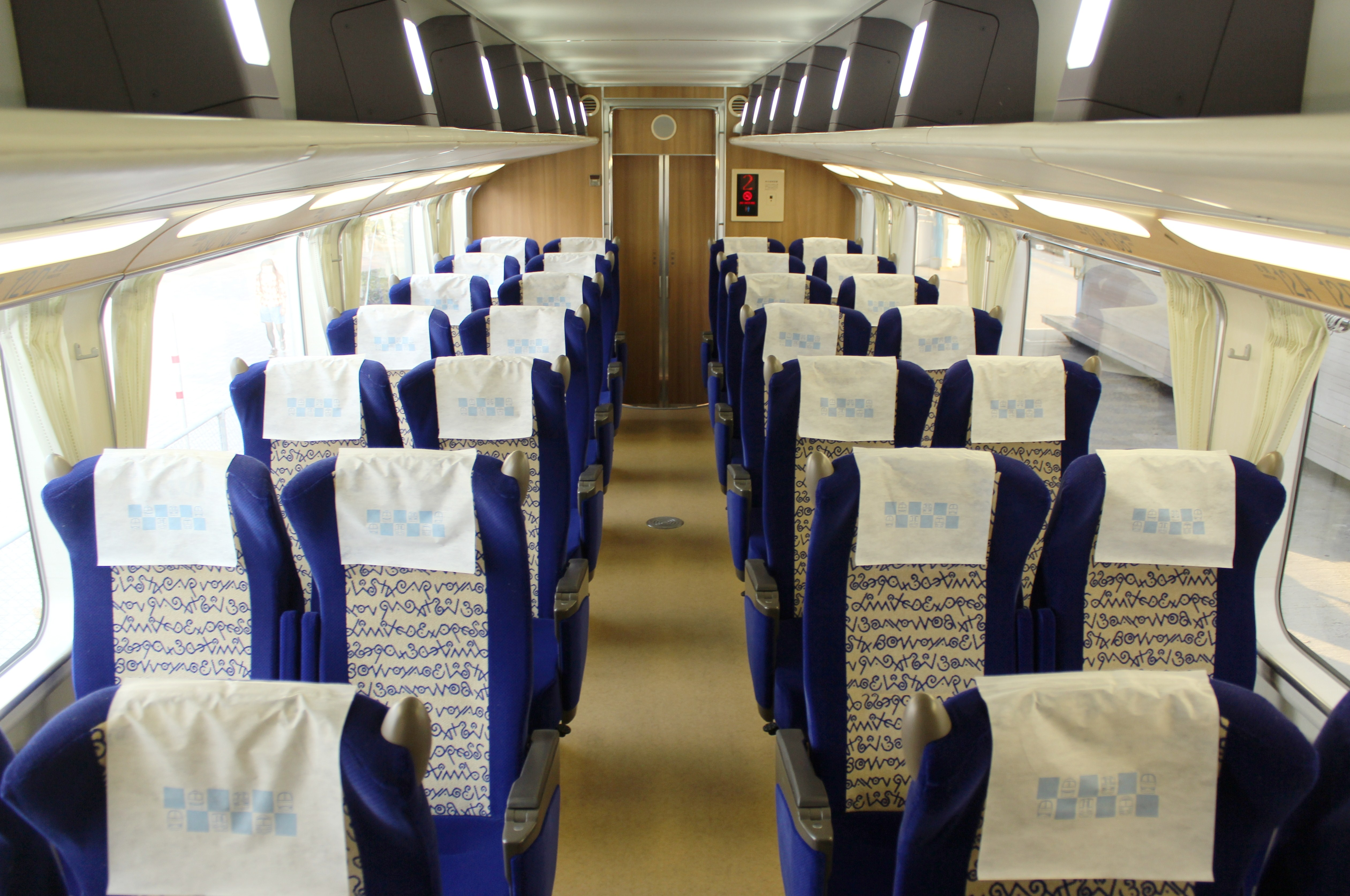
階上席 （ビスタEX）
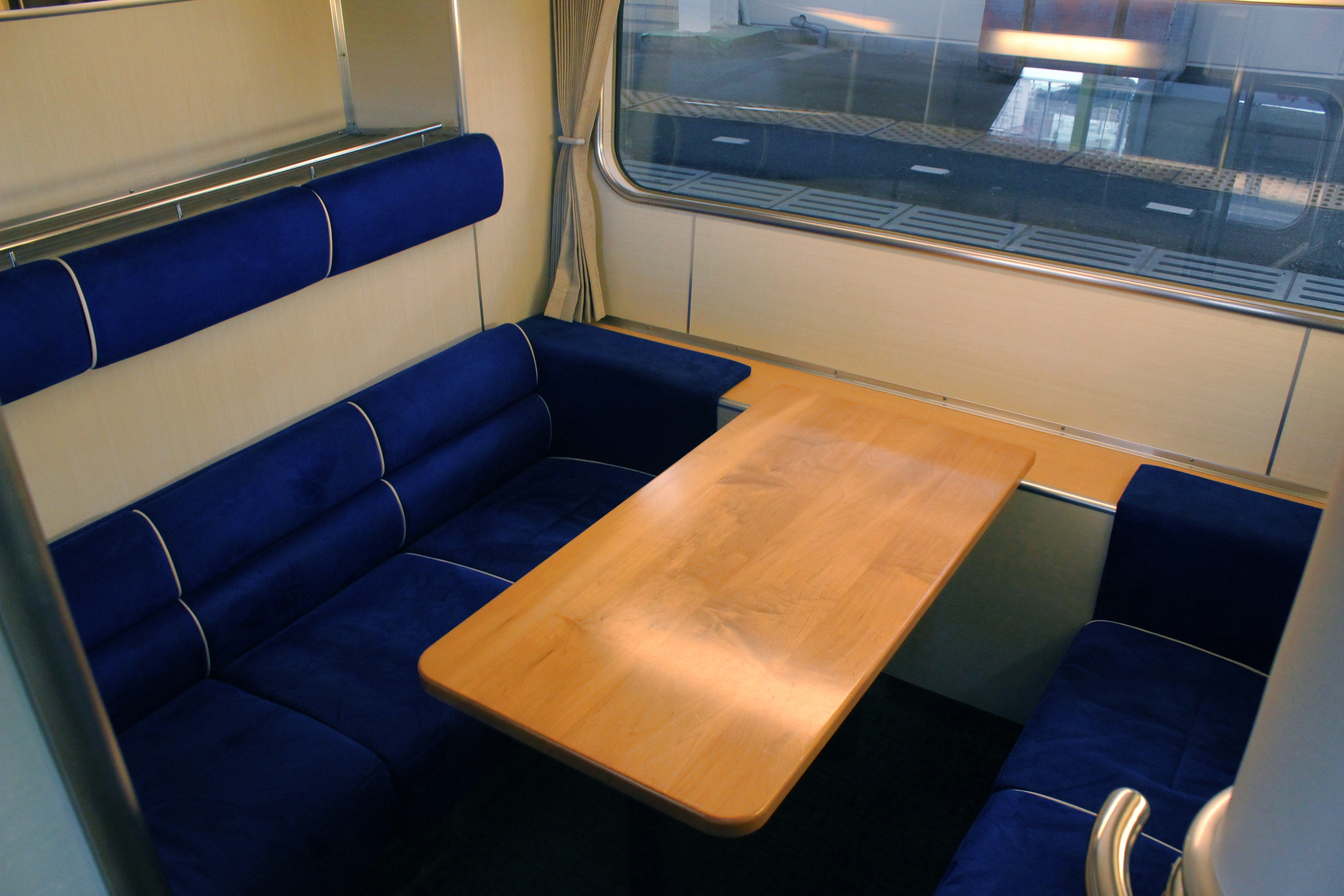
階下席 （ビスタEX）
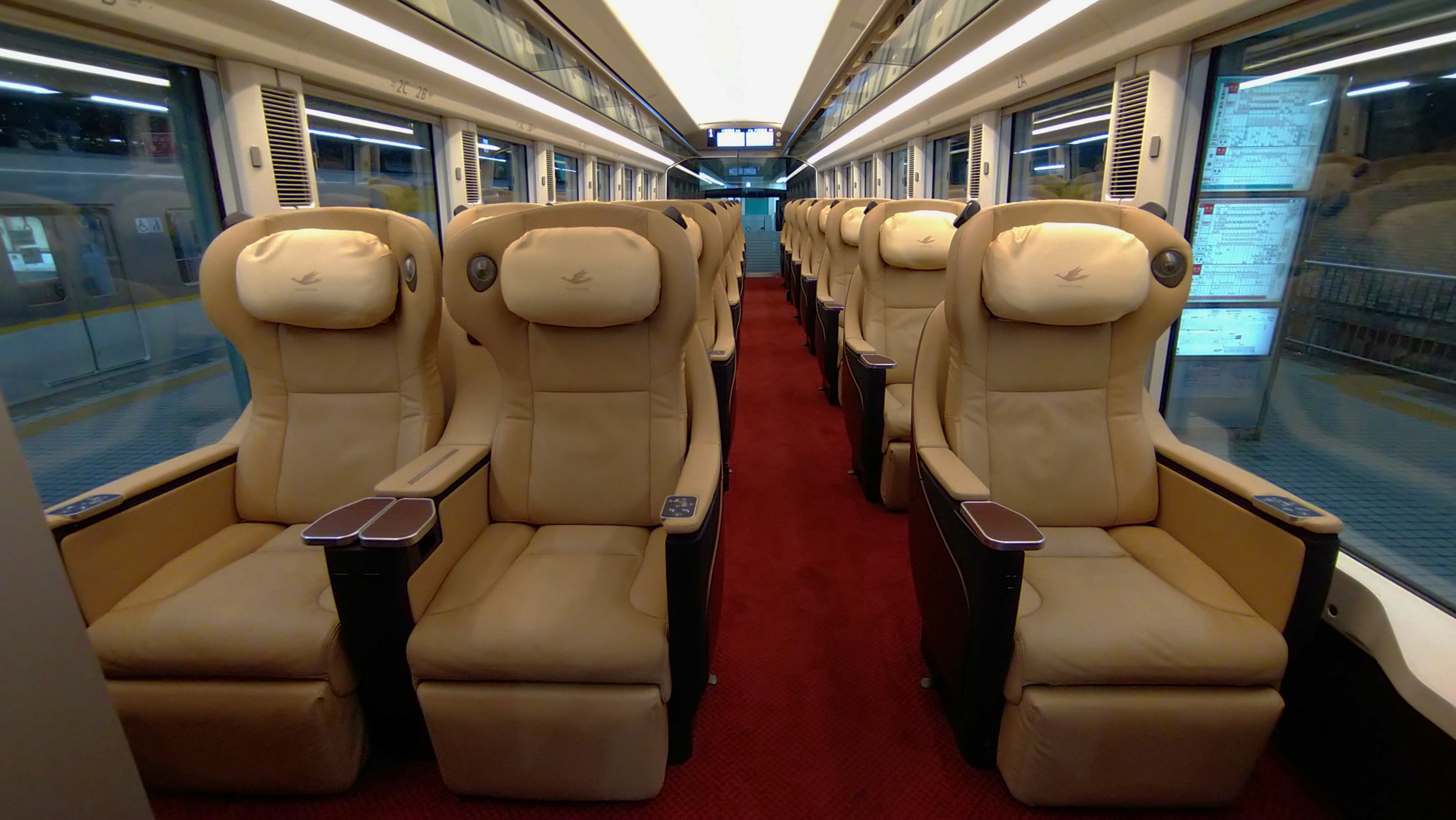
プレミアム車両 （ひのとり）
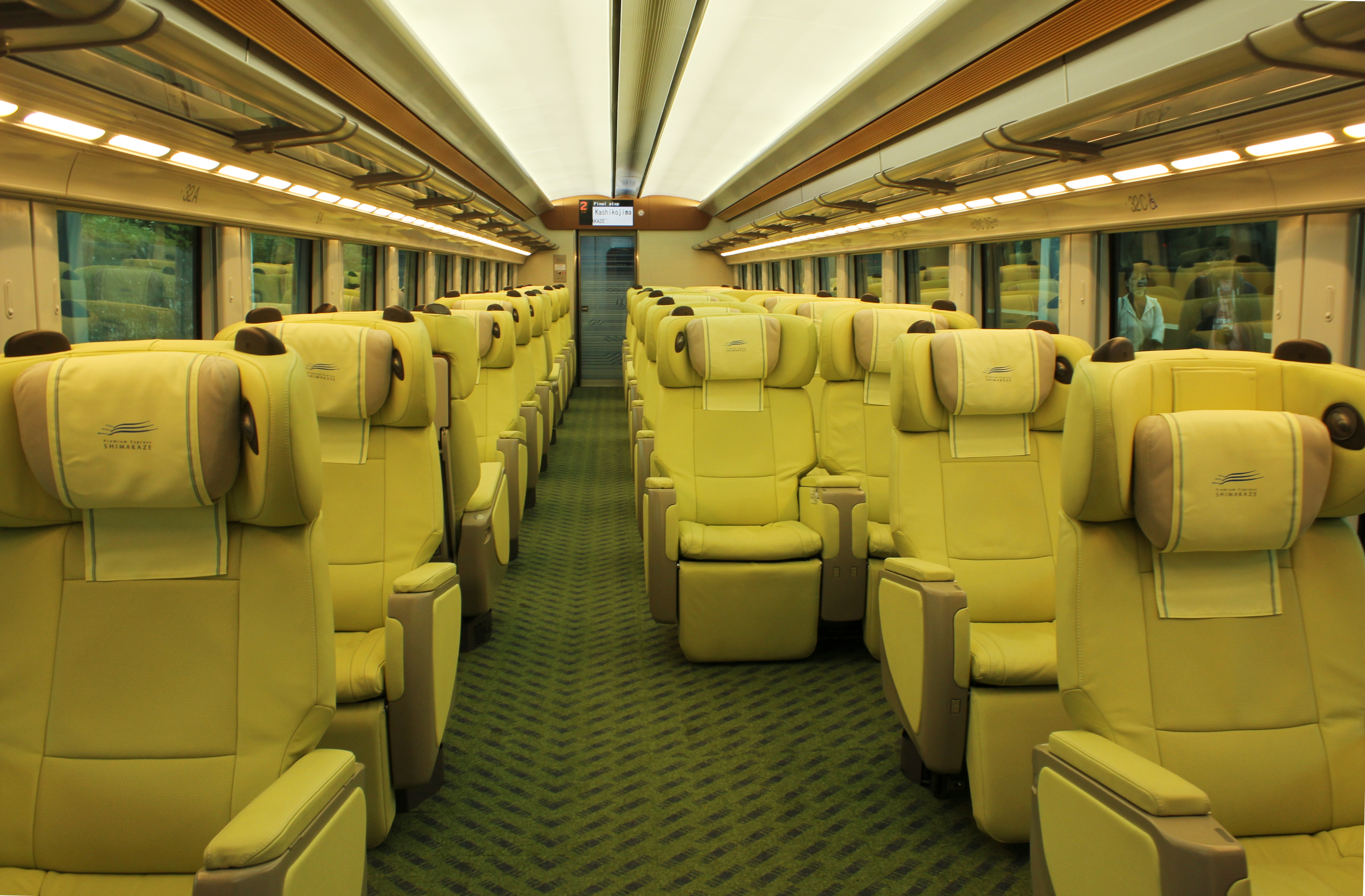
プレミアム車両 （しまかぜ）
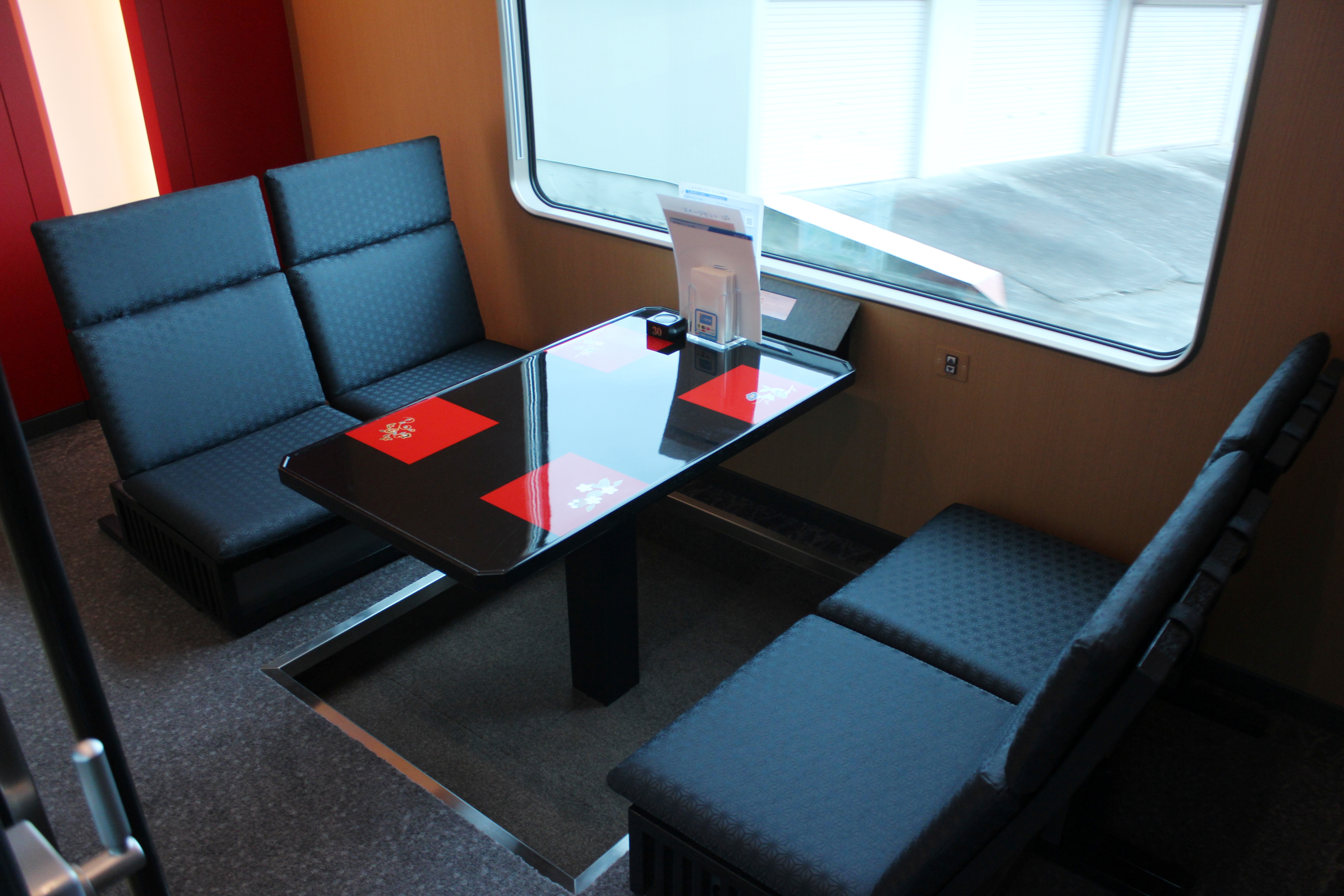
個室 （しまかぜ）
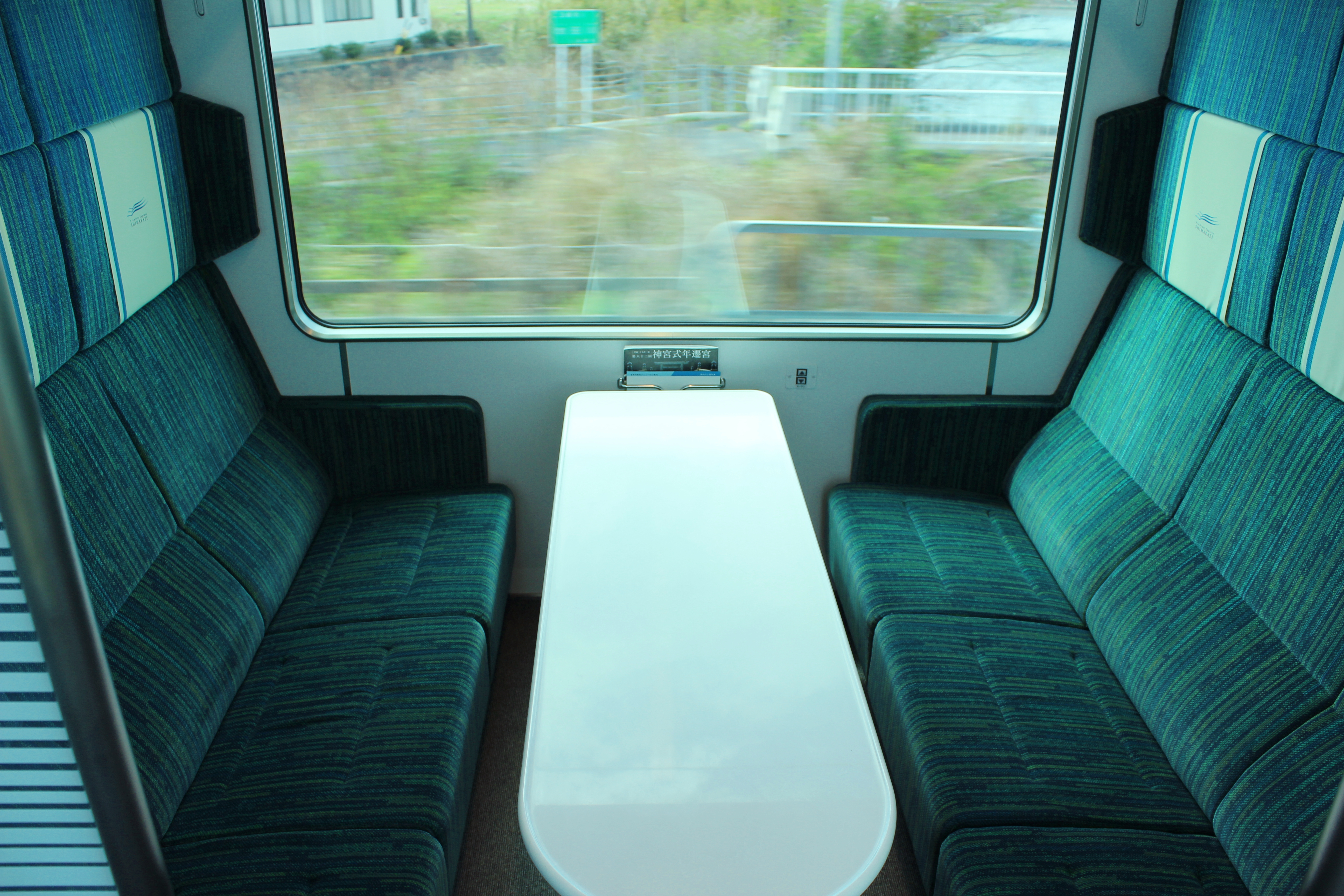
サロン席 （しまかぜ）

### 化粧室
トイレ・洗面台は2両に1か所設置されている。また、アーバンライナー、22600系には女性専用トイレも用意されている。そのほか、しまかぜではパウダールームも併設する。

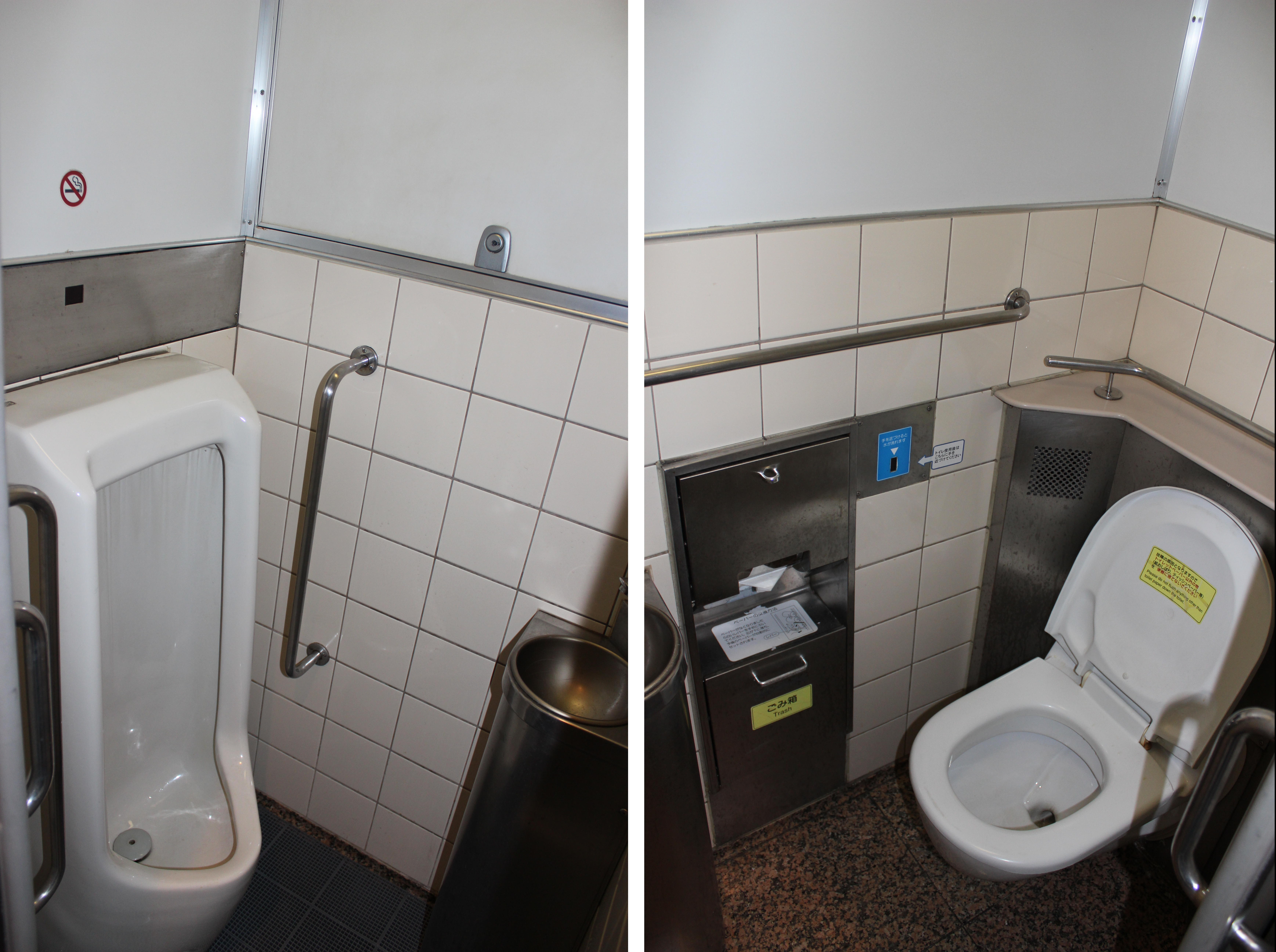
一般的なトイレ
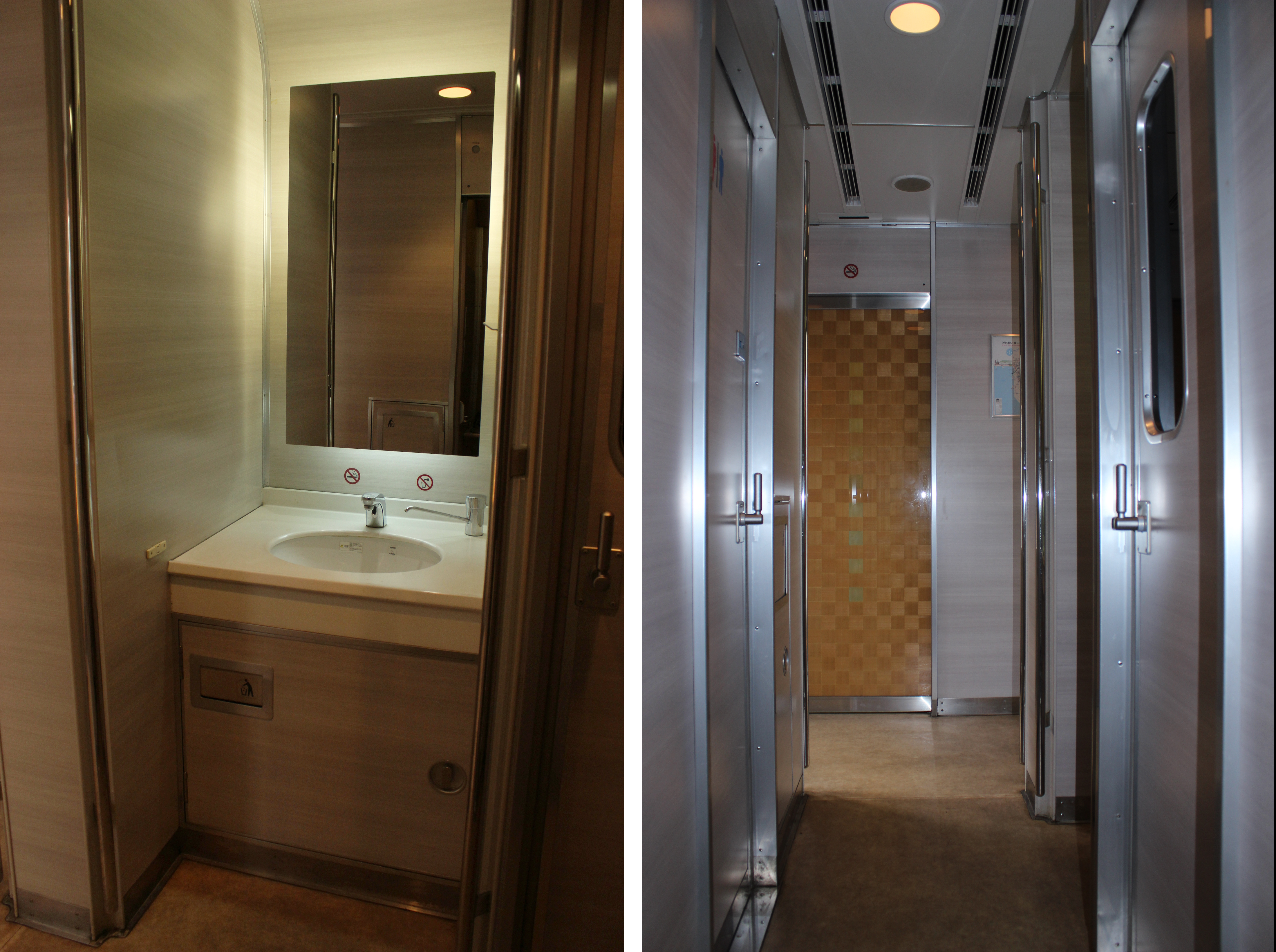
洗面台とその付近
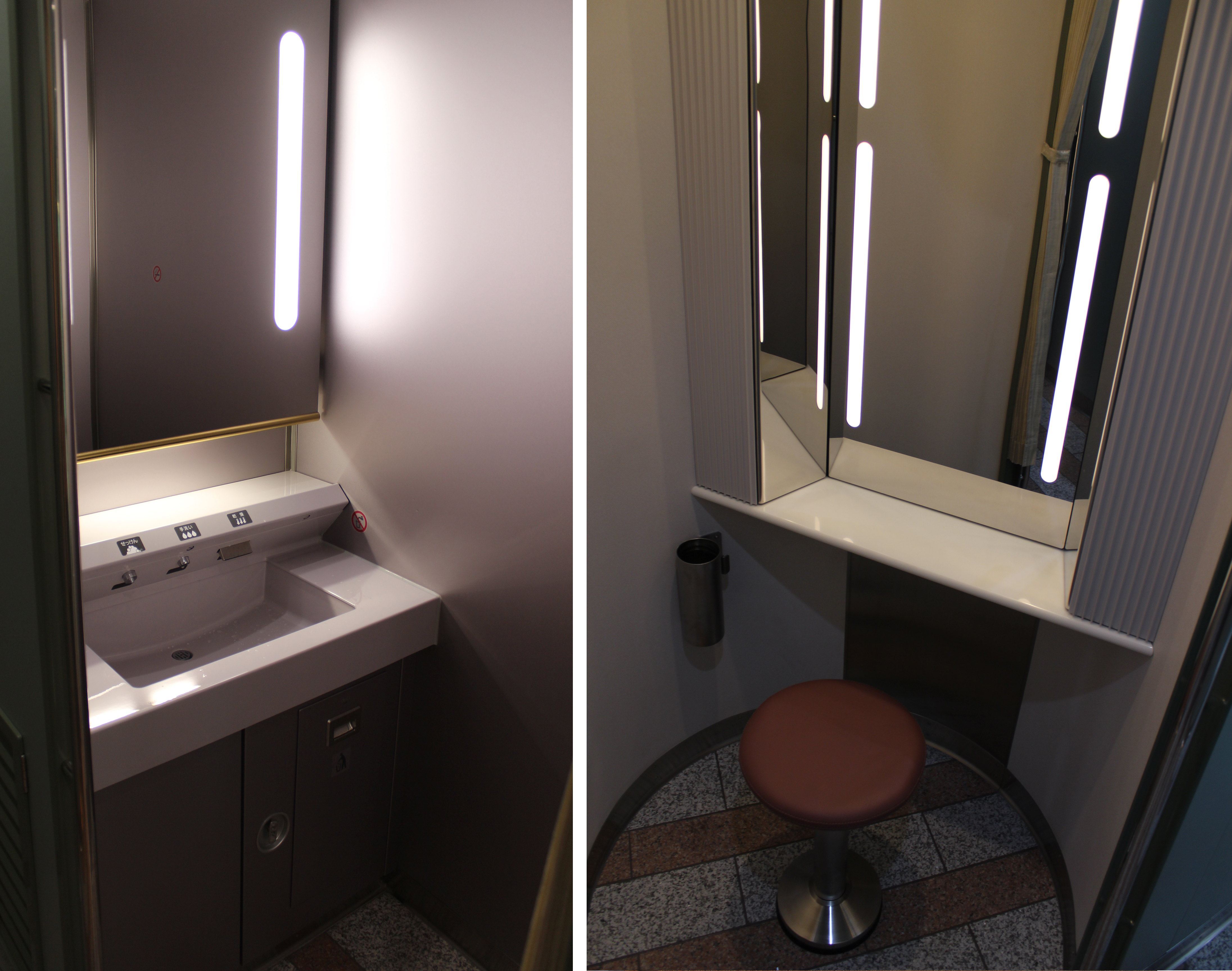
しまかぜの洗面台とパウダールーム

### 喫煙室
現在では新幹線を含む他社列車ではほぼ全面禁煙となっているが、近鉄特急では喫煙可能な車両を連結し、喫煙ユーザーの取り込みも行っている。2020年2月1日現在、大手私鉄で車両内に喫煙室を設置しているのは近鉄のみである。
喫煙室は19200系「あをによし」及び16200系「青の交響曲」を除いた全ての車両に1箇所以上設けられている。標準軌線汎用特急車の場合は1号車と5号車、A号車とE号車に喫煙室付の車両が連結される場合に喫煙室が使用可能となるが、3・7・9・C号車になる場合には閉鎖されて使用できず、また上述の車両で編成の都合で喫煙室の設置されていない車両が1・5・A・E号車になる場合はその号車は禁煙扱いとなるか座席の販売自体を行わず、通路扱いとなる。狭軌線（吉野特急）汎用特急車は原則偶数号車に喫煙室を設置しているが、16000系16008Fを編成に組み込む場合は喫煙室が1両分少なくなる。また、23000系、22600系・16600系、22000系・16400系、26000系には、喫煙室内に簡易腰掛が装備されている。
2020年1月31日までは座席喫煙車も存在したが、改正健康増進法に合わせ翌日からは全席禁煙化とし、喫煙室でのみで喫煙可能となるが、前述の通り12200系については2021年3月末までに運用を外れるため喫煙室を設置せず、同系で運行する列車については全面禁煙となる（該当列車は窓口・券売機や予約サイトで確認可能）。なお、喫煙車として運行していた車両については車両整備が終わるまで座席を発売しない。また、改正健康増進法では屋内扱いとなるため、地下区間（難波線内・近鉄名古屋駅・近鉄奈良駅）と駅全体が屋根に覆われた大阪上本町駅・京都駅・大阪阿部野橋駅では喫煙室を利用不可とする。
近年の健康増進志向の高まりなどを踏まえ、2024年3月1日からは全ての喫煙室を廃止し、全面禁煙化になったため、同年2月29日をもって近鉄特急における喫煙は60年の歴史に幕を閉じた。

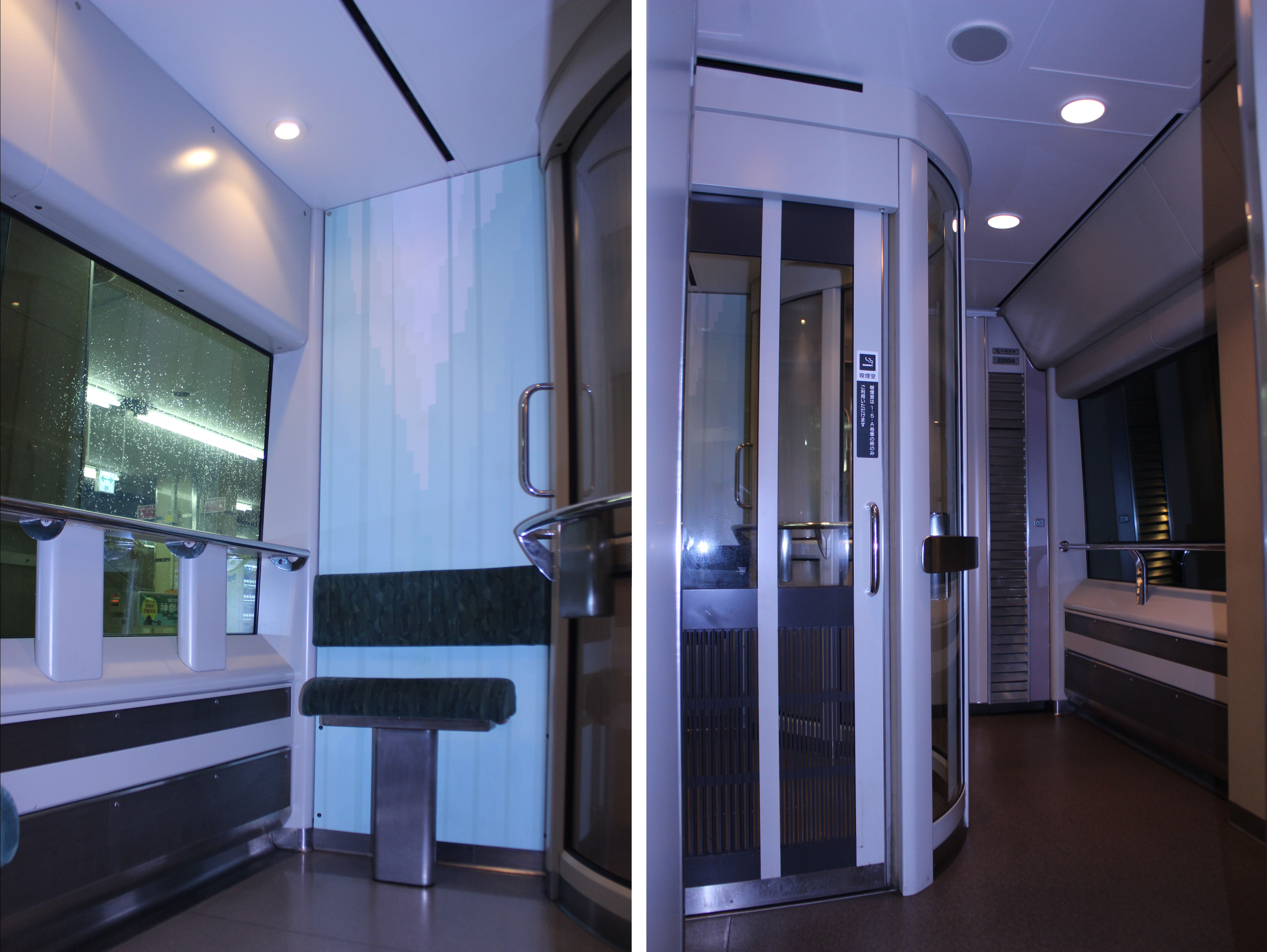
喫煙室と入口付近（ACE・Ace・伊勢志摩ライナーほか）
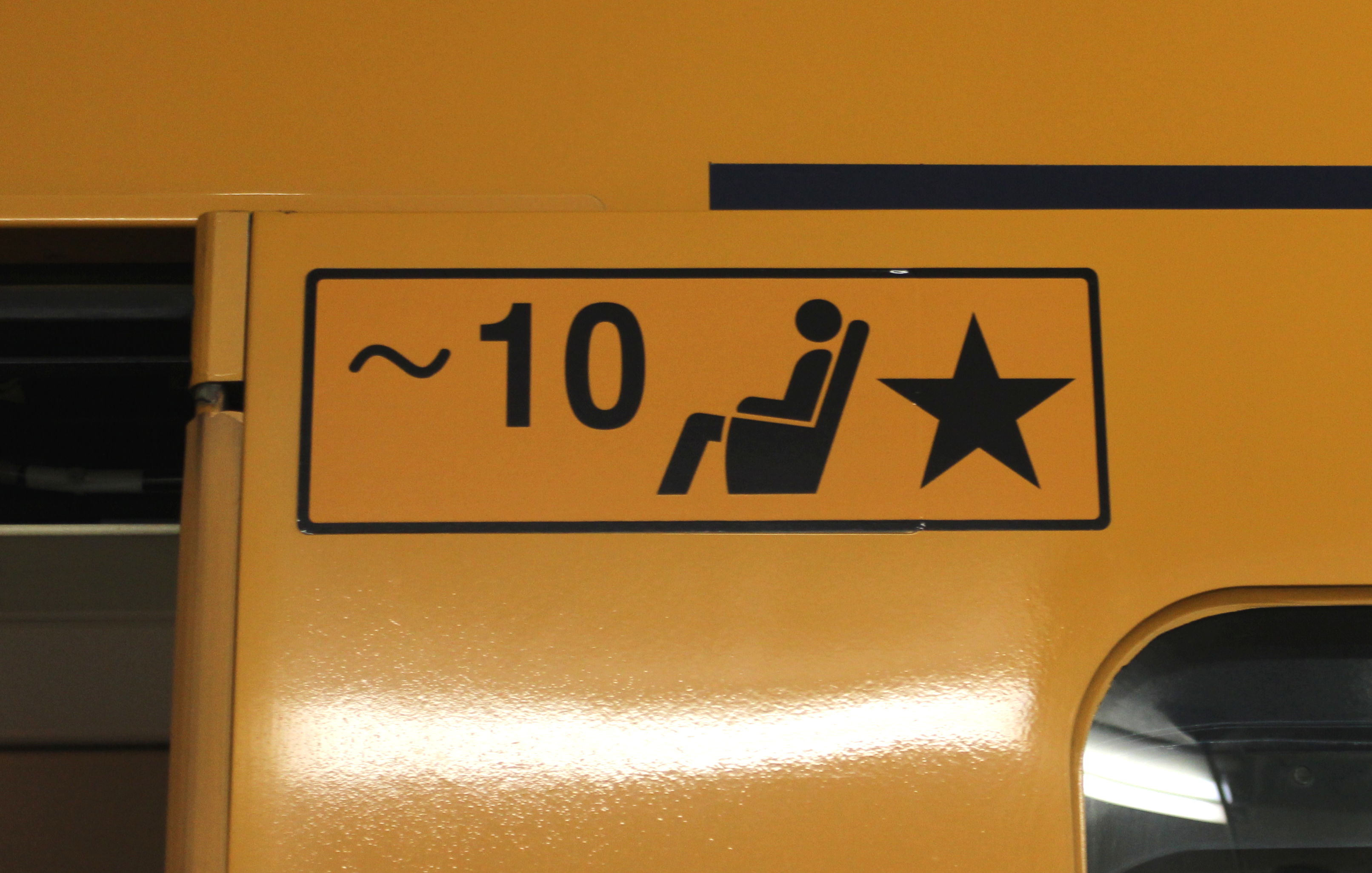
喫煙室のある車両の入口には星マークを表記
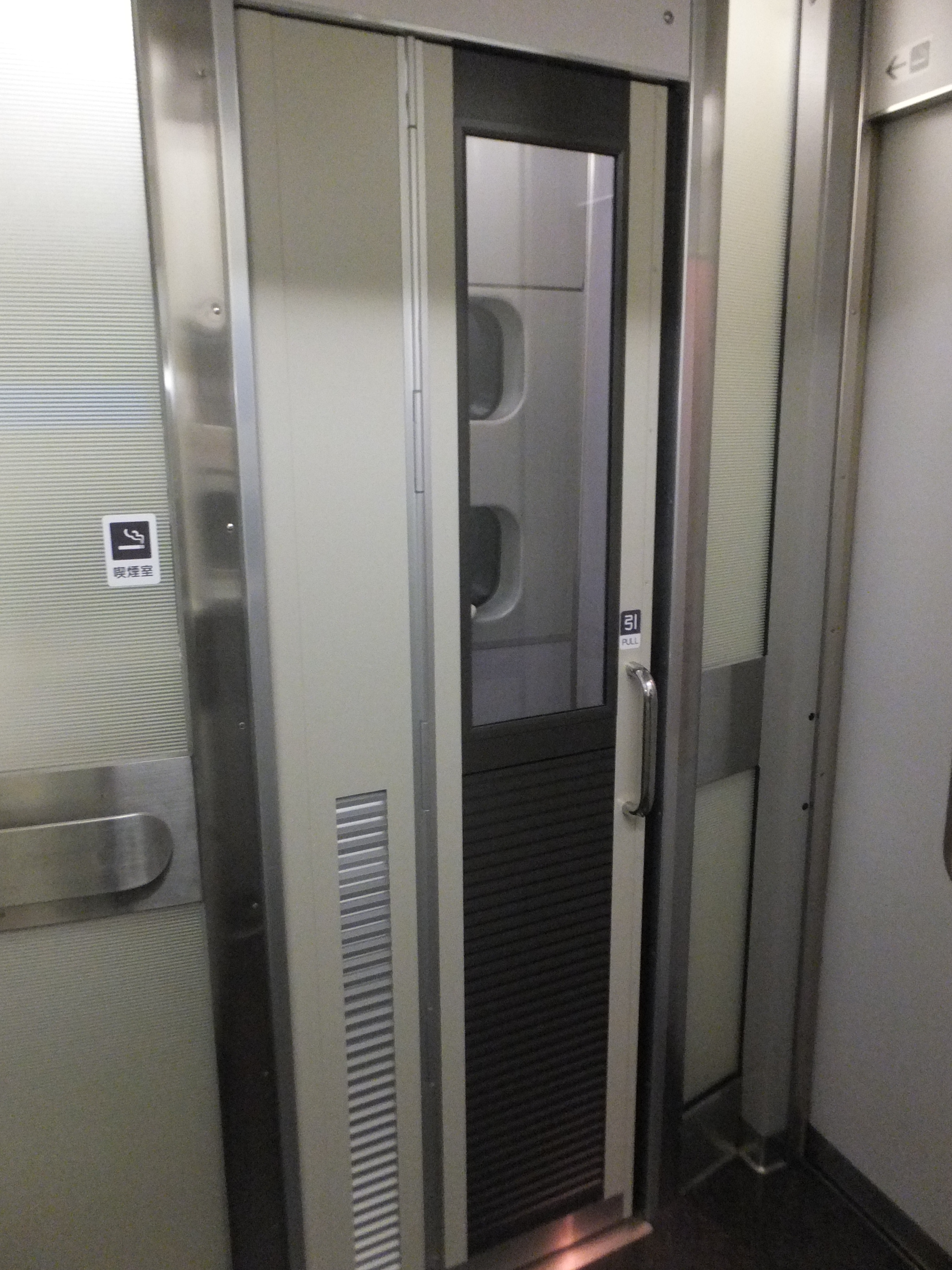
喫煙コーナー（アーバンライナー）
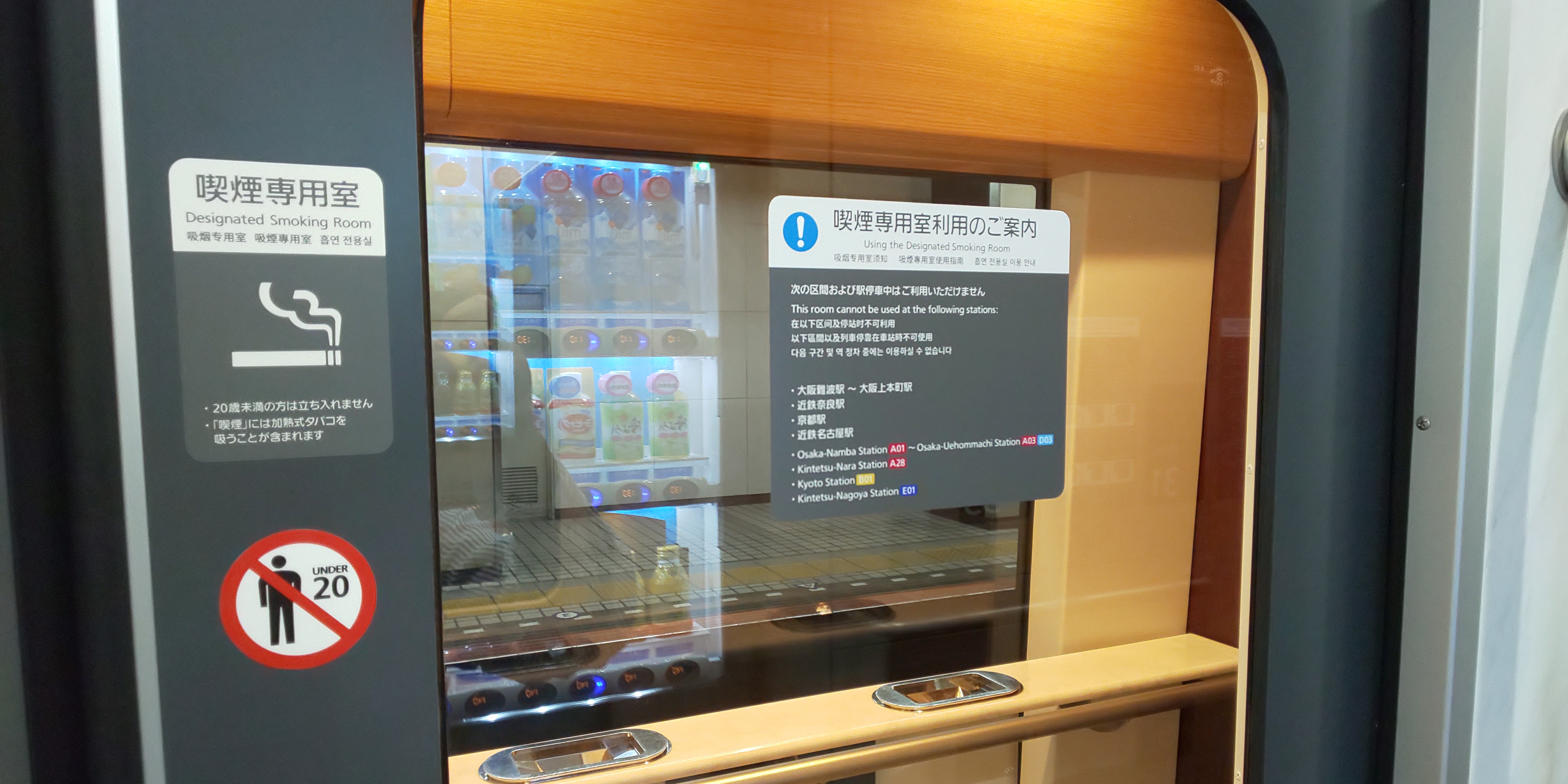
喫煙室（ひのとり）
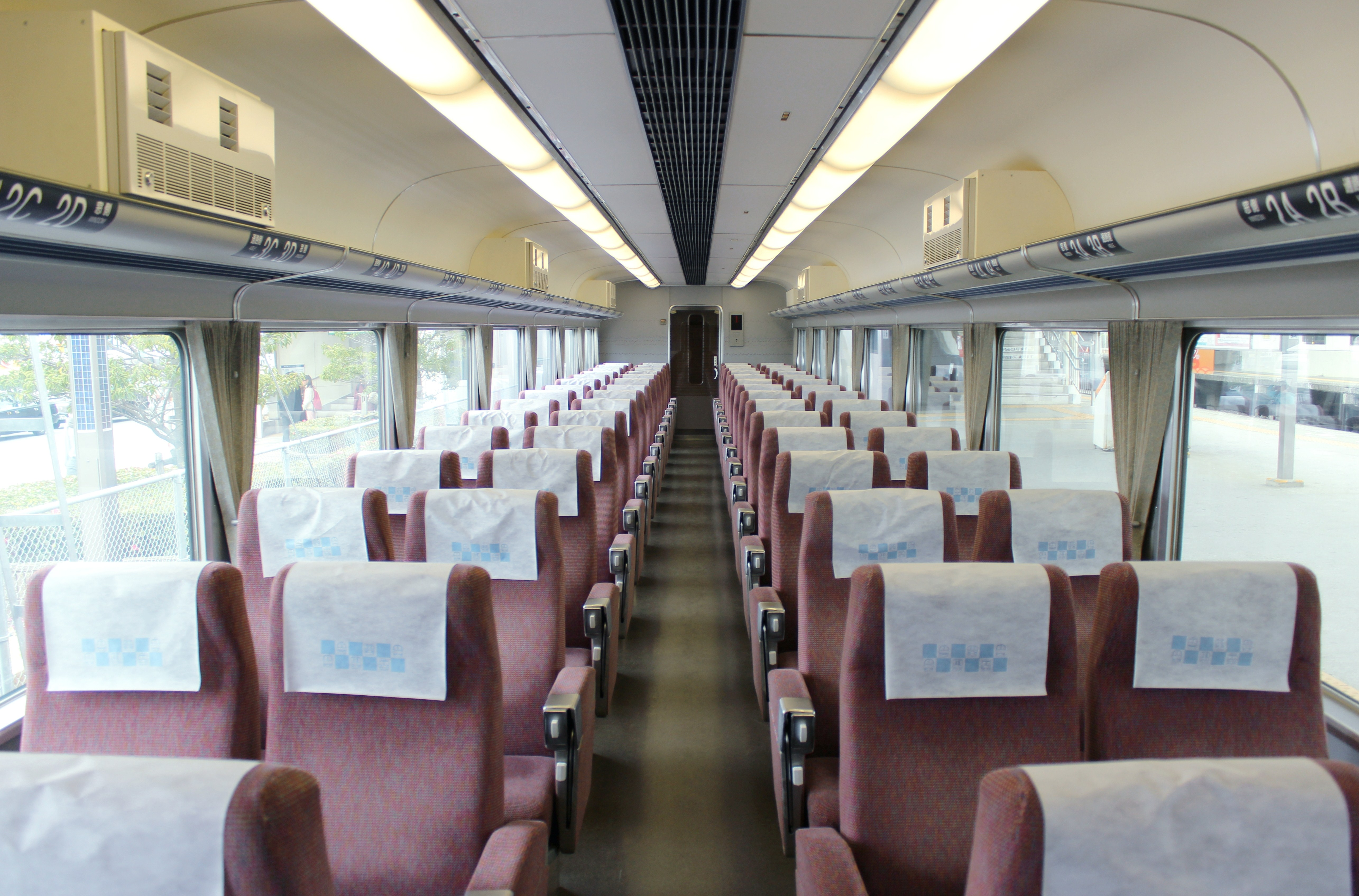
座席喫煙車（サニーカー、現在は喫煙室設置により禁煙化済）
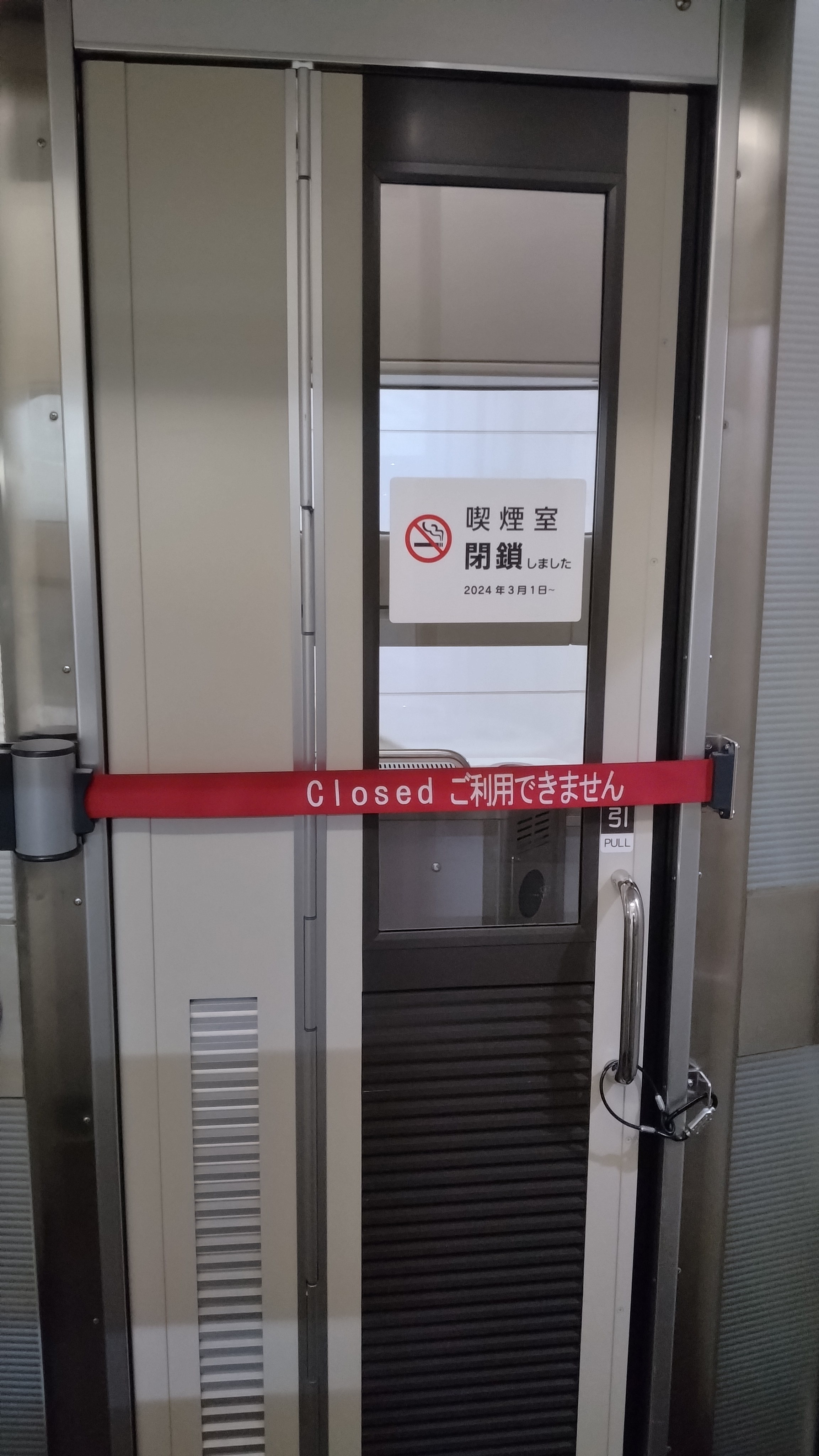
喫煙室廃止後の状態(アーバンライナー)

### バリアフリー設備
近鉄特急では車椅子対応の車両で運用する列車がある。アーバンライナー、伊勢志摩ライナー、しまかぜ、さくらライナーでは標準対応となっている。それ以外の特急列車の場合、22000系と22600系（ともに4両固定編成）、16400系、16600系の使用列車で対応しており、該当車で運用することが事前に確定している特急は駅提出の時刻表と近鉄時刻表に車椅子マークを提示している。なお、車椅子設備非対応の系列（12200系など）には、なるべく対応車両を併結させることで、車椅子対応の特急運用を行なっている。また12600系等の4連単独運用の場合は、その前後の特急運用で22000系や22600系（ともに4両固定編成）を充当して車椅子利用者に配慮する。
指定される座席番号は列番を30番台と区別して、介助者の座席も同じ番号区分とされる。対応座席のグレードは基本的に普通車で、グループ車両やデラックスシートによる設定はない。「しまかぜ」についてはプレミアムシート扱いで対応する。
対応する号車番号は、大阪発着のしまかぜが2号車（名古屋発着は5号車）、アーバンライナーが5号車（8両編成の場合は7号車）、大阪発着の伊勢志摩ライナーが2号車（名古屋発着は5号車）、さくらライナーが2号車（8両編成の場合は6号車も該当）となっている。それ以外の車両は、他系列との混成運用のため号車の特定には至らないが、22000系と22600系の4両単独運用の場合は3号車、吉野特急で2両単独運用の場合は1号車となる。

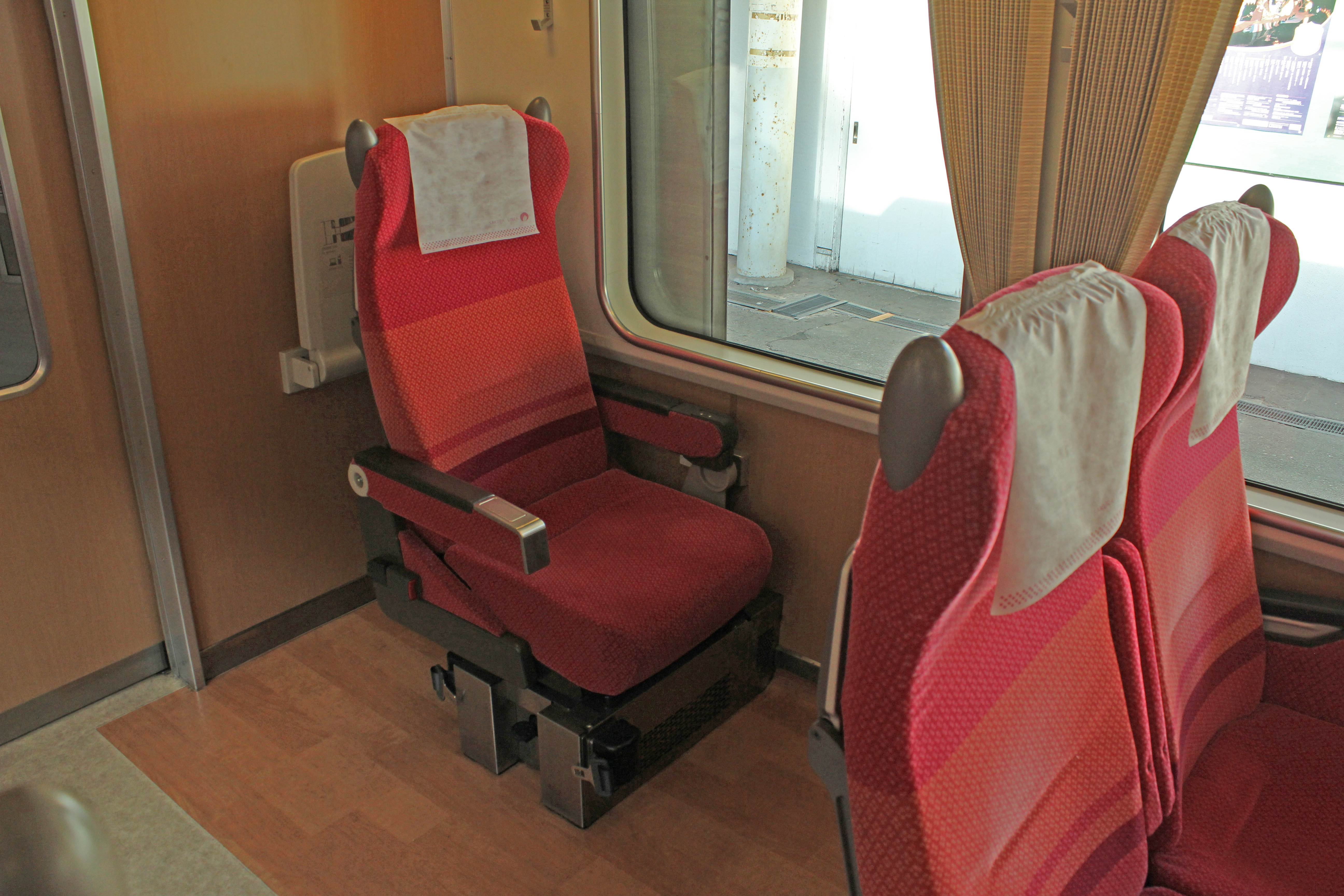
車椅子対応座席 一人掛けとなる
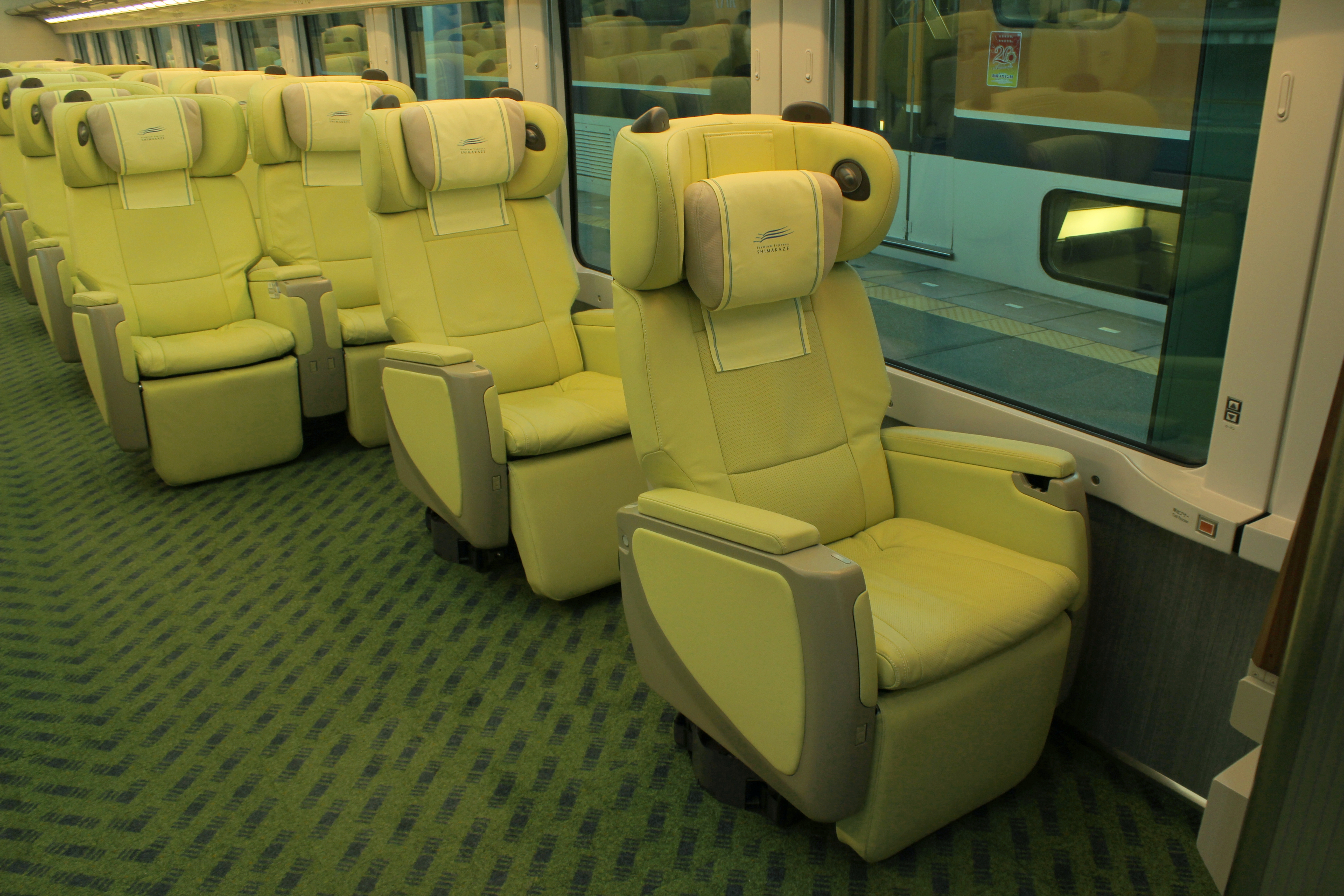
「しまかぜ」の車椅子対応座席
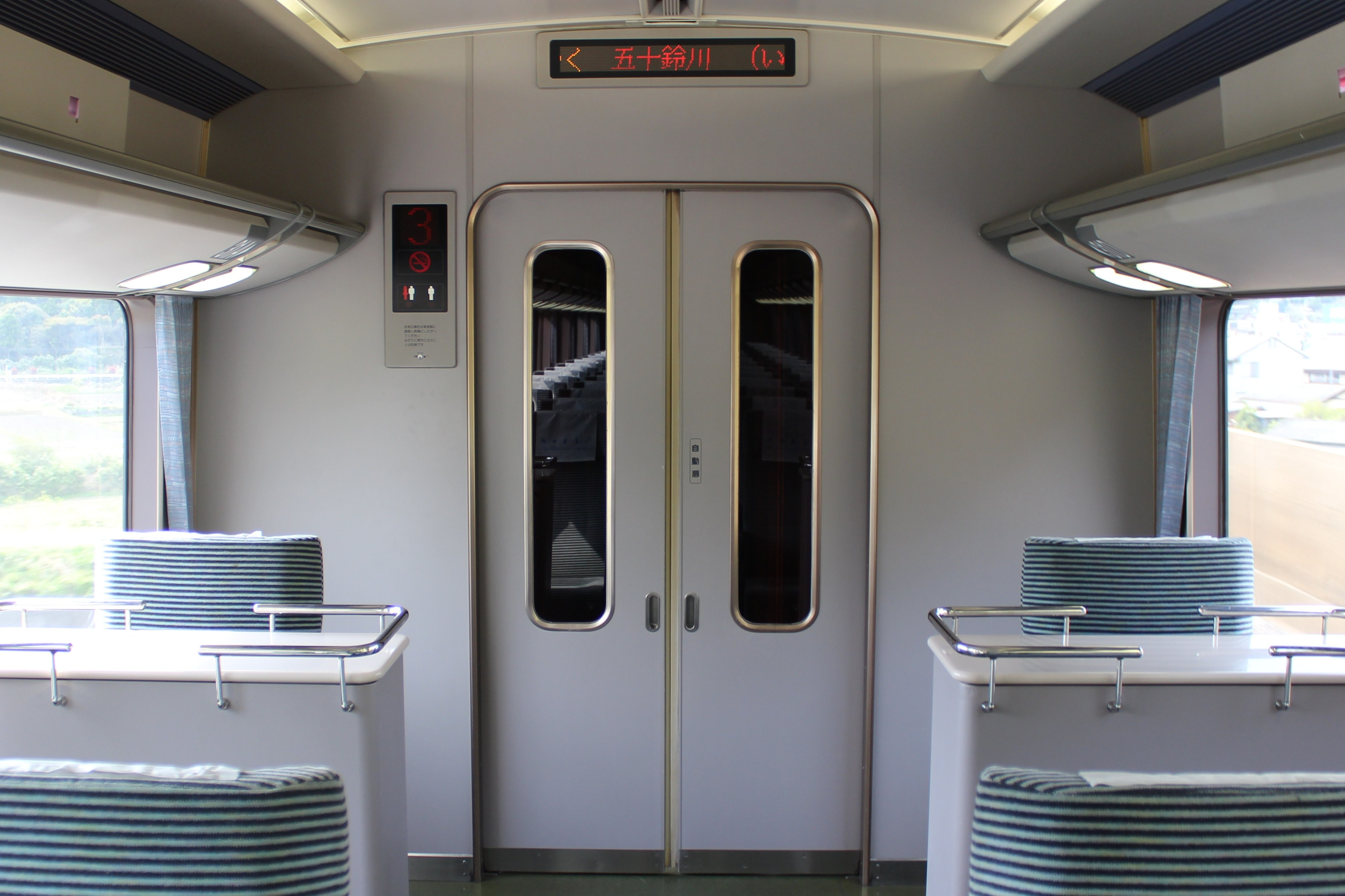
車椅子座席付近のドアは両開き式
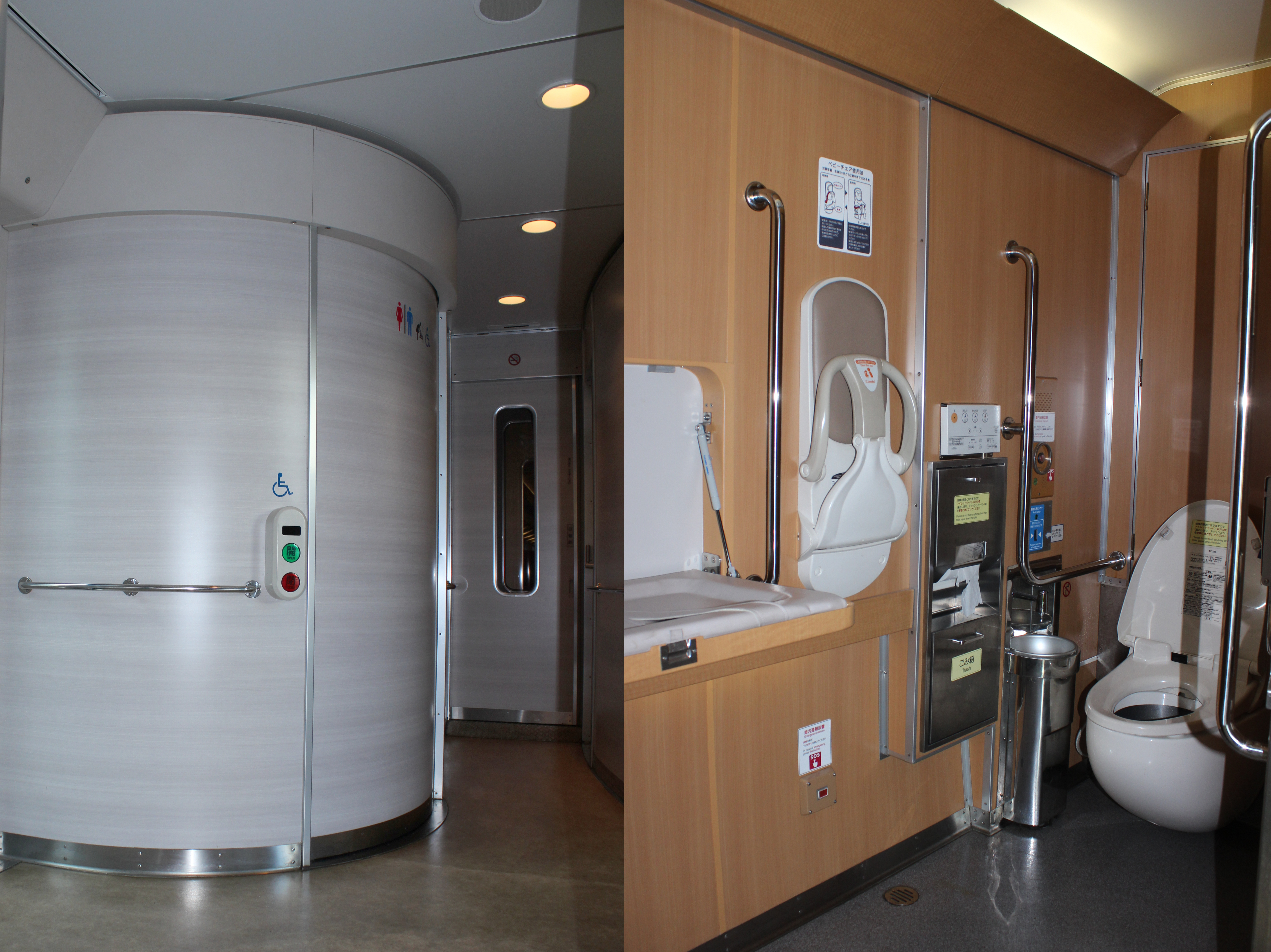
バリアフリー対応トイレ
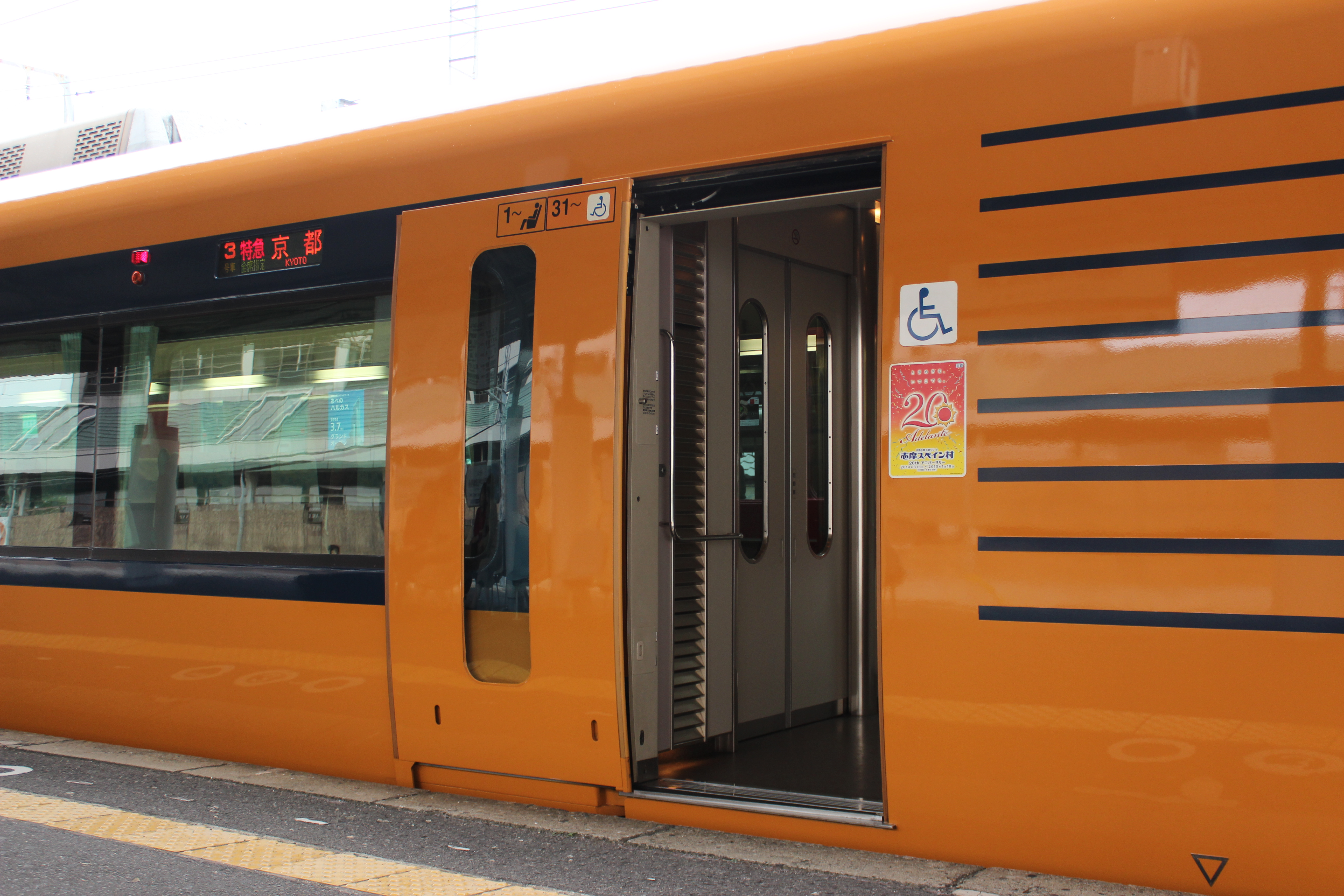
車椅子対応車両の乗降口

## 編成の向き、号車番号および席番について
| 伊勢中川 駅- 賢島駅間では阪伊、京伊特急と名伊特急の編成の向きが異なる。22600系（前2両）の大阪難波行きと近鉄名古屋行きのパンタグラフ位置が前後逆になっている |  | 編成の向きが逆になる原因が三角状の中川駅構内の配線。左が大阪線、右が名古屋線で、名阪特急が通過しているのが短絡線、そして手前が山田線。 |
| 伊勢中川 駅- 賢島駅間では阪伊、京伊特急と名伊特急の編成の向きが異なる。22600系（前2両）の大阪難波行きと近鉄名古屋行きのパンタグラフ位置が前後逆になっている |  | 編成の向きが逆になる原因が三角状の中川駅構内の配線。左が大阪線、右が名古屋線で、名阪特急が通過しているのが短絡線、そして手前が山田線。 |

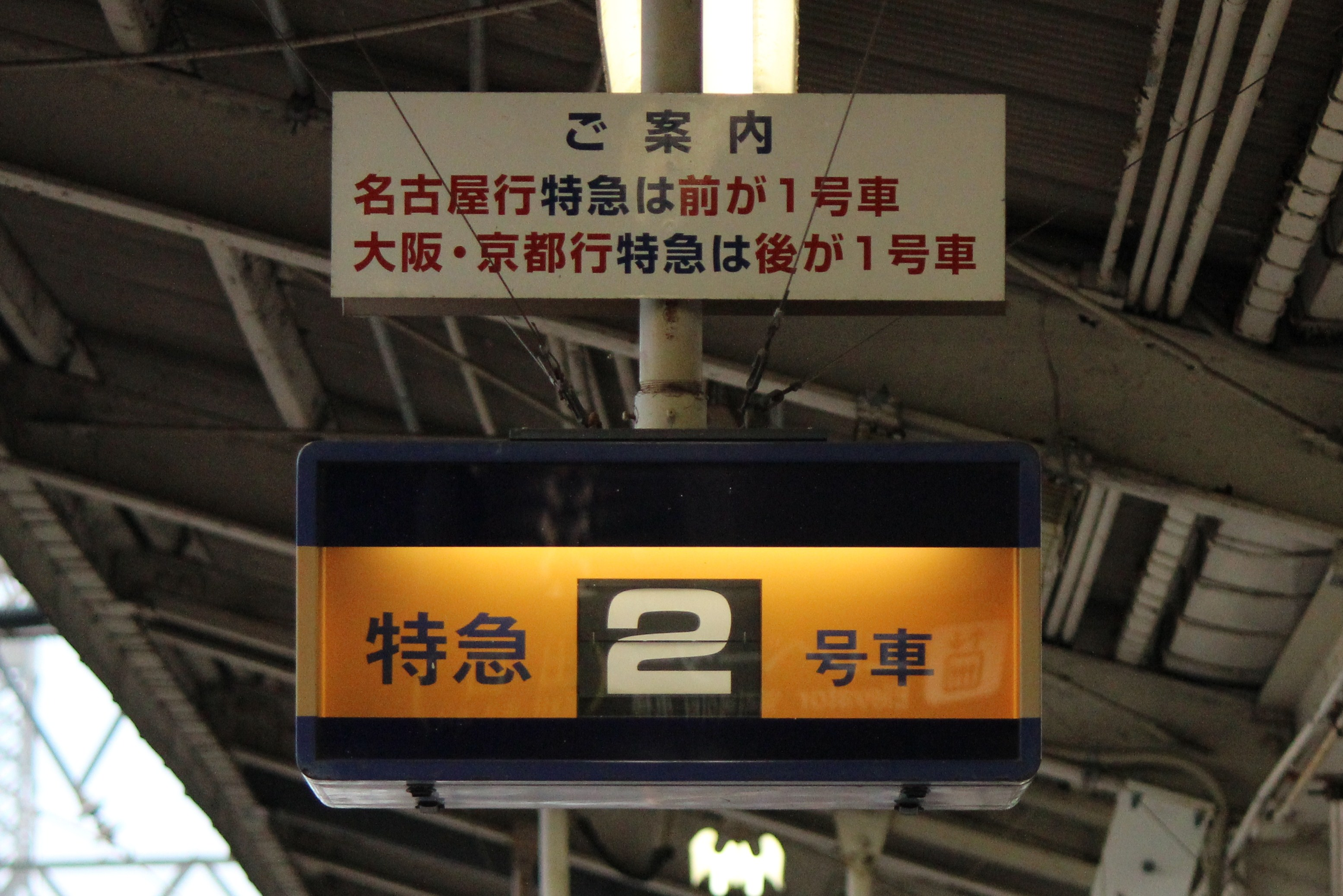
伊勢中川駅 - 賢島駅間の各特急停車駅では大阪・京都発着と名古屋発着の特急では号車の順番が前後逆になる

車両の床下機器の配列、配管は車両正面から見て左右非対称となっており、連結ジャンパ栓の配置や電気連結器の芯割り当ても異なることから、車両を連ねて編成を組む電車において、車両の向き（定位）は厳密に管理されなければならない。ところが、標準軌線特急列車の場合、標準軌線全線で直通運転を実施することから、伊勢中川駅付近の三角状の構内配線を通過する運用を介することで、線内のいずれかの場所で必ず定位が定まらなくなる。このため、定位の基準を中川短絡線を通過する名阪特急に定め、違いが出る部分を伊勢中川駅 - 賢島駅間に限定している。従って、当該区間における阪伊、京伊特急と名伊特急の編成の向きが逆になる。このことは、伊勢方において阪伊・京伊特急の折り返しが名伊特急に、名伊特急の折り返しが阪伊・京伊特急にならないことを示している。一方で、一般車は中川短絡線を通過する運用がないため、伊勢中川駅入線によって全列車の編成の向きを統一しており、大阪、名古屋双方の始発列車は山田線内においても同一方向で運用される。また、元特急車を使用した団体車両についても、一般車と同様の扱いで、稀に短絡線を経由して方向が反転しても、運用後の回送にて定位を戻している。
なお、名阪直通運用を持たない50000系「しまかぜ」と23000系「伊勢志摩ライナー」は伊勢中川駅 - 賢島駅間は阪伊・京伊・名伊の各特急とも同じ向きに統一のうえ運用される。ただし号車番号については、一般特急では編成の向きが逆になると号車番号の並び順も連動して逆になるが、「しまかぜ」「伊勢志摩ライナー」については、編成の向きは同じで号車の並び順のみ逆となるため、グループ車両とカフェ車両、サロンカーの号車番号が阪伊・京伊特急と名伊特急で異なっている。
| 荷棚付近に張り付けられた座席番号。表記方法はJRと同じでアルファベットと数字の組み合わせ。 |  | サロンの座席番号表記はボックスを数字、席番をアルファベットと表記 |
| 荷棚付近に張り付けられた座席番号。表記方法はJRと同じでアルファベットと数字の組み合わせ。 |  | サロンの座席番号表記はボックスを数字、席番をアルファベットと表記 |

近鉄特急の座席番号については、かつてはレギュラーカー（普通車）では数字のみで連番（1、2、…55、56の順）としていたが、2014年9月21日現在では以下のようになっている（号車番号、座席番号の順）。いずれも定期列車のみ記述する。
デラックスカー（特別車両）、レギュラーカー（普通車）を問わず、JRなどと同様列番を数字で、横方向はABCで表記（1A、1B、1Cなど）する。サロンカーについても4人用ボックス「サロン1 - 6」を列番+ABCD、2人用ボックス「ツイン1 - 6」を列番+EFで表記する。また、号車番号は数字（10号車まで制定されており、「1号車、2号車…」の順）が基本であるが、複数系統を併結する親子列車の場合には「子」に相当する側をアルファベット表記（F号車まで制定されており、「A号車、B号車…」の順。ただしE号車とF号車は特急運転開始から現在に至るまで制定のみであり、過去にE号車とF号車を設定した事例はない）とする。なお、定期列車での親子列車は2018年3月17日以降は設定はない。
- 名阪特急：名古屋寄りが1号車、大阪寄りが1番
- 阪伊特急・京伊特急：伊勢志摩寄りが1号車、大阪・京都寄りが1番
- 名伊特急：名古屋寄りが1号車（50000系「しまかぜ」、23000系「伊勢志摩ライナー」も同様）、伊勢志摩寄りが1番（50000系と23000系は名古屋寄りが1番）
  - 伊勢中川駅 - 賢島駅間では、阪伊・京伊特急と名伊特急とでは号車番号・座席番号も逆順になっている（50000系と23000系を除く）。
- 阪奈特急・京奈特急・京橿特急：奈良・橿原神宮前寄りが1号車、大阪・京都寄りが1番[注釈 61][271]。
- 吉野特急：大阪寄りが1号車、大阪寄りが1番

なお、特急運転開始当初はいろは順で号車を制定しており、「い号車、ろ号車…」の順であった。また、2003年3月のダイヤ変更までは、吉野特急を除き、号車番号の付け方が異なっていた。
- 名阪特急：両方向共、最後尾が1号車
- 阪伊特急・阪奈特急・京伊特急・京奈特急・京橿特急：大阪・京都寄りが1号車

## 車両運用
| 需要に応じて途中駅で増結、解結を行なう（名張駅） |  | 奈良線系（左の電車）と大阪線系（右の電車）では一般車の編成方向が異なる（同じ2両編成同士でありながらパンタグラフ位置が前後逆）。このため特急車両と異なって全線共通運用は不可能。 |
| 需要に応じて途中駅で増結、解結を行なう（名張駅） |  | 奈良線系（左の電車）と大阪線系（右の電車）では一般車の編成方向が異なる（同じ2両編成同士でありながらパンタグラフ位置が前後逆）。このため特急車両と異なって全線共通運用は不可能。 |

近鉄特急は需要変動による輸送実態の変化に合わせて、車両の増解結を頻繁に行い、車両運用の効率化と運転コストの低減を図っている。「伊勢志摩ライナー」などの固定編成を除けば、特急車両は先頭部に貫通扉を持っており、このために最短2両から4両、6両、8両編成（かつては3両、5両、7両、9両、10両も可能だった）までを自在に組成できる。車両も狭軌の吉野特急以外は全線、全車両で相互に連結、運用可能で（吉野特急同士の相互連結も可能）、曜日、シーズン、時間帯、運用線区の別による旅客数の変化に対して弾力的な対応を可能としている。なお、固定編成の21000系「アーバンライナーplus」（6両編成）も中間に2両を挿入し、8両編成の運用が可能である。
標準軌用特急車は標準軌線全線で運用可能なことから、広範囲の運用を原則として車両運用の効率を高めている。これに対して一般車は一定の路線ごとに区切った運用をしており、例えば、奈良から難波への阪奈運用を介して、名阪運用で名古屋まで到達、あるいは、奈良から京都までの京奈運用を介して、京伊運用で伊勢まで到達といった全線共通運用が一般車にはない。一般車は奈良線・京都線系と大阪線・名古屋線系では歴史的経緯により編成の向きが逆になっているため、通常営業時における双方の連結は不可能であり、さらに双方の車両の仕様が若干異なるため、転配する場合は小改造を要することから、この点においても全線共通運用は不可能である。これが特急車と一般車の運用面における著しい違いである。
汎用特急車両は幾種類もの系列が在籍するが、どの系列がどの運用につくかは3日程前にならないと確定しない。従って、前日以前に特急券を発券する際は全形式に共通の座席番号を振り分け、各車両によって差が出る座席については当日発売としている。但し、2020年2月1日以降は前述の全席禁煙化に伴い、12200系に限り原則1ヶ月前には運用を確定させる方針に変更していた。

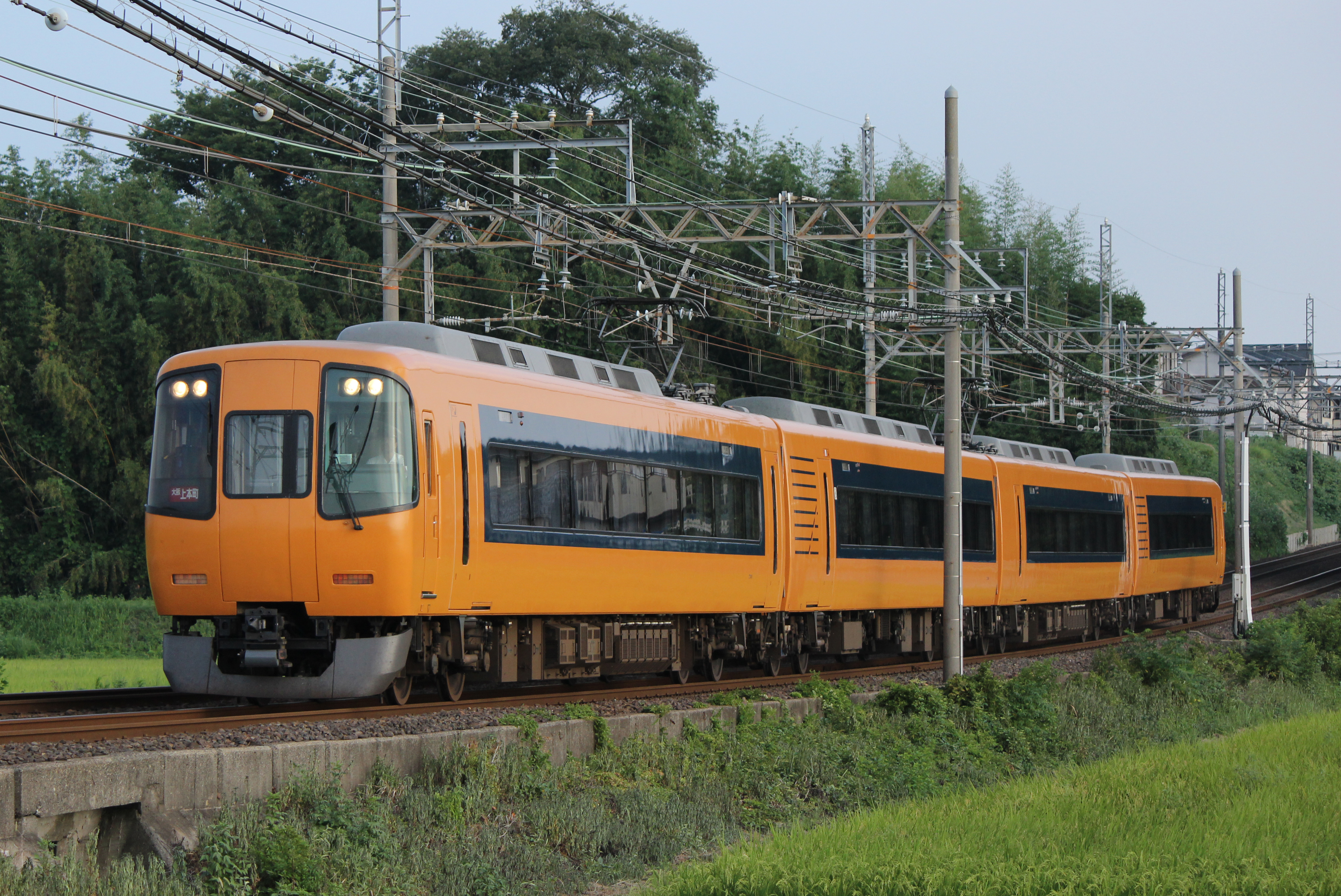
単独4両
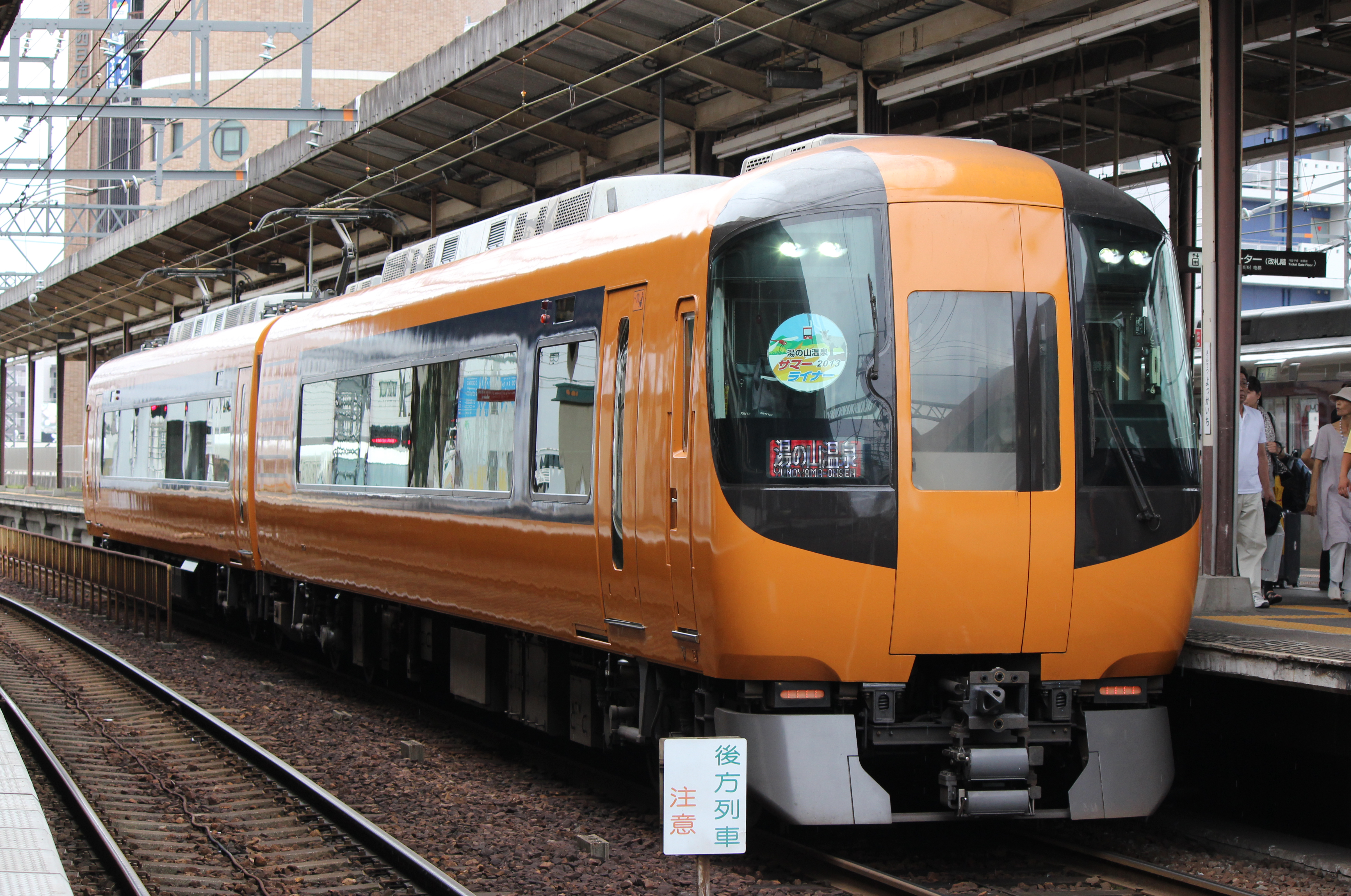
単独2両
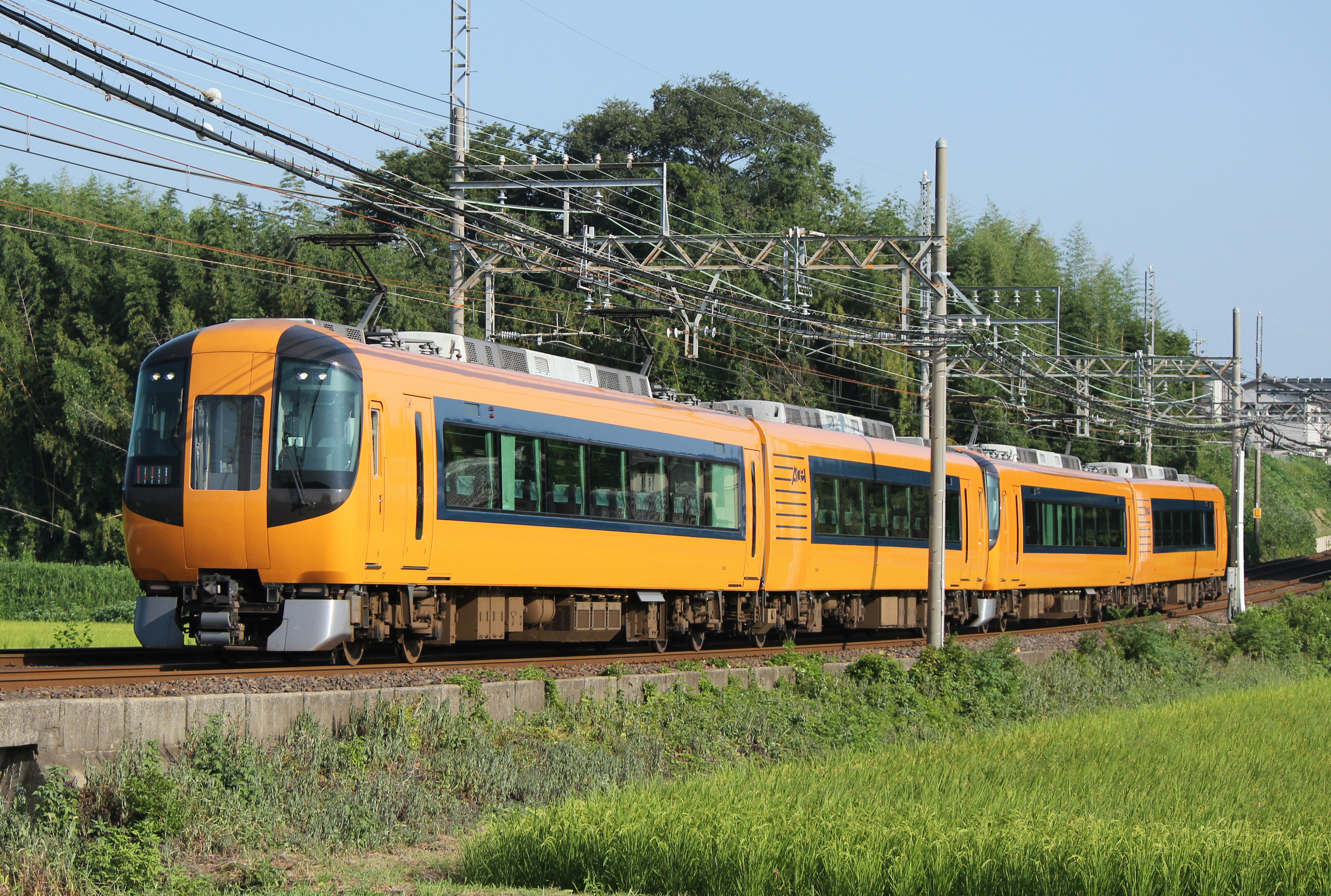
2+2両（4両編成）
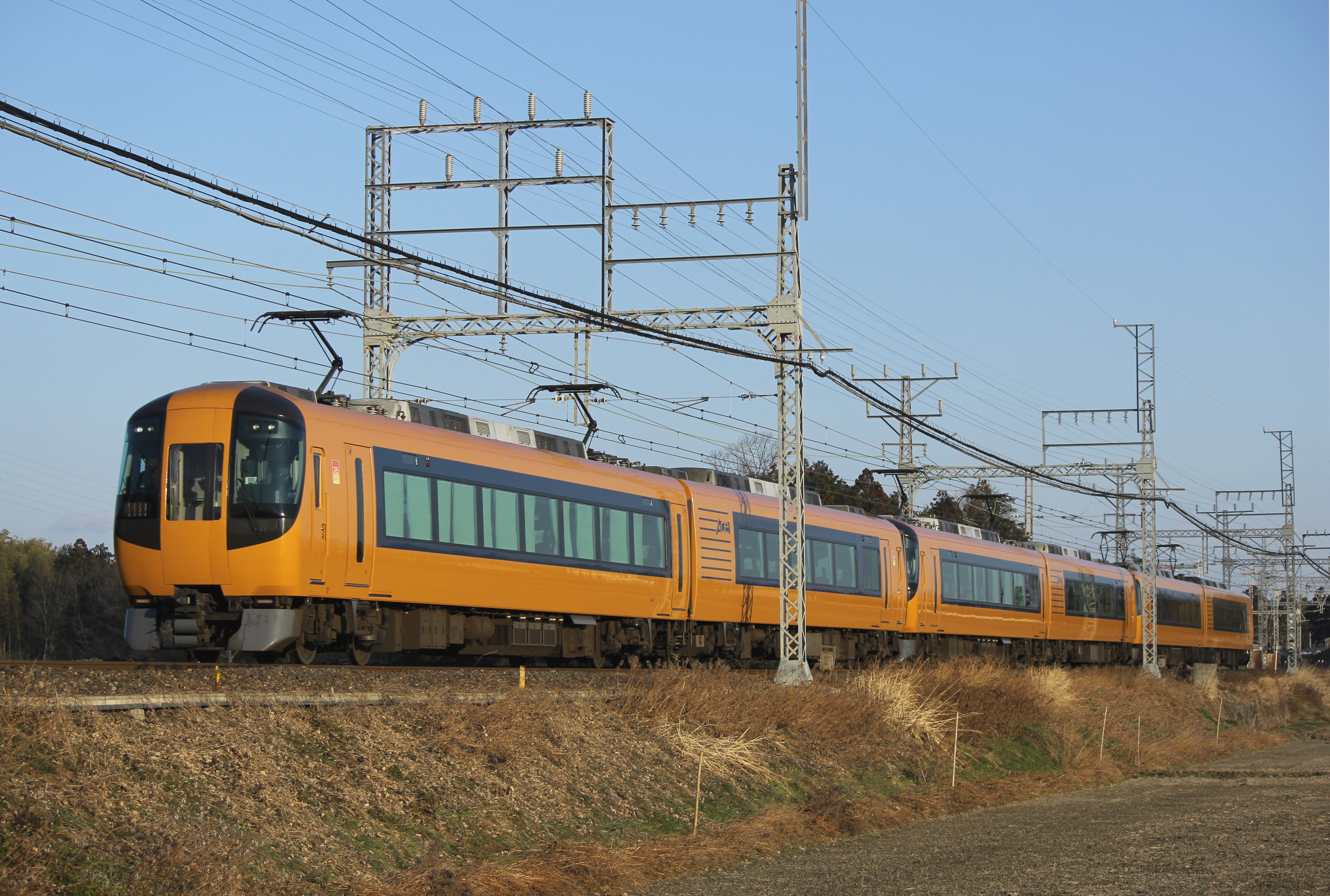
2+2+2両（6両編成）
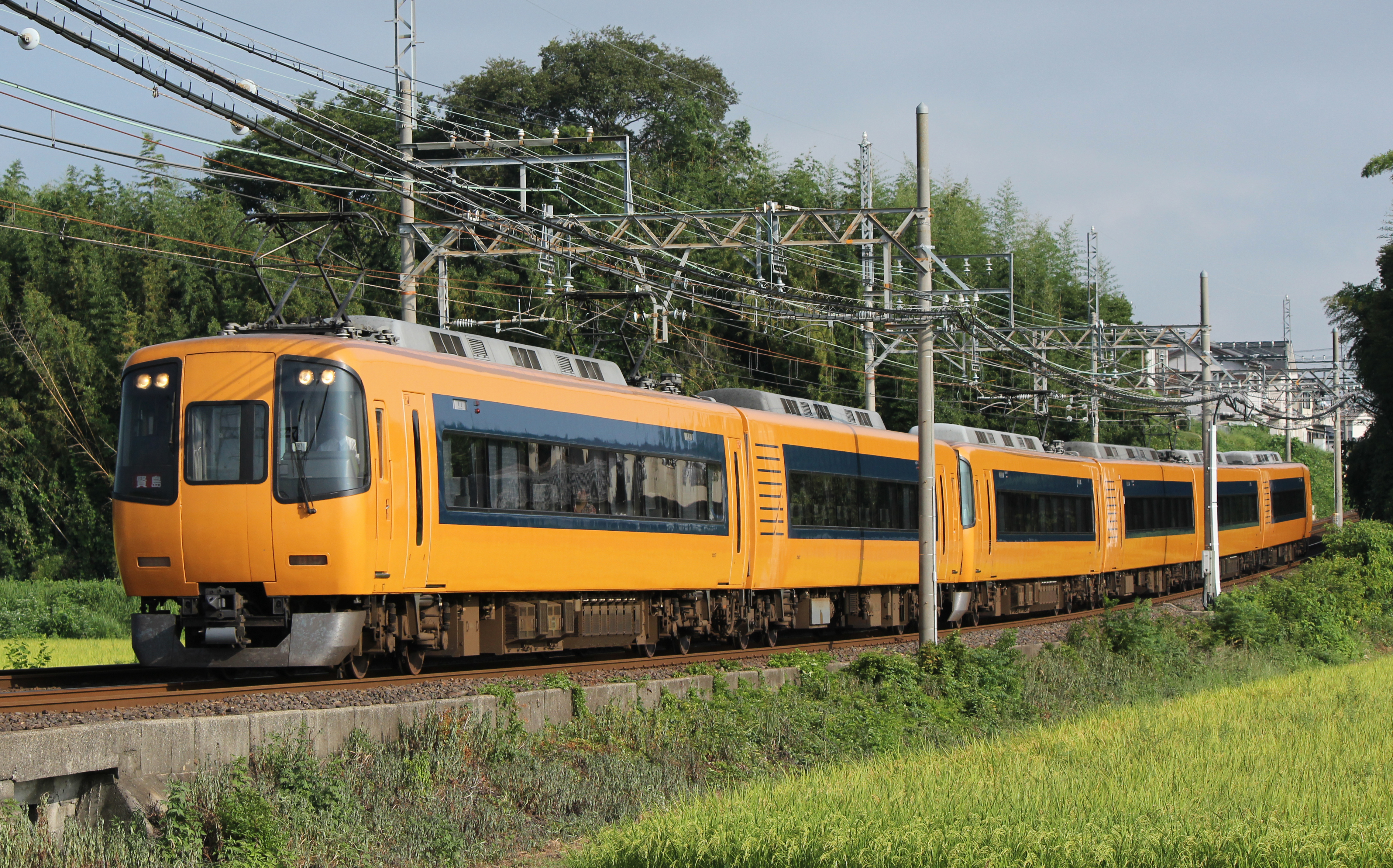
2+4両（6両編成）
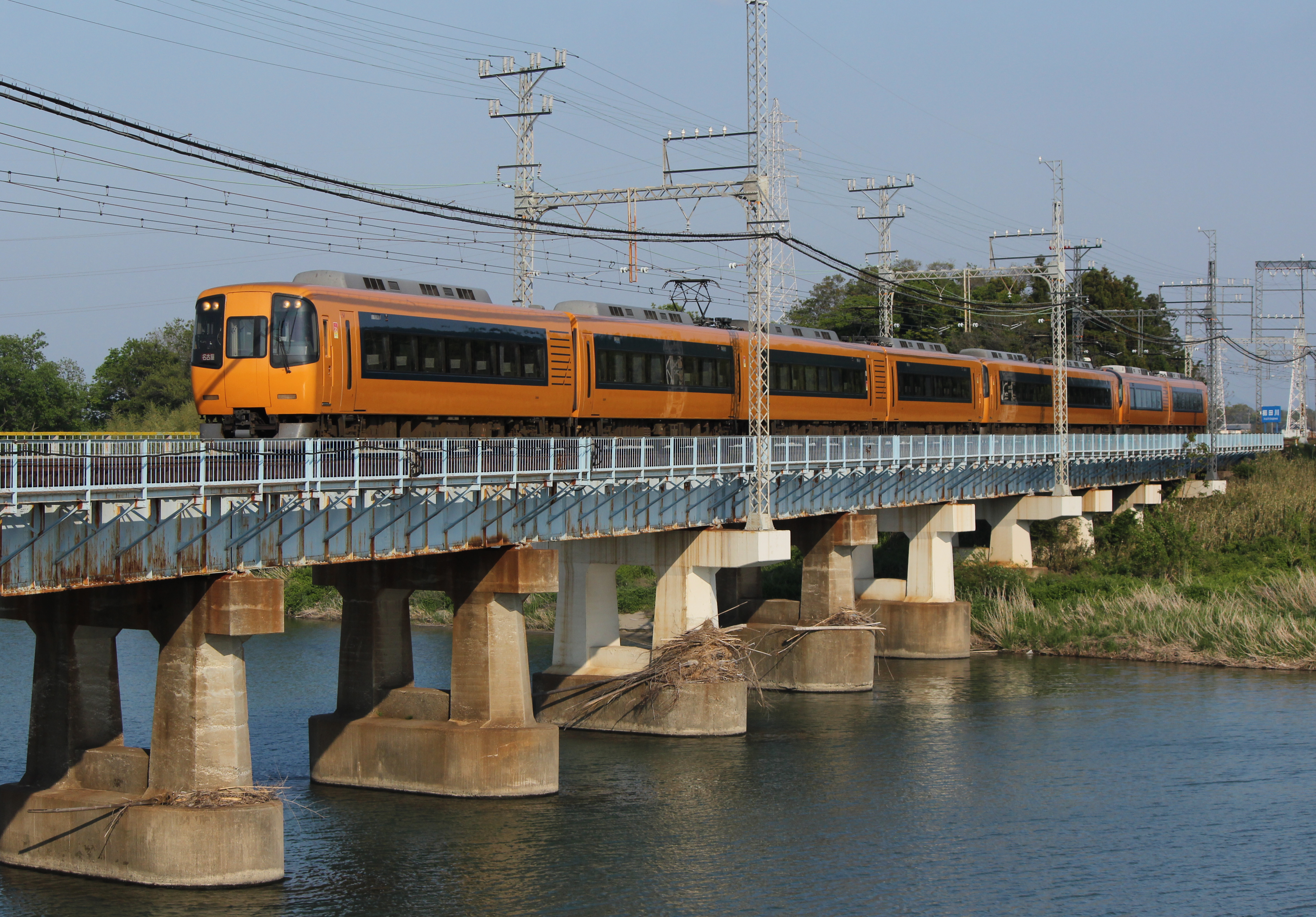
4+2+2両（8両編成）
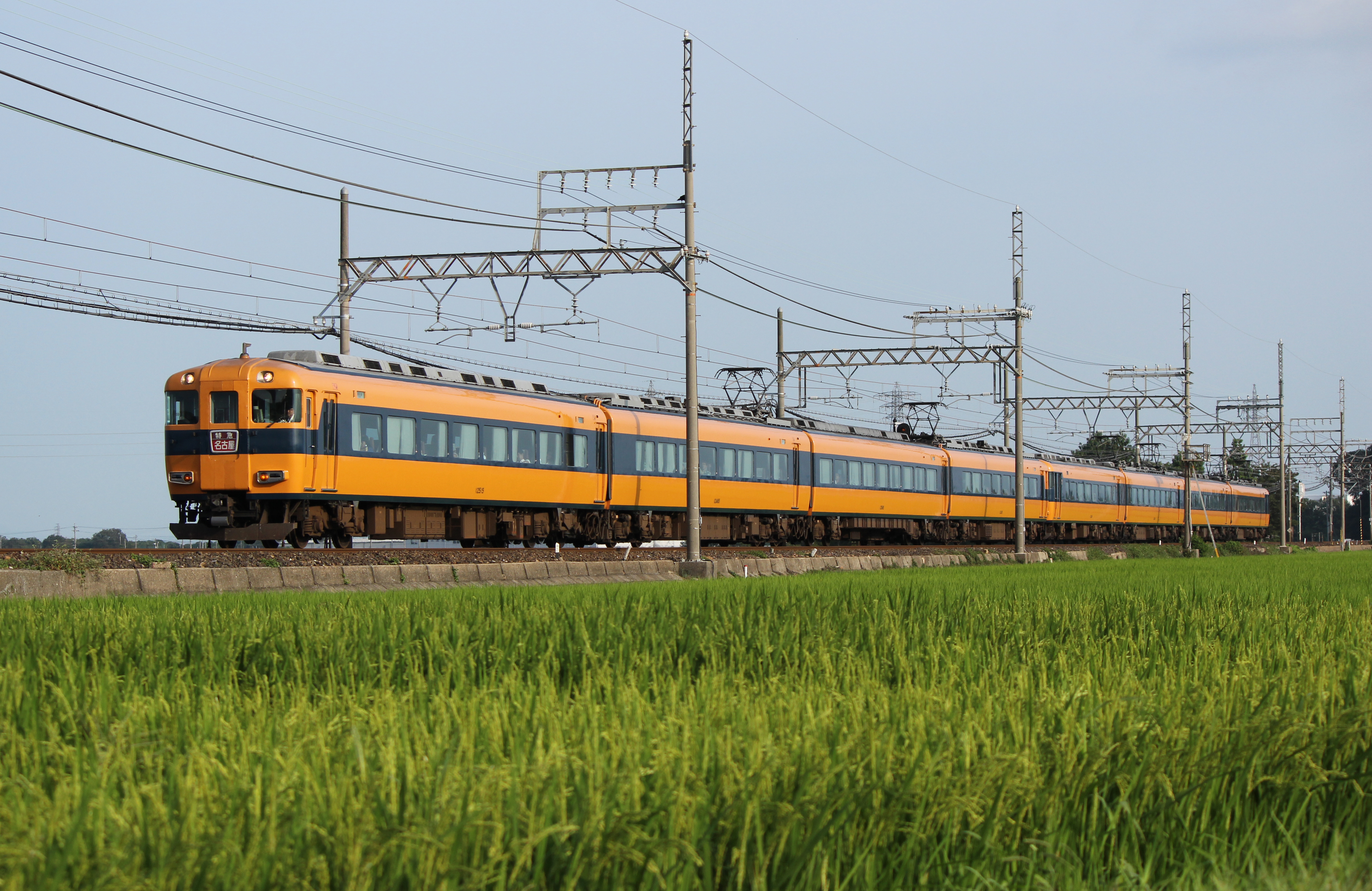
4+4両（8両編成）
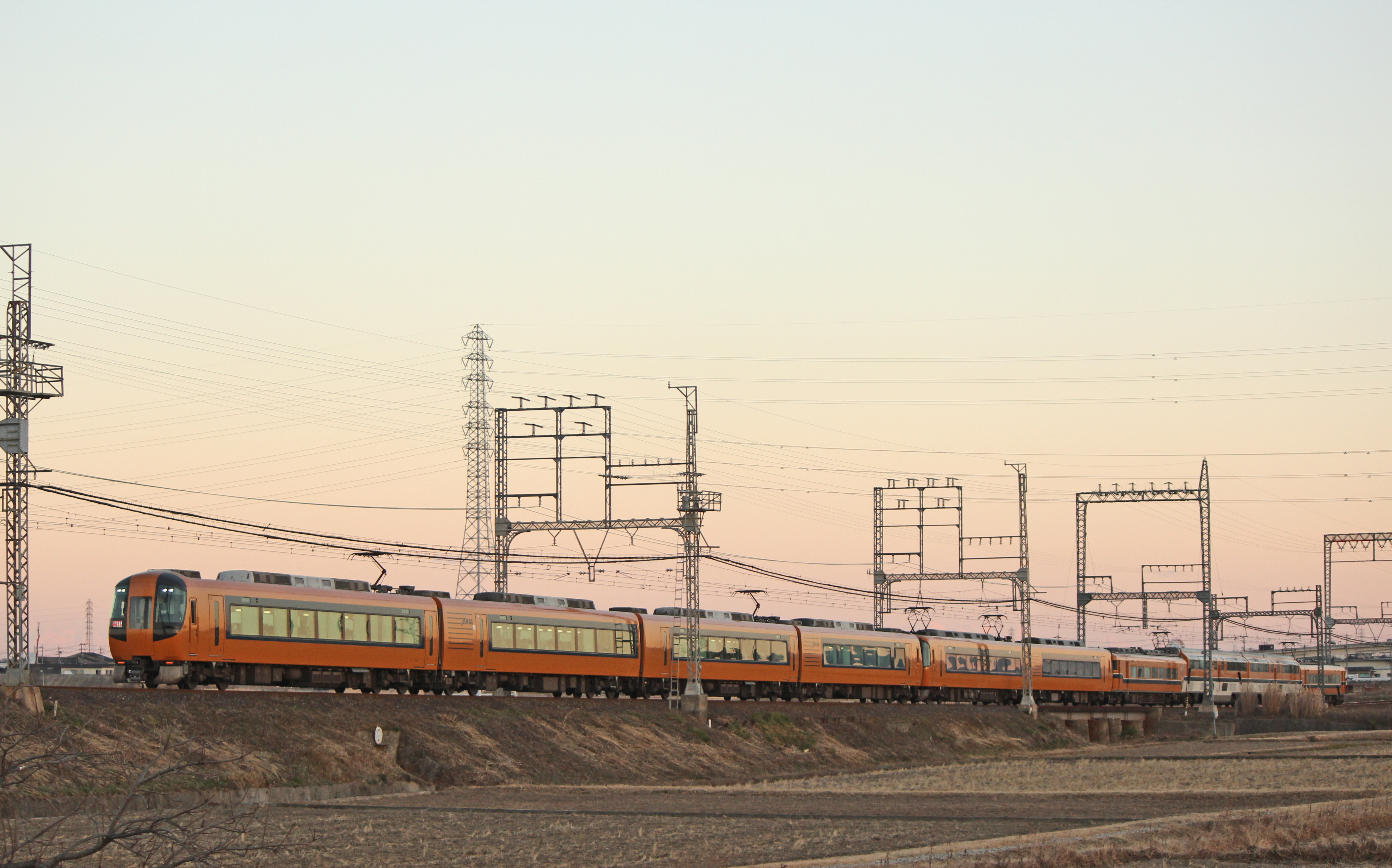
4+2+4両（10両編成）
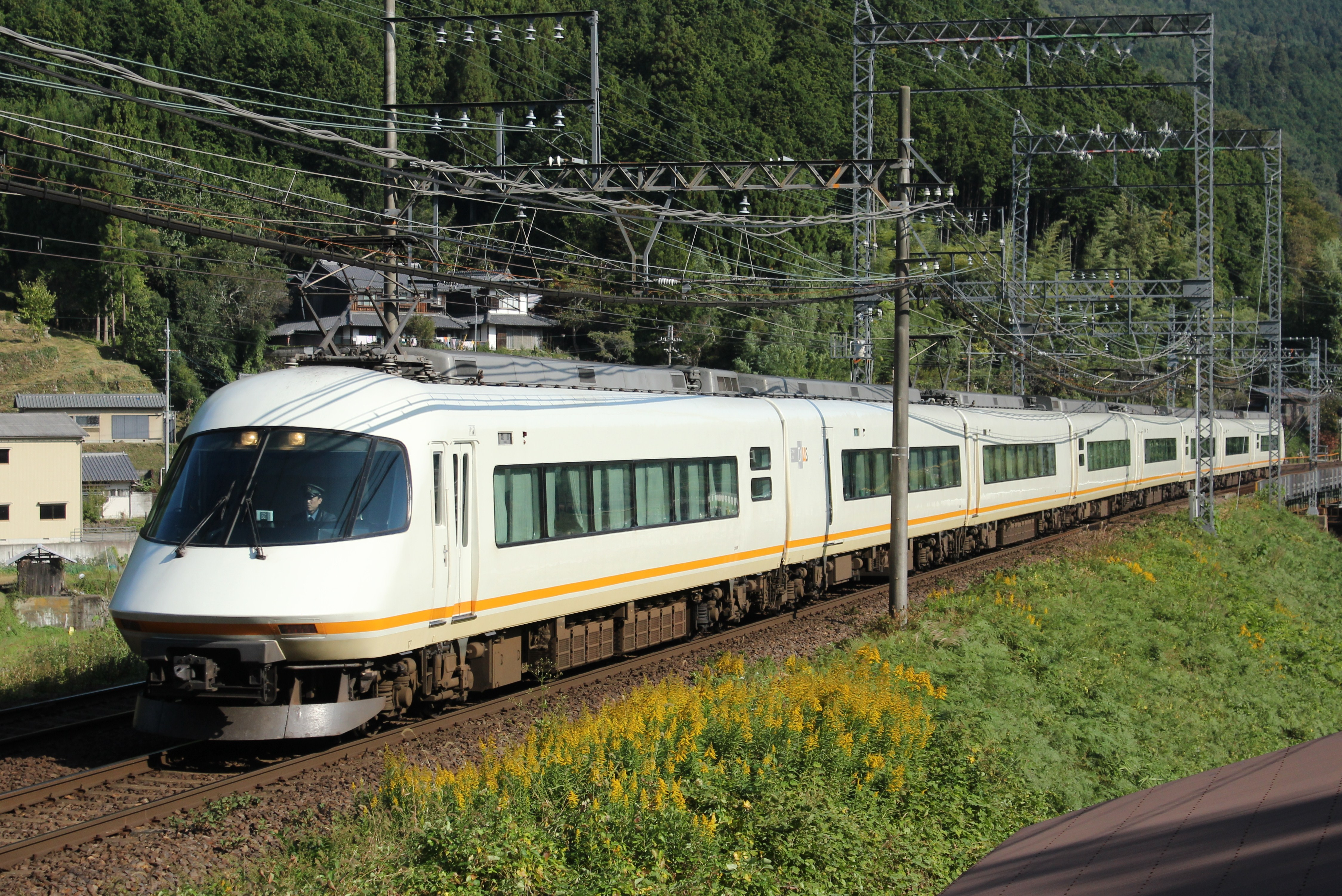
21000系（8両編成）

## 特急運行路線と特色

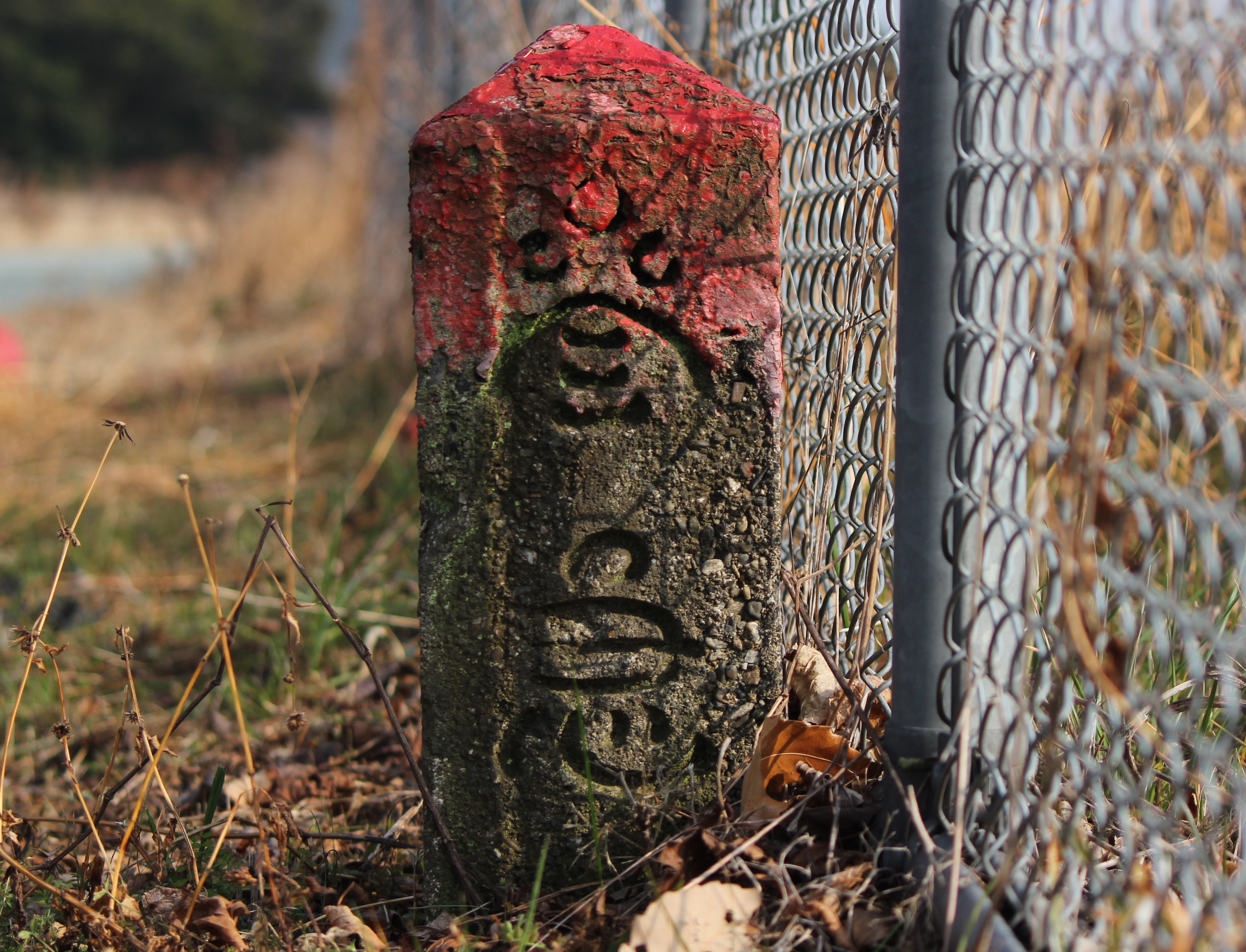
参宮急行電鉄時代の境界標で近鉄の合併の歴史を物語る遺構（斎宮駅）。旧参宮急行電鉄の路線は名阪・阪伊特急のメインラインを構成する一方で榛原付近の連続急勾配など今なお近鉄特急に多大な負担を強いる。

近鉄路線501.2kmのうち、その約8割にあたる405.8kmにおいて特急運用を行なっている。運行路線の中には、大和八木駅付近の橿原線と大阪線を直通するための新ノ口短絡線、伊勢中川駅付近の中川短絡線、鶴橋駅付近の奈良線と大阪線を連絡する渡り線等、特急専用軌道も存在し、さらに近鉄名古屋駅に近接する米野車庫も半ば特急専用の折り返し整備基地となっており、頻度の高い特急運用を行なう近鉄ならではの設備がある。
特急運行路線の内、標準軌線区間が340.8km、狭軌線区間が65.0kmで、後者が大阪阿部野橋駅 - 吉野駅間系統（吉野特急）に該当し、他の系統とは一線を画している。また、運行路線の大部分が複線で、単線区間は志摩線の一部と、吉野線に限られている。
特急は区間によって110km/h以上130km/hまでの高速運転を実施することから、地上設備においても架線の改良、ATS上限速度向上、軌道強化によって対応している。なお、130km/h運転は、カーブの多い近鉄路線の中ではごく一部区間に限られている。
本記事「特急運営について」で見た通り、近鉄路線の採算面における脆弱さから、鉄道事業継続のためには特急料金収入は大切であり、そのため特急優遇とも取れるダイヤが各路線で展開されている。それが顕著に現れるのが大阪線榛原以東から志摩線までのローカル区間で、時間帯によっては急行以下の列車本数と特急本数が同等か、あるいは特急が上回る場合もある。また、特急優先ダイヤを設定したため、急行以下の列車を追い抜いて、特急の高速輸送を可能にするための待避線を多くの駅に設置している。
大阪線桜井駅以東と山田線は、参宮急行電鉄によって建設された路線で、大阪と伊勢を直結させることを当初の目標とした。免許取得時点では現在よりも南寄りのルートだったが、地形上の問題や将来の名古屋進出を見越して伊賀盆地、布引山地を越えるルートに変更された。そして、大阪 - 伊勢間の所要時間を2時間30分と見込んだことから伊賀盆地と布引山地の前後区間における急峻な勾配区間も高速走行が要請され、このため大出力モーターと電気ブレーキ装備の2200系が製造されている。そして、この条件がそのまま近鉄に受け継がれ、後年、新青山トンネルの開通で若干負荷が軽減されたものの、それでも今なお、近鉄路線では最大の難所とされている。この山越えに対する特急車の対応策については「特急車両のメカニズム」を参照のこと。
| 難波線は通勤通学輸送が主体。このため特急の乗り入れには一定の制限がある（大阪難波駅） |  | 難波線直通特急は大阪難波駅ないし阪神なんば線桜川駅構内の引き上げ線で折り返す（桜川駅）。 |
| 難波線は通勤通学輸送が主体。このため特急の乗り入れには一定の制限がある（大阪難波駅） |  | 難波線直通特急は大阪難波駅ないし阪神なんば線桜川駅構内の引き上げ線で折り返す（桜川駅）。 |

現在、特急が大半の路線で共通運用可能とされているのは、度重なる路線改良工事の賜物である。近鉄は合併の繰り返しによって形成された歴史を持つため、各社各様の仕様を引き継いだことから、軌間や建築限界、架線電圧が各線で異なっていた。これを大阪線、山田線の仕様に統一するため、幾多の工事を経ることになった。古くは名古屋線改軌に始まり、奈良線、橿原線、京都線の昇圧及び建築限界拡大、志摩線の改軌や、ベースとなった大阪線の全線複線化も含め、1950 - 70年代にかけて大掛かりな工事が連続した。この改良工事によって標準軌線の仕様が統一され、特急車両の全線共通運用が可能となったことで運用効率が向上し、併せて線路容量増大によって高頻度運転も可能となった。
大阪側の末端線である難波線は大阪上本町駅から大阪難波駅に至る2.0kmの全線が地下路線となっている。建設目的が鶴橋駅、上本町駅における難波方面への市電と市バスの乗換時の混雑解消であったことから難波線は通勤通学需要に応えるべく奈良線の一般列車の乗入れを優先とされた。従って同線への特急乗入れはこの通勤通学輸送を阻害しない範囲で検討されたことから乗入れ特急の選定に当たっては日帰りビジネス客の需要が多い名阪特急と賢島駅直通の阪伊特急に限ることとした。1994年 - 2003年には伊勢志摩への玄関口を上本町駅に統一する近鉄の施策によって、日中の阪伊特急（甲・乙とも）が全て上本町駅発着となったものの、その後は阪神なんば線開業後の現在に至るまで概ね踏襲されている。なお、現時点では定期特急の阪神電鉄線への直通運用はないため（団体列車の乗入れについては後述）、特急列車は大阪難波駅引き上げ線あるいは桜川駅西側の引き上げ線にて折り返し運用となっている。

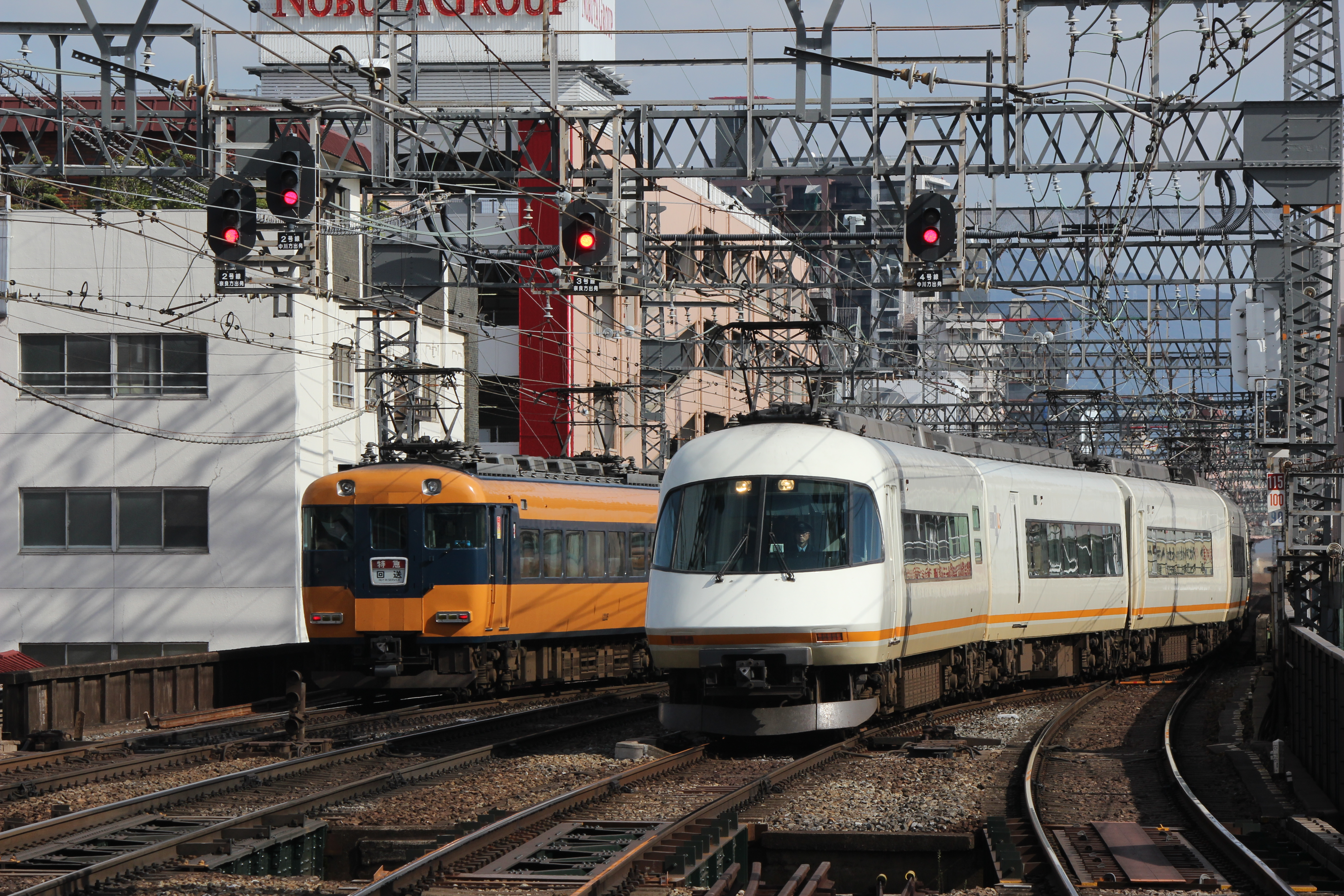
特急専用線の鶴橋駅付近のポイントを渡る名阪特急
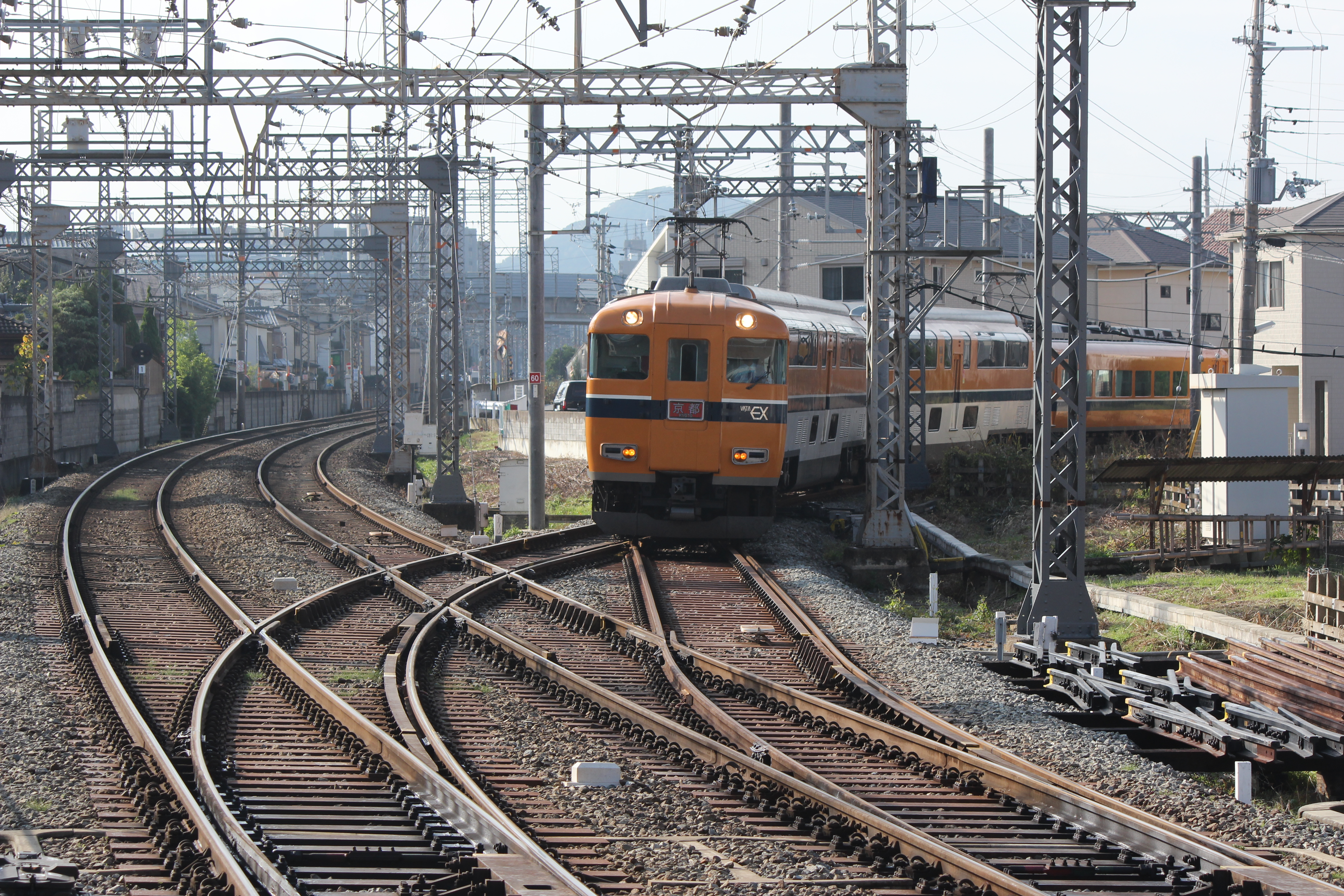
特急専用線の新ノ口短絡線を行く京伊特急 左の直進線路は橿原線
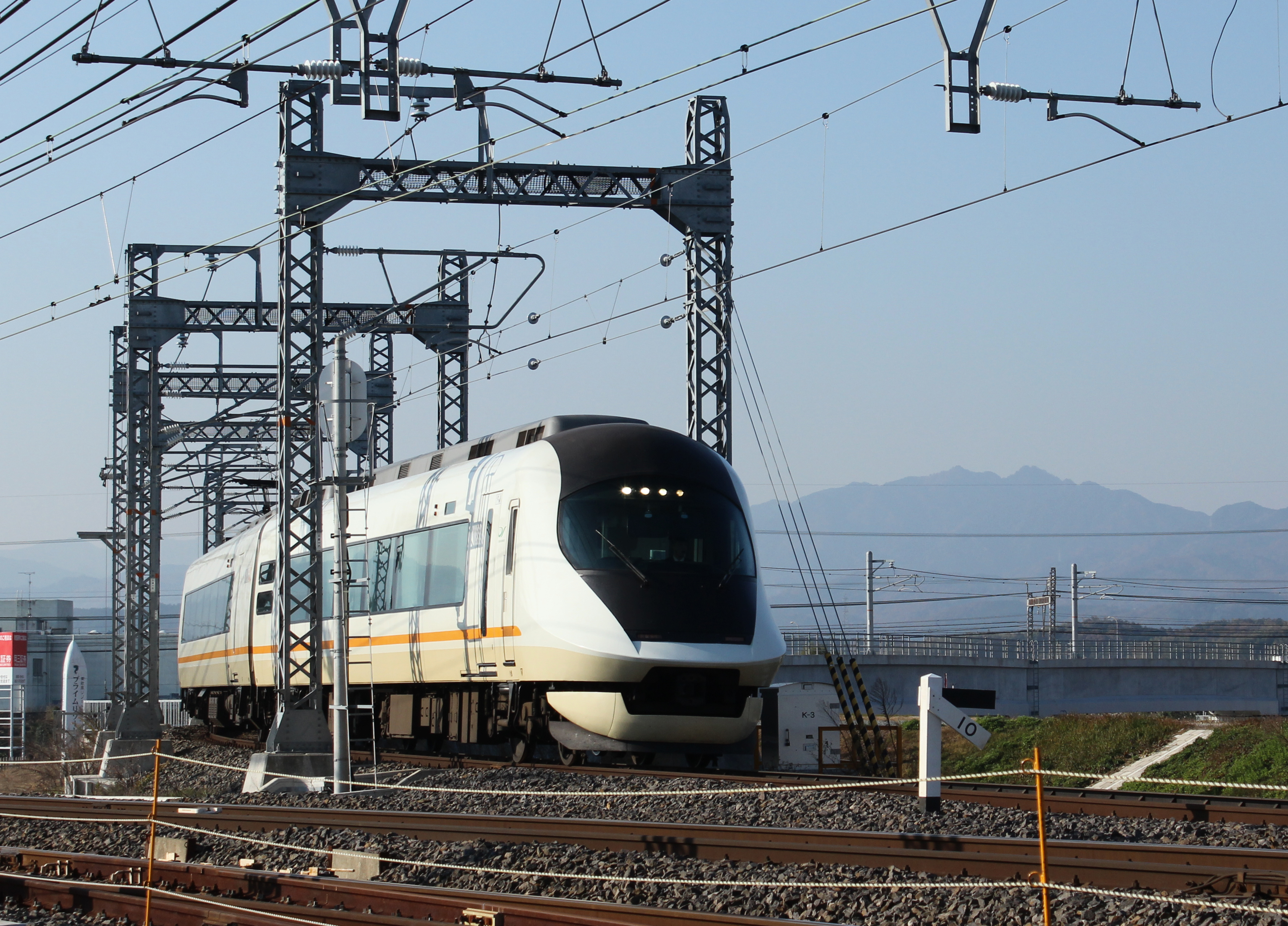
特急専用線の中川短絡線を行く名阪特急
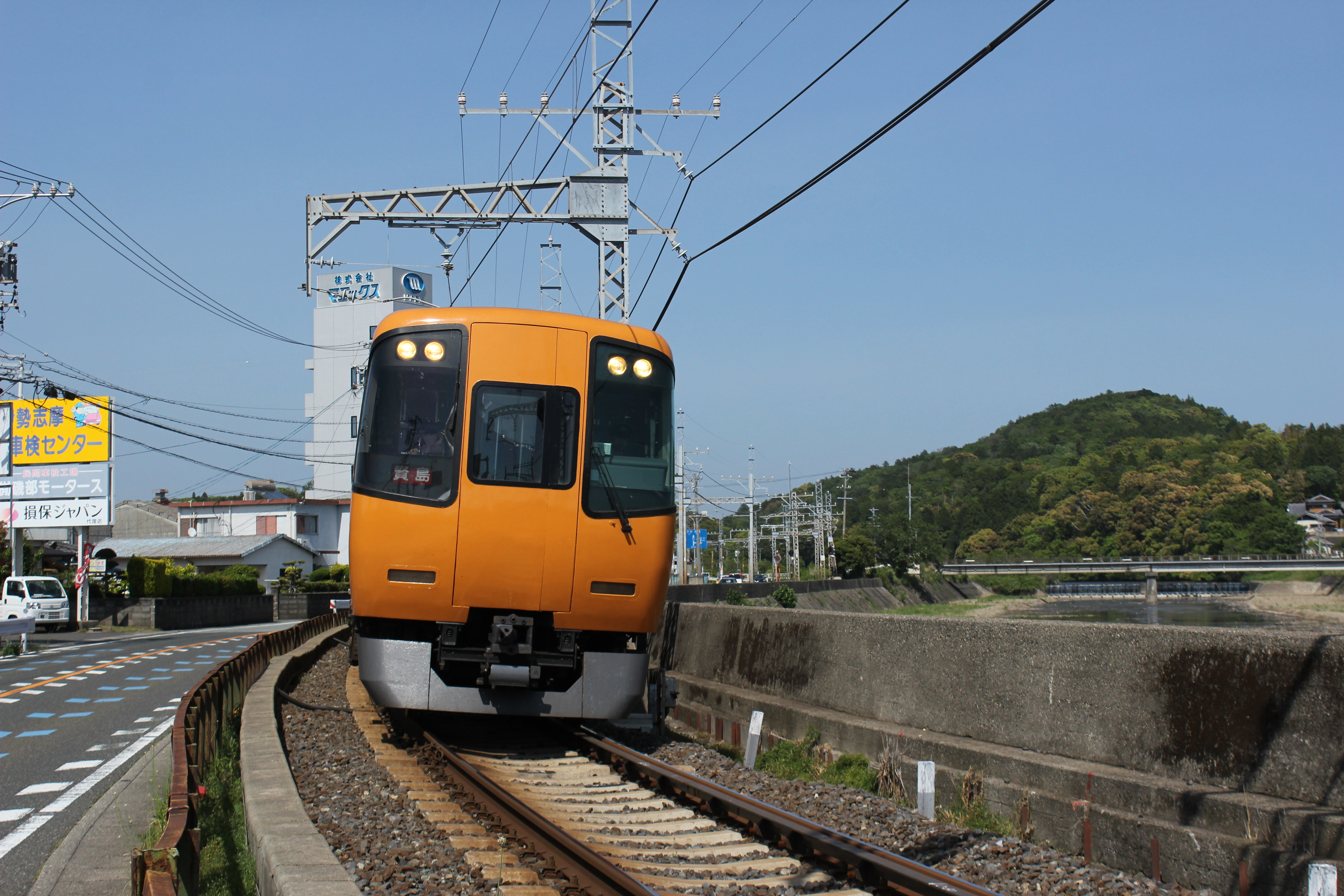
志摩線の単線区間を行く22000系（上之郷駅付近）
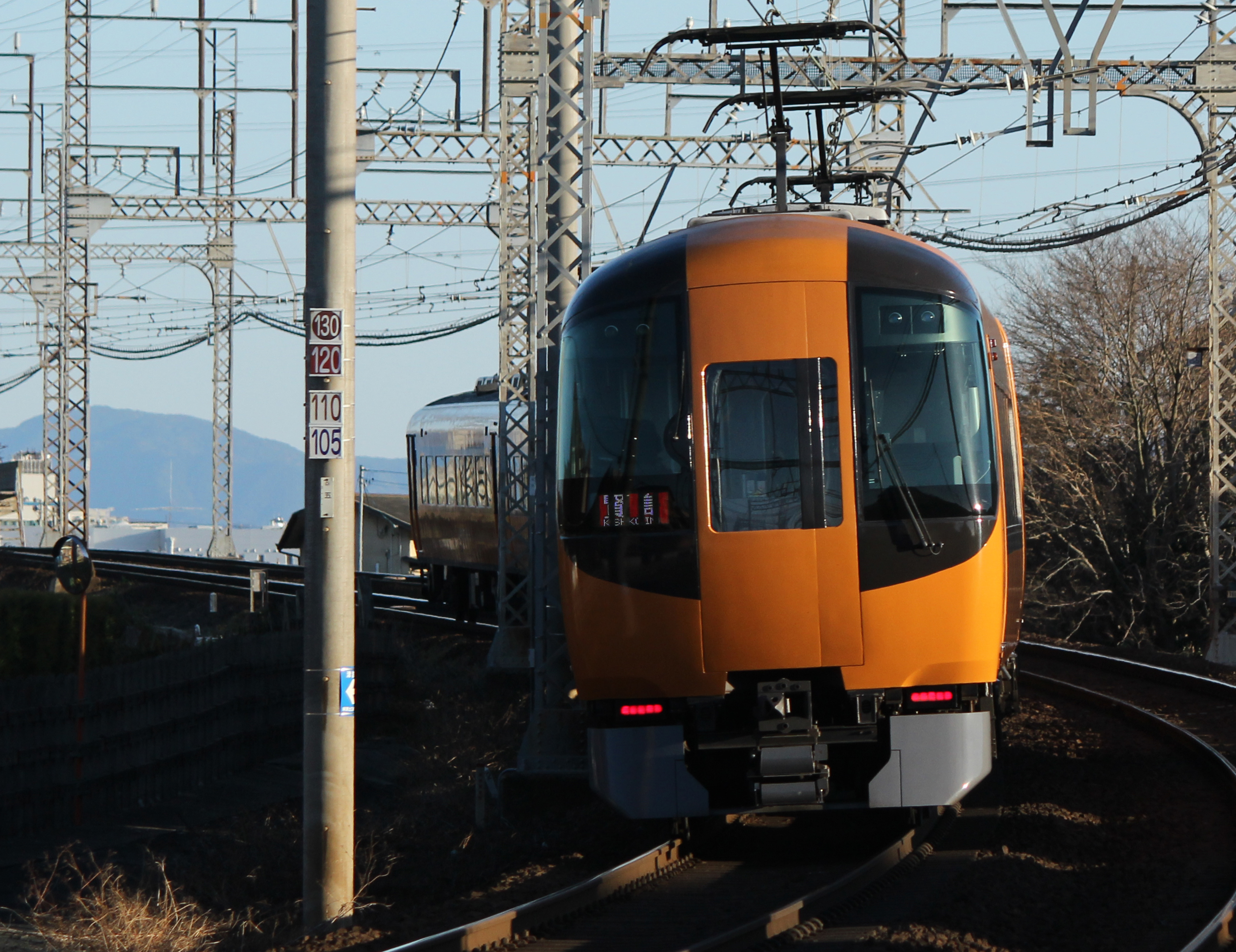
最高速度130km/hを許容する標識（東松阪駅付近）
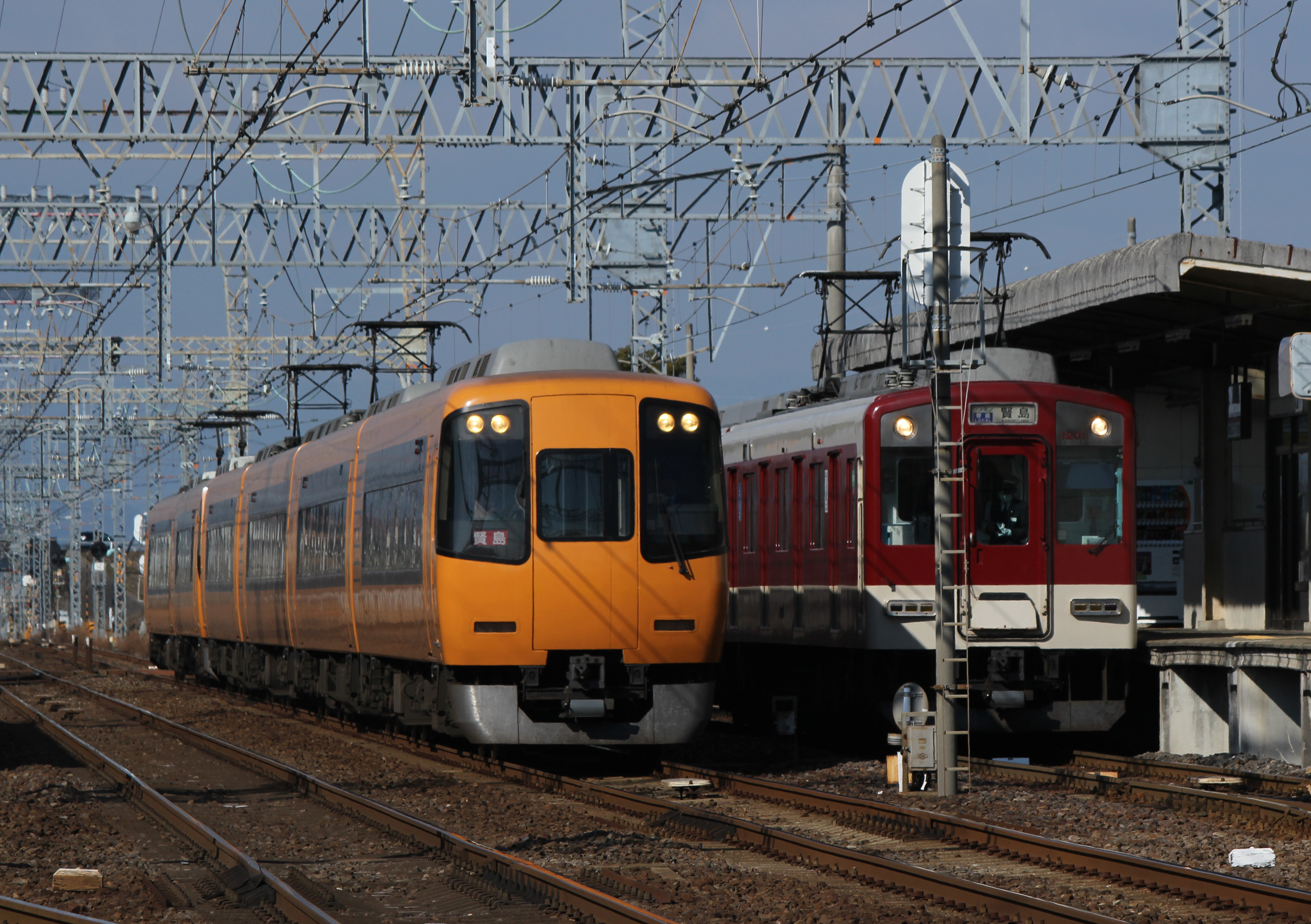
待避線を持つ駅は多数存在する（櫛田駅）

## 特急車両のメカニズム
ここでは10000系以降の近鉄特急車両に概ね共通する機能とその特徴について解説する。詳細なメカニズムについては各車両の項目を参照されたい。

### 連続急勾配対策
近鉄の特急車両では、標準軌の大阪線・奈良線、および狭軌の吉野線の各線に連続急勾配区間が存在することから、全系列（運用区間が平坦線に限定されていた狭軌時代の名古屋線特急車や初期の京都線・橿原線特急車は例外）について、当該各線区に介在する山岳地帯の急坂を高速で登坂、ないし安全に下降するための機能・性能を付与している。
特急車両を設計する際は、こうした区間における所要運転性能が主電動機出力やギヤ比などを決定する際の判断材料となっている。急坂を100km/h超の高速で登坂するにあたっては付随車を連結する場合は大出力の主電動機を搭載する、あるいは低出力の電動機を搭載する場合は編成中の電動車比率を引き上げることで編成全体の出力を確保する。一方、降坂においては、重力によって上昇するスピードを抑えながら一定速度を保ちつつ、制輪子の磨耗と温度上昇による破損の危険を回避する観点から、空気ブレーキの他に抑速ブレーキの搭載が必要不可欠となっている。このため、26000系までの抵抗制御車の場合は速度低減のために、運動エネルギーを変換して発生した電力を熱エネルギーに再変換して放出する目的で、床下に通常よりも大容量の主抵抗器を搭載するが、制御に抵抗器を必要としないVVVFインバータ制御化された22000系以降ではこれに代えて、回生失効に備えた抑速発電抵抗器を追加搭載してブレーキ機能の冗長化による保安度の向上を図っている。なお、これらの抵抗器は保安度を重視して電動ファンなどによる強制通風式ではなく、大型の自然通風式を採用している。

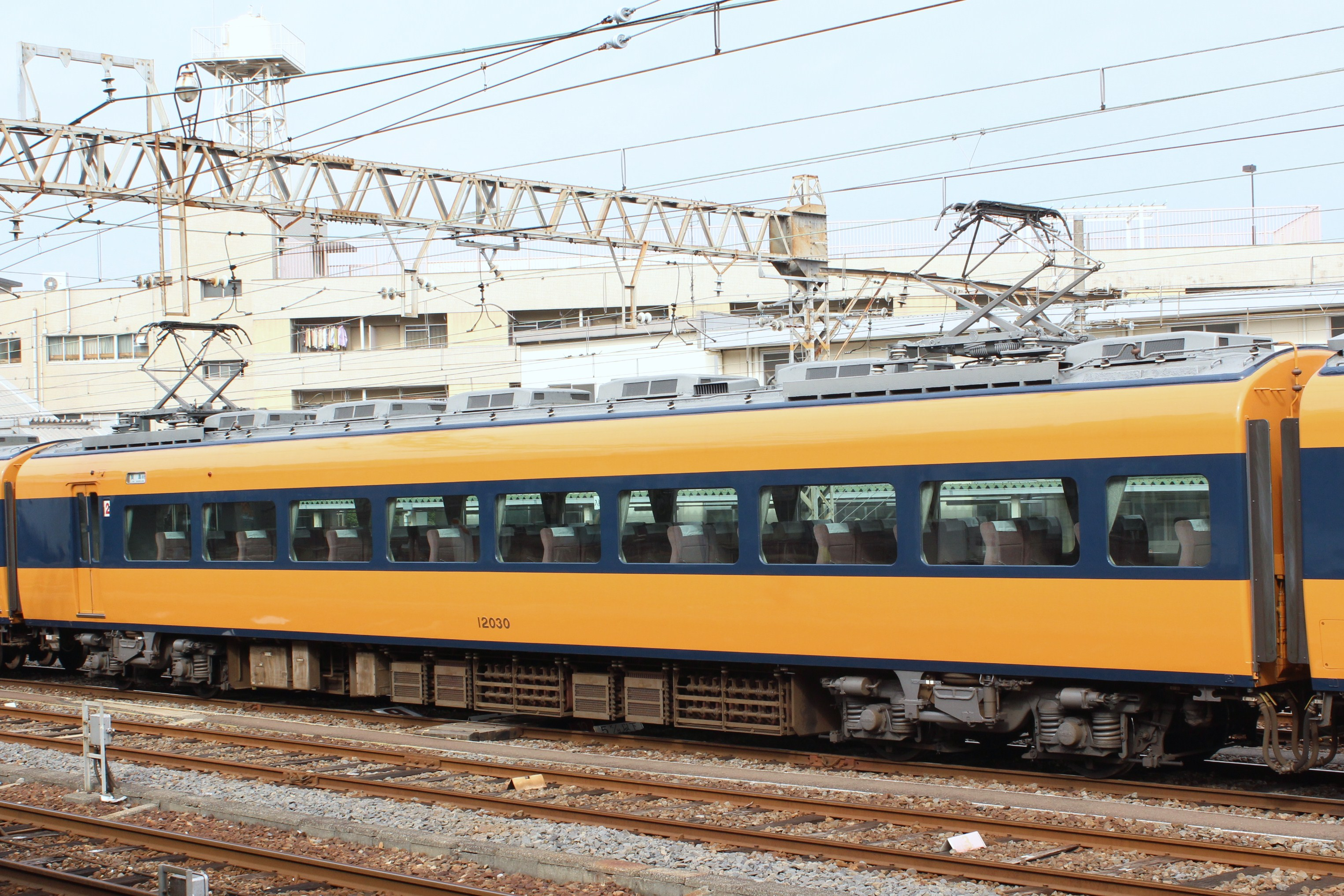
床下に並ぶ主抵抗器
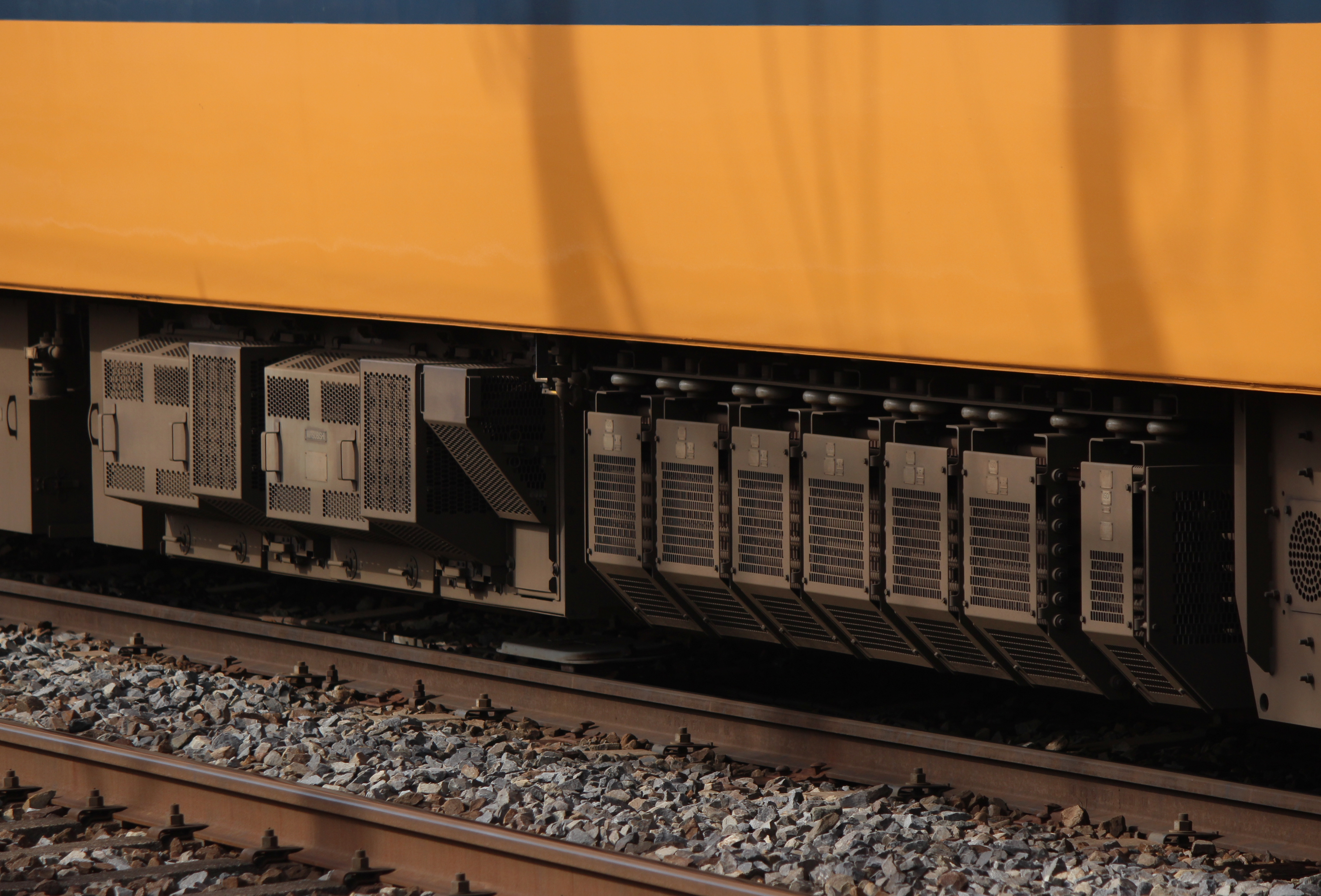
VVVF制御装置と抑速発電抵抗器 （22000系）
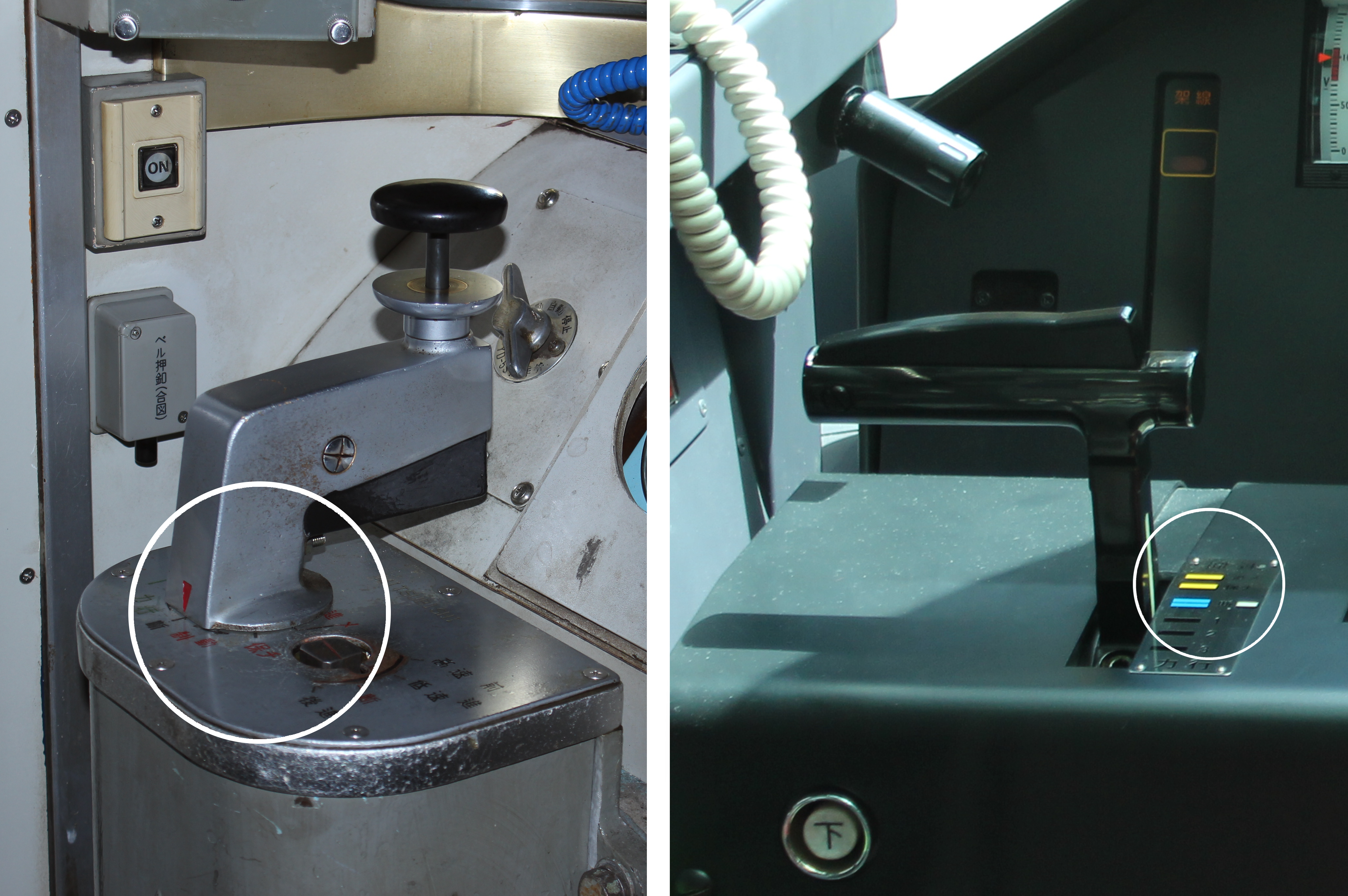
運転台のマスコンも抑速対応機能を有する（円内が抑速ノッチ）

### 異種ブレーキ搭載車の連結対策
| 電気指令式ブレーキ搭載車（22600系、左側）と電磁直通ブレーキ搭載車（30000系、右側）による異種ブレーキ搭載車の併結 |  | 22000系の後方にサニーカーを連結した列車。ブレーキの読替装置があるためにこの様な系列を選ばない柔軟な編成が組めることが可能である。 |
| 電気指令式ブレーキ搭載車（22600系、左側）と電磁直通ブレーキ搭載車（30000系、右側）による異種ブレーキ搭載車の併結 |  | 22000系の後方にサニーカーを連結した列車。ブレーキの読替装置があるためにこの様な系列を選ばない柔軟な編成が組めることが可能である。 |

ブレーキ装置は空気圧指令と電気指令を併用する電磁直通ブレーキ搭載車（10000系以降26000系まで）と、完全に電気指令化された電気指令式ブレーキ搭載車（22000系以降）が共存する。近鉄特急車両は弾力的な運用を維持するために、固定編成となっている系列を除いて相互に連結可能だが、そのため異種ブレーキ搭載車を連結して運用する必要のあることから、電気指令式ブレーキ搭載車では電磁直通ブレーキ搭載車との併結に際してブレーキ指令読替を行い、これと互換性のある電気演算式電磁直通ブレーキとして機能するように設計されている。このブレーキ読替装置を使用した運用は小田急電鉄でも採用例がある。近鉄特急の運用は、現状では複雑で広範囲にわたるため、ブレーキシステムが異なる車両同士の併結は止むを得ない状況である。このため両タイプの互換性を考慮せずに運用を別にすれば、読替装置を非搭載として、製造および維持にかかるコスト低減が可能となるが、車両運用を抜本的に見直す必要に迫られ、柔軟な運用が不可能となる欠点も生ずる。

### 台車
1955年の2250系3次車以降26000系まではスイス・カー・アンド・エレベーター（SWS）社から技術導入したシュリーレン式台車（および同系のSIG式台車）が改良を重ねつつ用いられたが、22000系以降はより簡素なボルスタレス構造を採用した積層ゴムブッシュ片側支持式台車に移行し、軽量化とメンテナンス向上、それに支持剛性の最適化による高速走行安定性の向上が図られている。なお、シュリーレン式台車は一般通勤車用と特急車用で円筒内の潤滑油塗布の有無等で相違する。
また、積層ゴムブッシュ片側支持式台車では、最高速度の低い一般通勤車や狭軌特急車についてはヨーダンパが装着されていないが、最高速度が130km/hと高く設定されている標準軌特急車については高速運転時の蛇行動抑制を目的としてヨーダンパが装着されている。なお、シュリーレン式台車装着車でも130km/h運転に後日対応した21000系については、蛇行動抑制のためヨーダンパを追加装着している。
近鉄では基本的にボギー構造であるが、過去の車両で連接構造を採用した例もある。連接構造はメンテナンス面で難があり、10100系を最後に採用されていない。
他社では、車体と台車を別メーカーで製作している例もあるが、近鉄の場合は名古屋線改軌に伴う交換用台車として日本車輌製造製円筒案内式（SIG式）台車を購入して以降は、車体と台車を同資本の近畿車輛で一体的に設計・製作している。

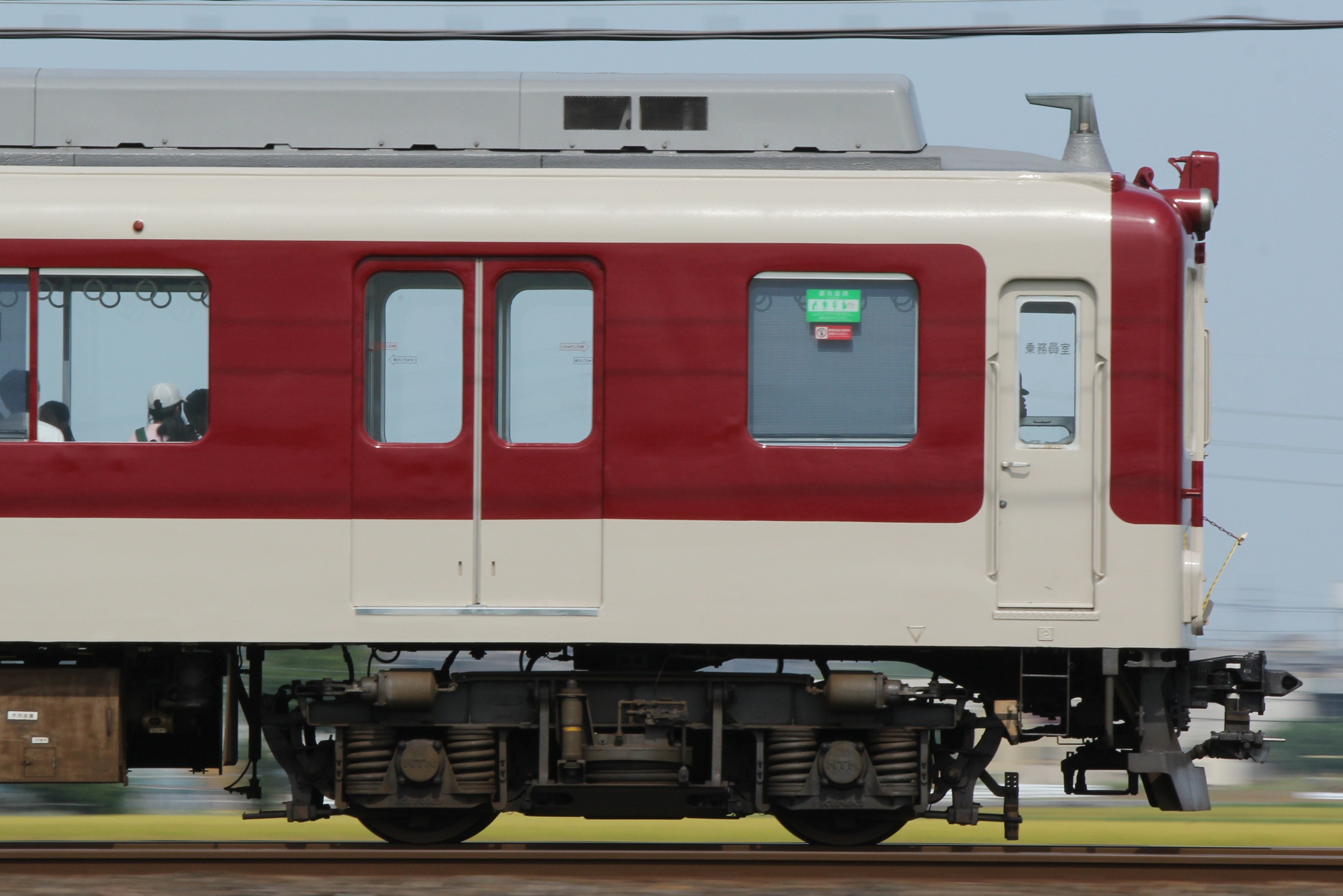
中期の特急車用シュリーレン式台車(KD-41。画像は一般車2000系に転用後) 揺れ枕を吊りリンクで台車枠からつり下げ、揺れ枕直上の空気ばねで枕梁と心皿を支える。ボルスタアンカーを備えていない。
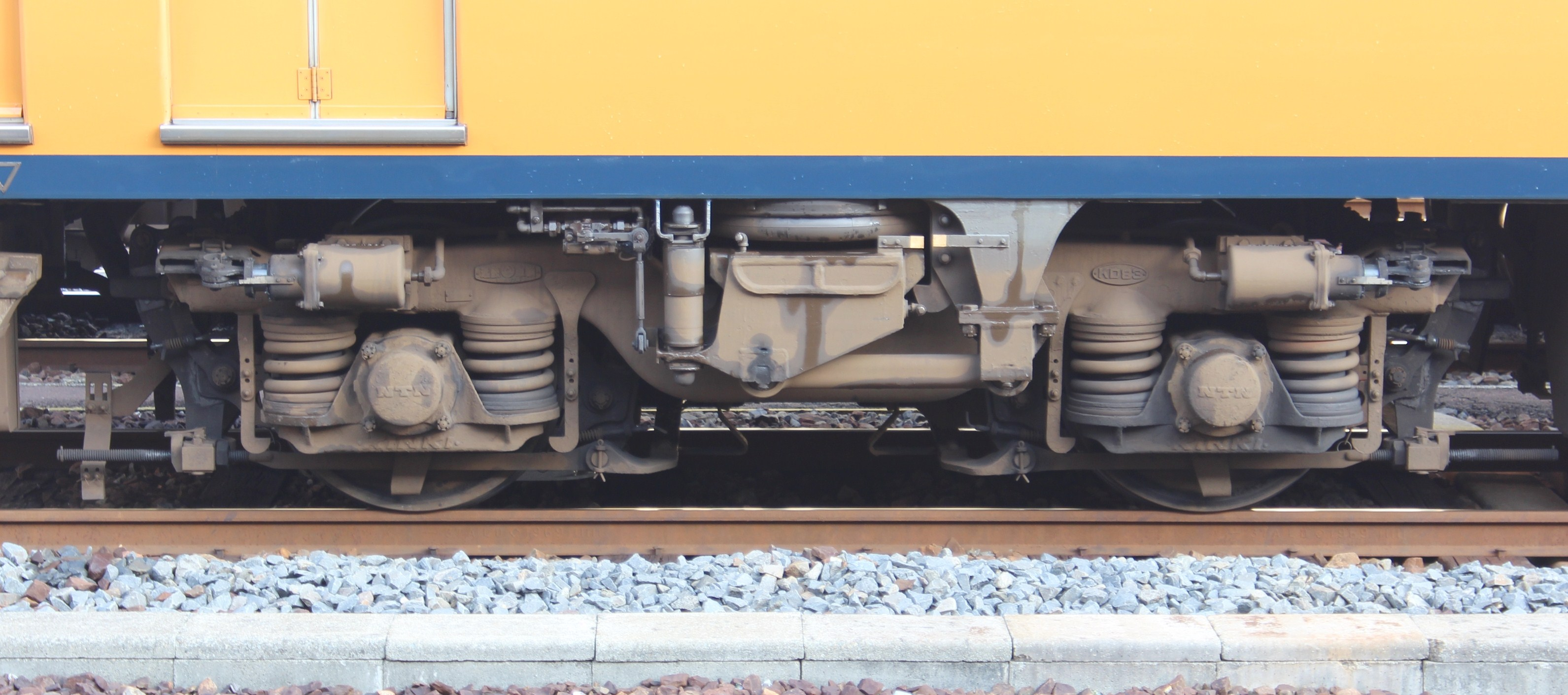
後期の特急車用シュリーレン式台車(KD-83) 空気ばねを枕梁の上に置き、車体直結としたダイレクト・マウント構造を備え、揺れ枕および吊りリンクを省略した。ボルスタアンカーを備える。
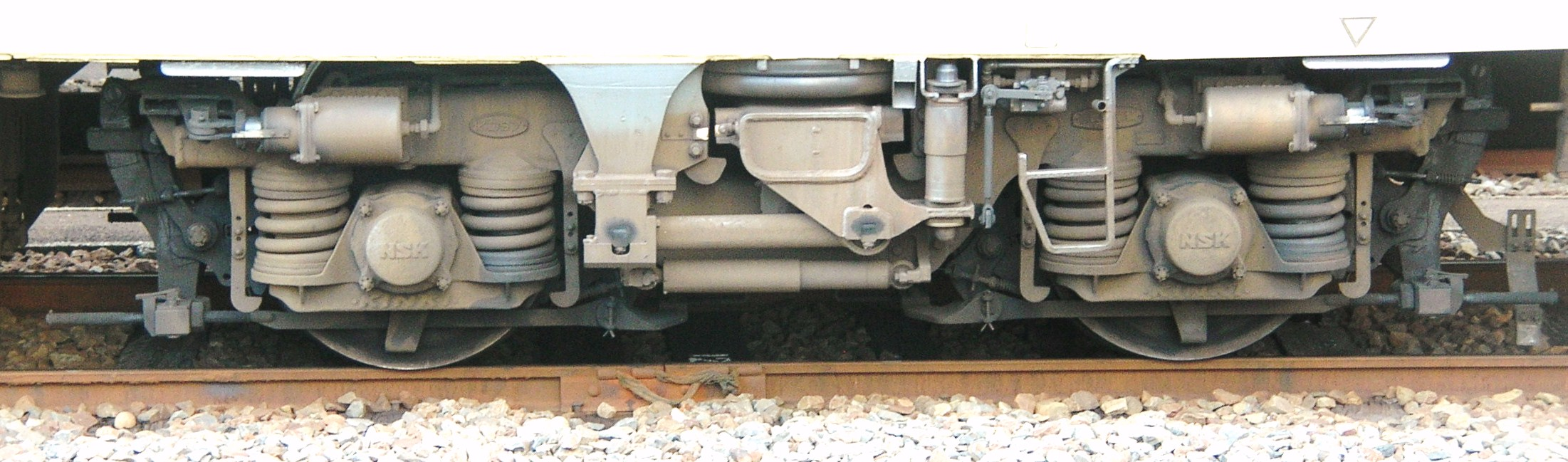
21000系用シュリーレン式台車(KD-97) 基本はKD-83に準じるが、曲線通過時の転向横圧を軽減するため軸距を2100mmに短縮した。130km/h運転に備えヨーダンパがボルスタアンカーの下に追加装着されている。
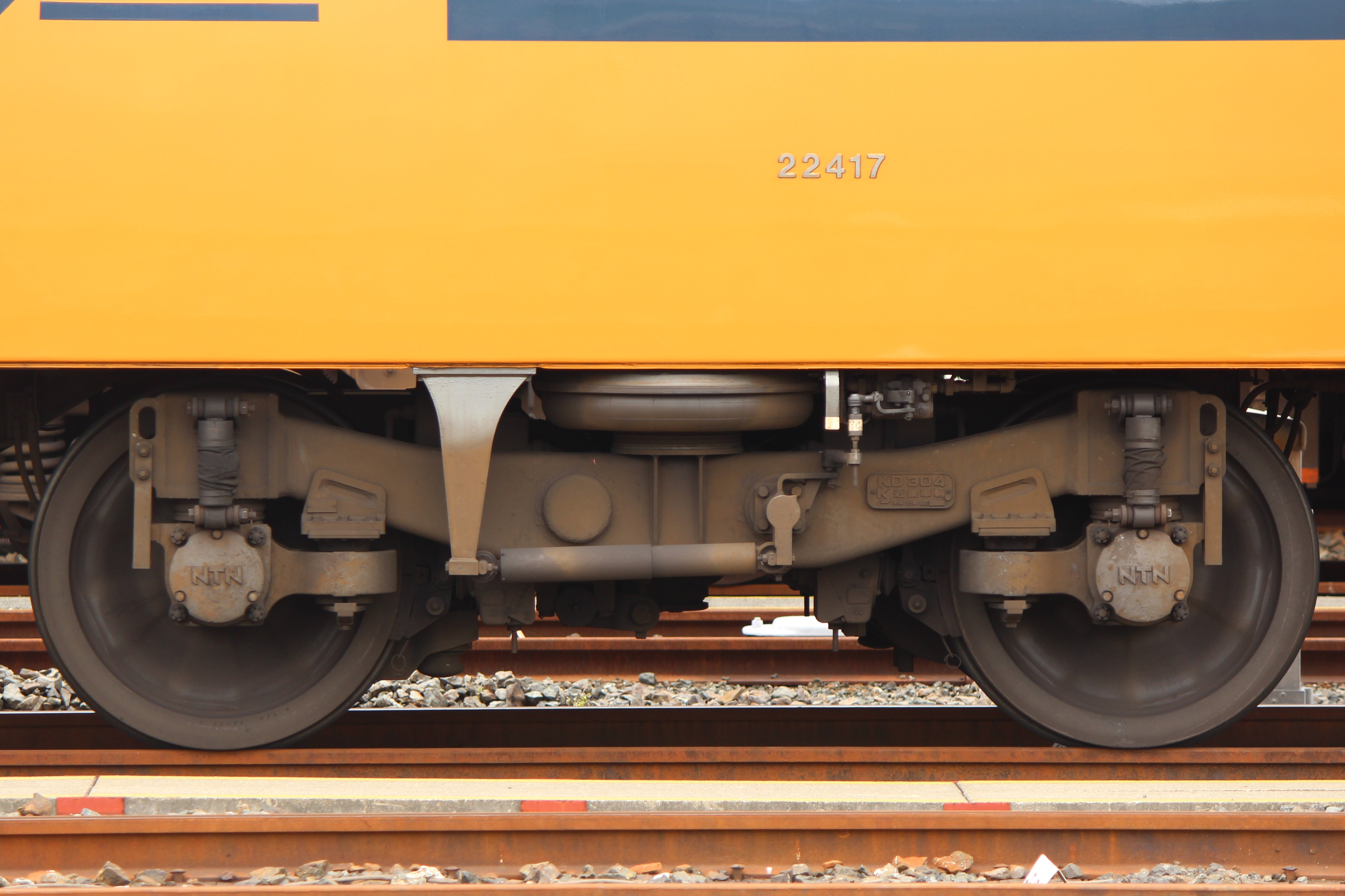
標準軌特急車用積層ゴムブッシュ片側支持式台車(KD-304) 心皿および枕梁を省略したボルスタレス構造を備える。130km/h運転を実施するためヨーダンパを装着する。

### 省エネルギー、省メンテナンス策
鉄道事業を継続するうえで必ず付いて回ることとして、車両の建造、維持、運営時におけるコストの問題がある。いかにしてこれらのコストを下げて経済性の高い車両を建造して運営するかは近鉄のみならず、各々の鉄道会社のテーマでもある。
近鉄特急における省エネルギー、省メンテナンスを問題にする場合、全線共通仕様の車体の建造や照明のLED化、集電装置や空気圧縮機、補助電源装置、ブレーキシステム等、取り上げる内容は多岐に渡るが、ここでは主制御装置と主電動機を取り上げる。
電車の原動力となる主電動機（モーター）と、この主電動機を回したり止めたり速度を変える際の指令を与える主制御装置は、以前は直流直巻電動機と電動カム軸式抵抗制御装置が用いられた。しかし、主電動機の整流機構にカーボンブラシを使用することによるメンテナンスの問題や、主制御装置についてもカム式ゆえ開閉の激しさによる同様の問題、さらに力行時のスピードコントロールにおいて主抵抗器に電流を流した際に、熱エネルギーとして大気中に放出するというエネルギーロス等、諸々の問題があった。これらの諸問題をクリアするために様々な研究開発を行ってVVVFインバータ制御方式に至った電鉄界の流れは当然のことながら近鉄特急車両にも当てはまっている。
近鉄では1954年に1台の制御装置で2両分8台の主電動機を制御する方式（1C8M制御、MM'ユニット方式）を開発し、一般通勤車両において試作、運用されている。当時の電車は制御電動車を2両繋いで運転するケースも珍しくなく、このケースでは主制御装置を電動車の数だけ搭載することになり、不経済であることも要因の一つとして当方式が開発されたものである（詳細は1450形を参照のこと）。開発当時は低出力の主電動機しか制作できなかったこともあって、この1C8M制御方式はその実情に見合う方式として珍重され、近鉄特急においては10000系の採用に始まり、11400系まで踏襲された。しかし、その後は大容量の主電動機が制作可能となって、18200系以降は180kW級のものを採用、ゆえにMM'方式を止めてMT半々とした1C4M制御方式が12600系までの標準仕様とされた。これによって主電動機台数が編成あたり半数に省略されて経済性が向上した。なお、21000系と26000系は主電動機を容量ダウン（それぞれ125kW、95kW）のうえ、全電動車方式による1C8M制御方式が復活したが、これは故障による1ユニットダウンでも在来特急車と同等の走行性能を確保すること、および編成全体の出力アップによる速度向上を狙ったものである。
近鉄では1984年にVVVFインバータ制御車両の試作車を開発、その2年後には量産車が運用に入るなど着実に実績を積み重ねたが、当時はまだインバータ制御が開発途上であり、制御装置の価格も非常に高かった。VVVFインバータ制御のメリットは、ブラシレスと並んで回生ブレーキ力が簡単に得られることから、高いメンテナンス性と共に回生ブレーキの多用による消費電力の低減が装置の高額面をある程度相殺できるものとして期待され、ゆえに実用化当時は満員時の荷重が大きいがために電力消費量が多大で、停車回数の多さからブレーキ機会の多い一般通勤車両にVVVF制御が多く採用された。21000系が開発段階にあったのはその頃で、この時はVVVFの導入も検討されたが、その高額さを停車回数の少ないノンストップ特急に低減する効果があるかは疑問であったことや、当時は大容量のGTO素子が未開発であったために、インバータ方式は見送った経緯がある。しかし、停車回数が少なく、山間部の過疎路線を通過するがゆえに電力回生が難しい等のデメリットを差し引いてもVVVF制御が今後の標準システムに成り得ることや、高いメンテナンス性によるコスト低減に繋がること、さらにGTO素子の大容量化が後押ししたこともあって22000系において1C8M制御による全電動車方式として初採用された。2両に1台の制御装置の搭載であることからコスト低減も実現している。続く23000系では冗長性に配慮して1C4M制御の2群搭載に改めているが 、誘導モーターの特性を最大限利用する形で電動機出力を200kWに引き上げ、6両中2両を主電動機なしの車両として経済性に配慮した。
1996年製の16400系以降は制御素子がIGBT化され、装置の小型化や磁歪音が低減された。またGTO素子と比べて容量ダウンとなったことから、1C2M制御の1両あたり2群搭載として冗長性にも配慮したうえ、主電動機定格出力230 - 240kW・編成あたりの電動車比率を1:1として、これが2020年時点における近鉄特急車両の標準スペックとなっている。2019年以降製造の80000系ではハイブリッドSiC素子としている。

### 車体の材料
車体については一貫して鋼を使用している。新幹線を含むJR各社、南海電気鉄道などの特急料金が必要な優等列車などで採用されているアルミダブルスキンやステンレス構造では時代の変化に合わせた改造が難儀なうえ、JRに比べて車体幅の狭い近鉄特急車両にアルミを使うと、その肉厚によって車内空間が狭くなる懸念があるため、性質上強靭で、工作が容易な鋼が選択されている。また、特急車両は固定窓を装備しているため、通勤車両に比べて雨水の侵入による腐食の心配が薄く耐久性があるため、あえて高価なアルミやステンレスを選択する必要性もない。
| 12200系および22000系の幌カバーを閉めた状態と開けた状態 |  | 12200系および22000系の幌カバーを閉めた状態と開けた状態 |  | 12200系および22000系の幌カバーを閉めた状態と開けた状態 |
| 12200系および22000系の幌カバーを閉めた状態と開けた状態 |  |                                                        |  |                                                        |

### 貫通扉
近鉄特急車両の大半の編成では正面が貫通式のスタイルをしている。昨今はアーバンライナーをはじめとする流線型の非貫通スタイルもラインナップされているが、1980年代までは近鉄特急を象徴するスタイルとして正面貫通式が挙げられていた。車両のシンボルメイキングの正面スタイルを貫通式とすることは、他社の流線型（非貫通）特急車両と比べて非個性的で画一的な印象と映るものの、こと需要変動が大きい近鉄特急では有効であり、旅客流動に合わせて編成を増減のうえ乗客の多寡に対応、かつ運行コストを適正化していくには欠かせない装備となっている。
扉があることで前面のデザインも大きな制約を受けるが、1967年製の12000系以降は貫通幌を隠すよう幌カバーを設けて、出来る限り車体と面一になるよう配慮された。このスタイルは1986年製の車両（12600系2次車）まで踏襲されたが、1992年製の22000系以降は電動スイング式の幌カバーとなり、車体外板と平滑になるなど、デザイン面で大きく進化した。なお、50000系「しまかぜ」も正面に扉を備えているが、こちらは非常用の脱出口で、車両同士を繋いで乗客の行き来を前提とするものではないため、外観も半ば鋭角的な流線型スタイルとなっている。

### 灯具
保安上の必要性から車両正面には前照灯と種別標識灯および尾灯を取り付けている。種別標識灯（黄色の光）は近鉄の場合、両舷点灯が特急と快速急行および回送、向かって右舷のみ点灯が急行、向かって左舷のみ点灯が準急と区間準急、無点灯が普通（各駅停車）と規定されている。
灯具のいずれも見付けに配慮しつつ配置、デザインされている。前照灯は以前は飛び出していたが、12000系（1967年製）より埋め込み式となり、21000系（1988年製）からは正面窓に内蔵され目立たなくされた。さらに26000系（1990年製）から4灯式とされた。長らくシールドビームが使われたが、21020系（2002年製）よりHID灯化された。種別標識灯と尾灯も、12600系までは飛び出していたが、同じく21000系から埋め込み式となった。同時にLED化のうえ標識灯と尾灯が一体化された。22600系以後は車体下部に吊り下げて設置している。

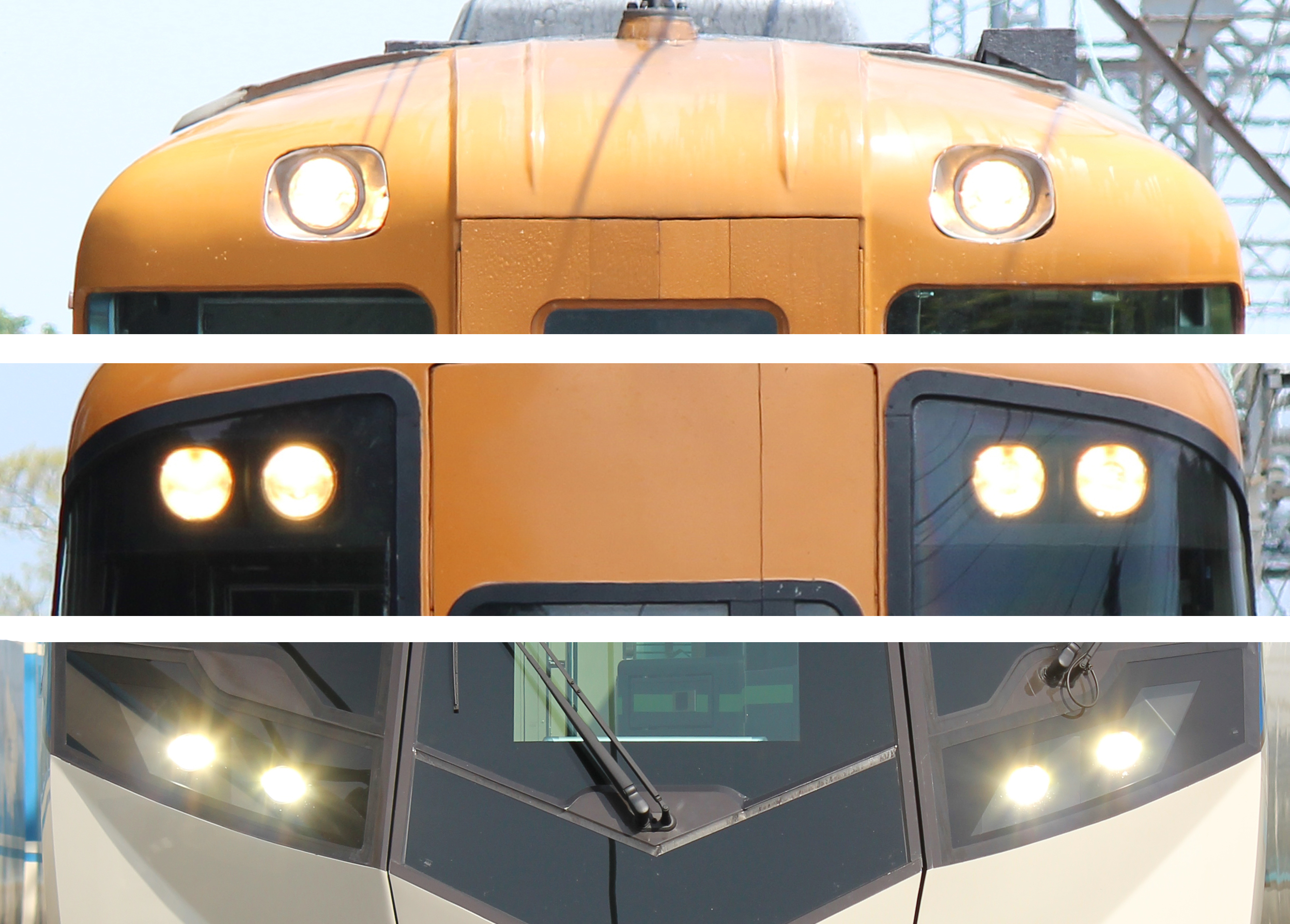
前照灯。時代の変化によってシールドビームからHID灯に変わった
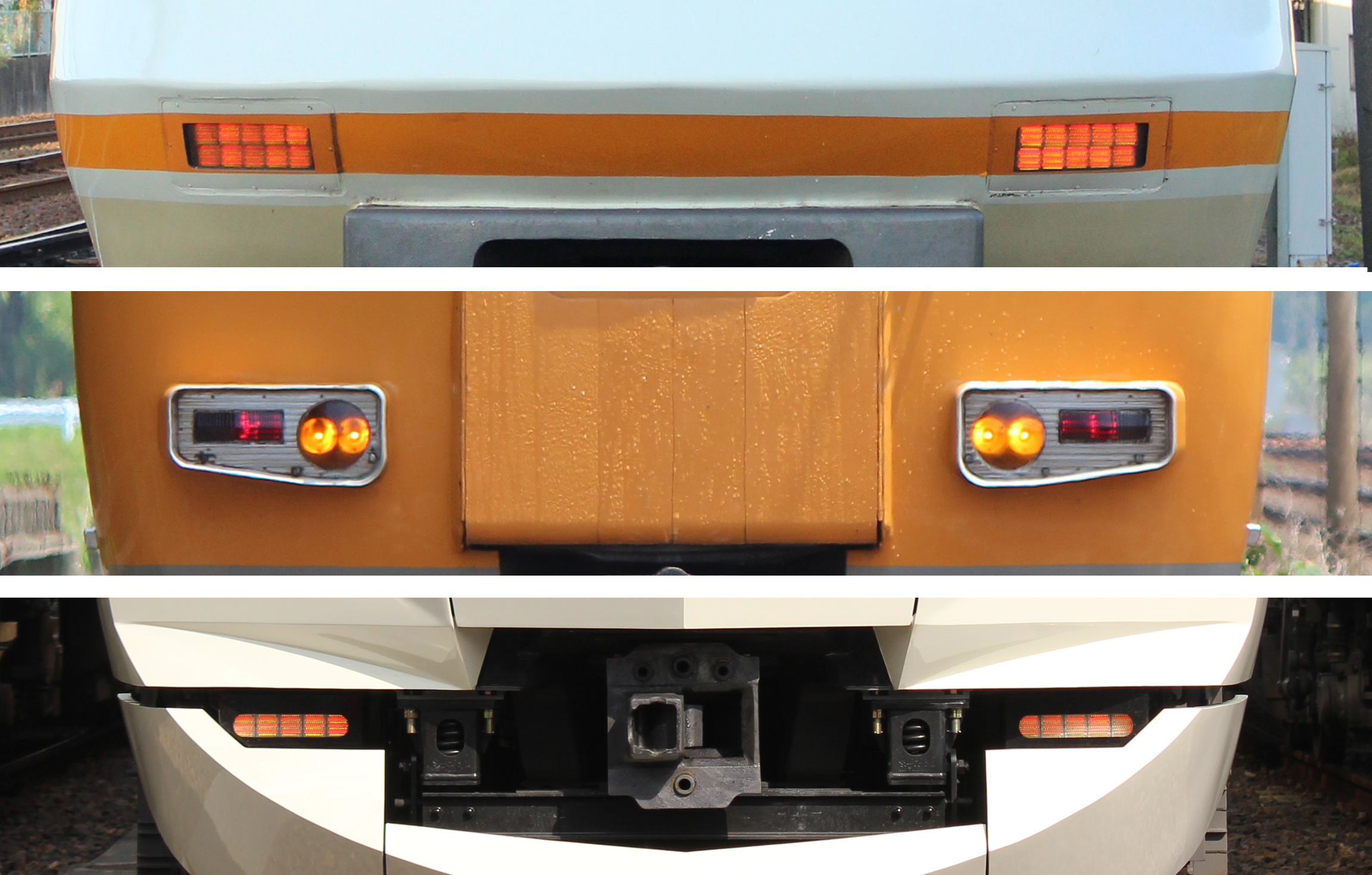
種別標識灯。特急は両舷点灯

| 30000系は各客室へ階段で連絡するが、50000系カフェ車両は通路のフロアレベルを平床車両と合わせることで通路段差を解消している。公共性の高い鉄道車両において段差を持つ車両とどう向き合っていくか考える点は多い。 |  | 30000系は各客室へ階段で連絡するが、50000系カフェ車両は通路のフロアレベルを平床車両と合わせることで通路段差を解消している。公共性の高い鉄道車両において段差を持つ車両とどう向き合っていくか考える点は多い。 |
| 30000系は各客室へ階段で連絡するが、50000系カフェ車両は通路のフロアレベルを平床車両と合わせることで通路段差を解消している。公共性の高い鉄道車両において段差を持つ車両とどう向き合っていくか考える点は多い。 |  | |

### 2階建構造
1988年のアーバンライナー登場まで近鉄にとっての代名詞的な車両構造で、また、新幹線100系電車登場（1985年）までは日本で唯一、2階建車両で運用する鉄道会社であった。2階建車両のメリットとして、車両構造がフラットカーと違うことから乗客の注目の的となり、ゆえに車両のイメージ向上にも役立ち、床面積も階段部を差し引いても3割の増加を見込めることから定員増も期待できる。しかし、階段の昇り降りの手間や、それに絡めたバリアフリー対応が難しい点、そして客室が狭くなるハンディがあり、2階建であっても床高さが平床車と比べて1mも違わず、建築物と異なって眺望性が劇的に向上することもない。車体艤装面においても、車両のほとんどのスペースを客室に占有されることから、機器を他の車両に配置せざるを得ないなど問題点も多い。バリアフリーの問題はともかく、以上の問題ゆえ、21000系では2階建構造の採用が見送られ、特急車において再び採用されたのは50000系のカフェ車両（2012年製）となった。
30000系の場合、2階部床下に空調機を艤装し、1階部横にコンプレッサーと電動発電機を分散搭載することで両端の平床車の艤装に影響を与えないよう配慮した。車体の基礎となる台枠は、側はりを平床車と同じ車体全長に渡って通し、車端衝撃力に強くして経年使用による車体の垂下を抑えてキャンバーを保持する構造をしており、これは10100系も同様であった。

## 車両デザイン

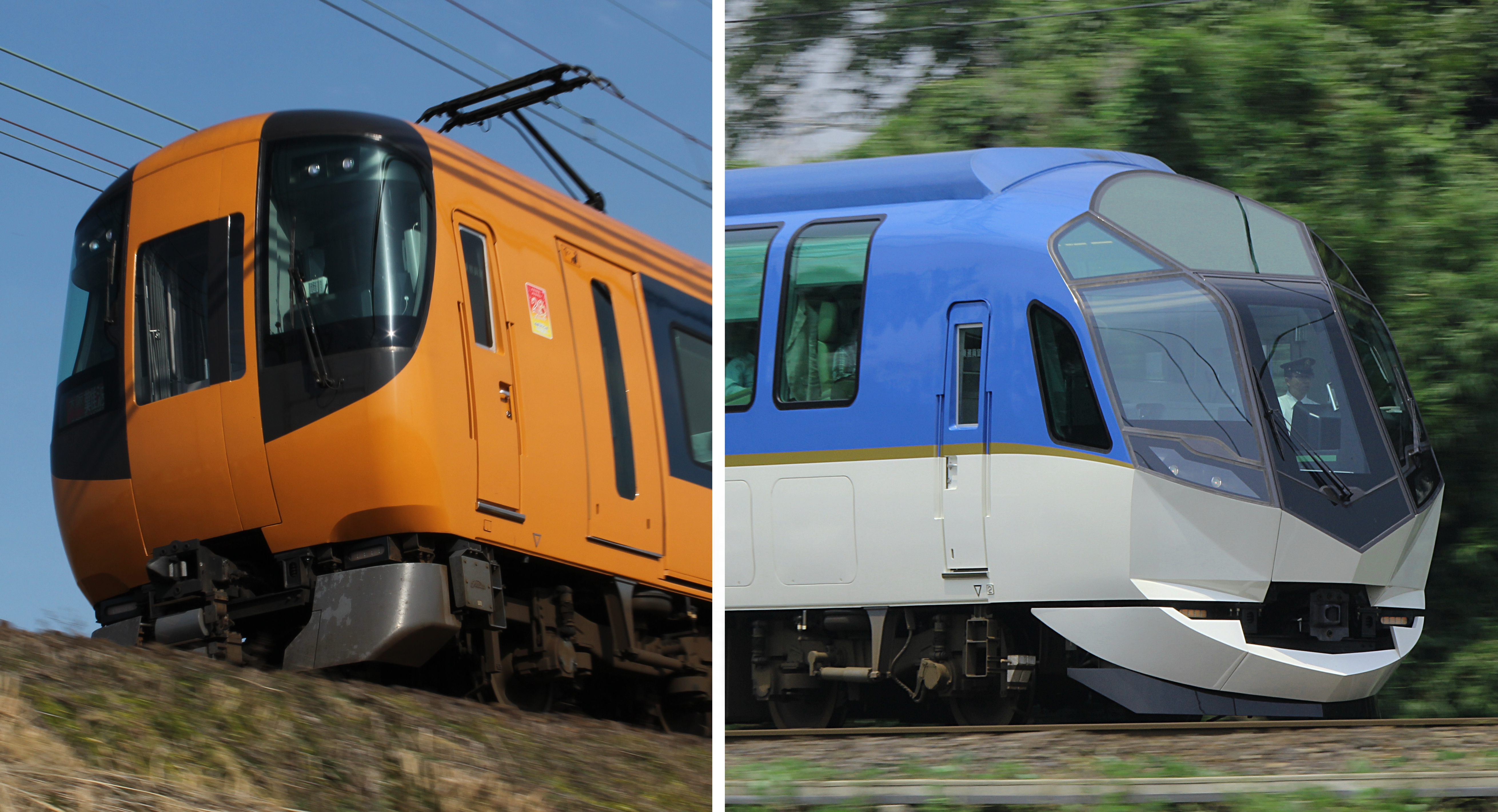
車両デザインはメーカーとユーザーの共同作業で決定される

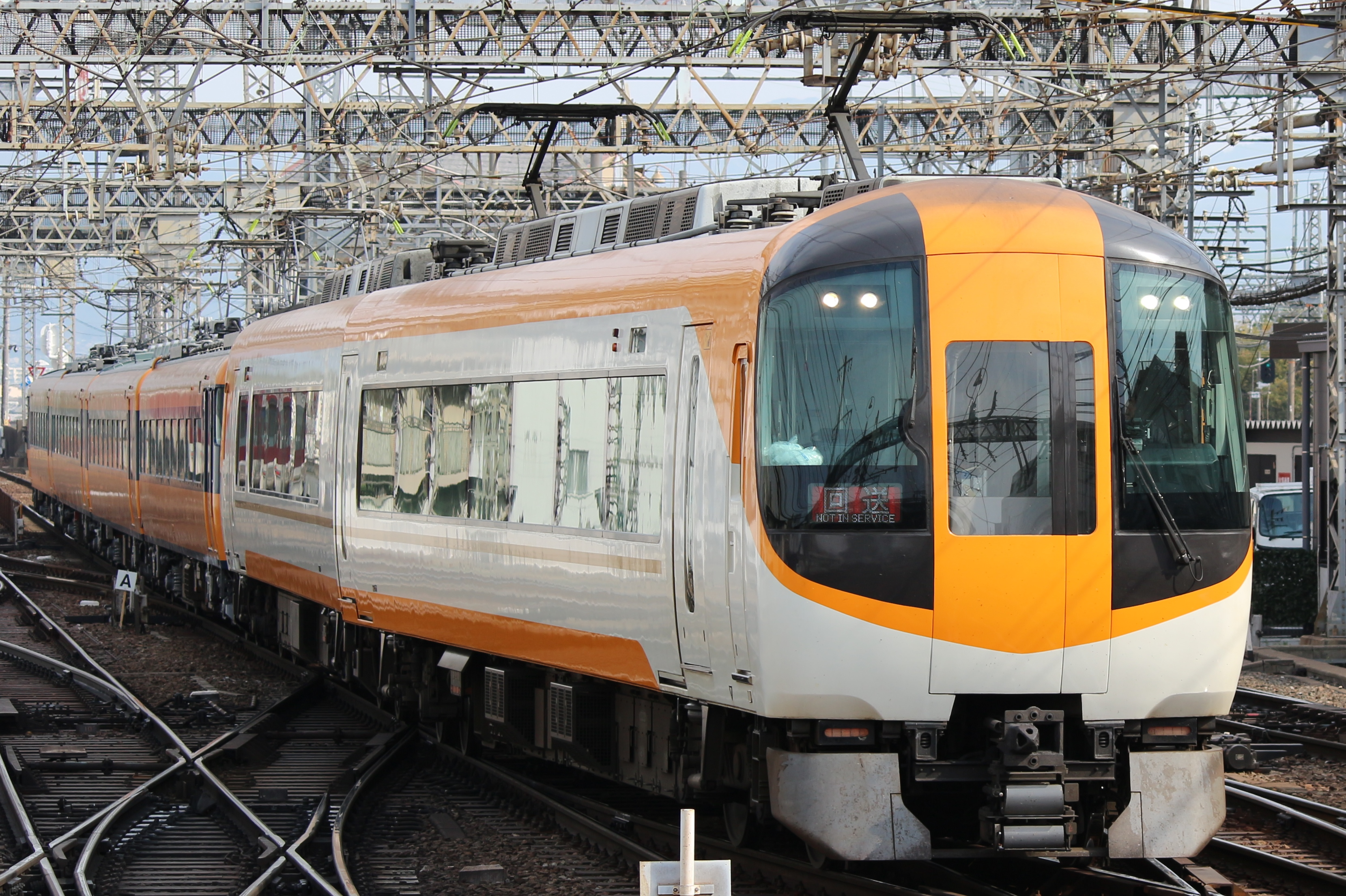
塗装デザインが変更された22600系。従来塗装車両を後ろに従える。

近鉄電車は全車、近畿車輛で製造されるが、車両デザイン、設計も近畿車輛をはじめ近鉄の技術部門のスタッフや美術、造形、建築分野における専門スタッフとの共同作業で行なっている。
この内、美術スタッフがイメージスケッチや縮小模型によってエクステリアデザインを決定するほか、インテリアでも座席形状、内装材の選定、カラーコーディネイトまでを決定する。50000系「しまかぜ」では、山内陸平がデザインの監修を、車両全体のデザインについては井上昭二が担当した。
かつて21000系「アーバンライナー」のデザイン検討の際は、学識経験者2名を招聘して、デザイン提案をはじめコンセプト設定の指南を仰いでいる。この時に確立されたデザイン開発の手法は、以後登場する特急車の他、他社向けの各車両にも適用されている。
80000系「ひのとり」ではこのデザイン業務を変更し、GKインダストリアルデザインに外注する形を取った。

### 車体塗装
近鉄特急の車体塗装は、汎用特急系列と固定編成系列で二分される。
汎用特急系列の場合は、クリスタルホワイト■をベースにブライトイエロー■とゴールド■を加えた組み合わせで、2015年12月に運行を開始した22000系リニューアル車以来の塗装である。2019年度までに12200系を除く汎用特急車は全てこの塗装に変更された。
現行塗装に改められる以前の汎用特急車の塗装は、パープルネービー■とアスカオレンジ■の組み合わせで、1958年の10000系「ビスタカーI世」以来の塗装であった。パープルネービーは日本の伝統色の藍、アスカオレンジは人間の肌の色で、これを組み合わせることで文化的な香りの高い近畿地方のイメージを表現している。1992年には透明感と明るさを表現するため、色味が若干変更された。
汎用特急系列以外の固定編成系列は、1988年に登場した21000系「アーバンライナー」以降、形式ごとに専用の塗装をまとっている。

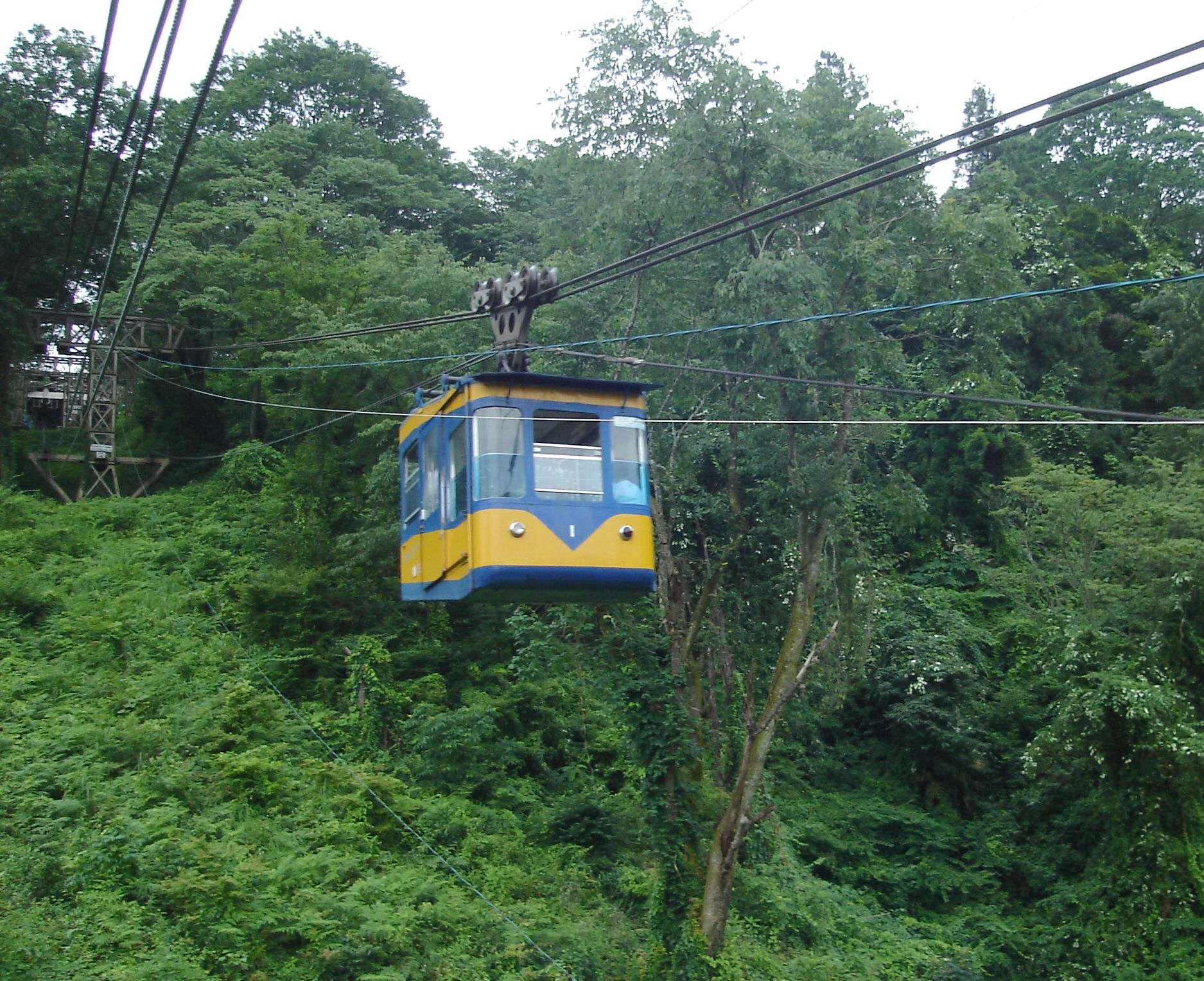
吉野ロープウェイのゴンドラ（旧塗装）

なお、近鉄との資本関係はないが、吉野駅で接続する吉野大峯ケーブル自動車が運行する吉野ロープウェイの搬器も、かつては汎用特急車に類似した塗装であった。

## 特急車両の保守と整備

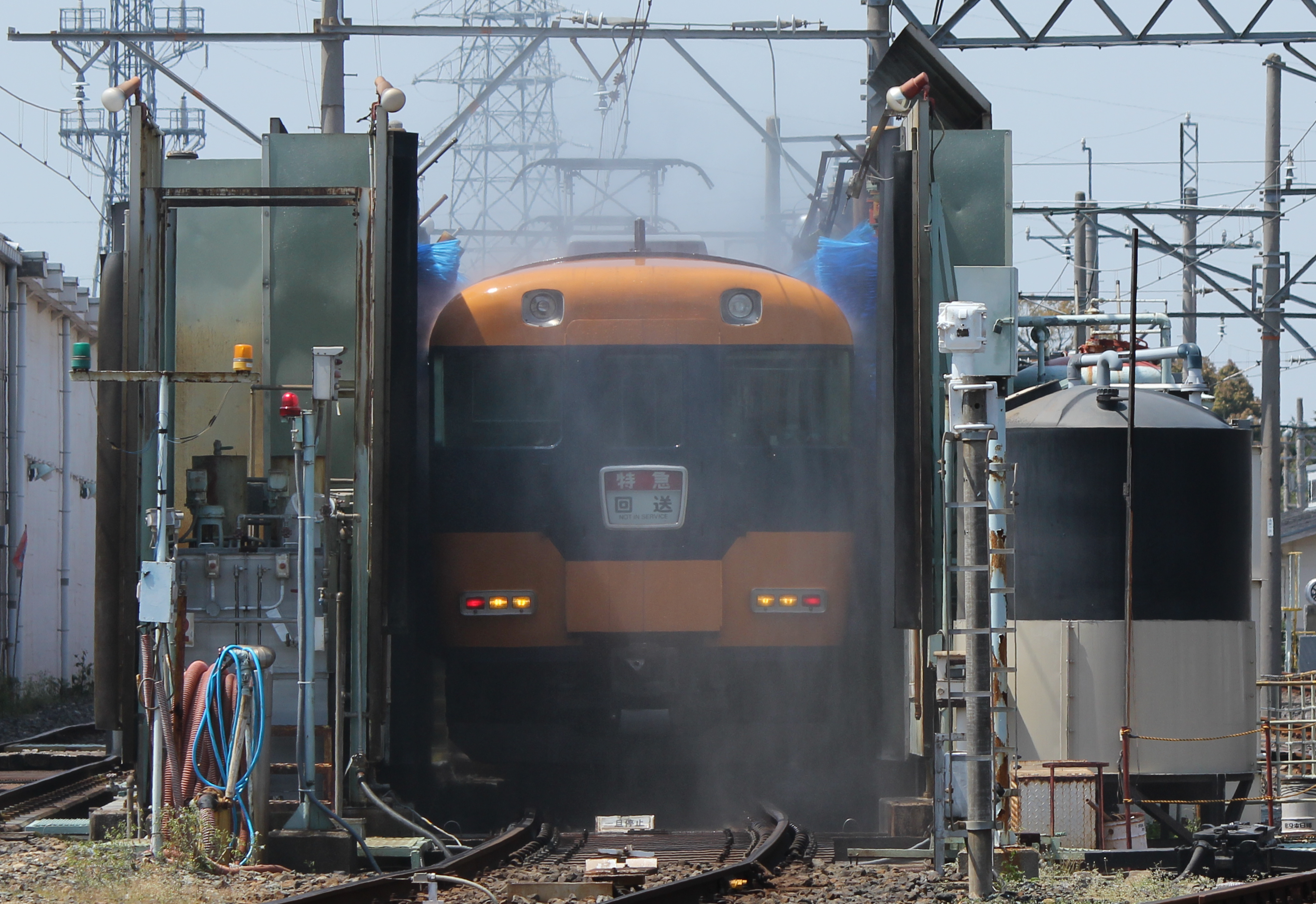
特急車両は1日1回は洗車され整備に余念がない

特急車両約450両はそれぞれ配属場所が設定されている。配属先では所定の検査を3か月または10日単位で実施するほか、編成の増結や抜き取り等の仕立て業務、洗車、清掃を行い、併せて車庫も併設する。配属車両がなくても特急車両の検査を実施する所もあり、以下その場所を列挙する。
- 高安検車区（高安駅隣接）- 大阪方（大阪線系統）の車両基地で、主に阪伊特急充当編成のほか、伊勢志摩ライナーやしまかぜ車両も配属される[227]。
- 名張車庫（名張駅隣接）- 大阪線の輸送量の変化に対応するため、車両の増結切り離しを行う際の折り返し整備基地。配属車両はない[227]。
- 富吉検車区（富吉駅隣接）- 名古屋方の車両基地で、名阪特急、名伊特急に充当される車両を受け持つ。アーバンライナー車両は全車配属[227]。
- 米野車庫（米野駅隣接）- 近鉄名古屋駅発着特急の折り返し整備基地で、特急列車のみの列車検査も実施[365]。配属車両はない[227]。
- 明星検車区（明星駅隣接）- 伊勢方の車両基地で、名伊特急、阪伊特急、京伊特急に充当される車両を受け持つ[365]。
- 西大寺検車区（大和西大寺駅付近）- 京都、奈良方の車両基地で、京伊特急、京奈特急、京橿特急等の車両が配属。
- 東花園検車区（東花園駅付近）- 大阪、奈良方の車両基地で、主に名阪特急・阪奈特急の折り返し整備も行う[365]。
- 天美車庫（河内天美駅隣接）- 大阪方（南大阪線系統）の車両基地で、列車検査も実施。当車庫は大阪阿部野橋駅に近いため、特急車両の出入庫基地としての役割も果たしている[365]。現在では配属車両はない[227]。
- 古市検車区（古市駅付近）- 吉野特急の全車両が配属される[227]。

このほか、車両が8年に1度受ける全般検査、4年に1度受ける重要部検査を行なうための以下2検修場所がある。車両や台車、機器の分解検査をはじめ、車体塗装も実施する。さらに、寿命を迎えた車両の廃車解体作業は高安検修センターおよび塩浜検修車庫で行ない、近畿車輛で新造した車両の受け入れは高安検修センターで行なう。また、車体更新工事も高安検修センターを含めた3か所で実施され、工事内容も以下に挙げる。
- 五位堂検修車庫（五位堂駅付近）- 近鉄車両のほとんど（特急車両は全形式）を検査する大規模工場。「さくらライナー」等、狭軌線特急車両も検査する。高安検修センターの各種工事も管理する。
- 塩浜検修車庫（塩浜駅隣接）- 名古屋線系の車両を検査する（1992年の10400系の廃車後、特急車両の検査は実施されていない）。

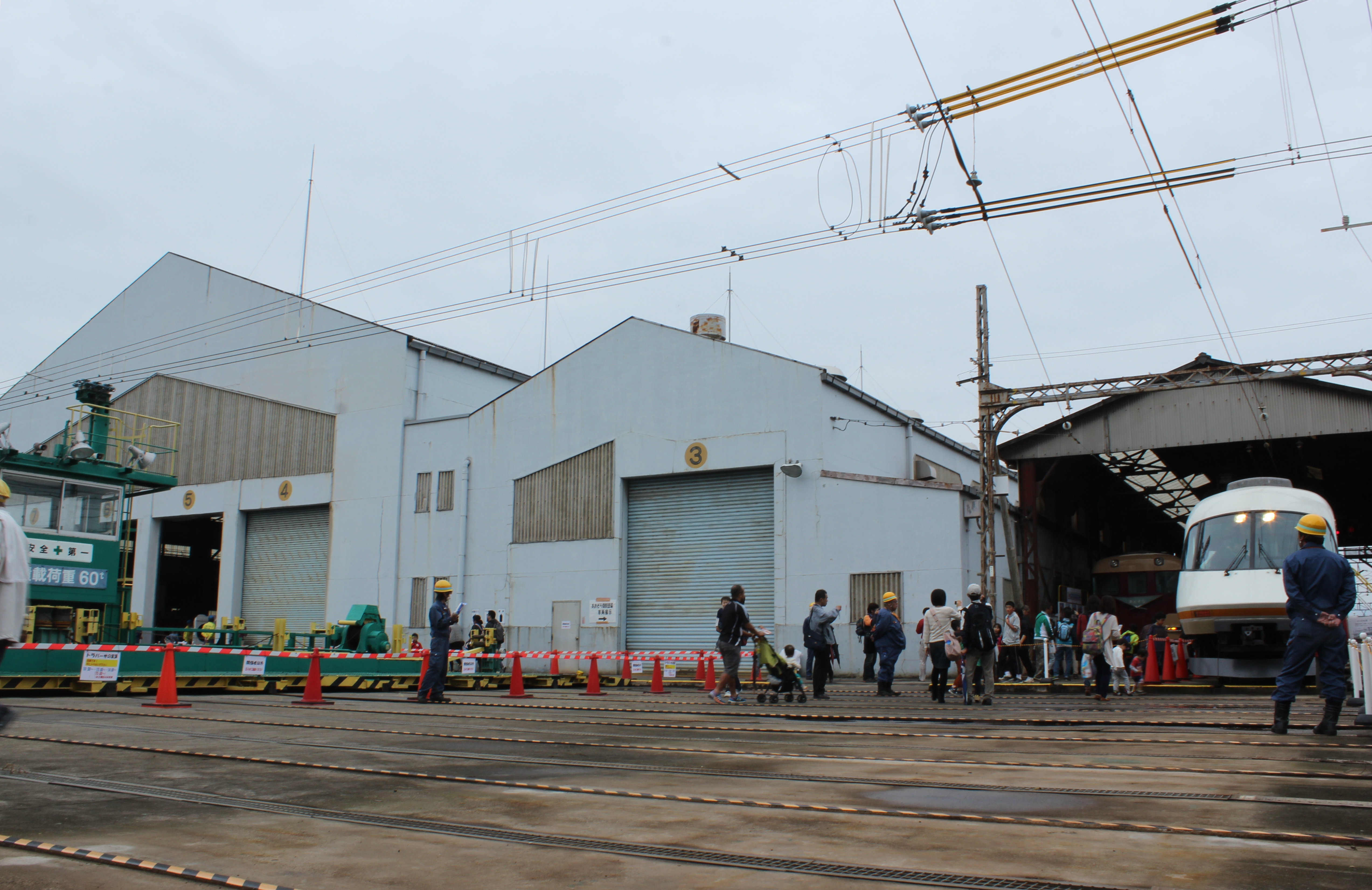
高安検車区
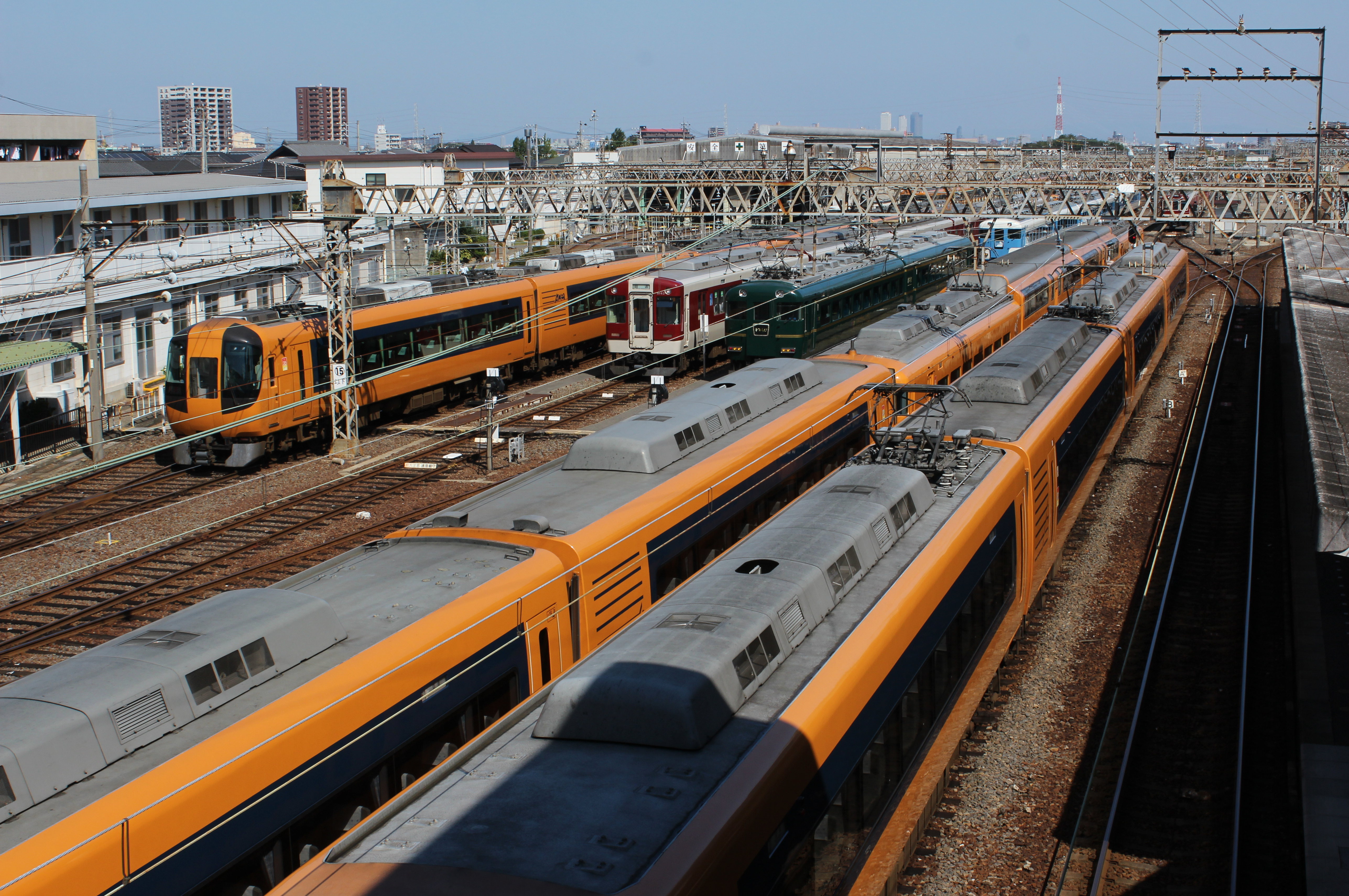
富吉検車区
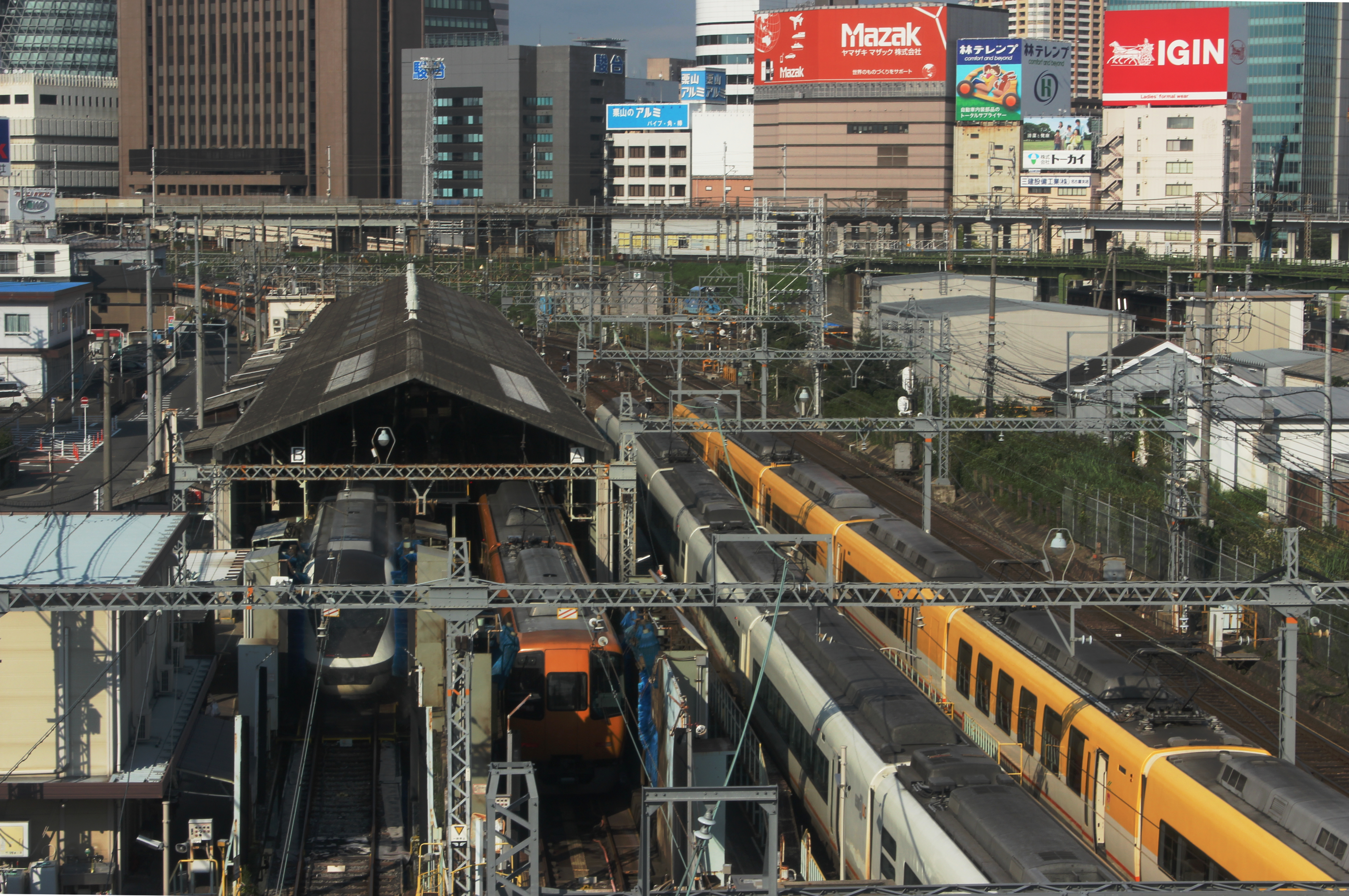
米野車庫
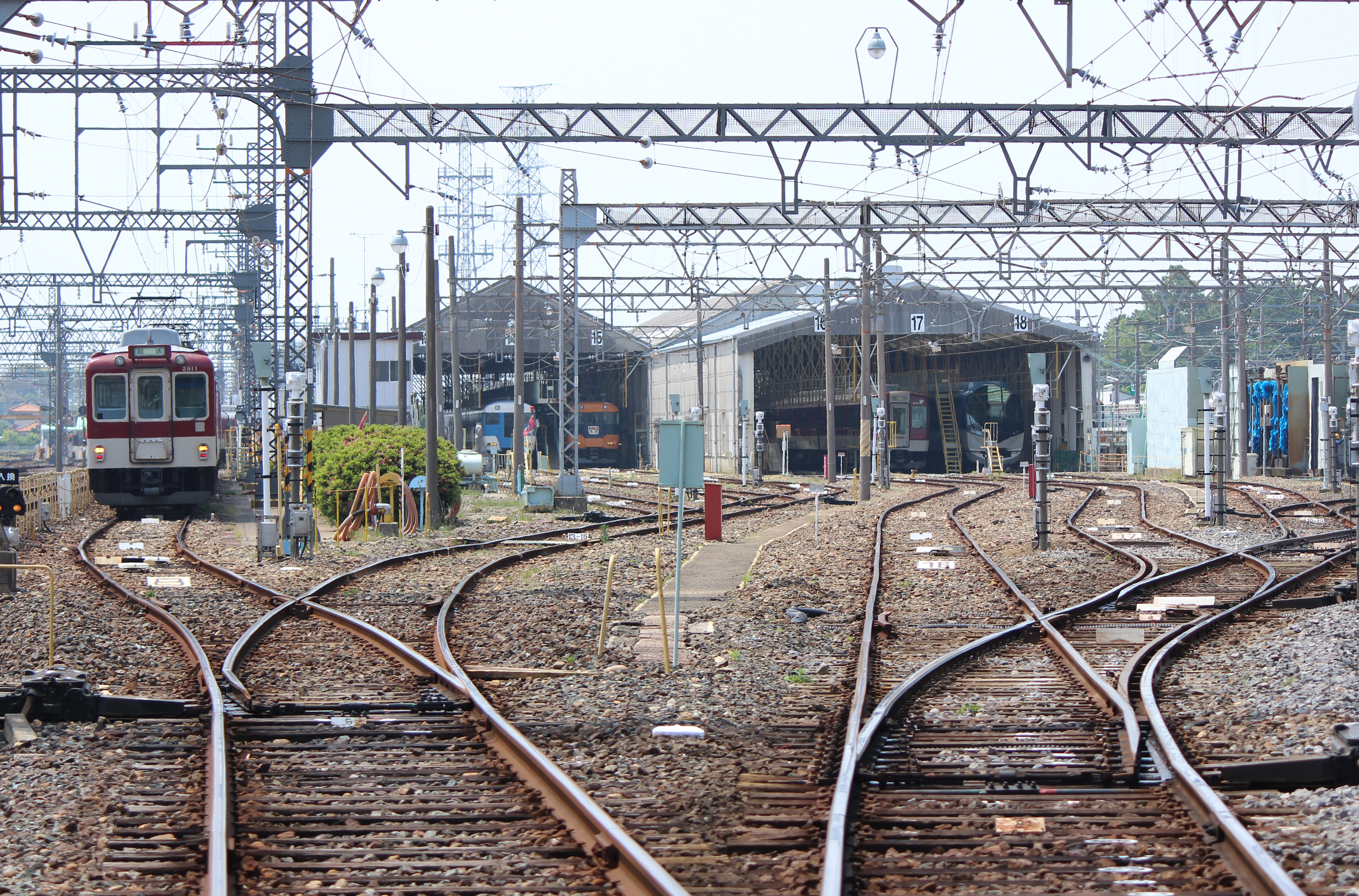
明星検車区
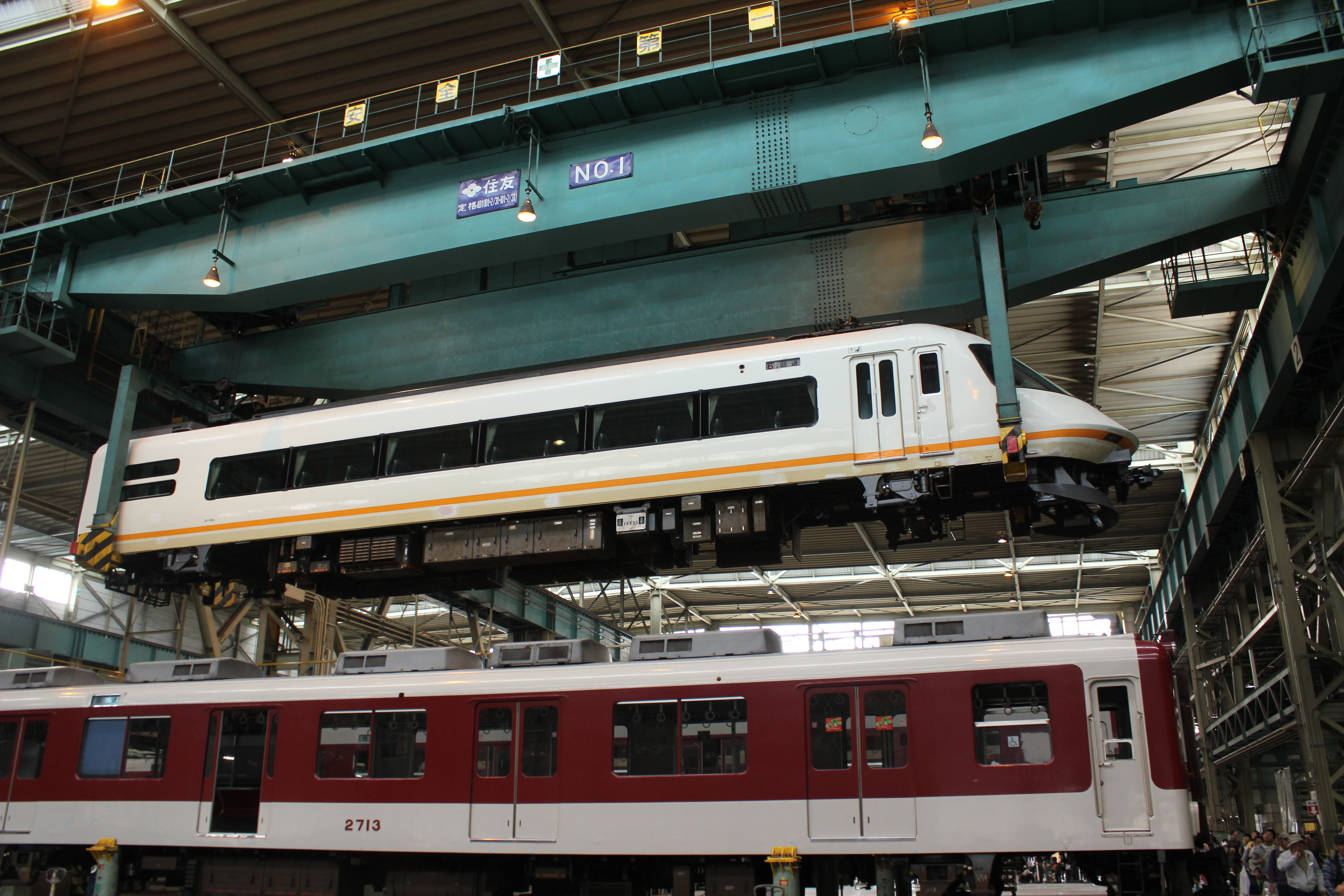
五位堂検修車庫
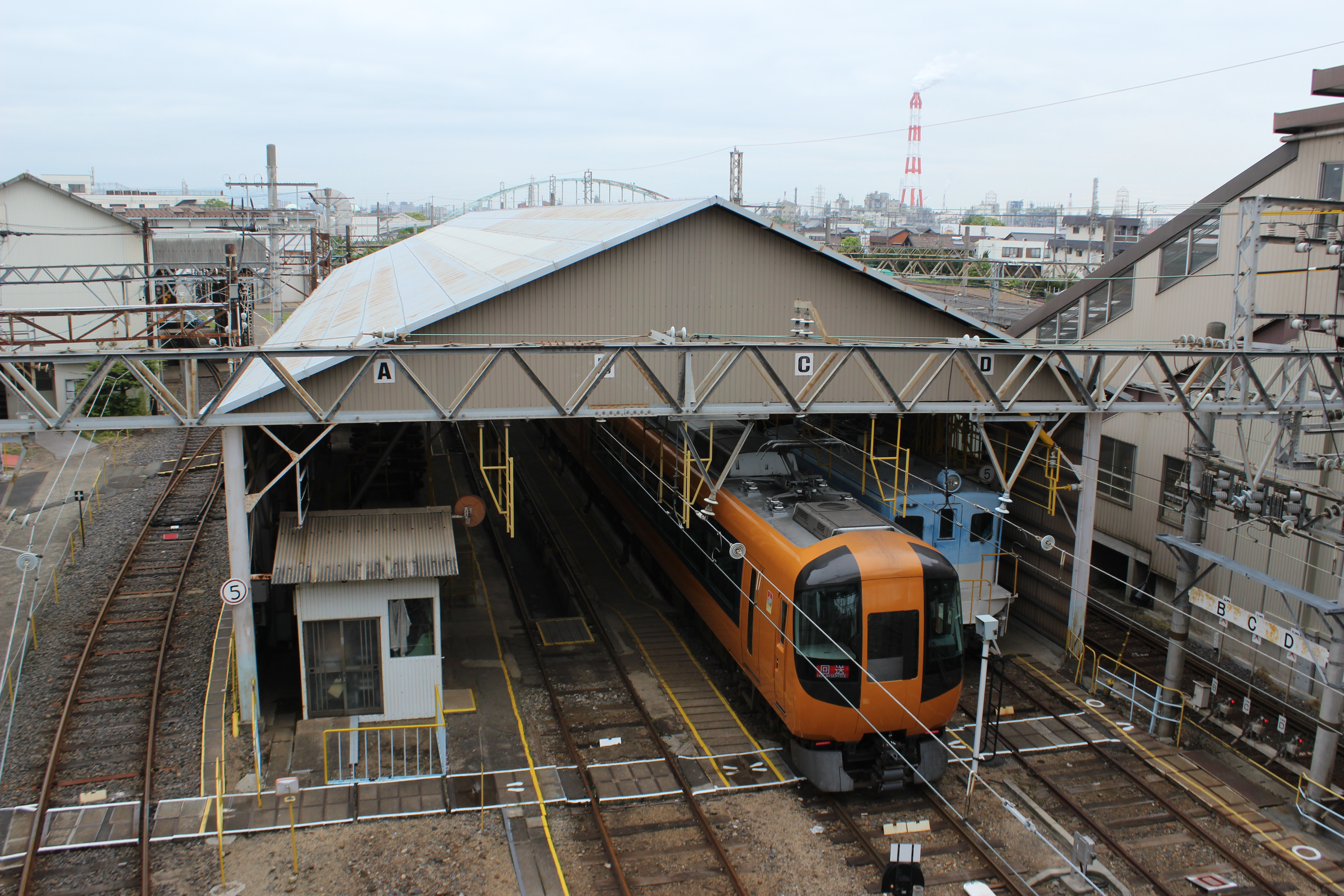
塩浜検修車庫

### 車体更新工事
| 12200系における更新修繕前後の比較（更新前の左画像は18400系だが当時の12200系と概ね同様の車内） |  | 12200系における更新修繕前後の比較（更新前の左画像は18400系だが当時の12200系と概ね同様の車内） |
| 12200系における更新修繕前後の比較（更新前の左画像は18400系だが当時の12200系と概ね同様の車内） |  |                                                                                               |

電車は4年ないし8年のショートサイクルで車体や機器の修理を実施するも、それでも長い年月の使用によって車体に腐食や歪みが生じることから新製後概ね15年目に大規模な修繕工事を行なって延命させる。これを更新修繕ないし車体更新工事と呼び、寿命が到来すれば短期間で廃棄される自動車や電化製品とは大きく異なる鉄道車両ならではのライフサイクルである。
近鉄においては車両の寿命を通勤車で概ね30年、特急車で概ね25年と見ており、この間に（新製後概ね15年目）車体更新工事を実施している。もっとも、1990年代の不況が乗客数減少を招き、そのための新造車両に対する投資抑制および資源保護の観点から車両寿命のさらなる10年の延期を図り、30年目と25年目を目途に2度目の車体更新工事を実施している。しかし、これも順延傾向にあり、21世紀突入後では18 -20年目で1回目、30年目で2回目、計40年のサイクルが主流化している。
車体更新工事の内容は、特急車の場合、車体各部の腐食の修理の他に、長期間の使用における時代感覚のギャップを埋めるためのインテリアのリニューアルが主たる内容となっている。さらに、昨今の健康志向の高まりによる禁煙化の傾向やバリアフリー対応等、社会観点からの要請を車両に反映させるための工事も併せて実施している。

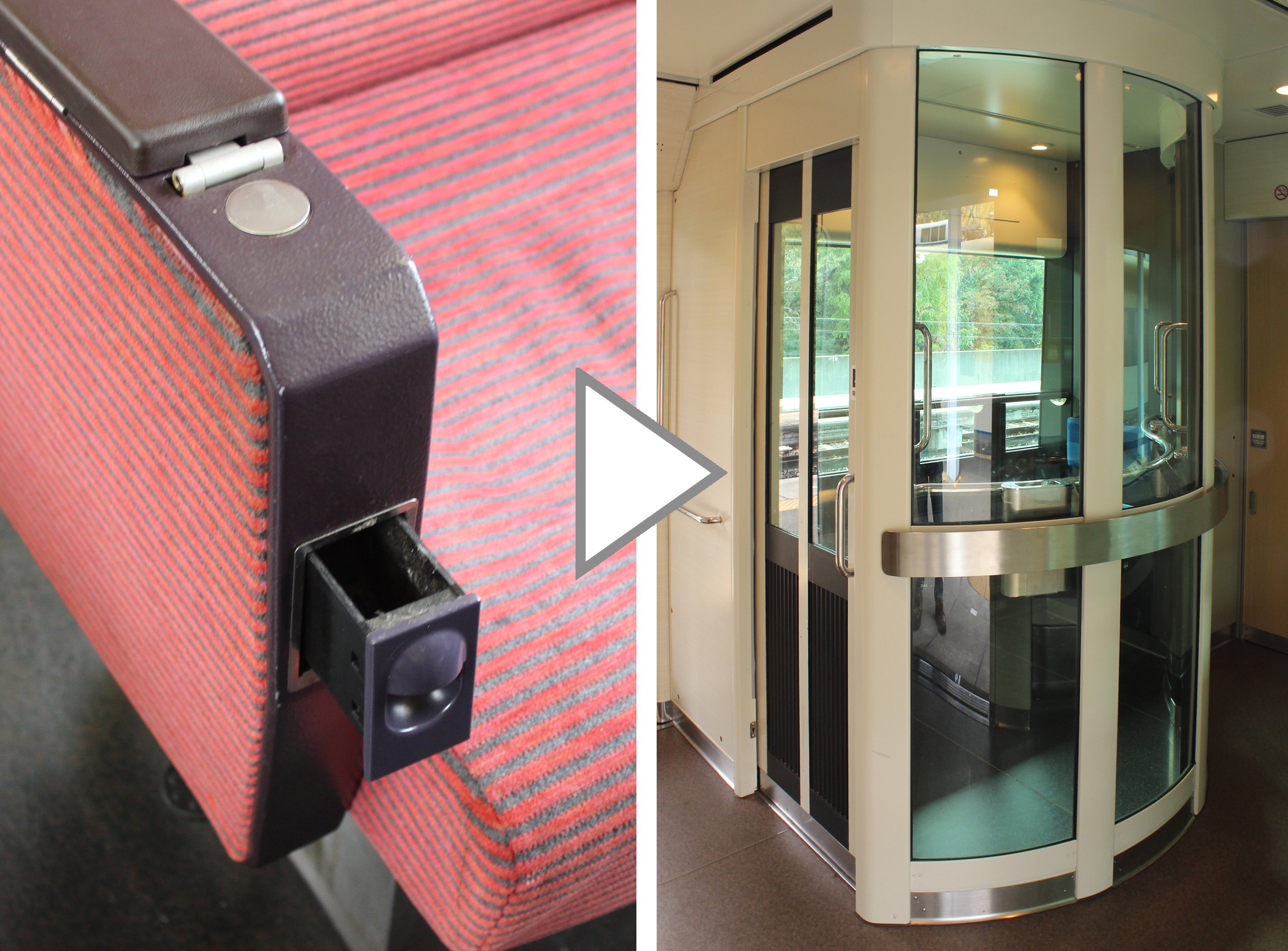
更新工事で喫煙席から喫煙室に変更された （23000系）
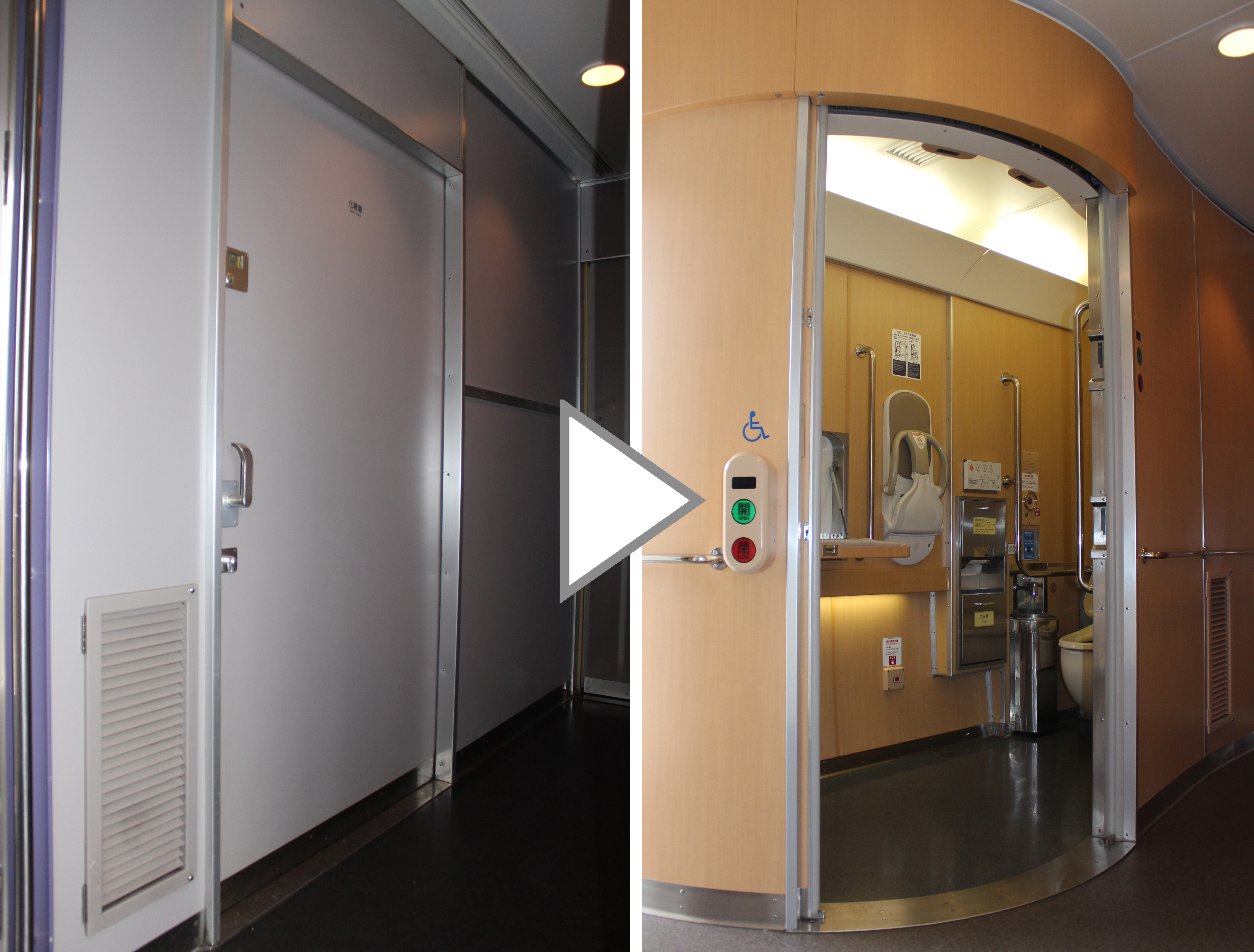
バリアフリートイレを工事によりさらに進化させた（23000系）
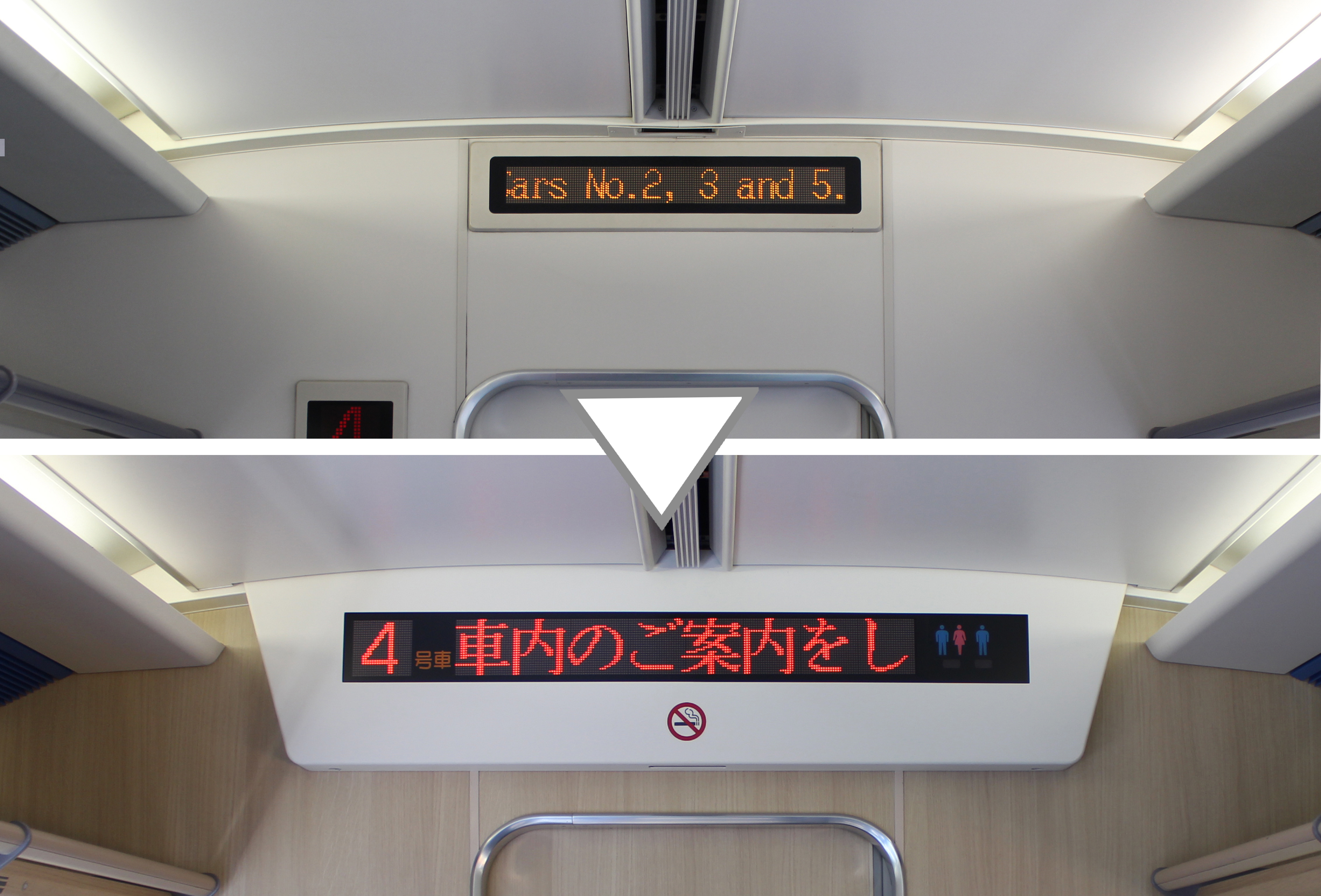
情報表示器も工事で拡大（23000系）

## 乗務員
| 車掌は車両最後尾から業務を行なう |  | 運転乗務員交代津駅にて  |
| 車掌は車両最後尾から業務を行なう |  | 運転乗務員交代 津駅にて |

一部のJR特急のように運転室と兼用しない独立した乗務員室がないため、車掌は車両最後尾の運転室兼用の乗務員室にて案内放送やドア開閉業務を行う。
長距離特急の場合、乗務員は全区間を通しで乗務することはなく、担当線区ごとに乗務員が交代する。
車内では乗り越し手続きをはじめ、立席承知の特急券の発売、特急券発売状況の端末チェックを行なう。以前は特急券の車内改札を列車終着駅手前で1席ずつ実施し、途中駅では駅係員が集札を行なっていたが、2001年3月から客室乗務員がASKAシステムと接続した携帯端末機を所持することで特急券の発売状況をチェック出来るように改め、車内改札などを廃止して業務の効率化を図った。なお、一部の列車および一部の区間では現在でも車内改札を実施している。
長距離運転を実施する近鉄特急ならではの事例として、過去において名阪甲特急が中川短絡線走行中に運転士と車掌が運転業務を交代することが行なわれていた。既述通り乗務員は担当線区ごとに交代することから、かつて伊勢中川駅でスイッチバックのための運転停車をしていた頃は、そこで交代が行なわれた。しかし、1961年の中川短絡線の完成によって運転停車が解消された際、鶴橋駅 - 近畿日本名古屋駅（現・近鉄名古屋駅）間がノンストップ運転のため交代のタイミングが無くなることが問題化した。このため、運輸省（現・国土交通省）の特別認可を受けて高安列車区と富吉列車区の運転士2名を乗務させて、短絡線走行途上で交代させることにした。この際、運転席がデッキや客室から見える車両では、乗客に不安を与えないよう、カーテンを閉めた。そして、担当線区以外の運転乗務員は車掌業務を担当した。しかし、1990年より一部の甲特急が津駅に停車を開始した際には、同駅停車列車のみ、名阪乙特急と同じく同駅停車中に交代することとなり、最終的には2012年の白紙変更で甲特急の全列車津駅停車に伴い、交代は津駅停車中に行うことになったことから、車内交代は廃止された。
近鉄特急の乗務員は、快速急行以下の一般列車に5年以上乗務経験があり、かつ研修と実地訓練を受けた者が受け持つ。「しまかぜ」の乗務員はその中からさらに選抜される。

## 車内サービス

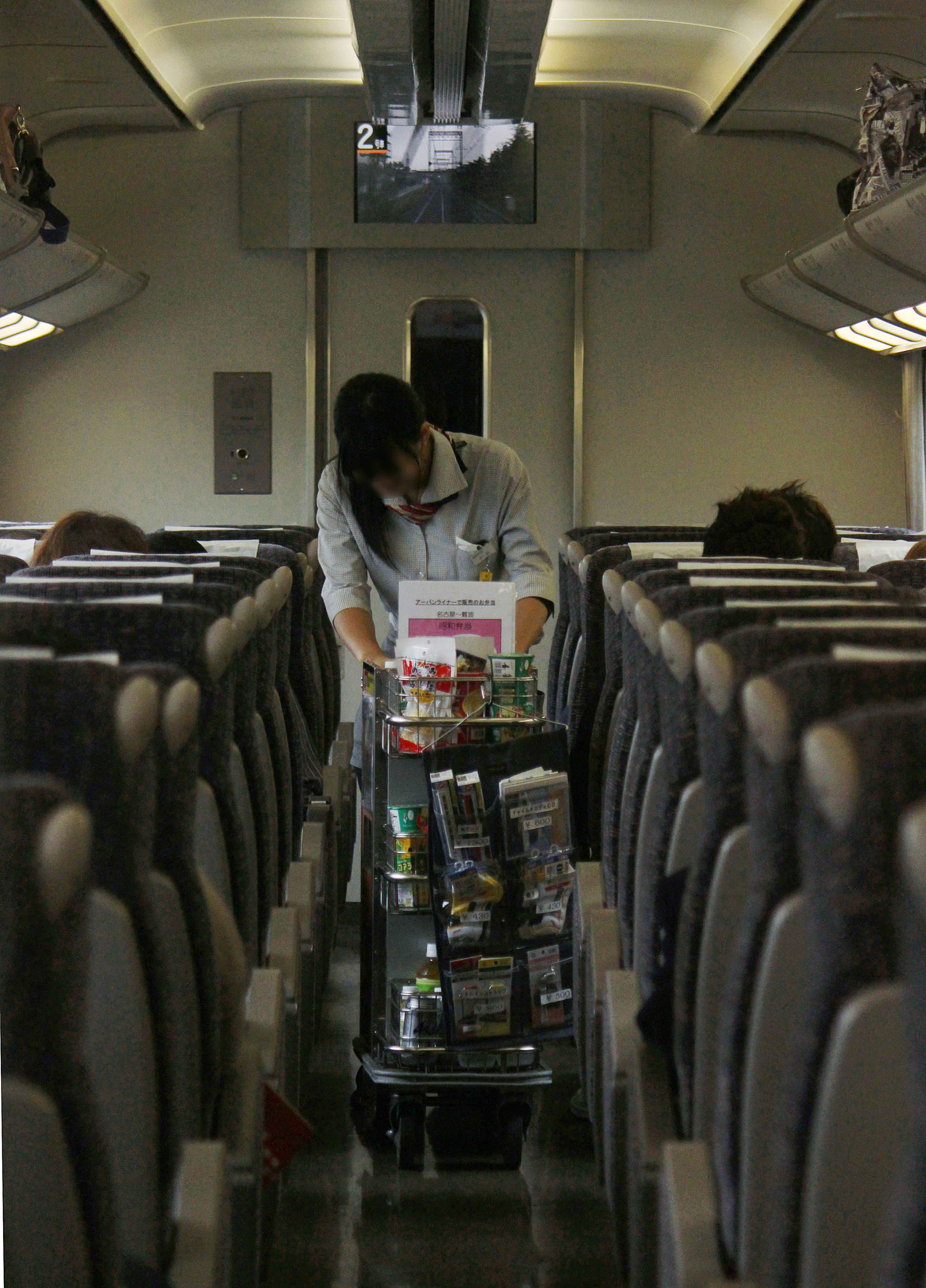
一部の特急では車内販売を実施する

| 「しまかぜ」のカフェ（2階席）流れゆく景色と共に軽食やスイーツを楽しめる  |  | 一部の特急に設置されている自動販売機 |  | 洗面台仕切りに設置されたおしぼり受取り口 |
| 「しまかぜ」のカフェ（2階席） 流れゆく景色と共に軽食やスイーツを楽しめる |  | 一部の特急に設置されている自動販売機 |  | 洗面台仕切りに設置されたおしぼり受取り口 |

### 車内販売
近鉄特急では、1948年7月から車内販売を開始し、当初は大阪線を近鉄百貨店、名古屋線を中央ホテル（のちの名古屋都ホテル）が担当した。1951年2月以降は関急産業（のちの近鉄観光）が担当し、以後、多くの列車で実施された。1967年から名阪ノンストップ特急限定で名古屋都ホテル（2000年廃業）が担当するスナックコーナー営業が行われ、電子レンジで温めたカレーライスや中華ランチなどを提供したこともあったが、当時は名阪甲特急そのものが新幹線に利用者を奪われて凋落傾向にあったこともあり、結局スナックコーナーによる食事の提供は1975年2月までに中止され、近鉄観光による一般の車内販売に戻った。
特に1980年代以降は駅売店やコンビニエンスストアの相次ぐ出店によって、乗車前にあらかじめ商品を買って持ち込む客が増えるなどしたため売上が減り、2002年3月をもって一旦廃止された。
2006年11月より、土・休日ダイヤの23000系「伊勢志摩ライナー」で運転する阪伊・名伊・京伊特急、計上下12本で営業を再開した。再開した車内販売は、近鉄が運営・実業務を傍系の近鉄リテーリングへ委託して行われている。2007年10月8日より、土・休日ダイヤ日中時間帯の名阪特急（21000系・21020系限定）でも車内販売が復活した。2013年3月より運行開始した特急「しまかぜ」では専属アテンダントにより、カフェでの軽食や飲料の販売のほか、ワゴンによる車内販売も実施している。これらのサービスも近鉄リテーリングにより行われている。「しまかぜ」・「青の交響曲」・「あをによし」の車内販売・カフェに限り、相互利用可能な交通系電子マネー（ICOCA・Suicaなど。PiTaPaは対象外）やクレジットカードでの決済が可能である。なお、名阪特急においては、最新型車両80000系「ひのとり」では車内販売の設備を省略した（代わりに有料のコーヒーサーバー、自動販売機を設置）こともあり、2020年3月8日の営業をもって車内販売を終了した（「しまかぜ」「青の交響曲」は車内販売を継続）。また、土休日の一部で実施していた「伊勢志摩ライナー」も2020年4月11日から新型コロナウイルス感染症の流行に伴い車販営業を休止していたが、2020年7月8日に車内販売の終了が発表された。
有人販売とは別に、80000系「ひのとり」や50000系「しまかぜ」、21020系「アーバンライナーnext」、21000系「アーバンライナーplus」、23000系「伊勢志摩ライナー」、22600系「Ace」（4両編成）、22000系「ACE」（4両編成）、26000系「さくらライナー」では自動販売機による飲料の販売が常時行われている。

### おしぼりサービス
1951年11月以来、近鉄特急の車内では蒸しタオルによるおしぼりが配布されていたが、車内販売の売上低下とともに配布範囲が縮小され、1996年以降は紙おしぼりによるセルフサービスとなった。洗面室の壁におしぼり受け取り口を設けて対応している（但し、バリアフリー対応トイレを装備している車両など一部はドア付近にもあるなど取り付け位置が異なる）。
なお、「しまかぜ」に限り、カフェ担当の客室乗務員が記念乗車証とともに紙おしぼり（しまかぜ専用である、厚みのある紙おしぼり）を個別に配布するサービスを行っている。

### 情報・音楽装置
しまかぜのカフェ車両、個室には衛星放送（BSデジタル）、前方走行映像が受信可能なモニタを設けている。また、しまかぜの2・5号車、アーバンライナーの客室ドア上部にもモニタが設けられており、運転台に設置してあるカメラで映し出された前方走行映像を時折放映している。
車内妻壁にLED式表示器を設置している車両（26000系以降の車両）では、ニュースをはじめ、天気予報、近鉄の切符や観光情報をスクロール表示する。駅ナンバリングの導入に伴い、2015年12月28日から順次車掌のタブレット操作による車内自動放送が始まっており（全列車での稼働は2016年3月以降）、日・英・中・韓4か国語による自動放送が行われている。21000系「アーバンライナー」以降の新造車（伊勢志摩ライナー・しまかぜ・さくらライナー・22600系など）と16200系「青の交響曲」では車載の自動放送装置が用いられており、そちらも同時に4か国語対応となった。なお、2020年3月に登場した80000系「ひのとり」（車載型）は当初から4か国語対応となっているが、「しまかぜ」以前の車両とは異なり、韓国語・中国語の放送が一部簡略化されているほか、日本語・英語についても放送文言が少し変更されている。
1988年以降に製造された車両の内、車体更新工事を実施した車両と、2002年以降に製造された車両は、デッキに出入台灯を設け、左右の開く側のドアを光点灯によって予告するシステムを取り入れている。そのほか、音響装置を設置のうえ乗降時に音楽を流す車両もある。
ひのとり、しまかぜ、伊勢志摩ライナー、さくらライナー、アーバンライナー、22000系リニューアル車、16400系、22600系、16600系の各編成の座席には電源コンセントが設置されており（但し編成により、各座席ごとと2座席に1個がある）、パソコンをはじめスマートフォン等の充電に対応可能である。
かつてアーバンライナーや22000系などの車両にカード式公衆電話が設けられていたことがあったが、携帯電話の普及により姿を消している。公衆電話は青山越えの山間部などでは電波が届かず圏外になるため使用できず、これらの区間に差し掛かる前には車内放送でその旨が放送された。携帯電話についてもやはり山間部やトンネルなどでは利用できない場合があるが、順次不感地帯の解消が進められている。なお、トンネルによってNTT docomoのみ使用できるトンネル（大阪線の大半のトンネル）と、加えてauやソフトバンクも使用できるトンネル（難波線や奈良線の新向谷トンネル）がある。車内Wi-Fiについては50000系「しまかぜ」と80000系「ひのとり」、21000系・21020系「アーバンライナー」で実施している。

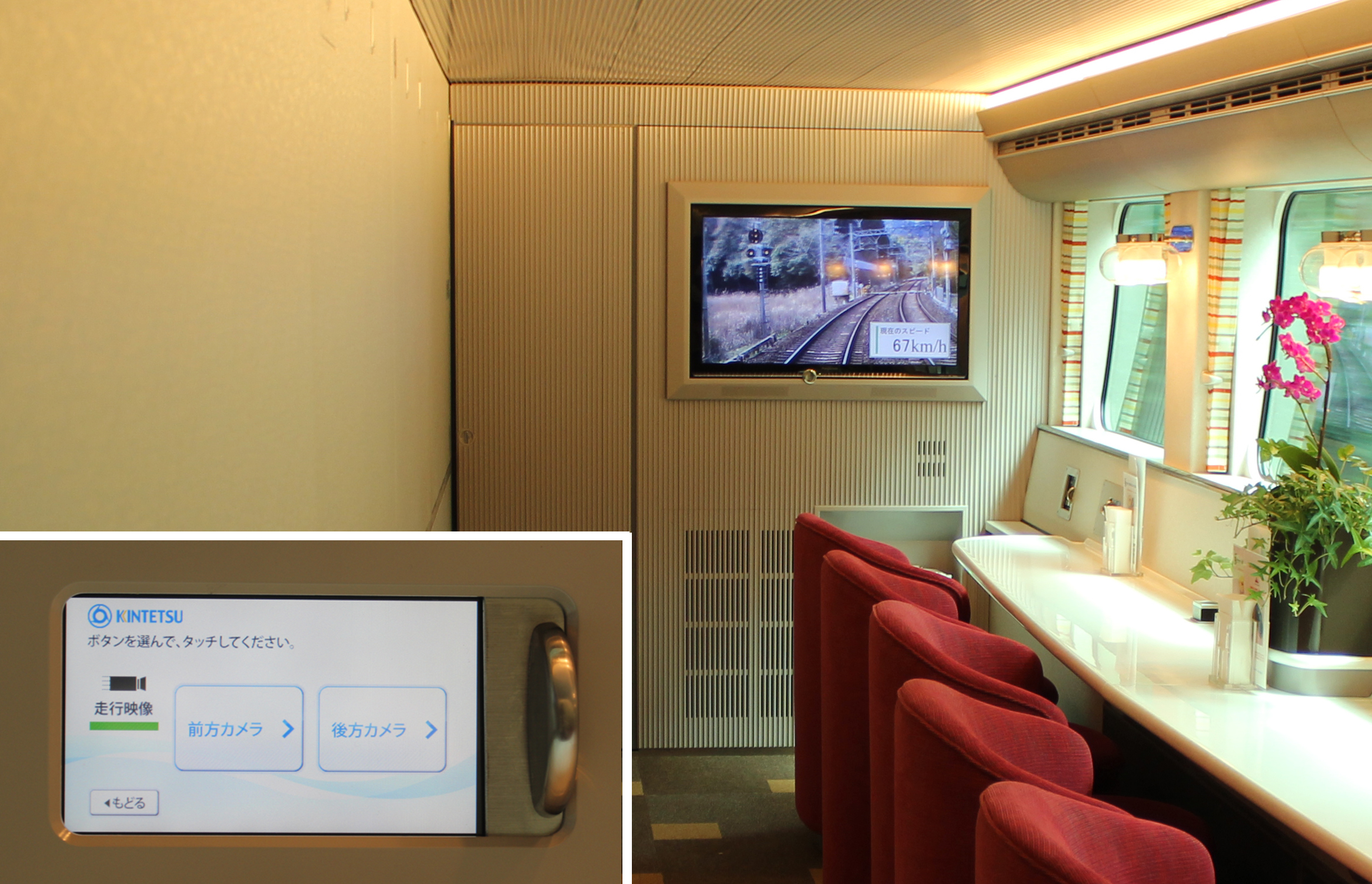
しまかぜ車内のモニタ
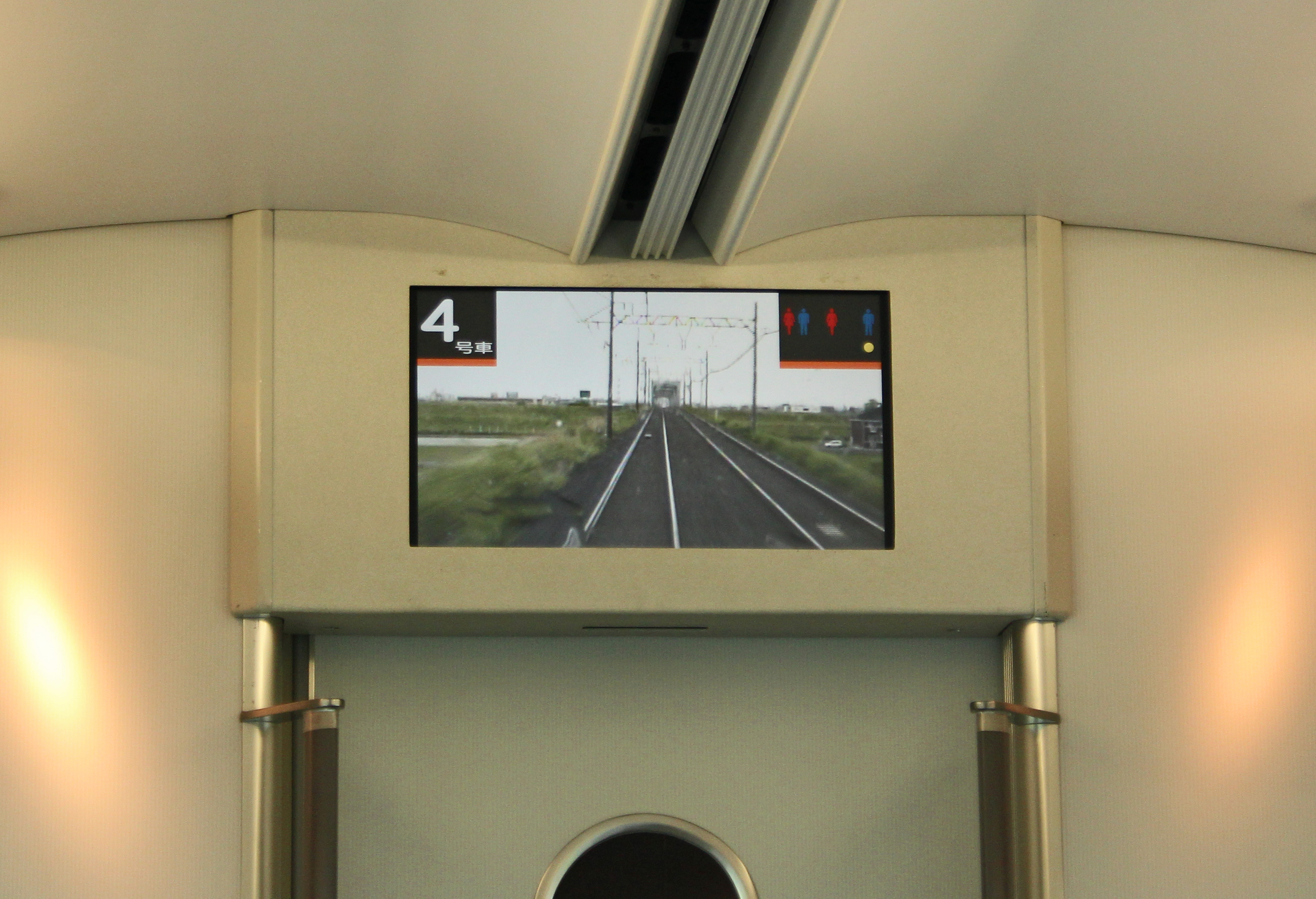
アーバンライナー車内の妻壁モニタ
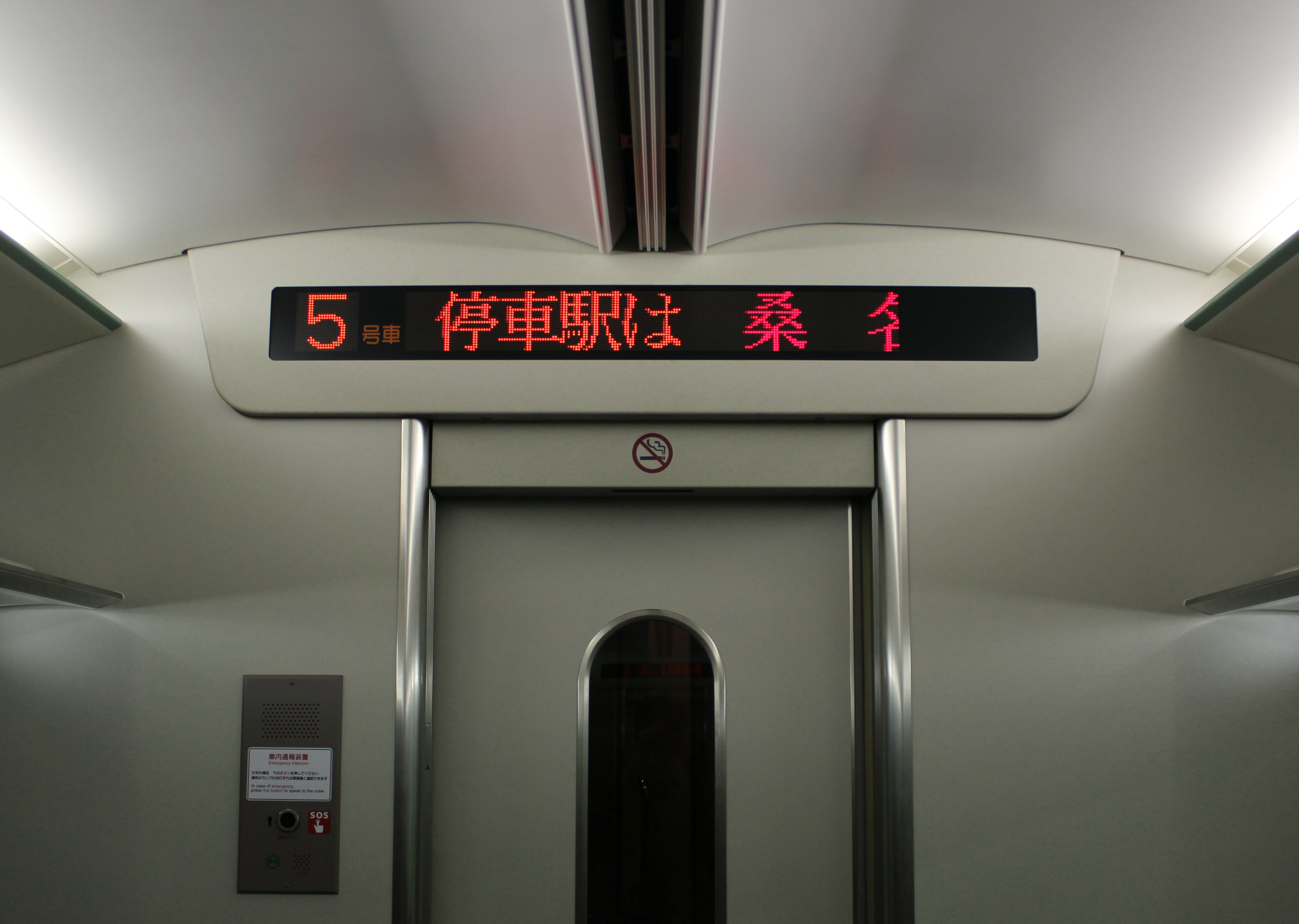
LED表示器
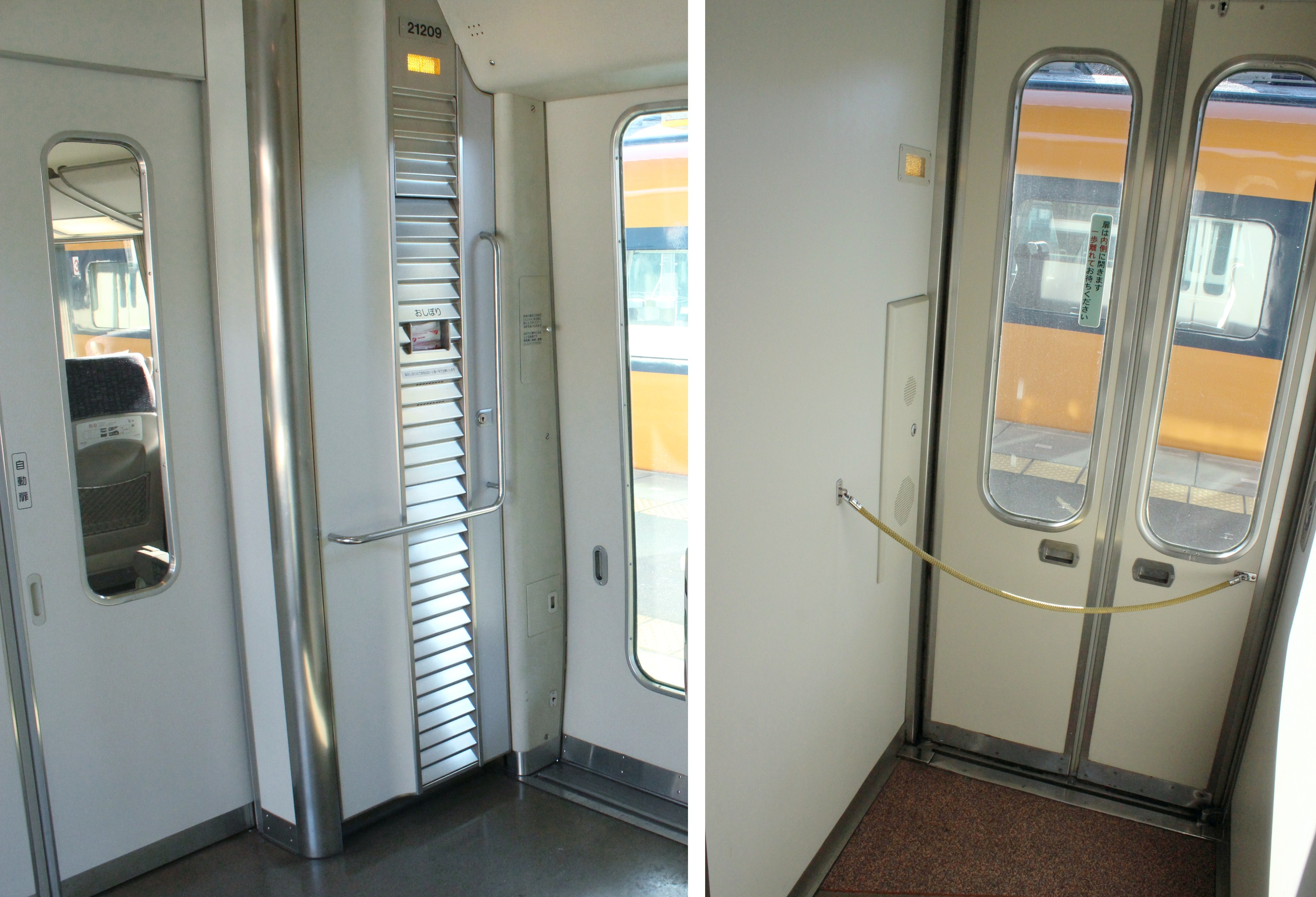
アーバンライナーの出入台灯と音響装置
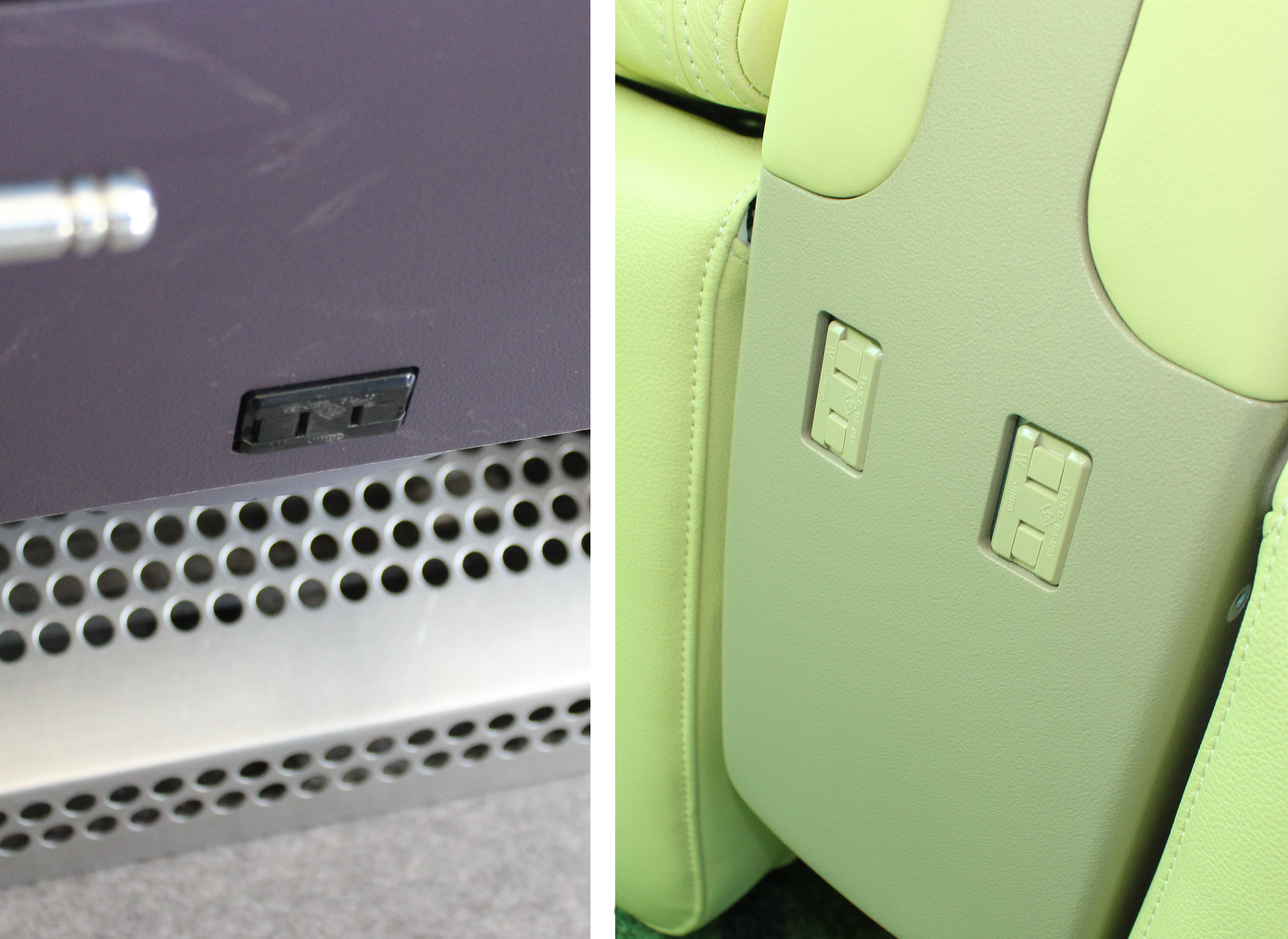
座席に設けられた電源コンセント

## 駅
特急停車駅のホームには、乗車位置を解りやすくするため、号車番号案内表示器（または表示板）を設置している。そのほか、ホーム上に特急券自動券売機を設置して、発売窓口の混雑緩和、および急行以下の列車からの乗り換え客の便宜を図っている。
基本的に急行以下の列車と同じ線路を走ることから、ホームも共用であるが、ターミナル駅である近鉄名古屋駅、大阪上本町駅（地上ホーム）、京都駅、賢島駅、大阪阿部野橋駅には特急専用ホームも存在する。また、特急同士の乗り継ぎ駅の特徴は「乗り継ぎ駅の特徴」を参照されたい。
東京、広島、福岡などから新幹線を乗り継いで近鉄特急に乗り換える際の駅は、名古屋駅、もしくは京都駅であるが、新大阪駅においても、大阪市高速電気軌道（Osaka Metro）御堂筋線を介して天王寺駅下車のうえ大阪阿部野橋駅、もしくはなんば駅下車のうえ大阪難波駅で近鉄特急に乗り換えることが可能である。空路に関しては、近鉄名古屋駅で名鉄と接続することで中部国際空港と連絡を図り、大阪難波、大阪阿部野橋（天王寺）、大阪上本町、鶴橋の各駅でもJR、南海、空港バスと連絡して関西国際空港や大阪国際空港（伊丹）とを連絡している。

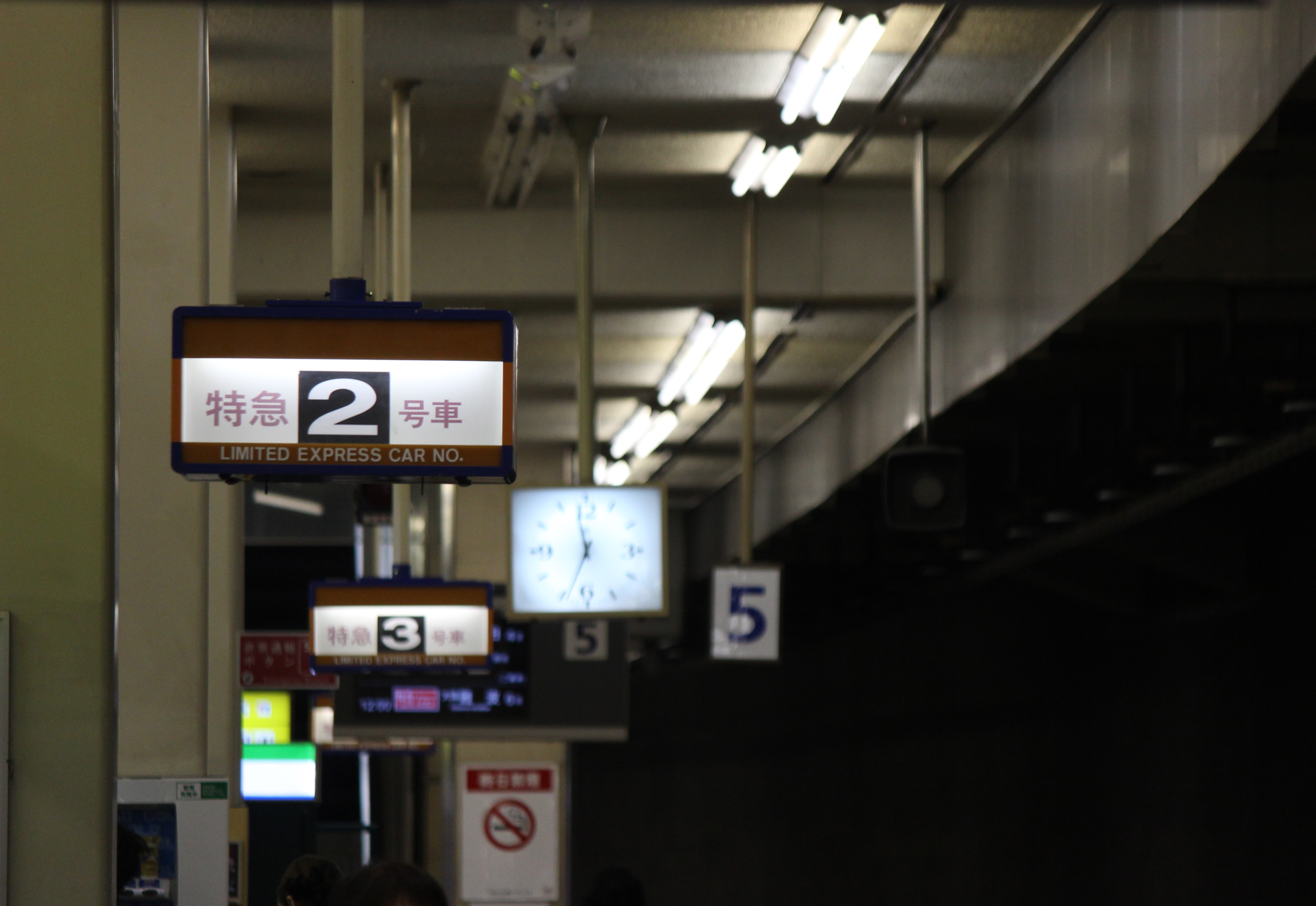
ホームの号車番号案内表示器
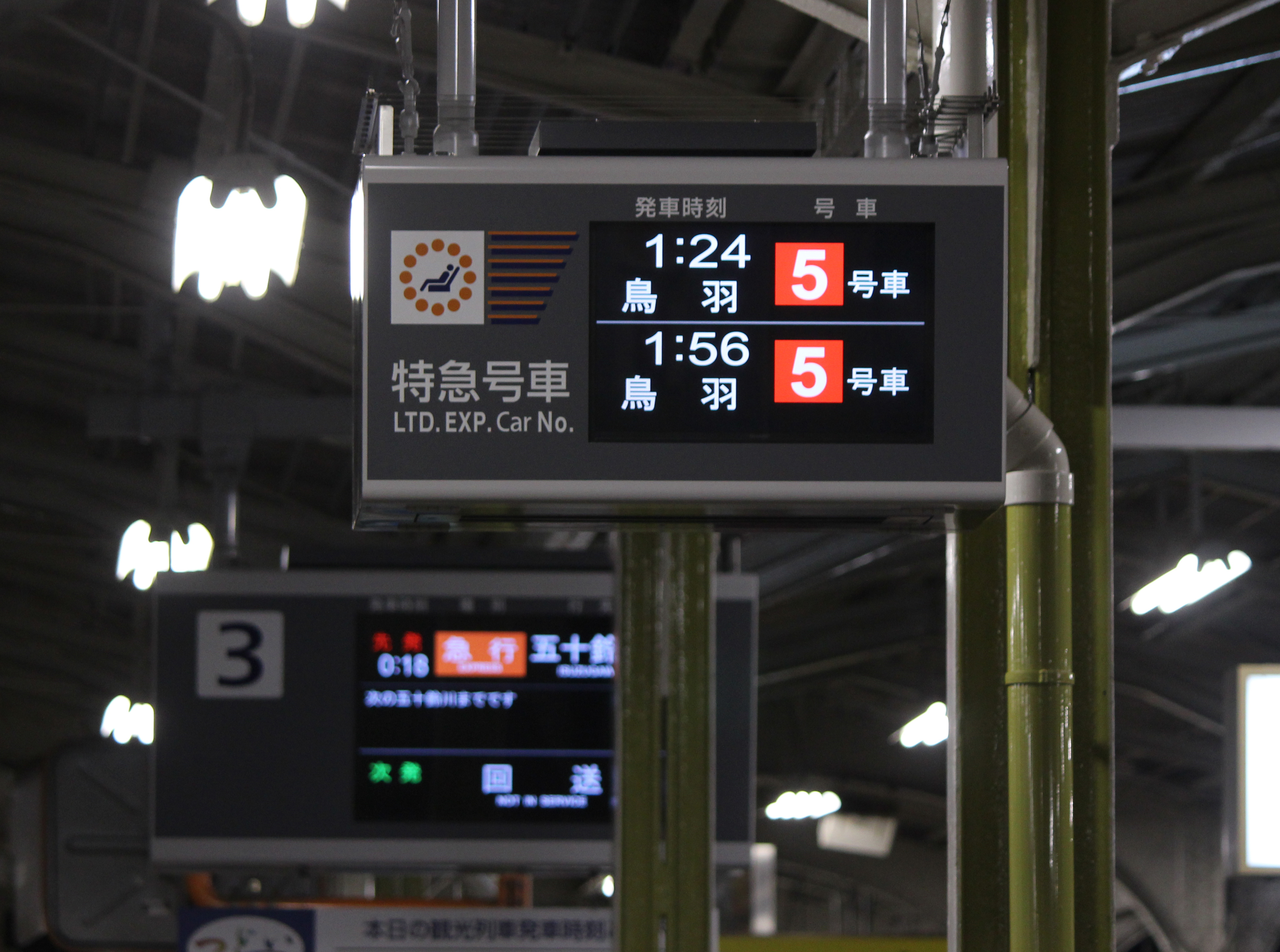
LCD式の号車番号案内表示器
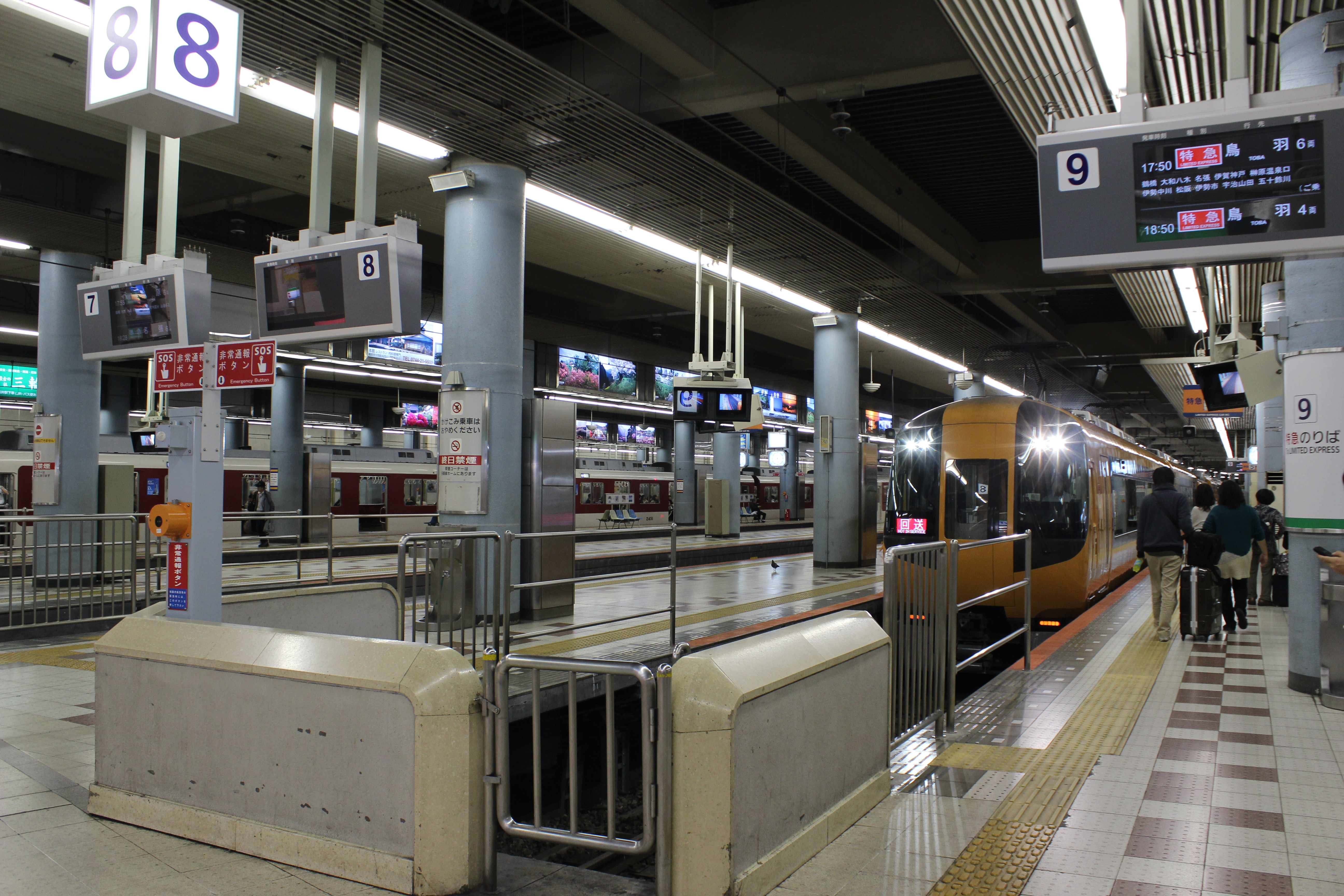
大阪上本町駅地上のりばの特急専用ホーム
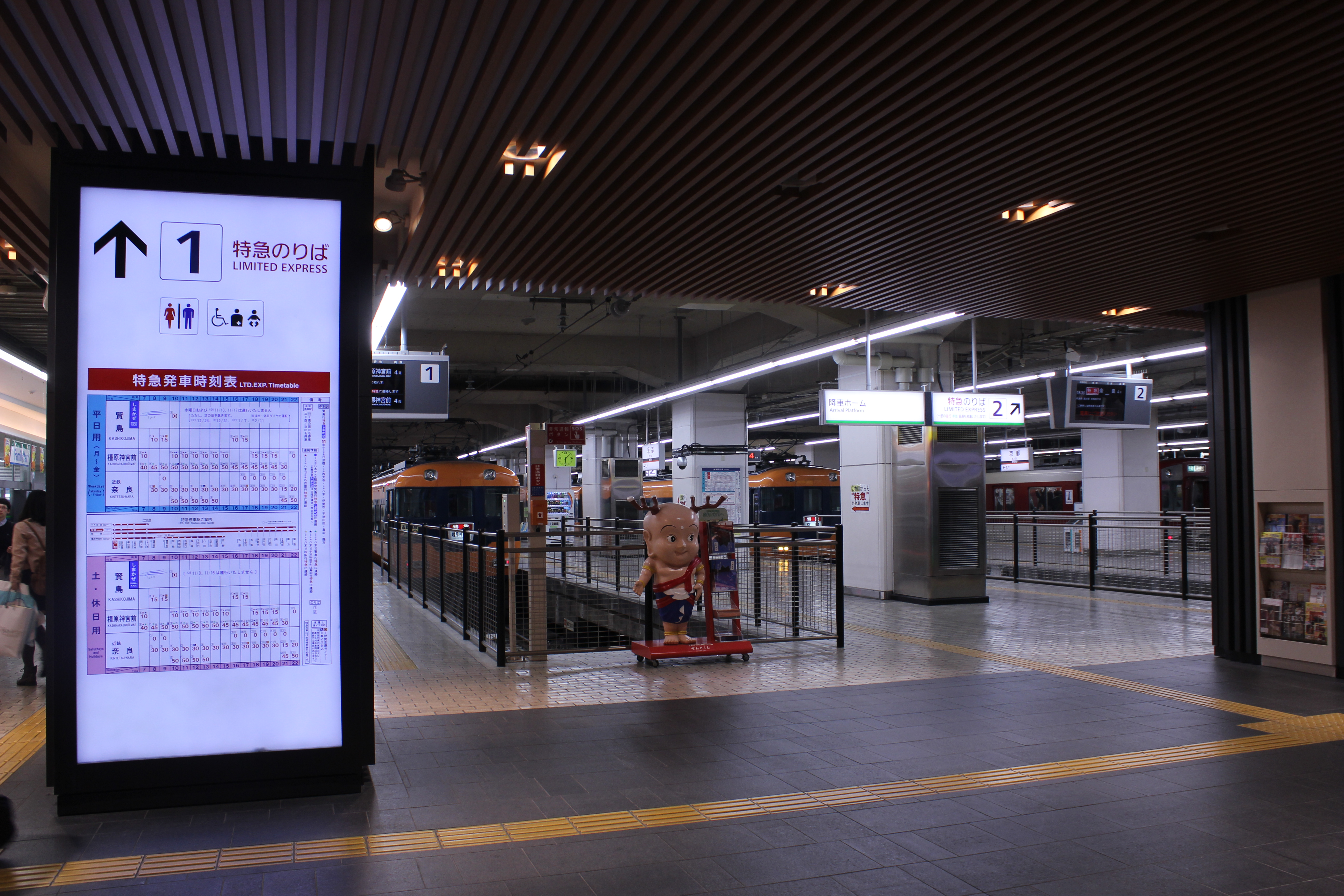
京都駅の特急専用ホーム
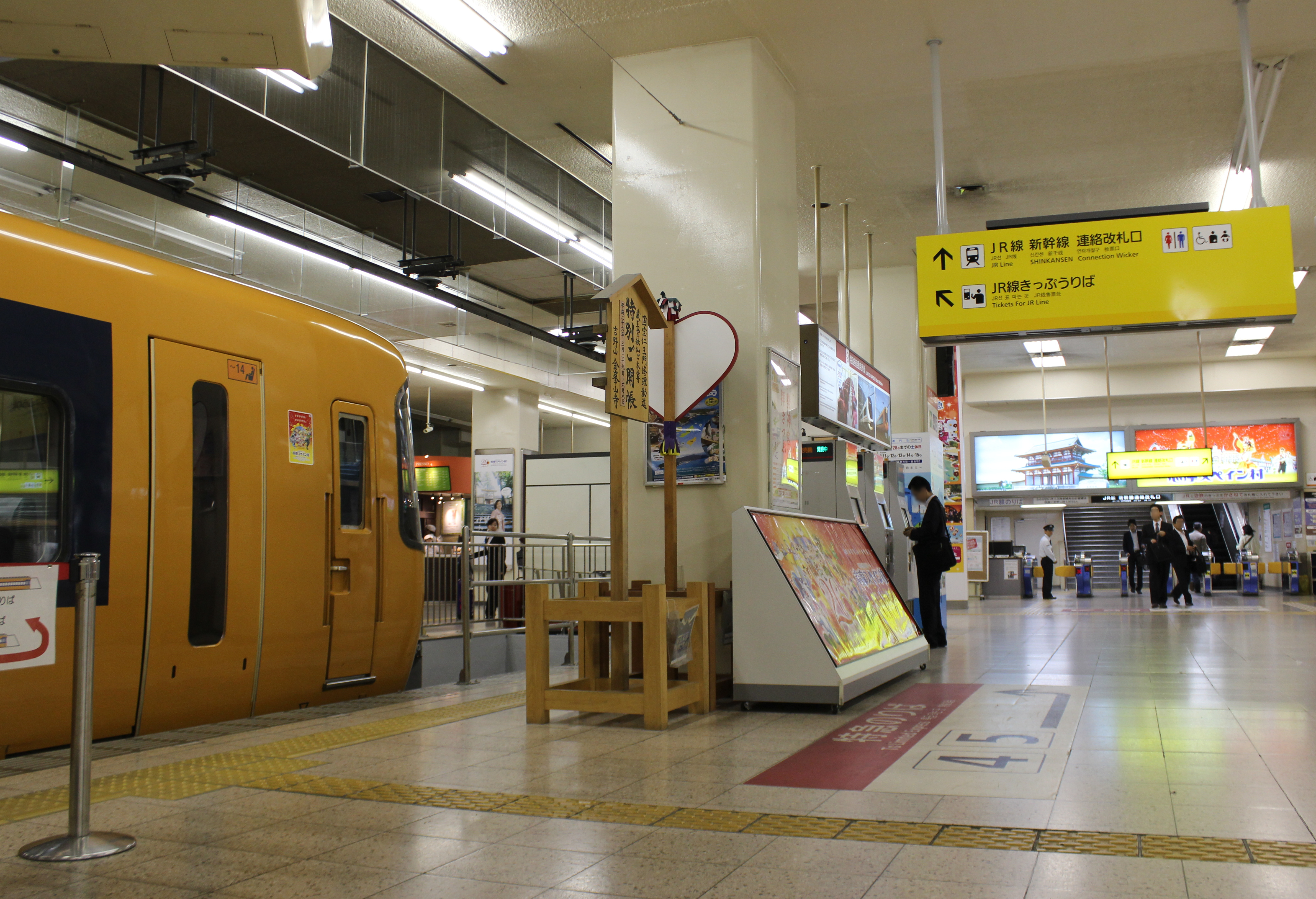
近鉄名古屋駅では電車を降りたその先にJR在来線および新幹線の連絡改札口がある。
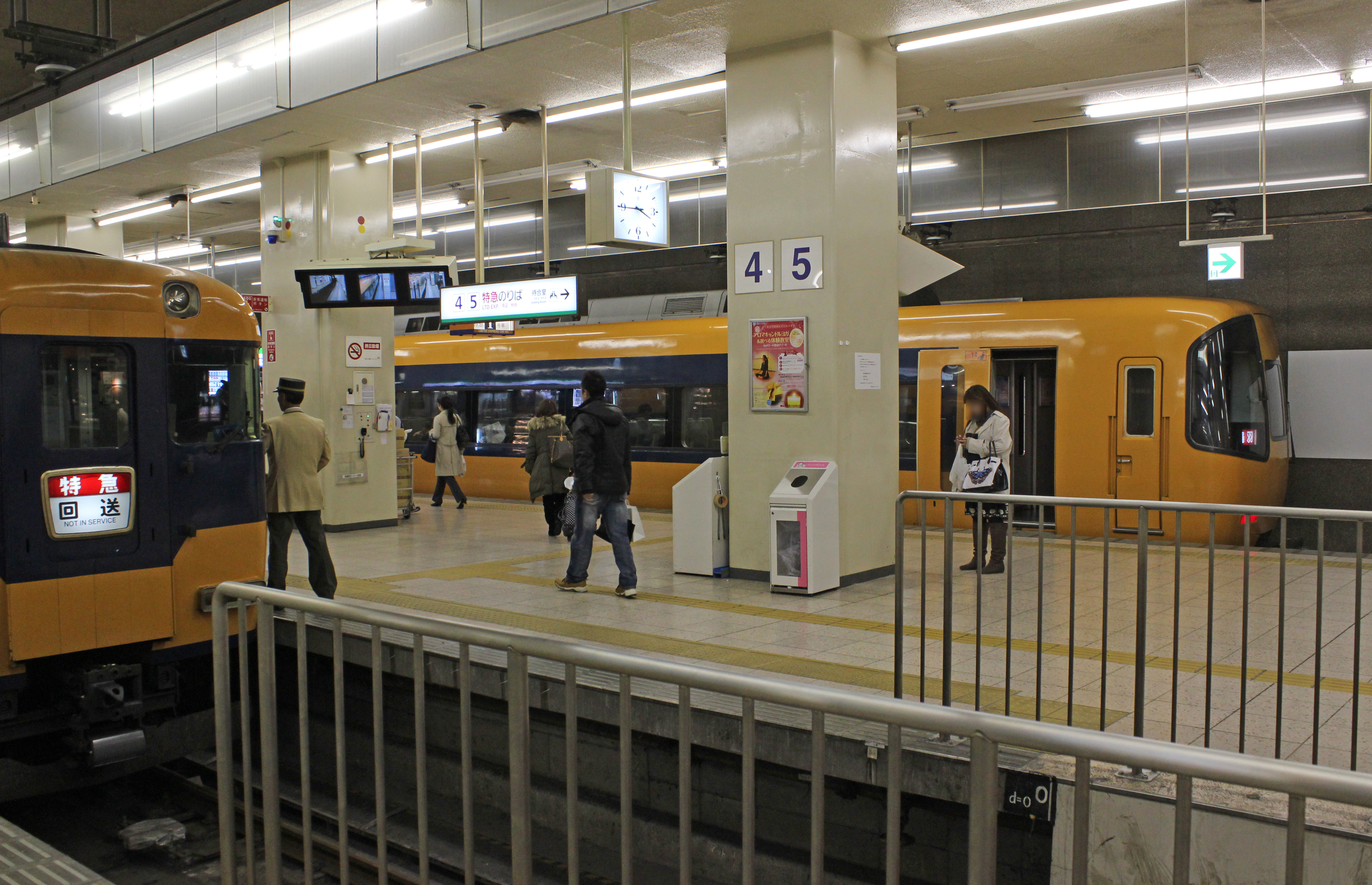
近鉄名古屋駅の特急専用ホーム
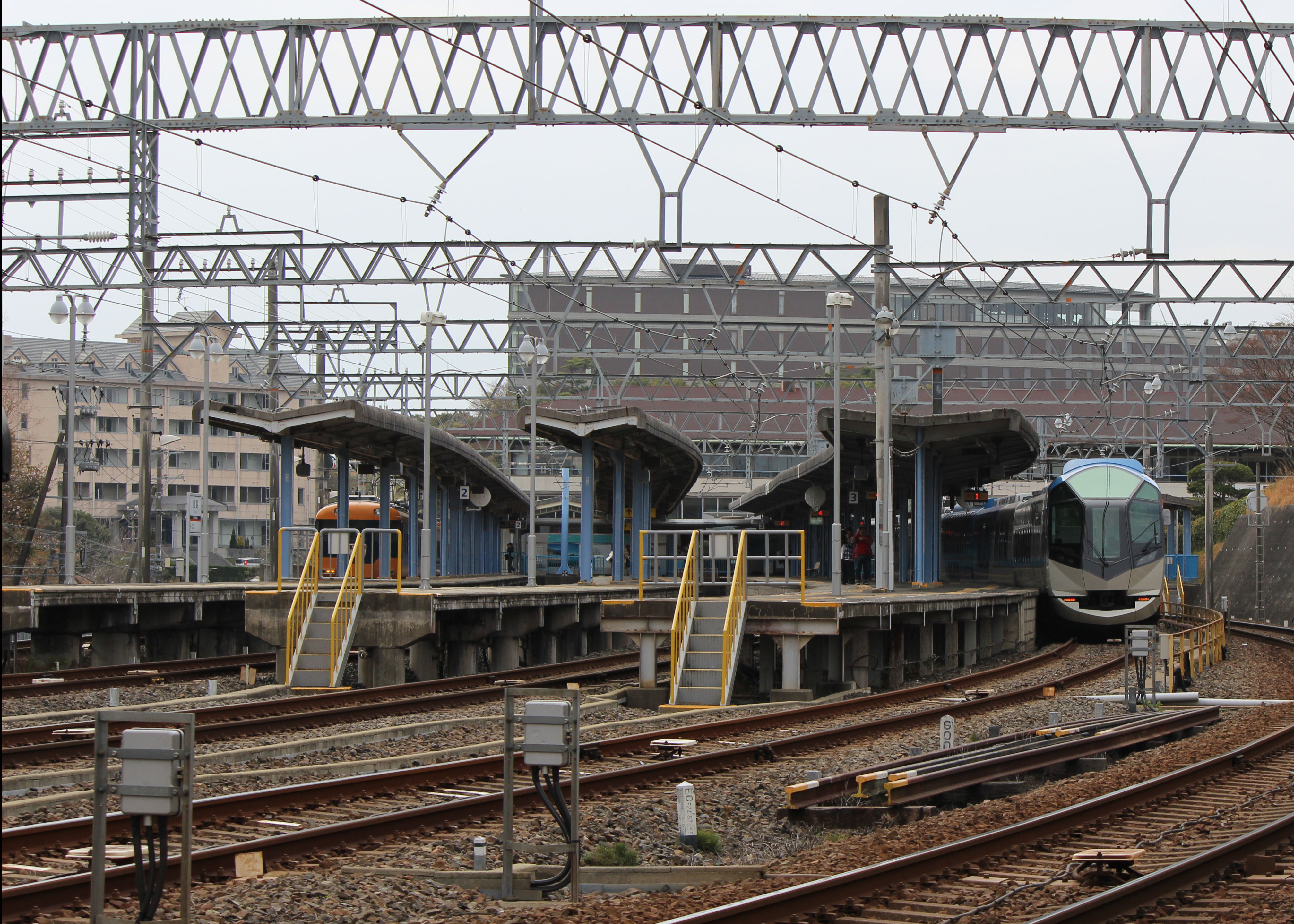
賢島駅は5ホームのうち4ホームが特急専用
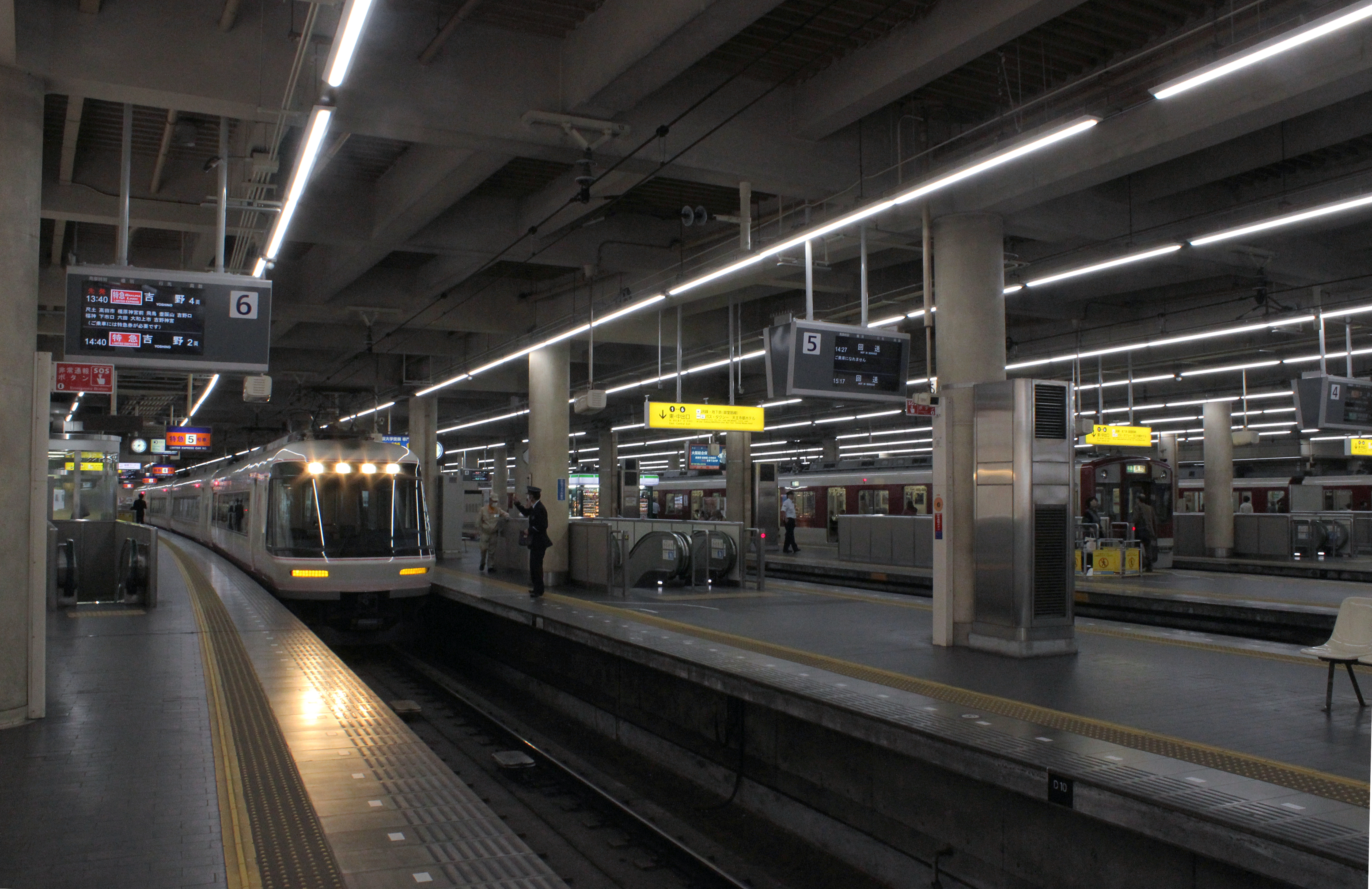
大阪阿部野橋駅の特急専用ホーム（左端）

## 競合関係にあるもの
近鉄特急と競合関係にあるものは、高速道路や一般国道を始めとする道路網と自動車、東海道新幹線およびJR名古屋駅と鳥羽駅を結ぶ「快速みえ」、さらに間接的に関わってくるものとして、沖縄やアジア太平洋地域のリゾート地など伊勢志摩と競合しやすい日本国内外のリゾート地の存在と、日本国外や沖縄へ向かう格安航空路線が挙げられる。京都や名古屋以外の各都市から伊勢志摩に行くよりも、日本国外に飛んだほうが安い場合があるからである。
一方で、近鉄名古屋駅や京都駅は東海道新幹線との接続駅でもあり、新幹線の乗客を近鉄の路線に誘致するなどの強い連携も行なわれていることはそれぞれの特急の節で述べている。
近鉄はモータリゼーションの進展に対する危機意識を名神高速道路建設当時から抱いていた。また、1960年代当時、未開の地であった志摩地方を近鉄資本でもって開発、囲い込む一方、鳥羽線開業前の観光の面的拡大を目的に近鉄資本による伊勢志摩スカイライン、三重県による伊勢道路といった自動車利用を前提とした施設の拡充も進行した。しかし1970年代ともなると定期外収入（特急料金もこれに該当）が前年並みとなり、ここにモータリゼーションの影響がはっきりと現れてきた。各家庭の自動車保有台数も年々右肩上がりで、それに呼応するように国道1号をはじめとする道路の整備、高速道路網の拡充が推し進められた。現状、名伊特急や名阪特急などのルートにも高速道路や一般国道が沿うように展開しており、今後とも自動車との競争は避けられない情勢となっている。特に名伊特急の営業範囲である三重県においては、駅前に立地していたショッピングモールが軒並み自動車利用を前提とした郊外に移転する傾向が顕著で、生活の足は電車よりも自動車と化している。
特急料金収入の増減は景気に左右される場合が多く、1990年代半ばからの景気低迷などによる国内観光の不振により、伊勢志摩観光も大きく需要が伸び悩んだ。伊勢志摩方面に特急営業を行なう近鉄にとっては痛手が大きく、2012年の伊勢志摩方面特急の輸送量は、1994年と比べて約4割程度となった。また、短中距離の特急利用客も生活防衛の観点から急行で我慢する傾向が増え、レジャーの多様化によって日本国内外の観光地とも競争が激化し、さらにはインターネットの媒介やゲーム機器の発達、価値観の変化・多様化によって旅行以外の娯楽が増えたことも収入減に関係していると推察される。さらに、これに輪をかけて日本の総人口が減少していく少子高齢化が今後一層加速すると見られ、沿線人口の減少とともに、鉄道事業収入の伸び悩みも今や顕在化している状態である。
近鉄が特急運営に強い意欲を示してきた要因の一つが、冒頭（特急運営について）で記述した通り、近鉄路線が背負う宿命としての閑散路線対策であるが、それだけにとどまることではなく、特急料金収入が競合交通機関をはじめ、社会のライフスタイルの変化によって蚕食されることを早くに警戒していたことにもよる。このため、特急の輸送サービス向上にハード、ソフト面で取り組んできたが、近年ますます厳しさを増す特急運営に対して、特急停車駅の増加、グループ席の利用制度変更、座席のインターネット空席照会と予約システムの導入、各種割引切符の改廃（「まわりゃんせ」の設定、「名阪まる得きっぷ」の廃止等）、保有車両の絞り込み、ニーズに合った車両の建造等、さまざまな対策が打たれている。

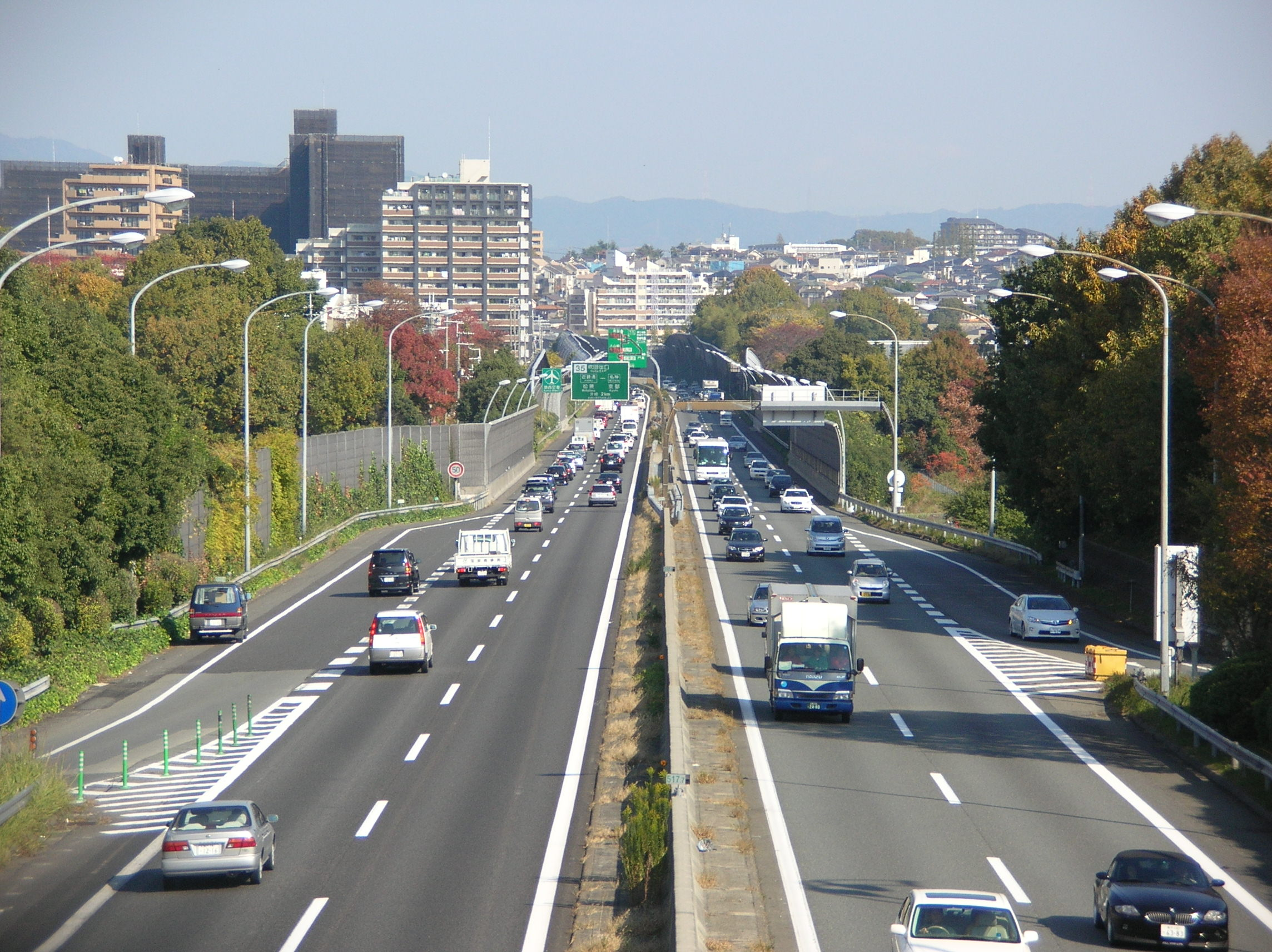
モータリゼーション （名神高速道路）
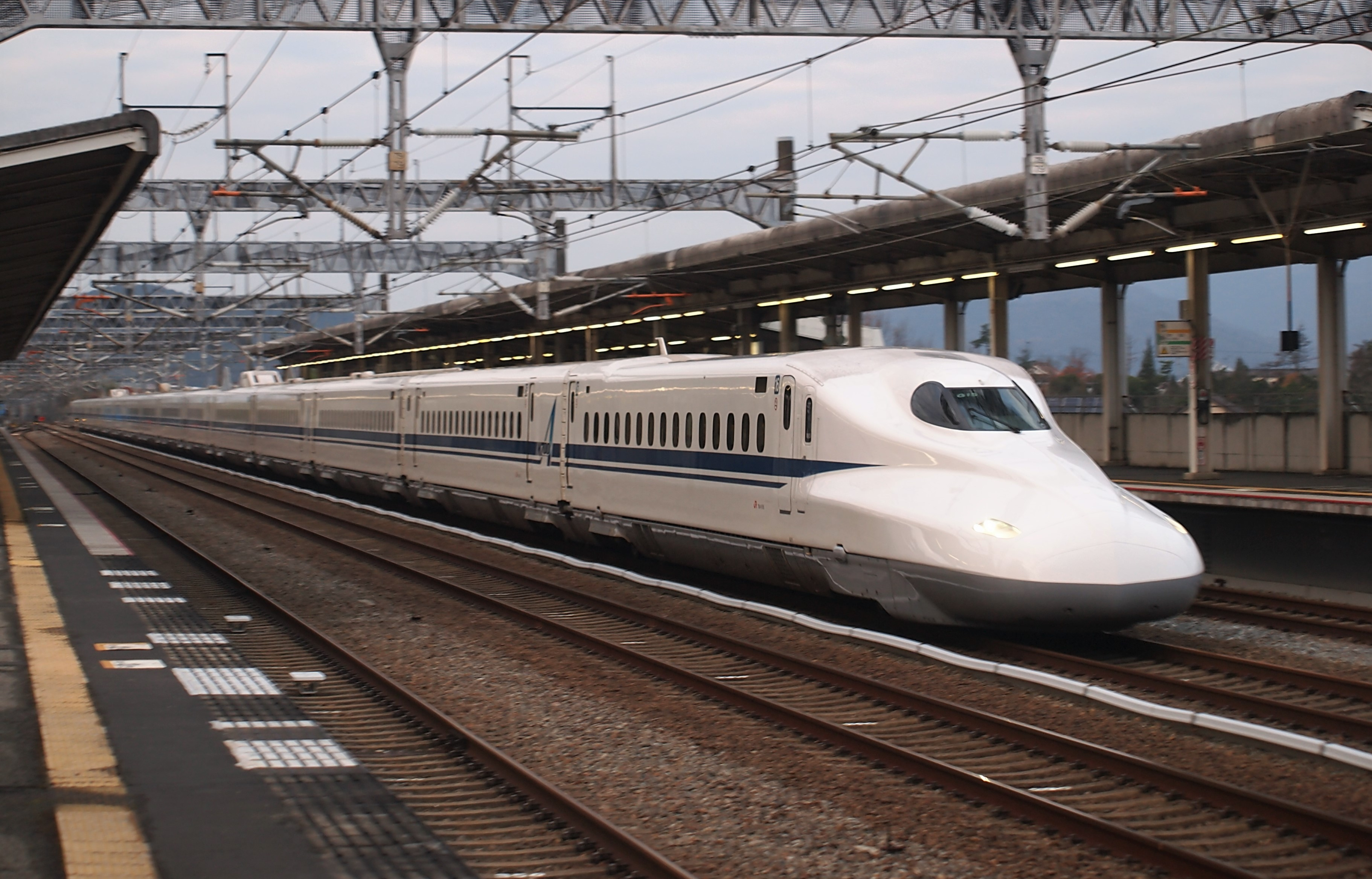
東海道新幹線
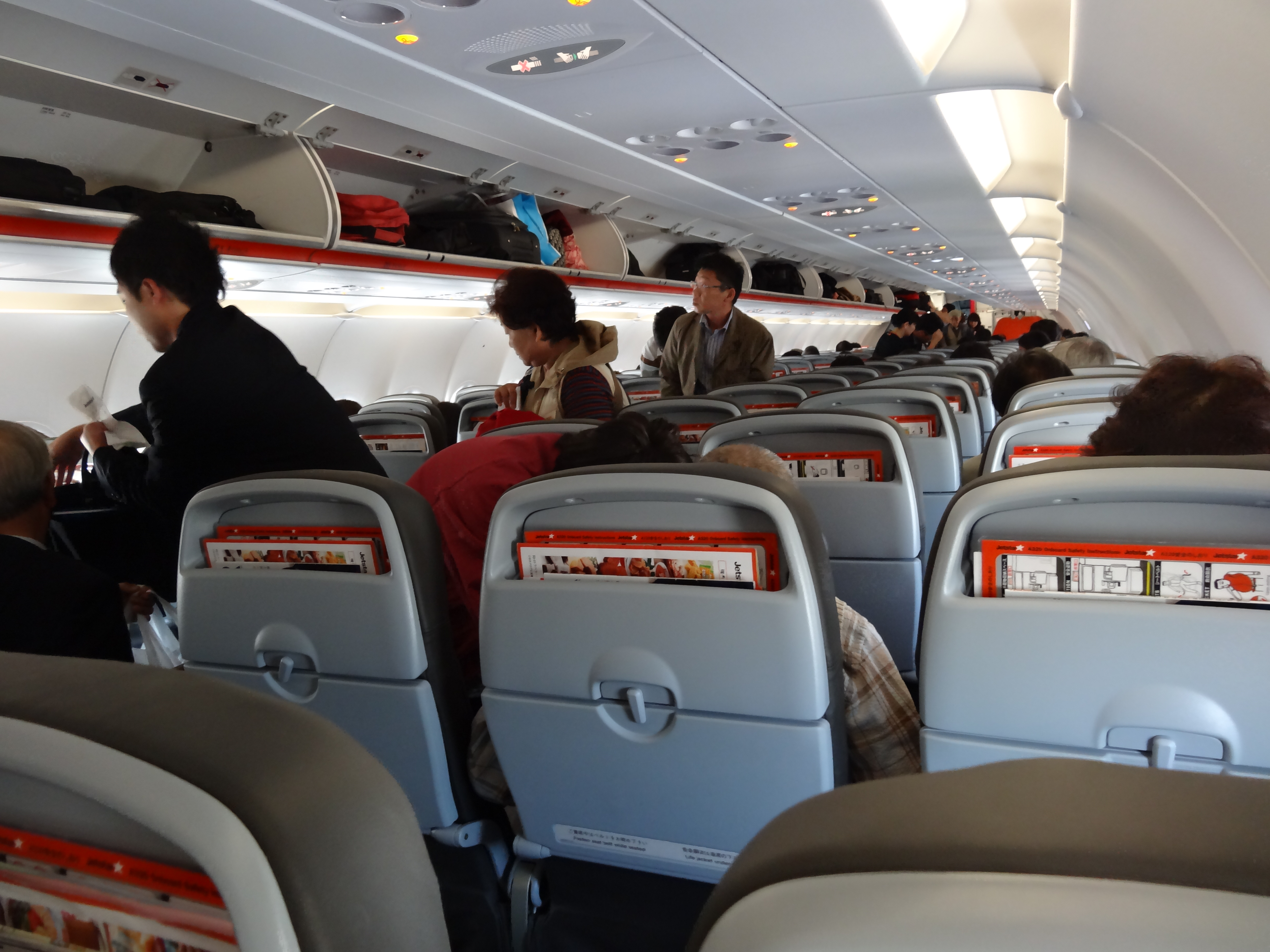
格安航空路線 （例:ジェットスタージャパンの機内）

## 事故
近鉄路線も多数の踏切を有することから、それに絡んだ事故対策として、防護無線を活用することで踏切障害発生時に、近辺を走行中の全列車に危険を報知する体制を整えている。
近年は特に大阪線の山間部で鹿など動物との衝突事故が増えている。近鉄によると、2015年の1年間だけで（特急以外も含めて）過去最多となる313件もの動物との衝突事故が発生した。
近鉄特急において乗員・乗客の死亡を伴う事故は2件発生している。
- 1966年11月12日　河内国分駅構内で信号見落としの特急が停車中の準急に衝突し、双方の車両が大破した。運転士が死亡し、乗客にも多数の重軽傷者が出た[409]。

- 1971年10月25日　東青山駅 - 榊原温泉口駅間の総谷トンネル入口付近で特急同士の衝突事故が発生、乗員・乗客に多数の死傷者が出た。車両も脱線転覆して4両が廃車になった。複線化計画は当時既にあったものの、残存単線区間における事故であったことから、これを機に一部別線付替えを伴う大阪線の全線複線化の計画を繰り上げて実施した[410]。

また、上記以外に車両が廃車となった事故が1件発生している。
- 1969年8月5日　伊勢中川駅構内（中川短絡線の分岐地点）で上本町発宇治山田行き特急が脱線、築堤から転落[411]。12000系2両廃車[412]。

## 列車名について
かつて特急の運転本数が少なかった時代は、列車を特定のうえ乗車することに意味があった訳で、「かつらぎ」「すずか」「あつた」「おわり」などの列車名が付与されていた。しかし、次第に特急が増発されるに至って、特定列車を意識して選択する必要性が薄れたため、名古屋線改軌後の1960年1月に定期列車の列車名は廃止された。ただし、行楽期に設定される不定期特急の一部については、引き続き列車愛称が付けられた。
その後は1970年のダイヤ変更時に「名阪」「いせしま」「いせじ」「パールズ」「はまゆう」「ゆのやま」等の愛称が設けられたこともあるが、1970年代半ばには使用をやめている。それ以降は公式の列車名はなく、一貫して「近鉄特急」としてPRしている。また、既述通り「伊勢志摩ライナー」「アーバンライナー」等の愛称は車両固有の愛称であって列車名ではなく、これらの車両も特急ネットワークの中に組み込まれ「近鉄特急」として一体的に運用されている。
これらの事情によって特急券申し込みの際、JRの場合は列車名を申込用紙に記述するが、近鉄特急の場合は列車名がないため、行き先だけを係員に告げるか、発車時刻を告げることで乗車希望の特急を指定する。

## 伊勢神宮との関わりについて
近鉄と伊勢神宮の関わりは深く、歴史的には近鉄の前身である大阪電気軌道が伊勢進出を図って姉妹会社の参宮急行電鉄を設立した1920年代まで遡る。現在でも大阪、京都、名古屋をはじめ、新幹線沿線の各都市から伊勢までの輸送ルートとして近鉄線は機能しているが、その参拝客の足として近鉄特急が設定されている。
1947年に近鉄特急が運行開始して以来、伊勢神宮の行事が近鉄の特急運営を左右してきた側面があり、特に20年に一度社殿を建て替える神宮式年遷宮の際には参拝者が多数訪れることから車両の新造、更新、それとセットで運用に少なからず影響を与えてきた。その内容を1953年の第59回神宮式年遷宮以降で列挙する。
- 1953年（第59回）　2250系の新造[416]と特急増発
- 1973年（第60回）　12200系の増備と鳥羽線宇治山田駅 - 五十鈴川駅間の複線化（1971年12月竣工）ならびに特急増発[101][153]
- 1993年（第61回）　翌年の志摩スペイン村の開業とセットで23000系「伊勢志摩ライナー」の建造（運用開始は翌年）と志摩線の複線化ならびに130km/hへのスピードアップ
- 2013年（第62回）　50000系「しまかぜ」の運用開始[417]と23000系の車体更新[393]である。

なお、近鉄特急における伊勢神宮への連絡駅は外宮（豊受大神宮）が伊勢市駅、内宮（皇大神宮）が宇治山田駅もしくは五十鈴川駅である。

## お召し列車
沿線には皇室の祖神を祀る伊勢神宮をはじめ、神武天皇御陵の他、様々な文化遺産があることから、何かと皇室の行事に近鉄電車が利用される機会が多い。近鉄ではその都度、特急車両を整備してお召し列車を運行した。
当初は汎用特急車が使用され、御座所の椅子を近鉄百貨店でしつらえてセッティングしたが、1990年以降はアーバンライナー等の固定編成系列が使用され、特別車両を御座所としている。
各々の日程、編成は、12200系、12400系、16010系、21000系、23000系、21020系、50000系の各項目を参照のこと。

## 他社線乗り入れとその計画

### 阪神・山陽電気鉄道への乗り入れ

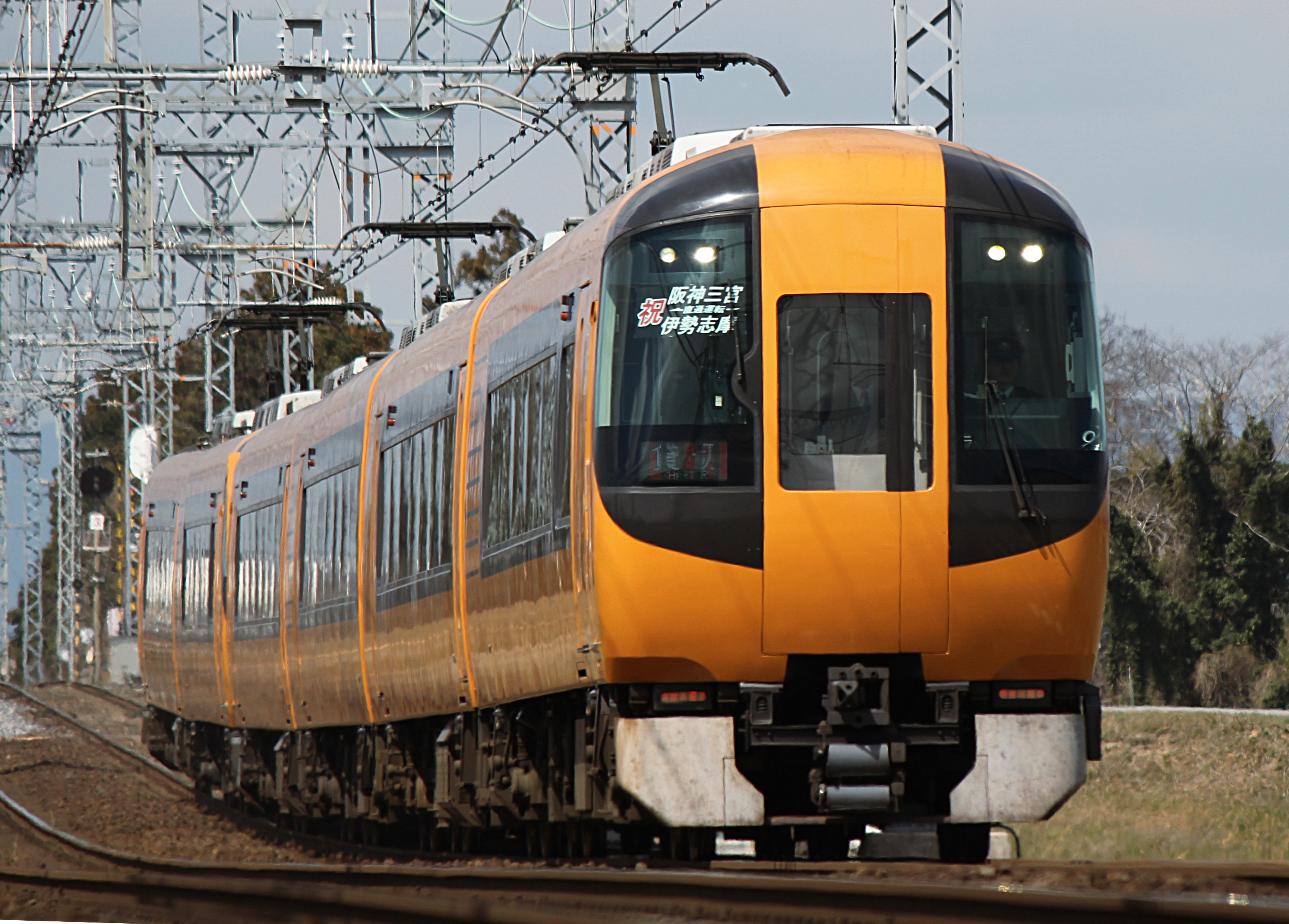
阪神直通運転開始初日の22600系　2014年3月22日

2014年3月22日より、団体臨時列車の扱いであるが、神戸三宮駅 - 賢島駅間で運用を開始した。
阪神との運行範囲は、対伊勢志摩（神伊特急）に限定することなく、対中京（名神特急）・対奈良（神奈特急）など、様々なプランの中で設定されている。
近鉄では、阪神との相互直通運転開始以前より阪神電鉄線内への近鉄特急の直通運転のアプローチを展開しており、実際に2010年春を目標に阪神神戸高速線を介して山陽姫路駅まで乗り入れる構想が報道されたこともあった。だが、阪神がダイヤパターンが崩れる懸念、利用需要が読めないこと、特急券発券システムや乗務員教育などにコストが掛かることを理由に難色を示したため、結局のところ直通運転の実現は阪神との相互直通運転開始後も進まなかった。その後、2013年の協議で暫くは団体臨時列車の扱いで直通運転を開始することで合意、翌2014年より運行が開始され、現在に至っている。

### Osaka Metro中央線への乗り入れ
2019年1月19日、近鉄はけいはんな線経由Osaka Metro中央線への近鉄特急の乗り入れ計画を発表した。近鉄は同時に、近鉄奈良駅をOsaka Metro中央線に直通する近鉄特急の発着駅として計画（それ以外の駅からの直通運転の是非については言及せず）し、東生駒駅（奈良線）・東生駒信号場（けいはんな線）の生駒駅寄りに奈良線とけいはんな線との連絡線を設ける予定であり、またけいはんな線の第三軌条に対応した「夢奈特急」専用の特急車を開発することを検討している。同年5月14日には日本国外のメーカー（社名は非公表だがドイツの企業）に開発を依頼済であることが発表され、同日発表された「近鉄グループ経営計画」にも万博・IR誘致に向けて夢洲への直通列車を検討する旨が記載された。11月14日には伊勢志摩まで直通特急を運行することが報道されている。その後、IRの開業が遅れる見通しから万博開業前での直通列車の見送りを検討する報道がされたが、2021年5月14日に発表された「近鉄グループ中期経営計画2024」では夢洲直通列車の継続検討が引き続き記載されている。2022年5月23日には、夢洲直通に対応した集電装置の開発について発表があった。
実施には、上記の阪神・山陽への乗り入れ構想以上に課題が多く、奈良線とけいはんな線・Osaka Metroとの集電・信号・列車無線方式の違いや両線間の車両限界の違い、自社のけいはんな線およびOsaka Metro側での特急料金の制定、およびOsaka Metroおよび近鉄両社間での発券システムの問題の解決が必要であるが、これについての両社間の対応をどうするかについては未定である。

## 車内チャイム
近鉄特急では全車両で車内チャイムが流れる。各駅のチャイムは以下の通り。
| 駅名         | 車内チャイム             | 駅名       | 車内チャイム           |
| ------------ | ------------------------ | ---------- | ---------------------- |
| 大阪難波     | アニーローリー           | 大阪上本町 | 夢路より               |
| 大阪阿部野橋 | 愛の喜び                 | 鶴橋       | 旅愁                   |
| 京都         | 大きな古時計             | 近鉄丹波橋 | 楽しき農夫             |
| 大和西大寺   | おおスザンナ             | 近鉄奈良   | 歌の翼に               |
| 大和八木     | 故郷の人々               | 橿原神宮前 | スコットランドの釣鐘草 |
| 飛鳥         | 春の日の花と輝く         | 吉野       | さくらさくら           |
| 伊勢中川     | 田園                     | 伊勢市     | 羊飼いの家路           |
| 宇治山田     | 四季 より「春」          | 鳥羽       | われは海の子           |
| 鵜方         | きっとパルケエスパーニャ | 賢島       | マイ・ボニー           |
| 近鉄四日市   | オリジナルチャイム       | 近鉄名古屋 | 久しき昔               |

現在は使われていないが、以前は以下の車内チャイムが流れていた。
| 駅名       | 旧車内チャイム           | 駅名       | 旧車内チャイム              |
| ---------- | ------------------------ | ---------- | --------------------------- |
| 布施       | ふるさと                 | 京都       | サンタ・ルチア              |
| 近鉄丹波橋 | ユーモレスク             | 生駒       | 森へ行きましょう            |
| 学園前     | メヌエット               | 近鉄奈良   | カチューシャ                |
| 名張       | 峠の我が家               | 桔梗が丘   | エーデルワイス              |
| 伊賀神戸   | 花                       | 榊原温泉口 | ピクニック                  |
| 松阪       | 星の世界                 | 伊勢市     | ピアノ協奏曲第1番           |
| 五十鈴川   | 虹の彼方に               | 鳥羽       | 海                          |
| 志摩磯部   | きっとパルケエスパーニャ | 鵜方       | いそしぎ                    |
| 賢島       | エーゲ海の真珠           | 津         | ソナチネ                    |
| 白子       | バースデーマーチ         | 桑名       | おどけたギャロップ/埴生の宿 |
| 近鉄名古屋 | この道                   |            |                             |

かつては志摩スペイン村の玄関口として志摩磯部駅から当該施設へのバスが発着していたが、鵜方駅発着に変更されたため、副駅名とともに変更された。

## イメージソング
1960年代中頃に、楠トシエ（作詞・作曲三木鶏郎）がイメージソング「近鉄特急のうた」を吹き込み、「近鉄金曜劇場」などの同社提供番組でのコマーシャルメッセージで放送されたことがあった。

## 発車メロディ
近鉄名古屋駅では以前からワルツの「ドナウ川のさざなみ」が特急の発車メロディとして流れていた。現在では、名阪特急および臨時運転の湯の山温泉行きの特急は「ウェストミンスターの鐘」からの「ドナウ川のさざなみ」、名伊特急は「ウェストミンスターの鐘」からの「Around the World」が流れる。また、2015年7月10日から2016年12月26日まで、名伊特急については西野カナの「Call Me Up」が発車メロディとして使用されていた。大阪難波駅を除く大阪輸送統括部管轄のターミナル駅では、2012年3月20日から2017年3月19日まで、堂本剛の「縁を結いて」が使用されていた。これらの駅では2017年3月20日より「水上の音楽」が特急の発車メロディとして流れている。
大阪難波駅・京都駅・近鉄名古屋駅・賢島駅での観光特急「しまかぜ」専用の発車メロディーとして、ヨハン・ブルグミュラー作曲の「真珠」が使用される。
大阪阿部野橋駅での観光特急「青の交響曲」専用の発車メロディーとして、交響曲第101番「時計」第2楽章（ハイドン）が使用される。
大阪難波駅・近鉄名古屋駅・近鉄奈良駅（2022年3月以降）では、2020年3月14日より運転を開始した特急「ひのとり」専用の発車メロディーとして、オリジナル曲「ひかりの鐘」が使用される（2022年3月以前の近鉄奈良駅での「ひのとり」の発車時は他の特急と同じく「水上の音楽」が流れる。）。
大阪難波駅・近鉄奈良駅・京都駅では、2022年4月29日より運転を開始した観光特急「あをによし」専用の発車メロディーとして、オリジナル曲「三都旅絵巻（さんとたびえまき）」が使用される。
なお、近鉄では2017年9月29日より発車メロディの曲目を公式ホームページで公開し、公式YouTubeでも聴くことがてきる。

## 貨客混載事業
近畿日本鉄道と福山通運は2021年7月1日から大阪難波駅 - 近鉄名古屋駅間で名阪特急「アーバンライナー」を使用した貨客混載事業を行っており、福山通運は大阪市内と名古屋市内間の当日配送サービス（福山グリーン便）を開始した。